# Dentelles de Montmirail
Pour les articles homonymes, voir dentelles et Montmirail.
Les Dentelles de Montmirail, situées dans le département français de Vaucluse, sont une chaîne de montagne qui marque la limite occidentale des monts de Vaucluse. Elles sont situées au nord de Carpentras, au sud de Vaison-la-Romaine et à l'ouest du mont Ventoux. Leur point culminant est la crête de Saint-Amand à 722 mètres d'altitude.
Le massif, qui fait environ huit kilomètres de long, est réputé mondialement pour ses parois d'escalade. Situé au cœur de l'appellation côtes-du-rhône, il s'est bâti une réputation pour la qualité de ses vins, ce qui a permis le développement de l'œnotourisme. Il est aussi réputé pour la production de son huile d'olive, protégée par une AOC, et pour la qualité de ses truffes.
Son histoire s'étale sur plusieurs millénaires. Le site servit d'abord, par ses oppida, à contrôler les routes unissant le nord et le sud entre vallée du Rhône et Ventoux. Outre Vaison-la-Romaine, des découvertes archéologiques majeures y ont été faites (rare épée celte, inscription celto-grecque, statuaires gallo-romaines), Il abrita aussi deux lieux de culte paléochrétiens datés du VIIe siècle, une abbaye de moniales aux sources du Trignon et la chapelle Saint-Hilaire. De plus, la présence pontificale à Avignon, au XIVe siècle, permit de développer les muscadières qui fournissaient les celliers des papes en vin muscat.
Son patrimoine est particulièrement riche. Neuf monuments historiques permettent de découvrir son architecture civile ou religieuse ; outre les Choralies, des festivals attirent les amateurs de livres (Sablet), d'opéra (Gigondas), de théâtre (Beaumes-de-Venise), tandis que chaque semaine un marché provençal se déroule dans la majorité des communes des Dentelles, dont les plus renommés sont ceux de Vaison et de Malaucène.

## Toponymie
Leur qualificatif de « dentelles » provient de la forme obtenue par l'érosion de la roche. Montmirail vient du latin mons mirabilis qui signifie « mont (ou montagne) admirable ».

## Géographie

### Situation

Carte topographique des Dentelles de Montmirail.

Le massif, en forme de triangle, est délimité au nord-est par la crête de Saint-Amand, qui est son point culminant avec 722 mètres d'altitude, au nord-ouest par la plaine de l'Ouvèze, au sud par celle du Comtat Venaissin et, à l'est, par le défilé qui mène du Barroux à Malaucène, faille qui marque sa séparation d'avec les contreforts du mont Ventoux.
Les Dentelles de Montmirail englobent plusieurs communes, sur tout ou partie de leur superficie. Les territoires de Suzette, La Roque-Alric et de Lafare, au centre des Dentelles, sont intégralement dans le massif. Malaucène, Vaison-la-Romaine et Crestet ont la partie sud de leur territoire sur les contreforts septentrionaux. Le Barroux et Beaumes-de-Venise ont la partie nord de leur territoire qui s'étend sur le sud du massif. Les communes de Sablet, Séguret, Gigondas, Vacqueyras, à l'ouest, ont leur partie orientale sur ce dernier.

### Topographie

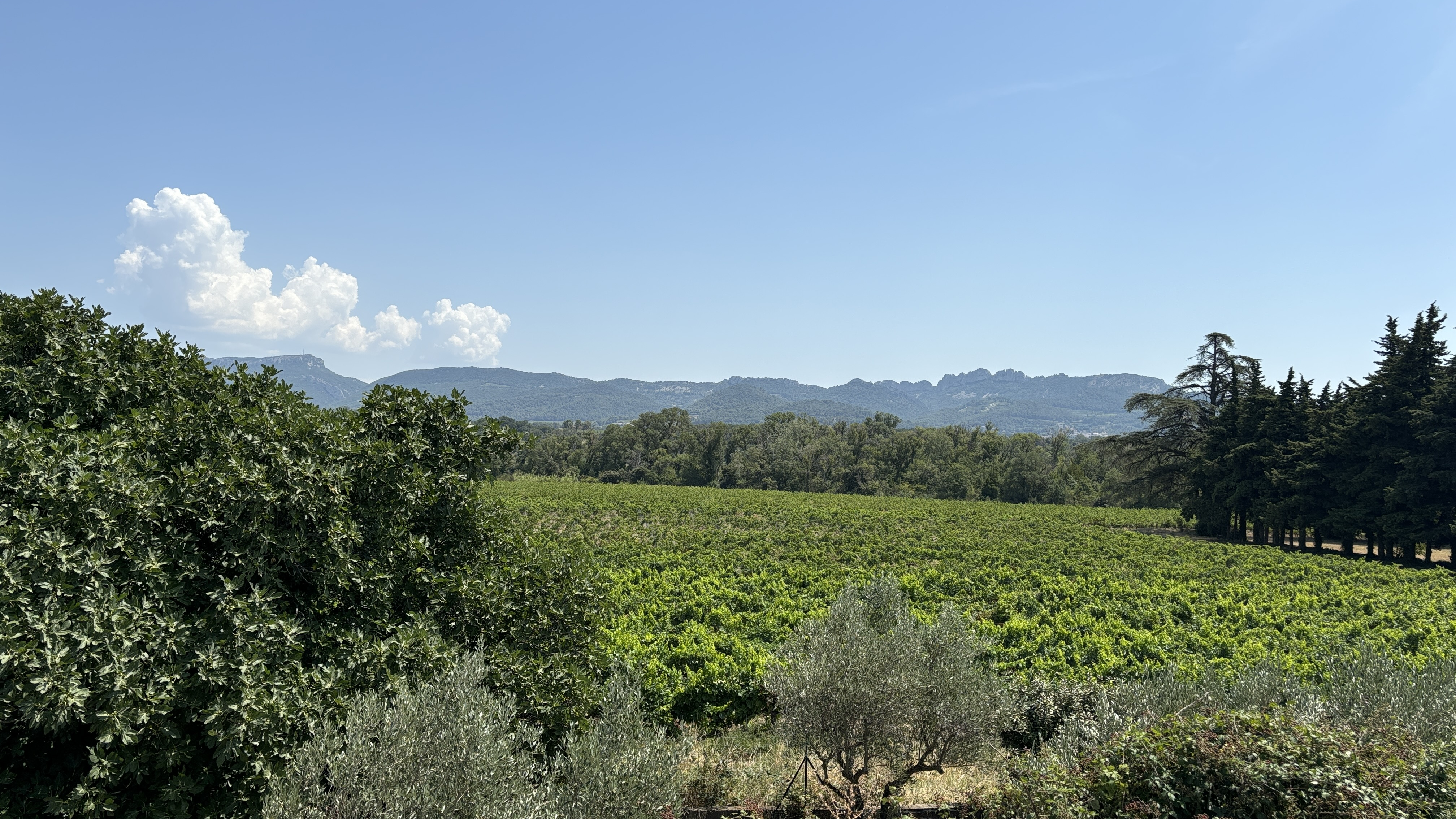
Vue des Dentelles de Montmirail depuis Violès.

Les Dentelles représentent l'extrémité sud-ouest des Baronnies et le positionnement de ce massif en bordure de la vallée du Rhône l'expose à une intense érosion qui est accentuée par l'hétérogénéité des dépôts sédimentaires. Orienté est-ouest, suivant le plissement pyrénéo-provençal, sa partie septentrionale, aux bancs de calcaires très épais, présente une grande disparité avec la partie méridionale faillée et aux dalles de calcaire dressées verticalement et entrecoupées par un moutonnement de dépressions.

#### Subdivisions
Les Dentelles, sous leur forme de surrection de dalles calcaires, sont au nombre de trois. Elles sont parallèles entre elles. La première, dite chaîne du Clapis (553 mètres), se déploie au sud, elle est fragmentée en trois parties : le Grand Montmirail, la Salle et le rocher Saint-Christophe. La deuxième, les Dentelles Sarrasines, située au centre, est moins étendue mais plus élevée (667 mètres). La troisième, nommée Grande Montagne ou chaîne du Grand Travers, se trouve au nord du massif dans le prolongement du Saint-Amand,.

#### Relief

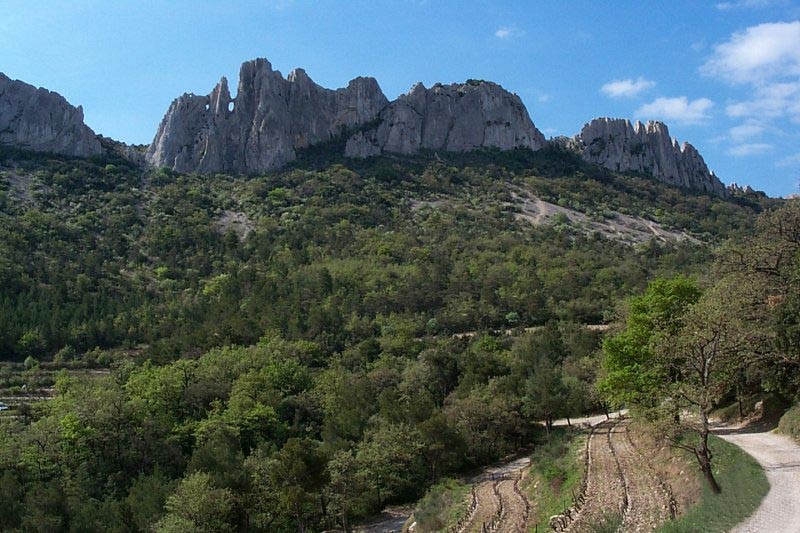
Les Dentelles Sarrasines.

Les Dentelles forment un grand arc montagneux qui s'étend de l'Ouvèze au mont Ventoux. Il existe plusieurs sites remarquables :
- les Dentelles Sarrasines et le Grand Montmirail (présence d'une source sulfureuse) ;
- la crête de la Salle, la crête du Cayron et la crête Saint-Amand ;
- le col d’Alsau et le col du Cayron ;
- la grotte d’Ambrosi ;
- le rocher du Midi (belvédère).

Ce massif de 5 000 hectares possède, dans sa partie nord, de lourdes croupes peu plissées qui s'affaissent doucement vers l'Ouvèze. Sa partie sud présente un relief plus contrasté au contact du mont Ventoux avec des plis, des dépressions et des cuestas.

#### Terrasses de culture

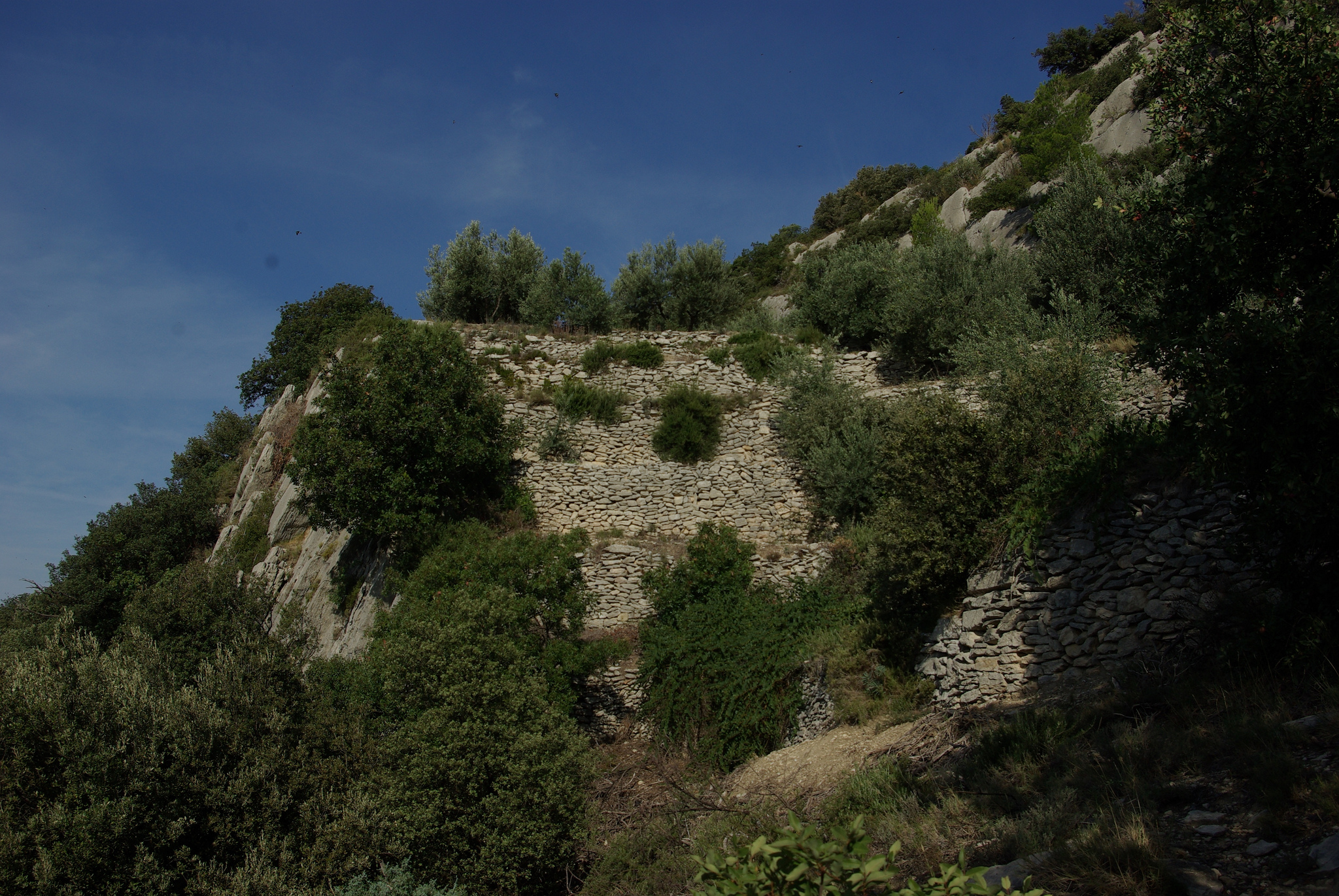
Anciennes restanques sous le castellas de Beaumes-de-Venise.

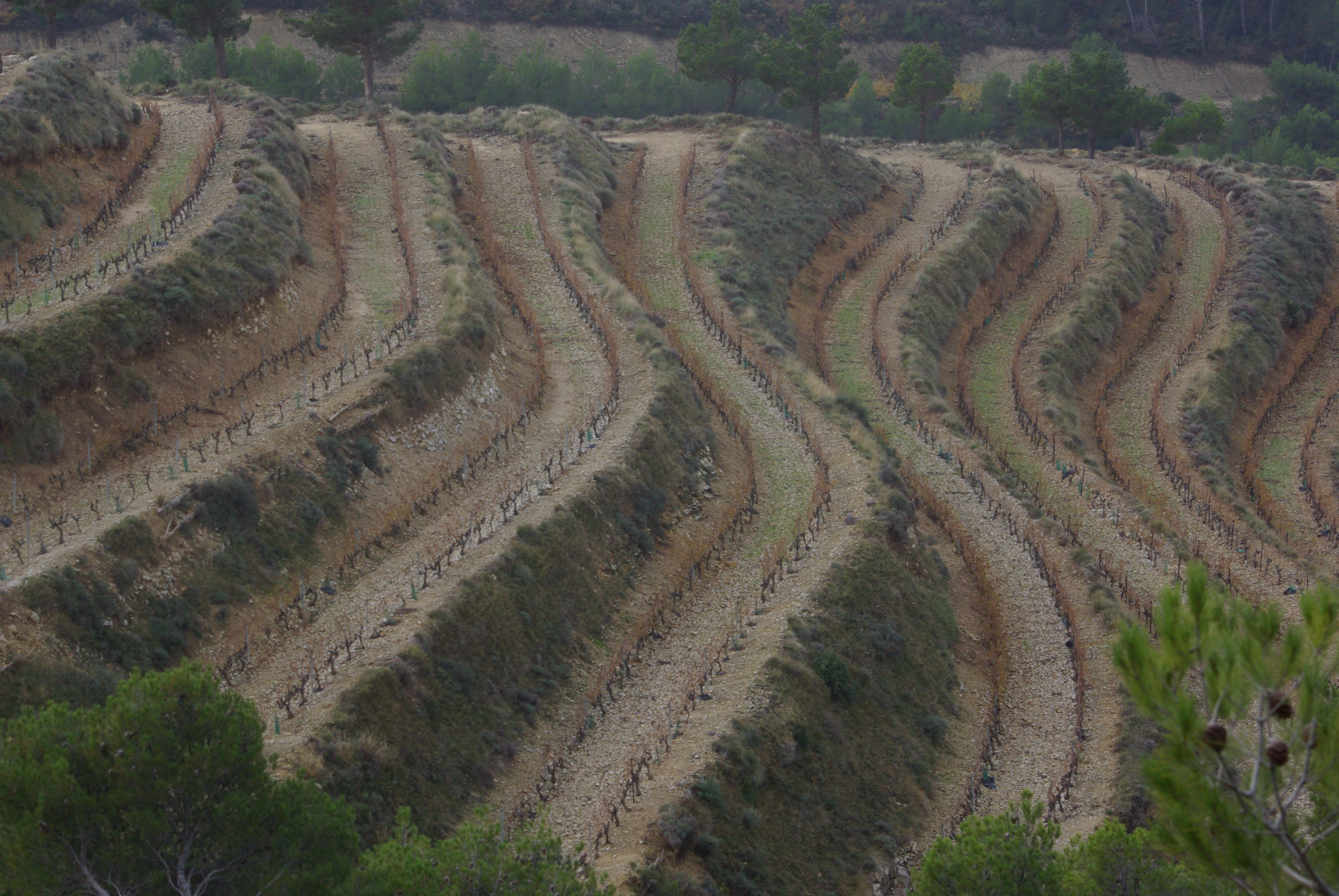
Restanques dans les Dentelles de Montmirail.

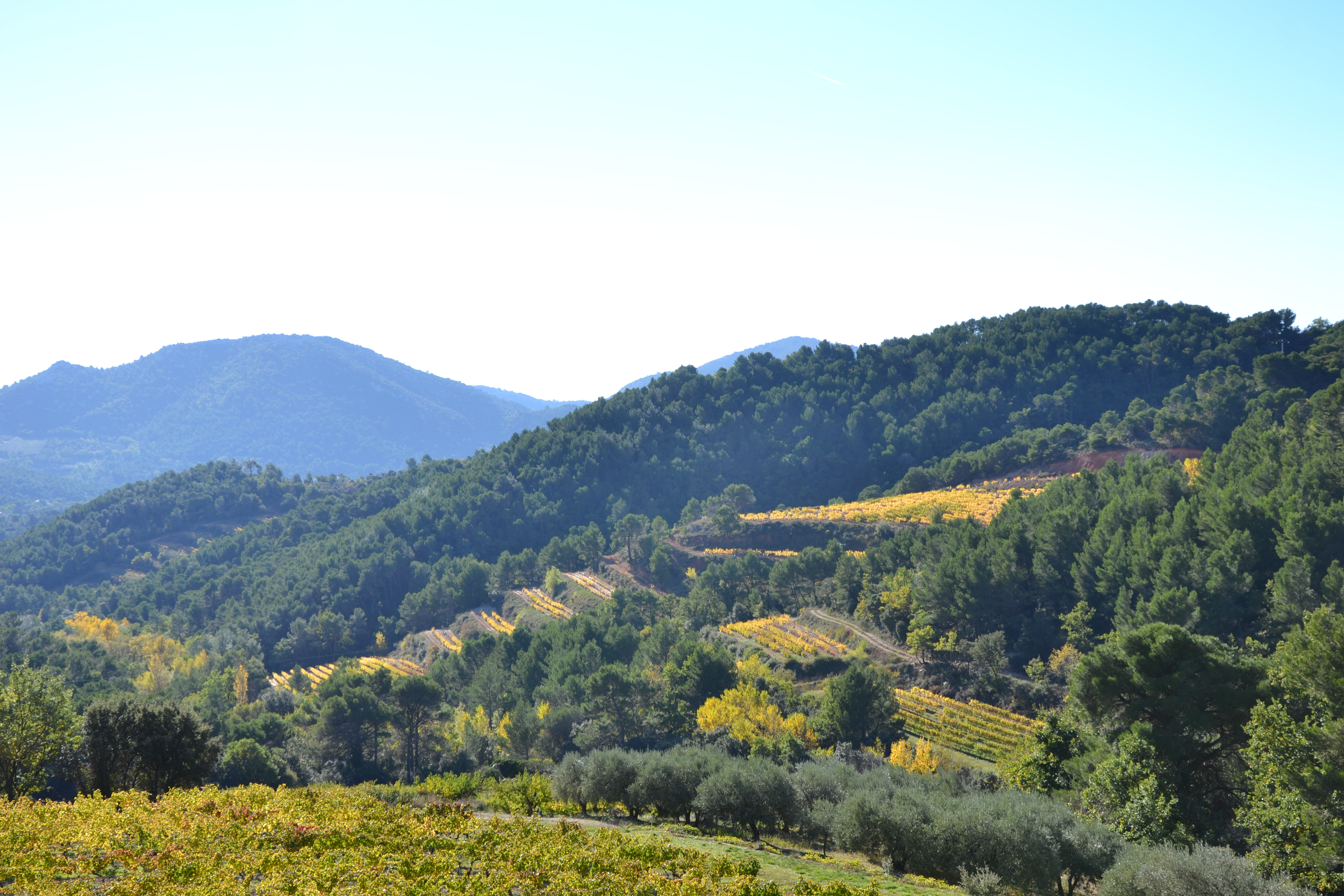
Vignes en restanques sur la commune de Suzette.

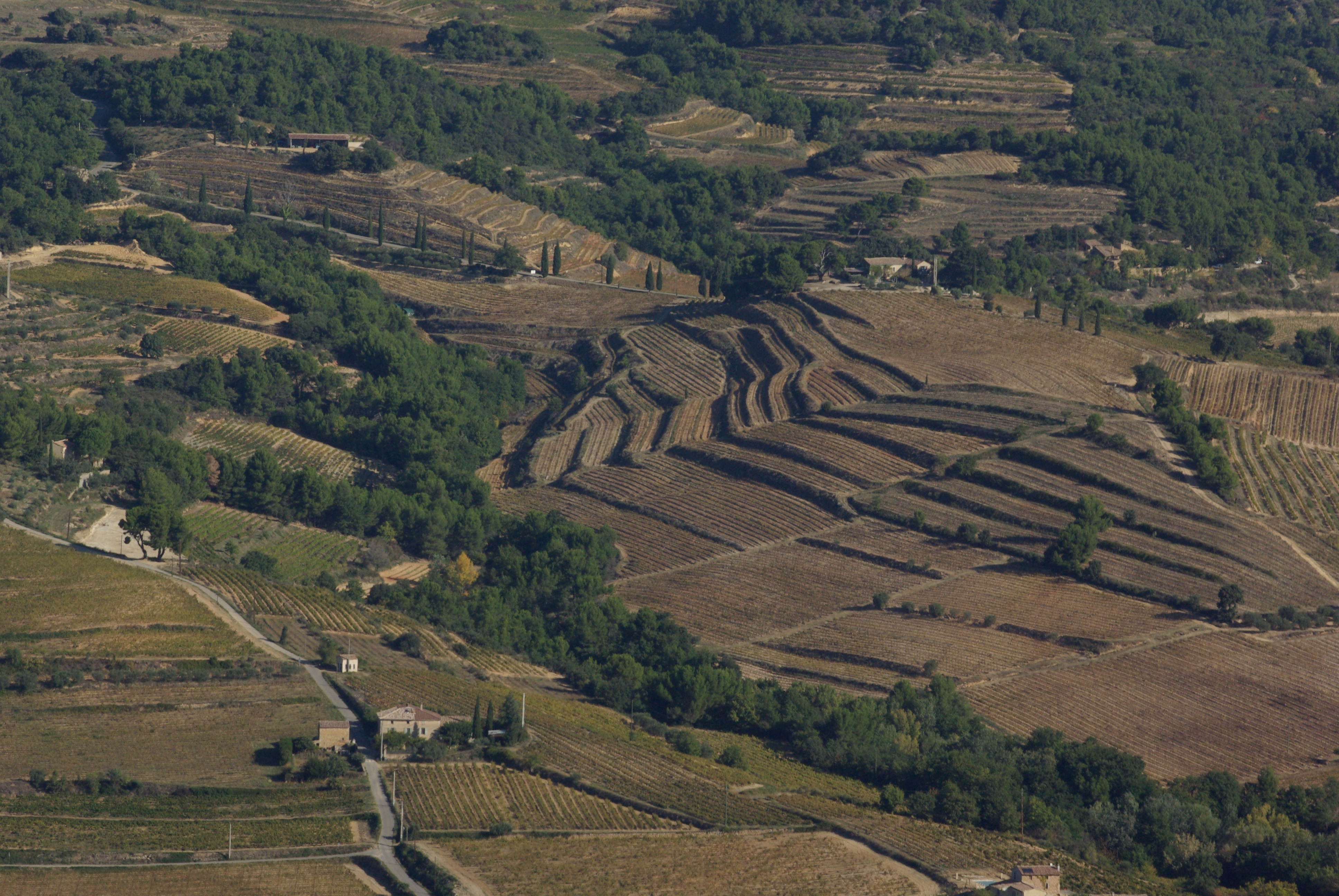
Vignoble en terrasses sur le terroir de Beaumes-de-Venise.

Dans les Dentelles de Montmirail, comme sur tout le pourtour de la Méditerranée, la culture en terrasses est une très ancienne pratique agricole. Cette modification par l'homme du milieu naturel à des fins économiques a débuté à l'époque où il commença à maîtriser la nature pour pouvoir la cultiver. Comme l'explique Isabelle Scheibli : « Les plantations en gradins sont un accord parfait entre les exigences économiques, esthétiques et hydrologiques des reliefs accidentés. Elles créent un paysage d'une harmonie remarquable, si bien que cette pratique est encore employée aujourd'hui dans les pays méditerranéens. La difficulté de ces régions au sol souvent rare et pauvre consiste à apprivoiser à la fois le soleil et l'eau. »
Appelés restanques en Provence, ces terrasses de culture présentent plusieurs avantages. Le premier est de débarrasser le sol des pierres qui s'y trouvent et empêchent toute plantation. Le second est de récupérer ce matériau pour construire des murets en pierre sèche. Le troisième est de niveler, dans le même temps, le sol et de créer des bandes de terre arable. Enfin, lors des pluies violentes, cette technique permet de diminuer ou même d'éviter les ruissellements qui ravinent la terre cultivée.
Dans le massif et son piémont, existent toujours d'anciennes restanques qui structurent les coteaux et sculptent le paysage. Généralement petites et étroites, elles suivent les courbes de niveau et épousent les pentes. Patiemment édifiées au cours des siècles, elles sont le résultat du travail des restanqueurs ou murailleurs, ces terrassiers qui savaient élever les murets. Jusqu'au début du XXe siècle, travailler la terre à la main ou à l'aide du cheval était compatible avec l'exiguïté des terrasses et leur accès même étroit ou malaisé ne présentait pas d'inconvénient majeur.
Au fil du temps, beaucoup ont été abandonnées puis envahies par des broussailles. C'est surtout à partir de la Première Guerre mondiale que leur mise en culture a été délaissée et que les céréales, oliviers, arbres fruitiers et vignobles sont descendus en plaine. Puis la mécanisation et le souci de rendement ont modifié la donne. Les vignes en plaine ou sur des pentes défrichées pour créer de larges gradins simplifiaient un certain type de viticulture et répondaient aux nouvelles techniques de culture où la quantité primait sur la qualité. Cette exigence de rentabilité a conduit à terrasser au mépris des courbes de niveau, des règles traditionnelles de soutènement et de drainage. Ce qui a provoqué ou accentué le ravinement des parcelles de vigne.
Le passage en AOC inclut toujours un cahier des charges drastique pour améliorer et préserver la qualité du vin d'appellation. Dans le massif, le patrimoine des terrasses anciennes a été pris en compte et la vigne a recolonisé les restanques. Sur les coteaux, des banquettes étroites ont été adaptées aux exigences de la mécanisation et des techniques modernes de la viticulture tout en respectant l'esprit traditionnel de leur édification. La qualité des vins produits permet de « penser que les restanques ne disparaîtront pas et qu'elles ont encore de beaux jours devant elles ».

### Géologie

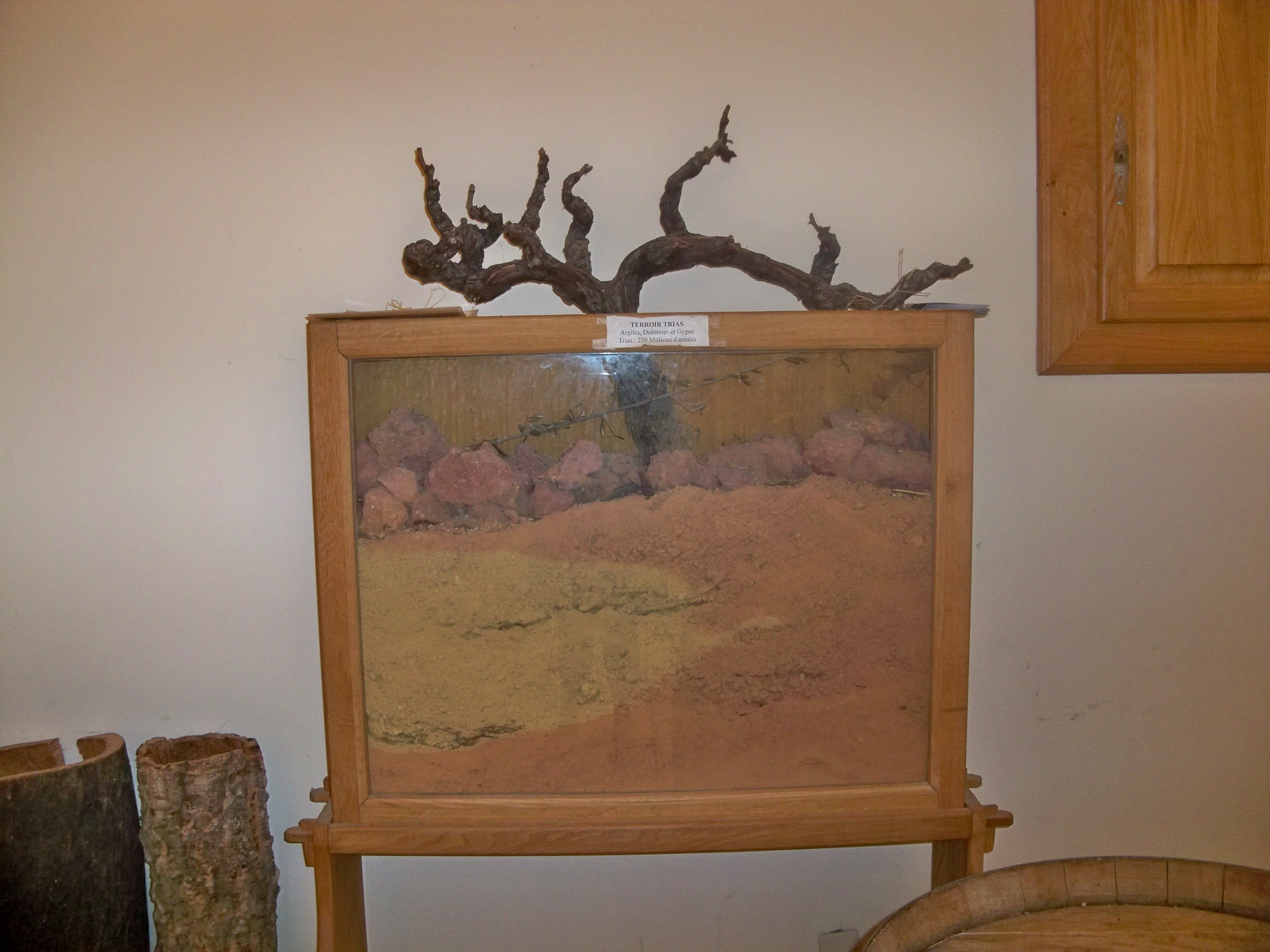
Les terres du Trias, vitrine d'exposition à la cave Balma Ventitia de Beaumes-de-Venise.

Le massif a commencé à se former géologiquement au cours du secondaire, entre 200 et 60 millions d'années. Ses barres rocheuses, d'origine jurassique, ont été redressées verticalement par les mouvements tectoniques, puis érodées au fil des âges. Elles sont extrêmement faillées. La période du Trias est identifiable par ses argiles rouges dolomiques et ses marnes à gypse. Les calcaires appartiennent au jurassique et au crétacé inférieur. Au nord du massif, affleurent des arènes sableuses datées du Crétacé. Quant à la périphérie du massif, elle est recouverte essentiellement de sols tertiaires.
Au début du secondaire, lors du Jurassique supérieur, la zone était recouverte par une mer profonde, la fosse vocontienne. Au cours des millénaires, cette mer se rétrécit jusqu'à devenir un simple golfe étroit au centre du massif. Celui-ci commença à se dresser au début du tertiaire, entre 60 et 2 millions d'années.

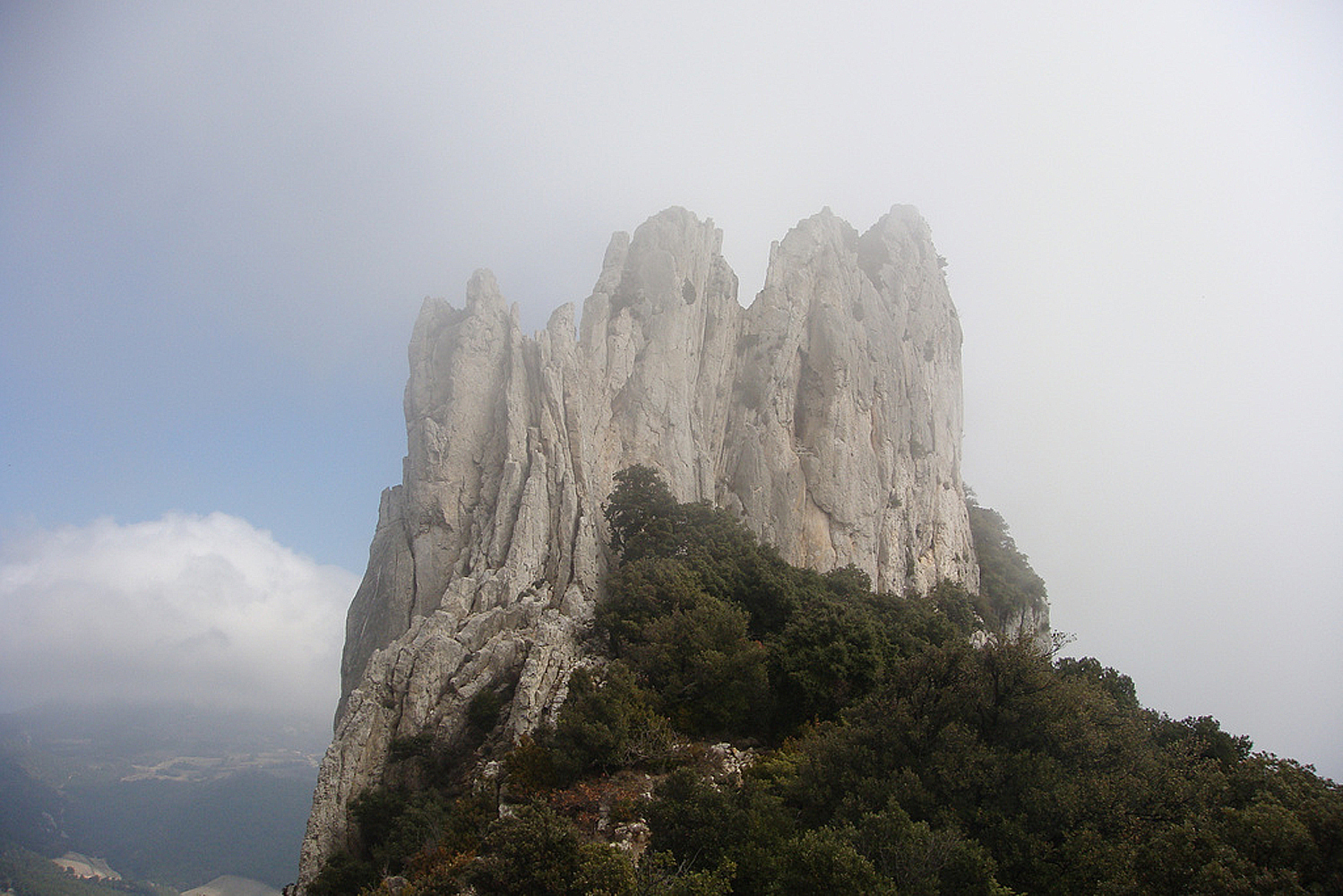
Un aspect des Dentelles de Montmirail.

Sa surrection fut provoquée par le plissement pyrénéo-provençal. De cette période géologique datent les éminences de Gigondas, de La Roque-Alric et du Barroux. À la fin de cette ère, lors de la période du miocène, débuta une phase de sédimentation. Ces dépôts furent fracturés par la faille de Nîmes qui de la Catalogne aboutit aux Préalpes, au nord de Die.
La création de cette faille provoqua de gigantesques poussées. Des dépôts de sels gemmes remontèrent de 5 000 mètres, bousculèrent la couverture sédimentaire et s'étalèrent à la surface. Des gypses, des marnes noires et rouges émergèrent à leur tour. Ce fut lors de ce soulèvement général que se dressèrent verticalement les dalles calcaires. Ce phénomène géologique, connu sous le nom de diapir, a été comparé à un véritable volcanisme froid. Il est responsable du goût salé des ruisseaux et des sources du massif, notamment la Salette, et du retrait de la mer, qui occupait alors la plaine du Rhône et, bien sûr, de l'aspect des Dentelles de Montmirail dans leur structure actuelle.

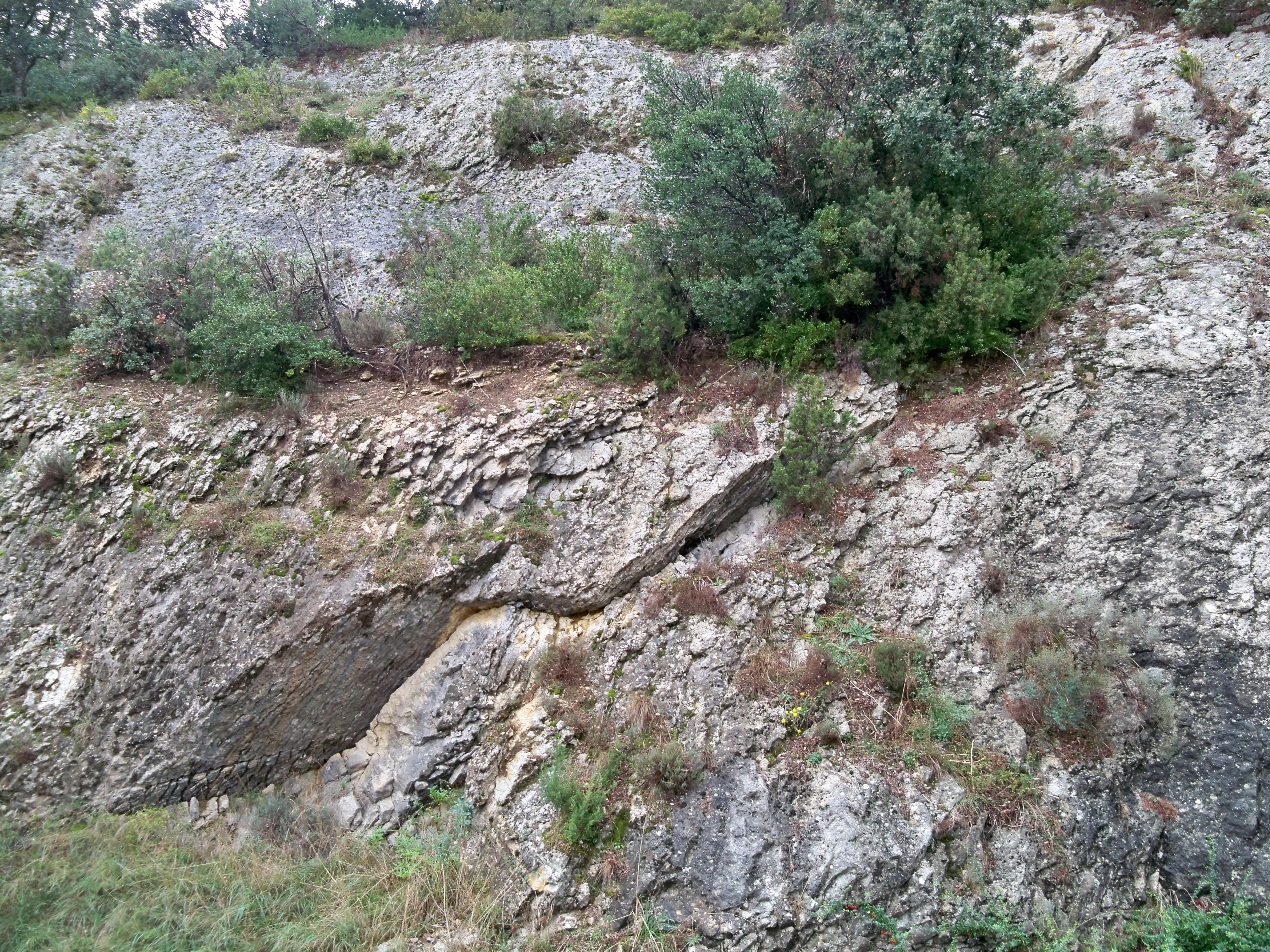
Couche calcaire faillée en biseau.
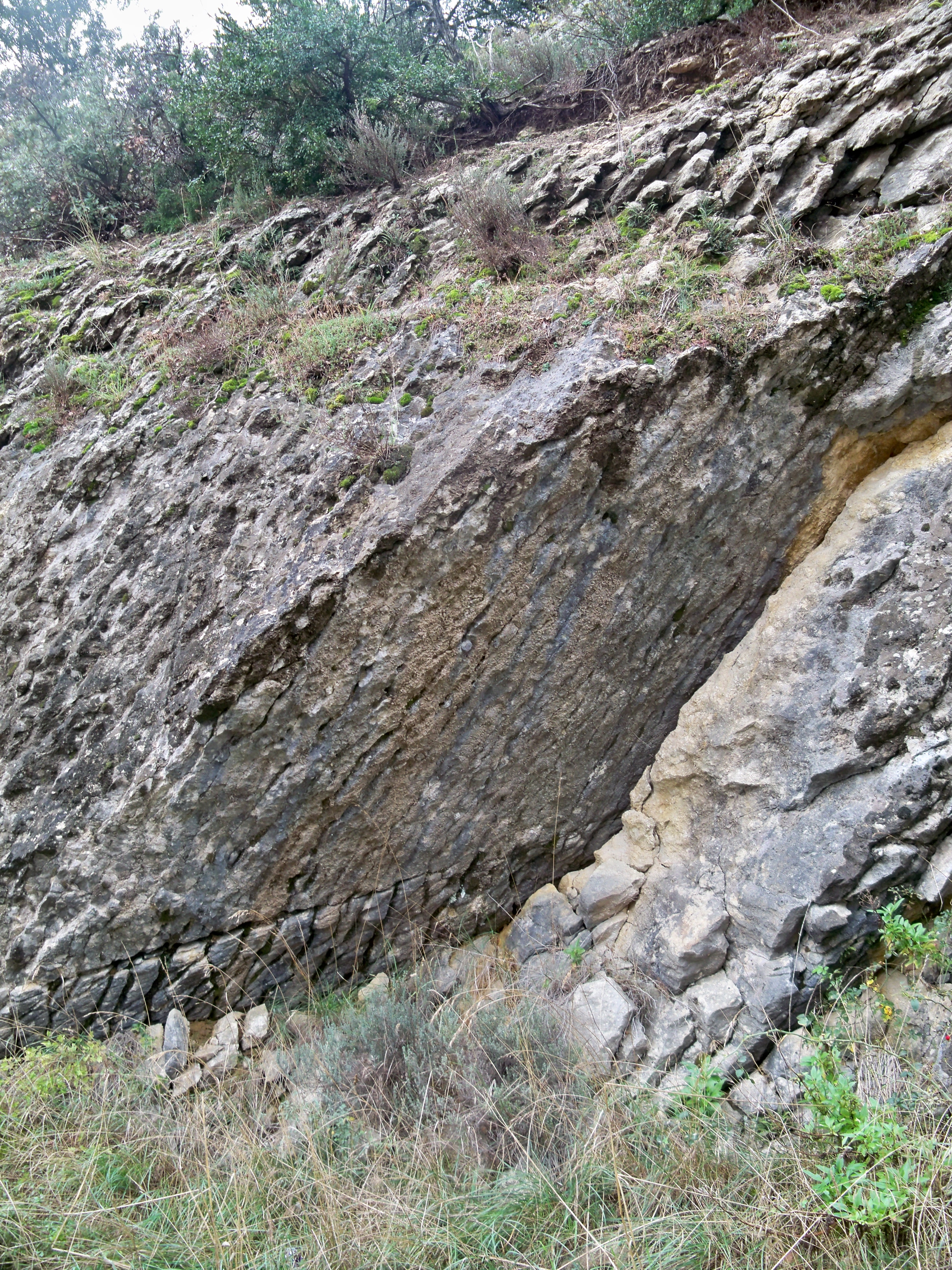
Miroir de faille.
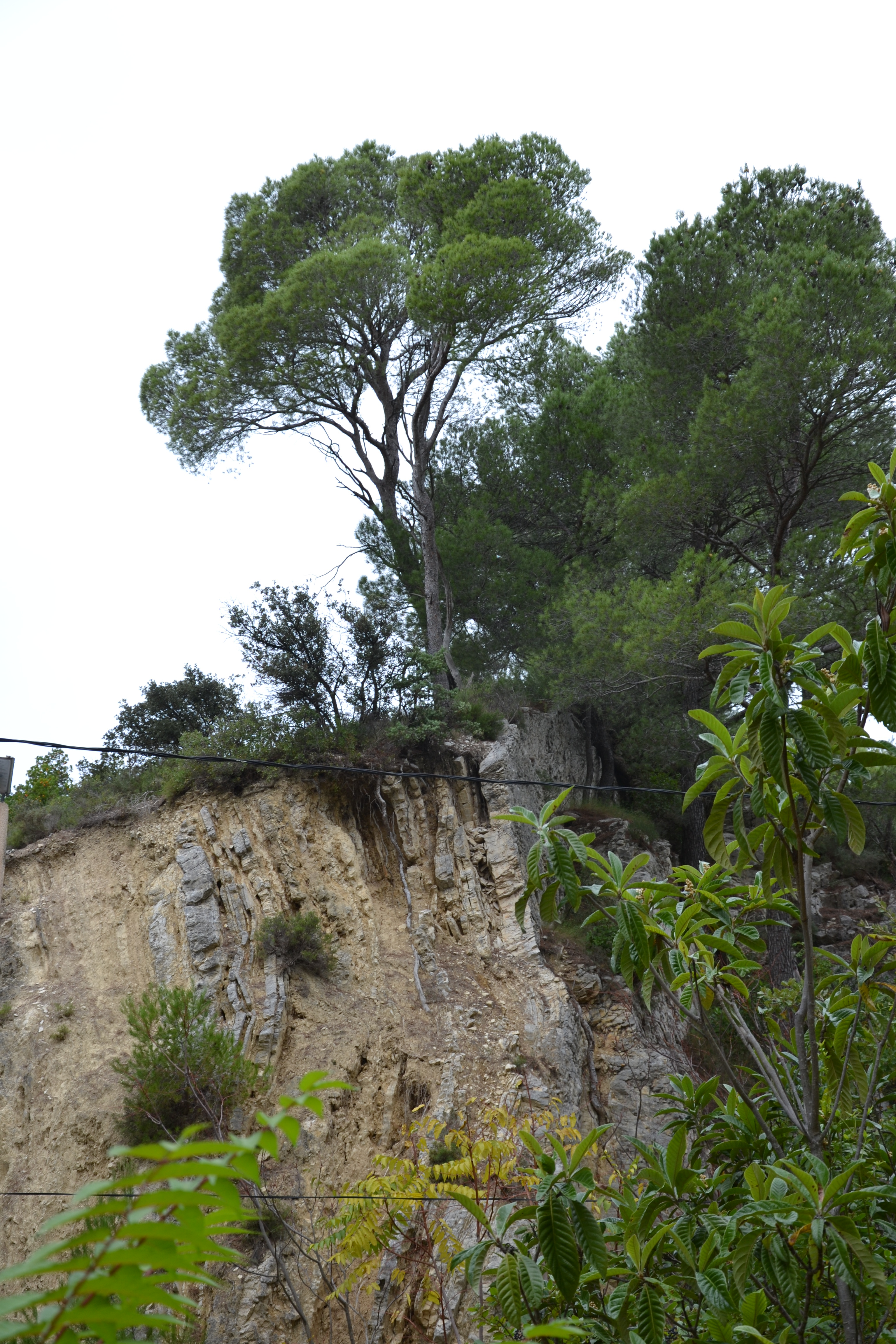
Sédiments relevés à la verticale.
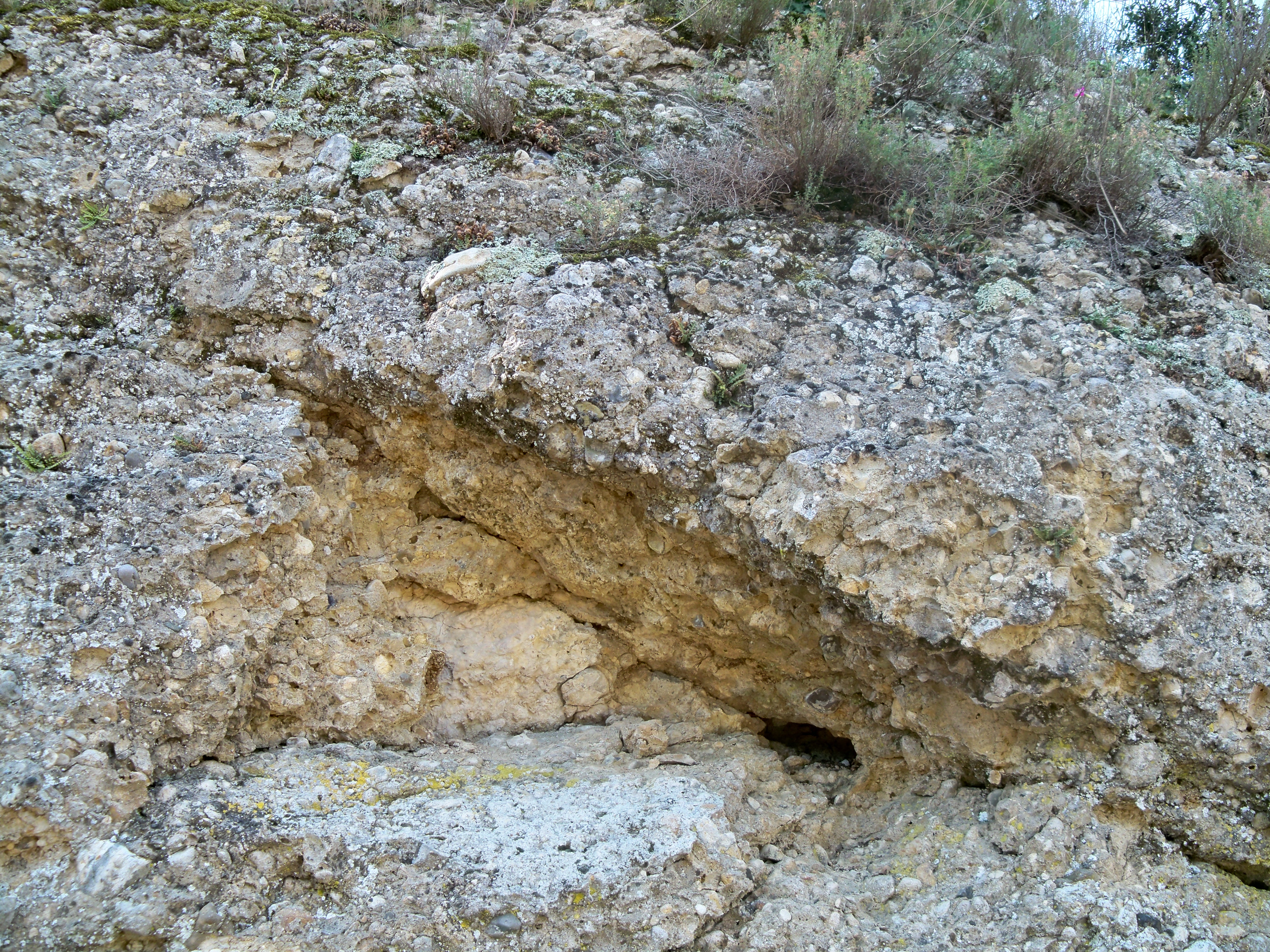
Plaque de poudingue faillée.
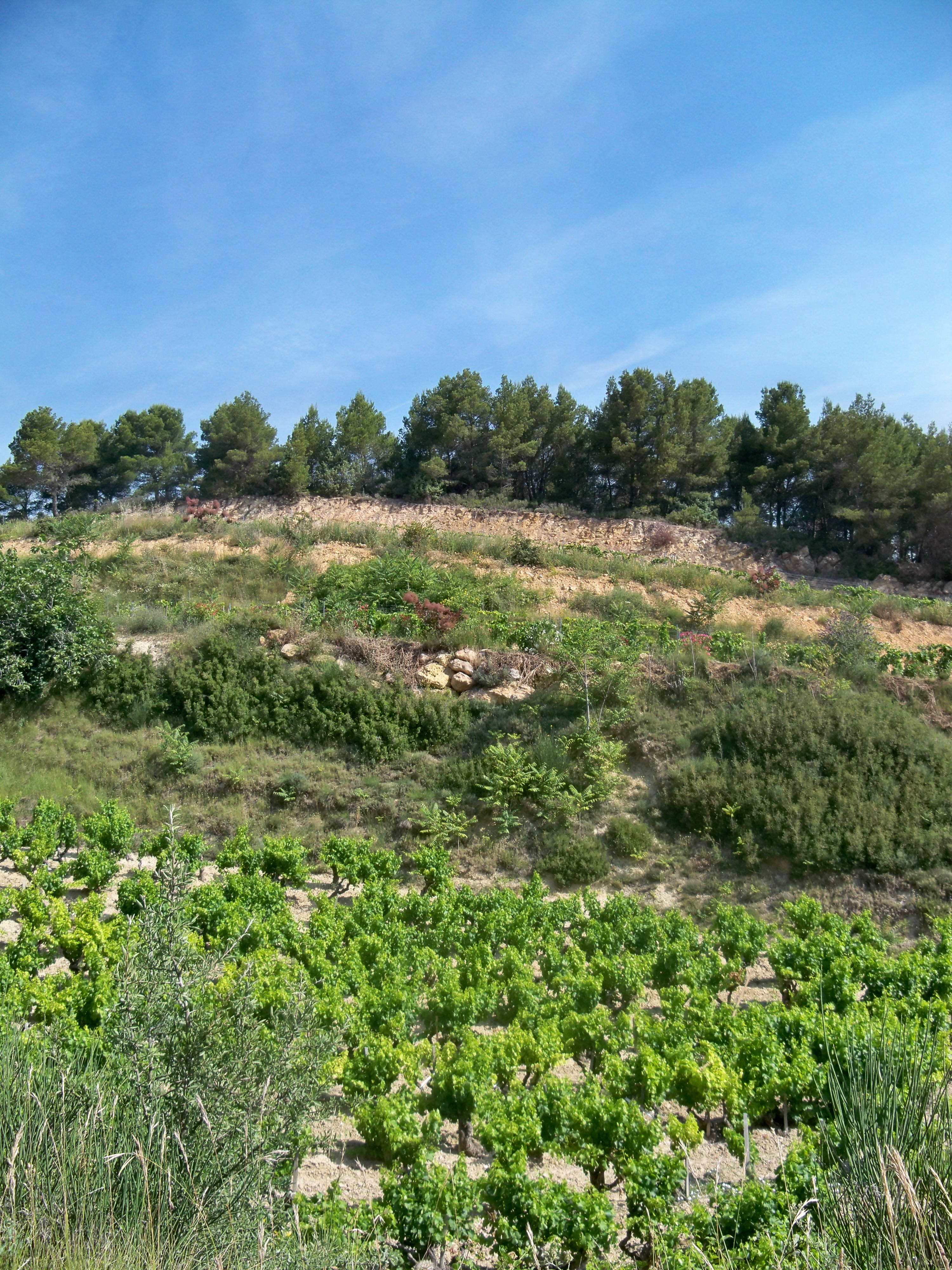
Vignes sur trias.

### Hydrographie

#### Cours d'eau
Dans le massif, la recherche de l'eau a toujours été une préoccupation essentielle. Cet élément vital, espéré et redouté, trop rare ou trop présent, alimente quelques sources ou de maigres cours d'eau. Si, la plus grande partie de l'année, ils sont à sec, un gros orage peut les gonfler en les transformant en des torrents de boue. La catastrophe du 22 septembre 1992 a été tragiquement ressentie avec la crue de la Salette qui a fait des morts. Même les vallats, petits rus, sont à craindre. Quant au Trignon, lors de l'un de ses débordements, il provoqua la destruction du monastère de Prébayon bâti sur ses rives.
Les averses du 22 septembre ont été la résultante d'un front orageux de flux ouest-est bloqué sur le flanc ouest du mont Ventoux. Dans le secteur du torrent de la Salette, il est tombé 200,5 millimètres de pluie en l'espace de cinq heures. Les chiffres sont connus grâce à la station des Bernardins, à Beaumes-de-Venise. La première averse, modérée (17,8 mm) est tombée entre 10 h et midi. Elle fut suivie d'une seconde beaucoup plus violente (182,7 mm) qui dura jusqu'à 15 h 15. Ce qui a représenté un volume de 4,2 millions de mètres cubes d'eau tombée dans le bassin versant de la Salette, qui a une superficie de seulement 28 km2.

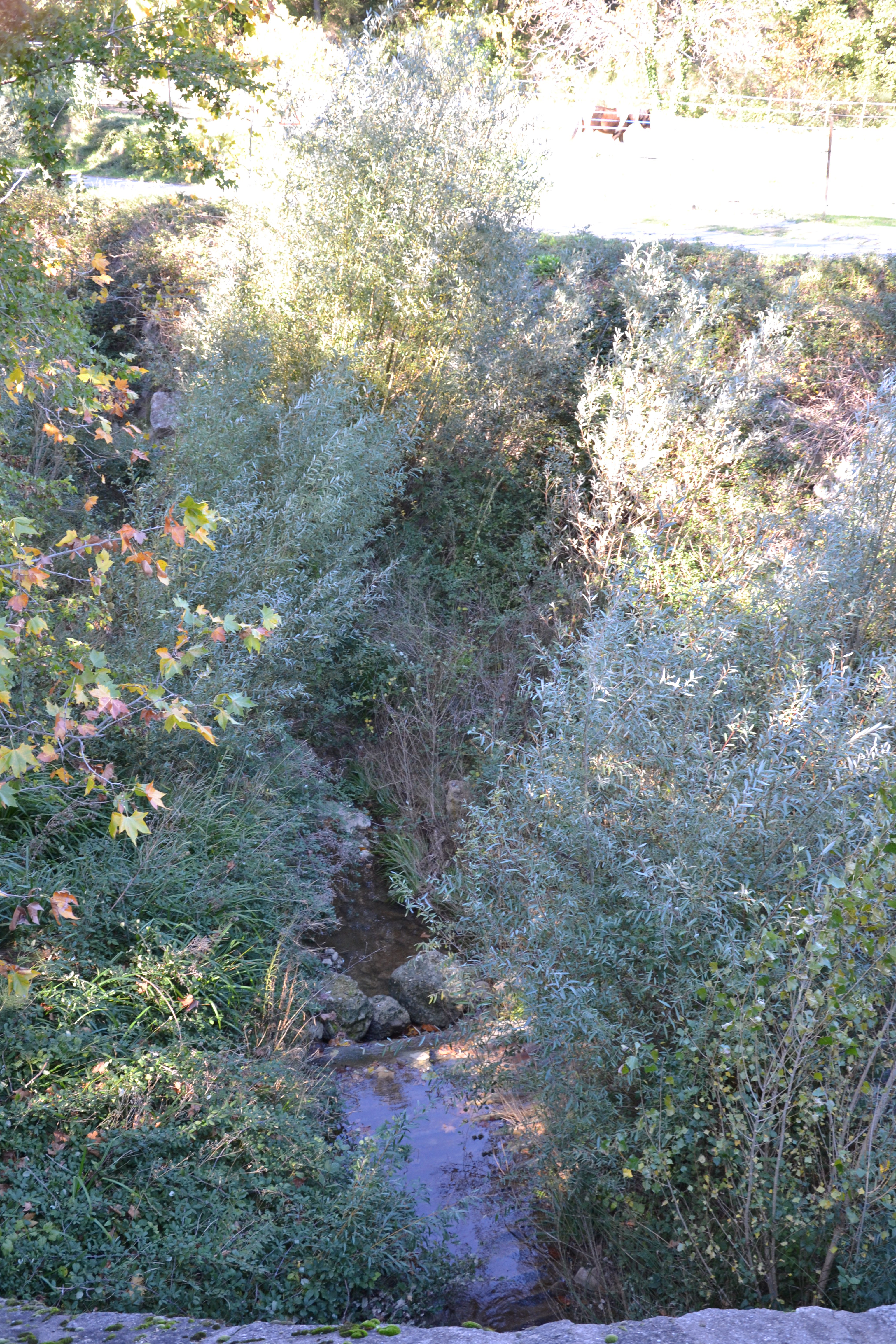
Riaille de Suzette à Lafare.
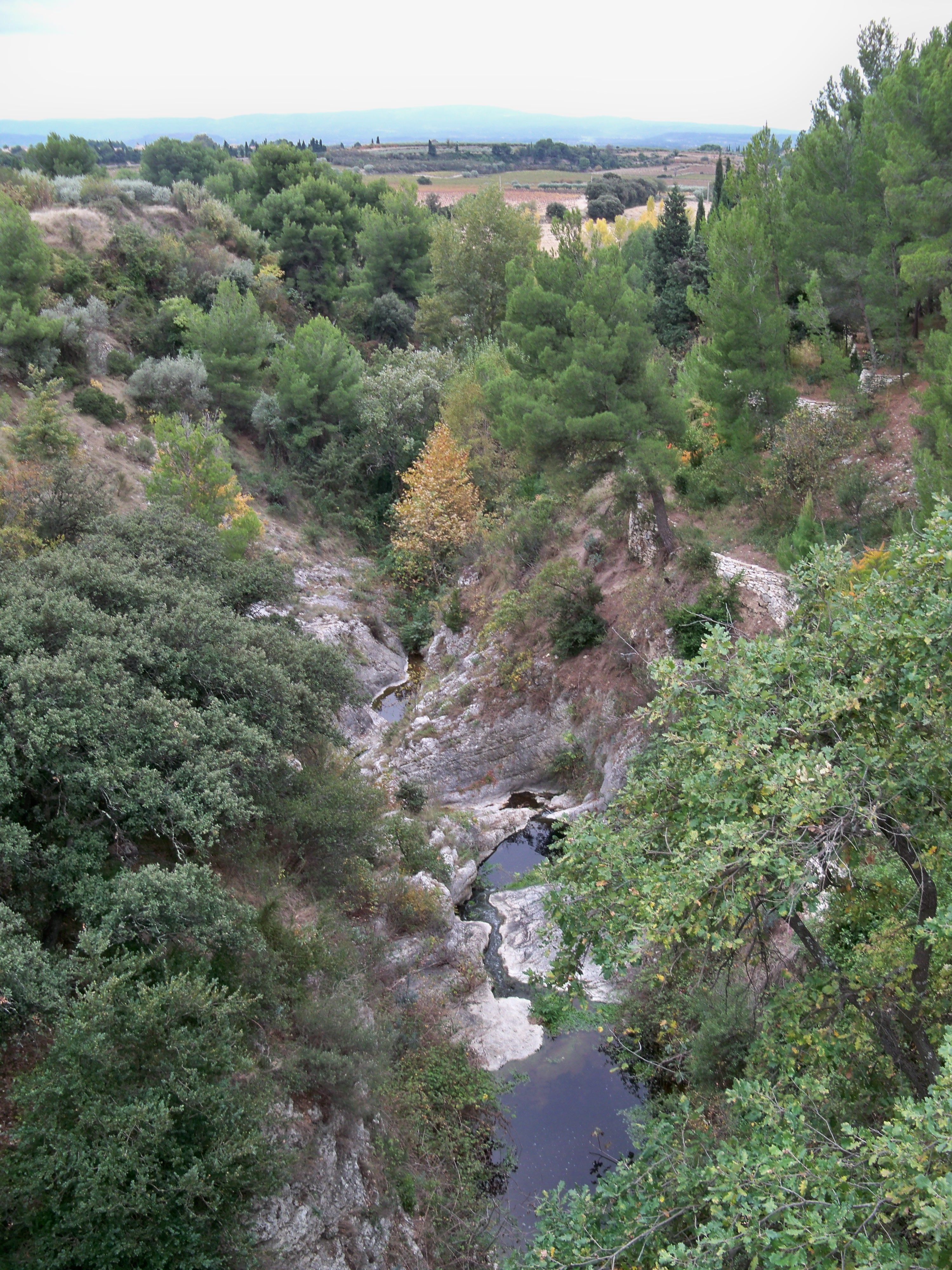
Le Gourédon.
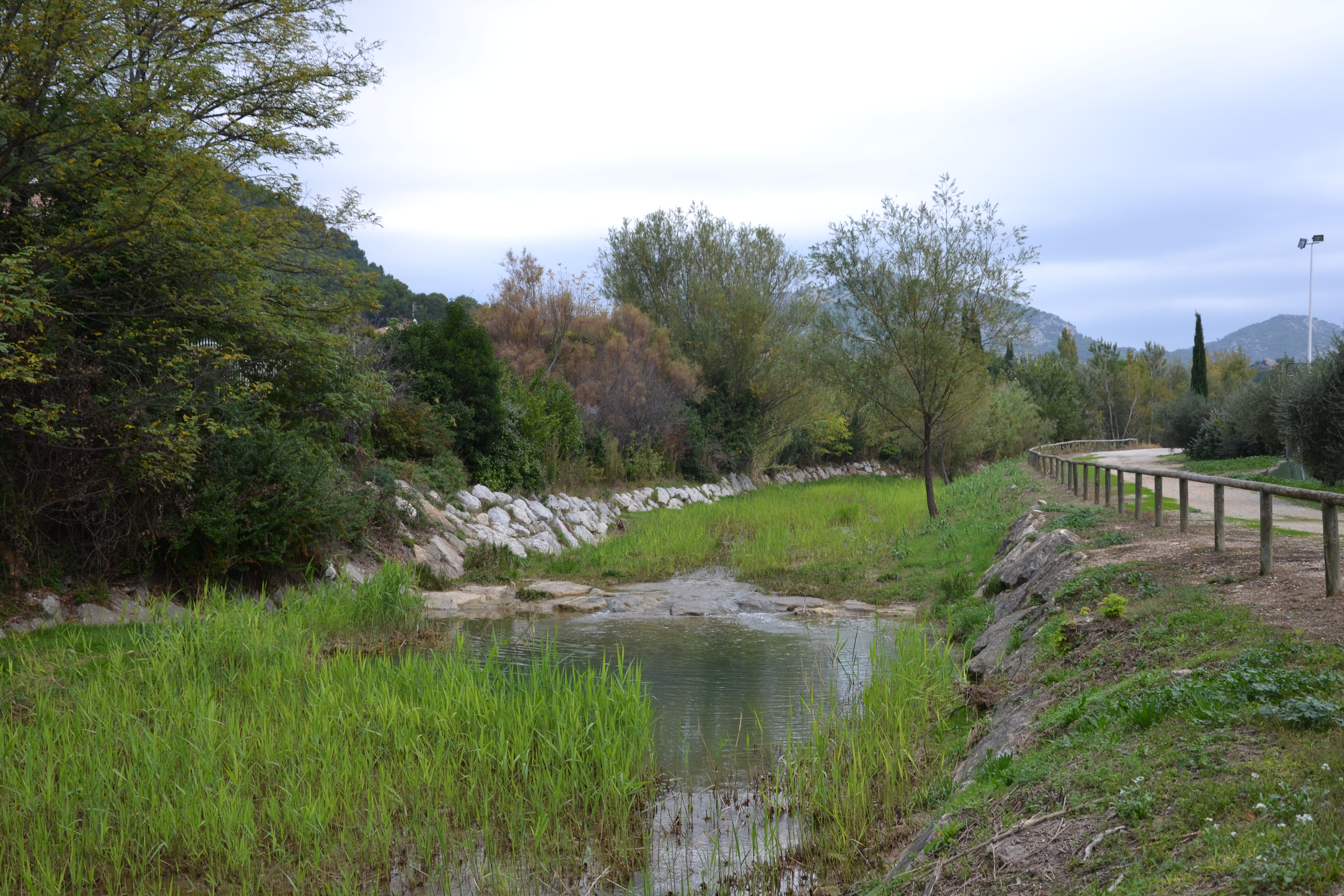
La Salette.
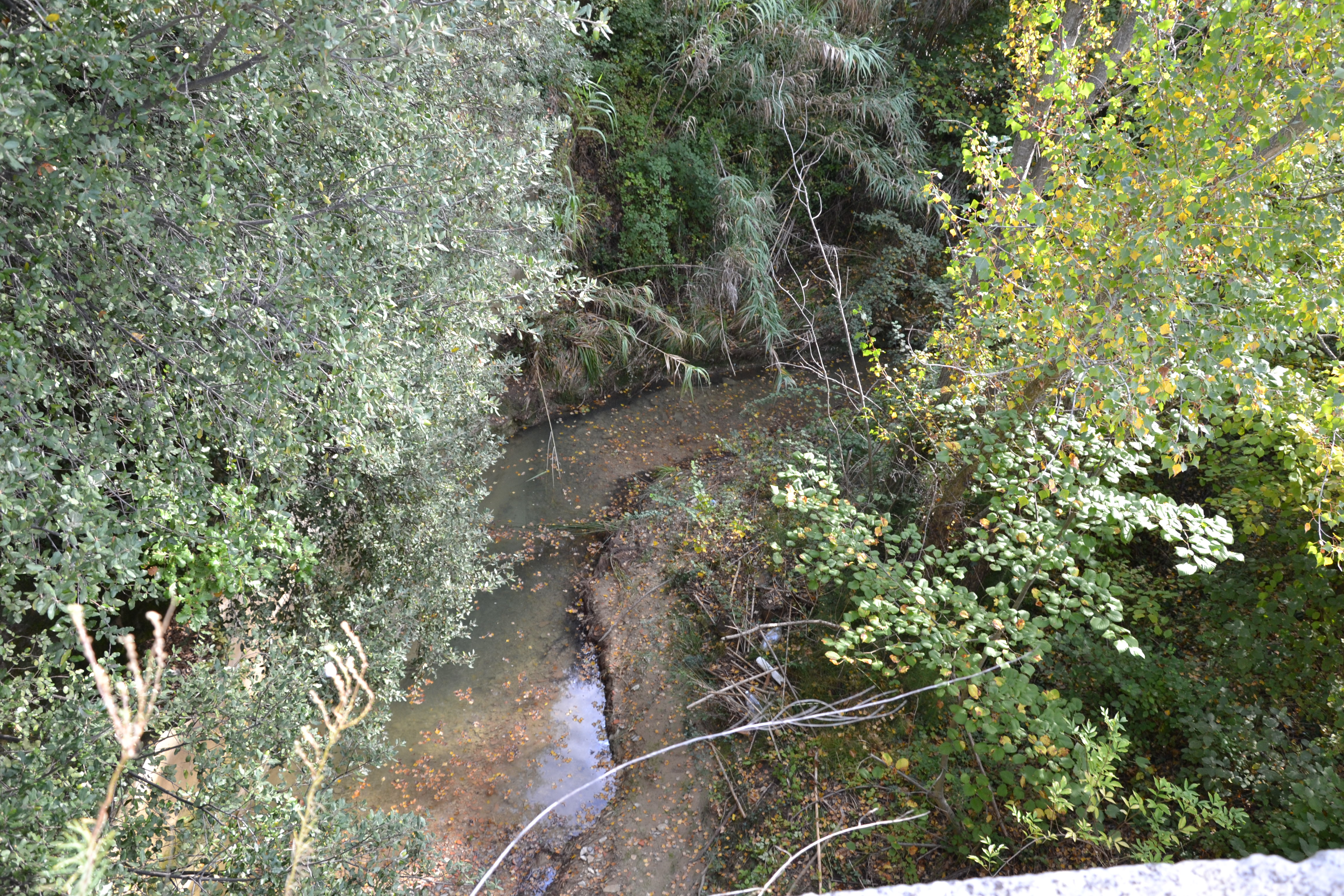
Le Trignon.
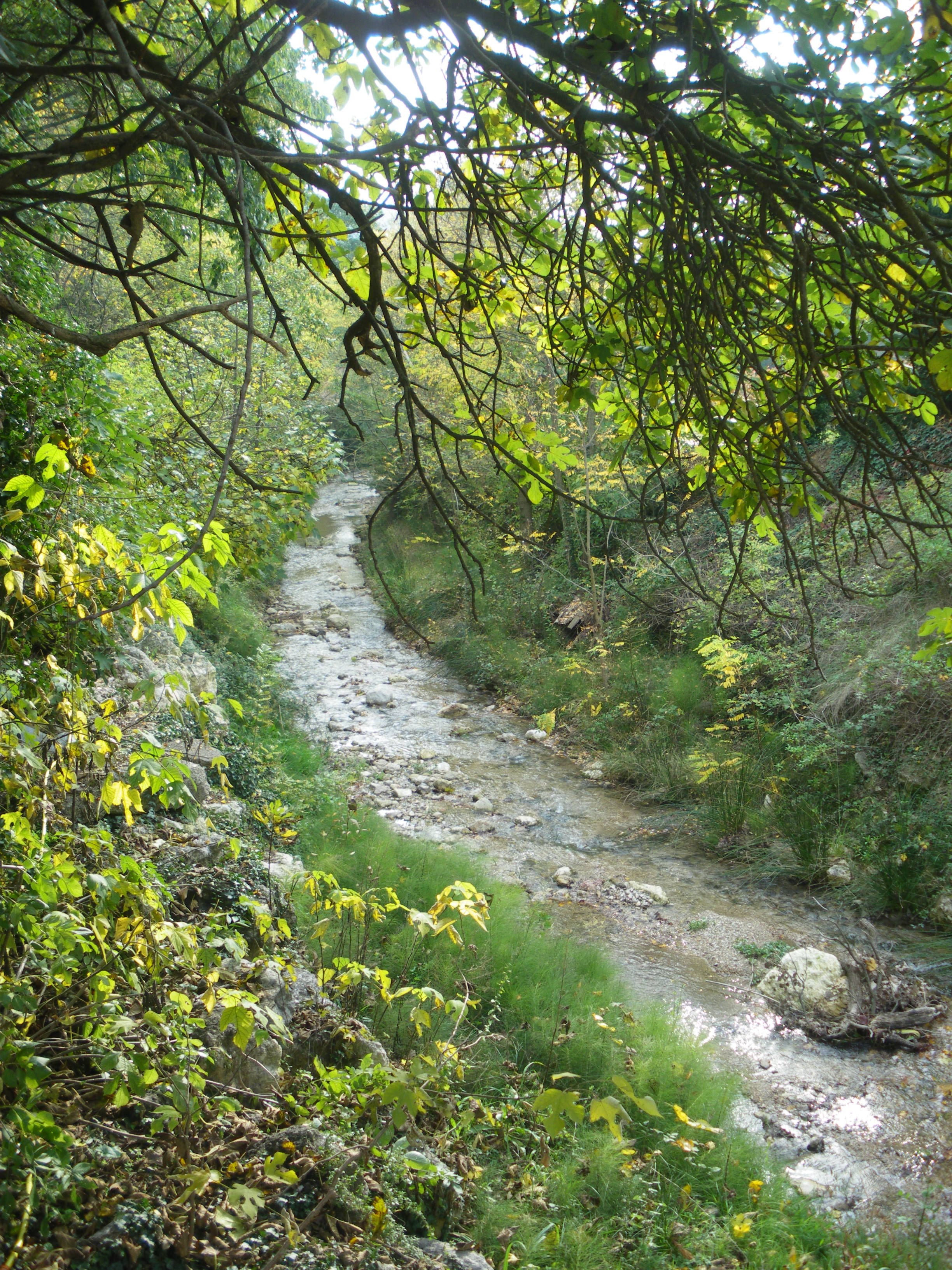
Ruisseau de la Combe, ex riaille de Suzette.
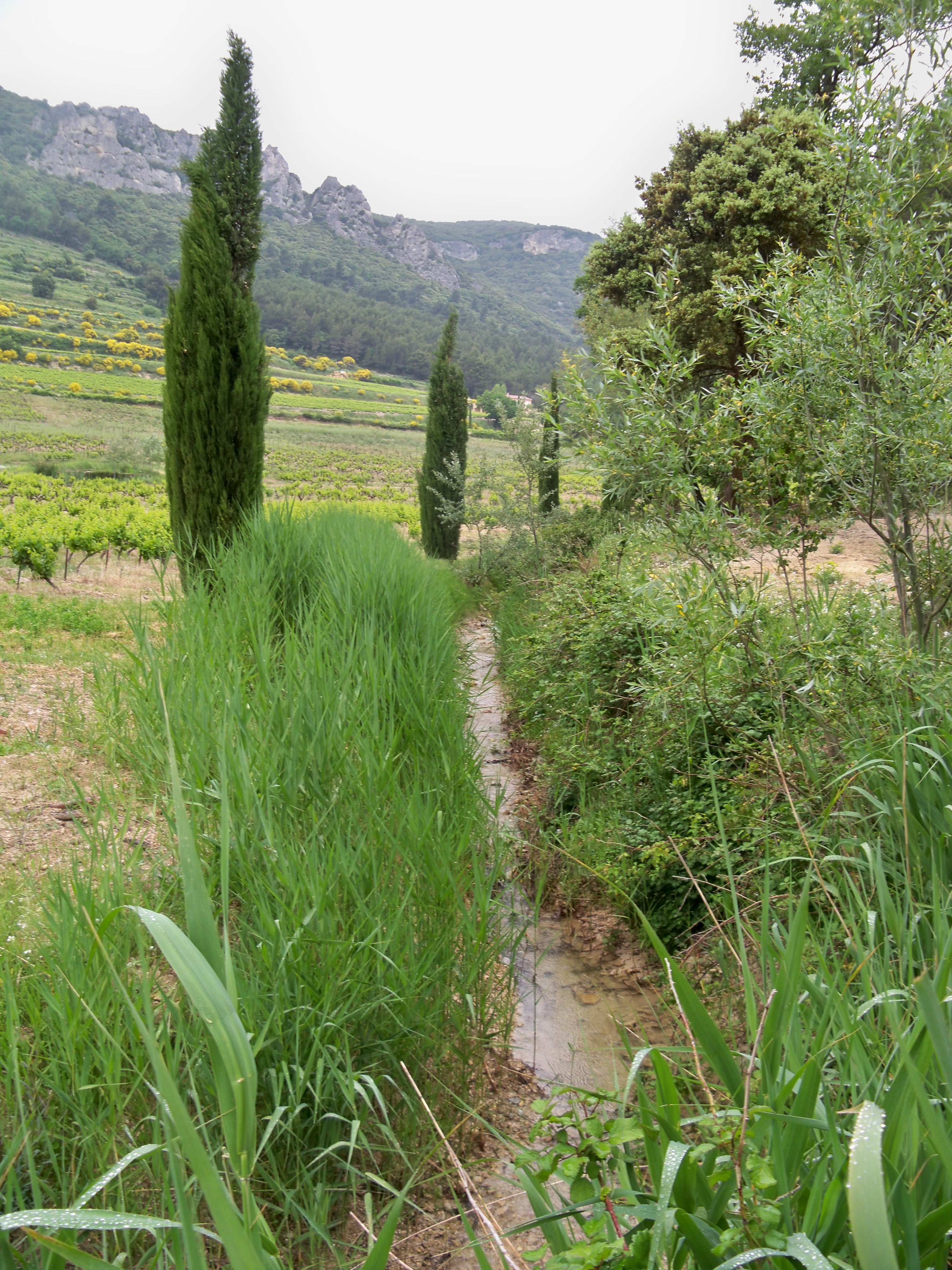
Le Vallat du Fenouillet.

Les Dentelles de Montmirail sont parcourues par plusieurs cours d'eau :
la SaletteCe ruisseau de 8,3 km prend sa source entre Gigondas et Beaumes-de-Venise, pour traverser cette dernière, et rejoindre le Brégoux à Aubignan. Il est alimenté par plusieurs petits torrents ;
la Combe (qui est d'abord la riaille de Suzette)Ce ruisseau de 7,60 km est l'un des trois affluents de la Salette, en traversant cinq des communes des Dentelles de Montmirail, depuis Suzette, jusqu'à Beaumes-de-Venise. Ce cours d'eau est lui-même alimenté par deux affluents (dont le Vallat du Fenouillet) et un sous-affluent, tous parcourant le massif des Dentelles ;
le Vallat le RioulasCe ruisseau de 5,8 km est également un affluent du Brégoux. Il prend sa source au sud de la commune de La Roque-Alric, traverse Beaumes-de-Venise, et rejoint le Brégoux à Aubignan ;
le Vallat de la TuillèreCe ruisseau de 5,3 km est également un affluent du Brégoux. Il prend sa source au Barroux, traverse Saint-Hippolyte-le-Graveyron, et rejoint le Brégoux à Caromb ;
le GourédonCe ruisseau de 7,1 km est aussi un affluent du Brégoux. Il prend sa source au Barroux et rejoint le Brégoux à Caromb ;
la LimadeCe ruisseau de 5,2 km est un affluent de l'Ouvèze. Il prend sa source à Gigondas, traverse Vacqueyras, pour un confluent[pas clair] au sud-est de la commune de Violès ;
le LauchunCe ruisseau de 7,4 km, aussi nommé le Grand Vallat, prend sa source à Gigondas. Il est notamment alimenté par de nombreux ruisseaux pouvant être à sec en saison estivale, comme le Vallat de l'Aiguille, prenant sa source à l'extrême est du Clapis, en face du Rocher de Saint-Christophe, par la cascade Saint-Christophe ou le Vallat d'Urban, s'écoulant de Courens ;
le TrignonCe ruisseau de 6,0 km prend sa source à Gigondas, pour rejoindre l'Ouvèze à Sablet ;
le SublonCe ruisseau de 3,7 km prend sa source sur la commune de Malaucène, au nord de la crête de Saint-Amand et rejoint le Groseau.

#### Sources et fontaines
Dans le massif, quelques sources remontent en surface, dont certaines chargées de sel, conséquence de la faille de Nîmes. Elles affleurent du côté de Malaucène et leur taux de salinité est tel qu'elles sont impropres à la consommation. D'autres sont thermales et se trouvent sur les communes de Beaumes-de-Venise et de Gigondas. Elles furent exploitées à Montmirail.

Fontaines et lavoirs dans les Dentelles de Montmirail
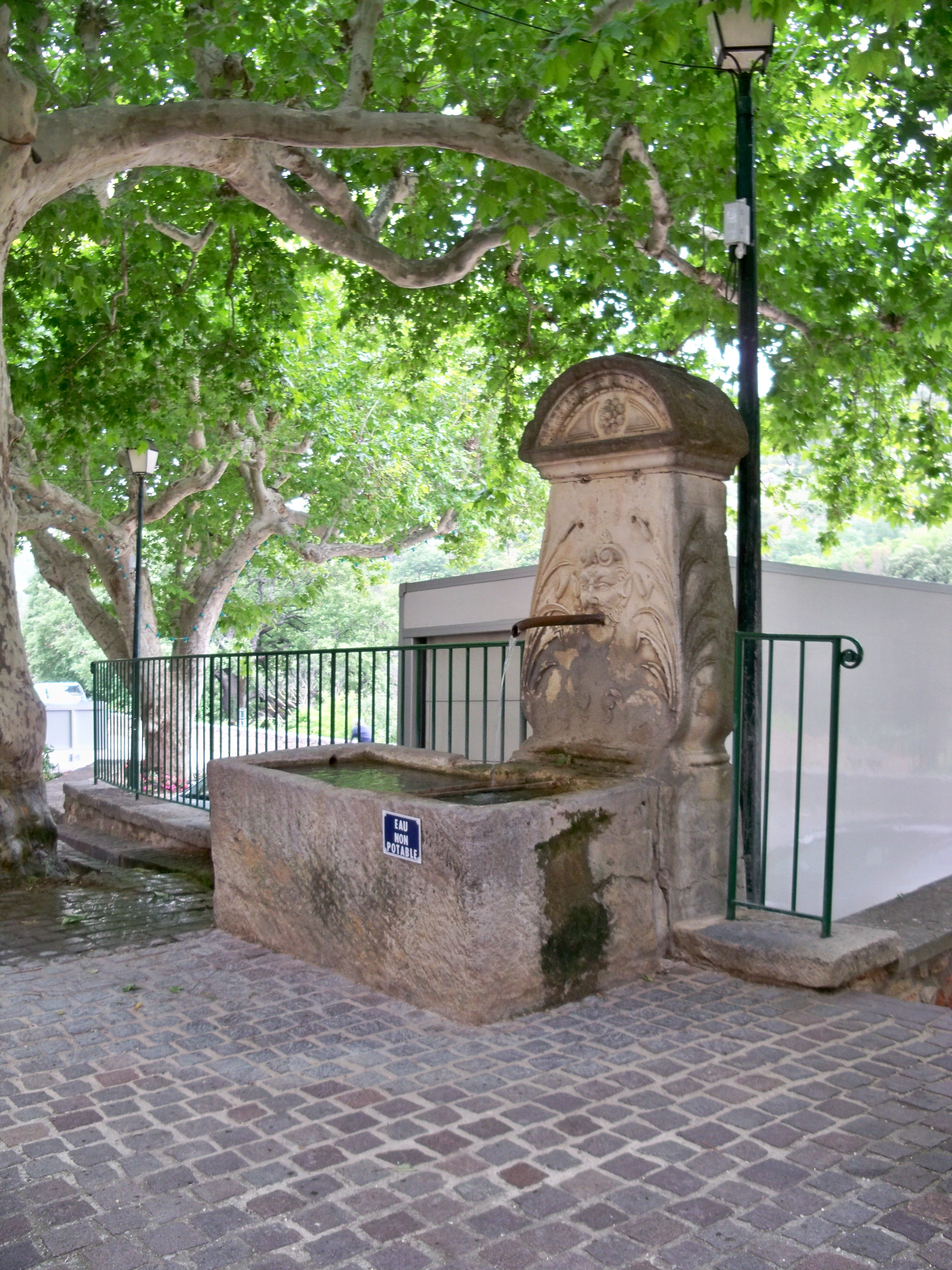
Lafare.
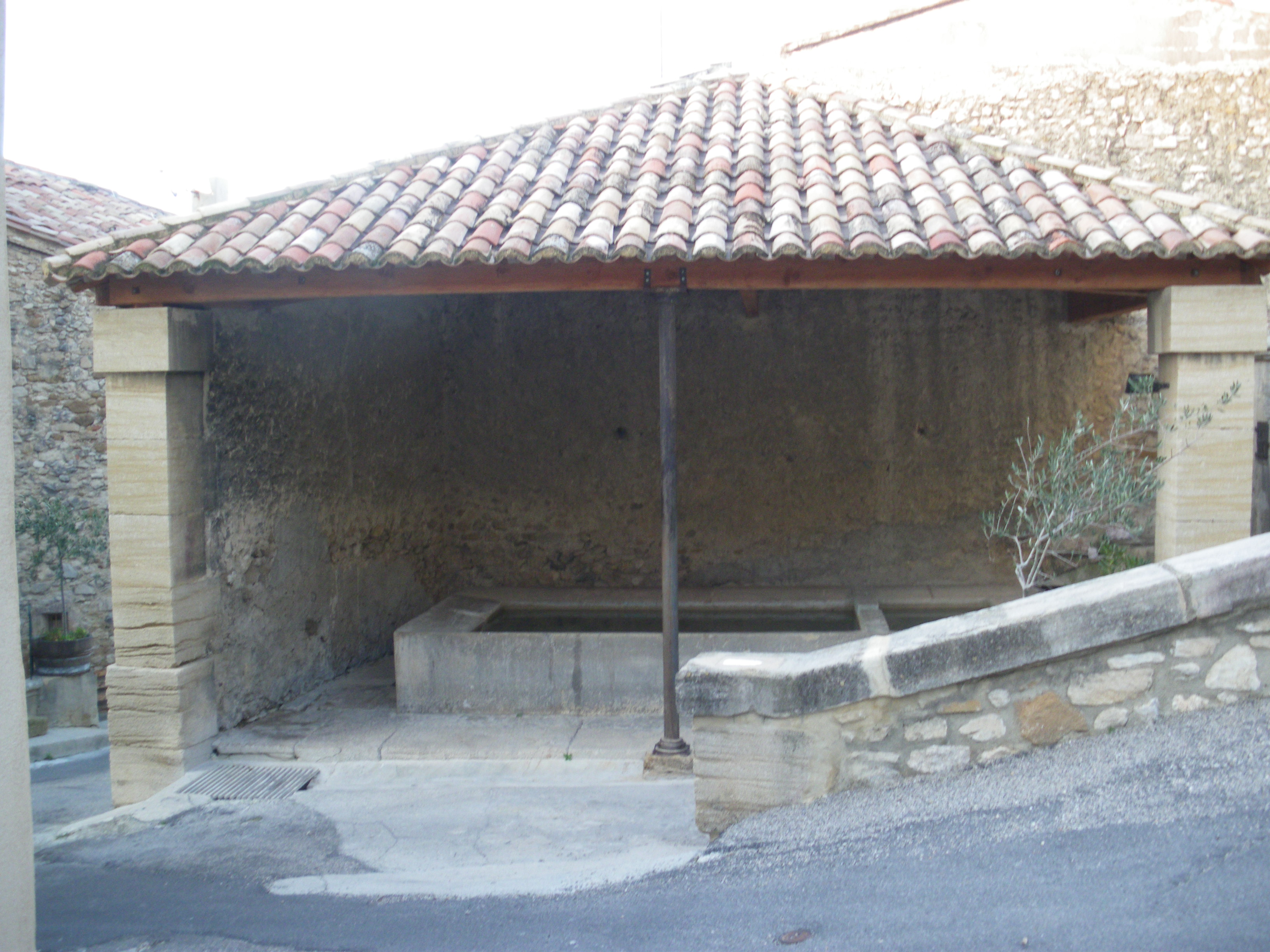
Gigondas.
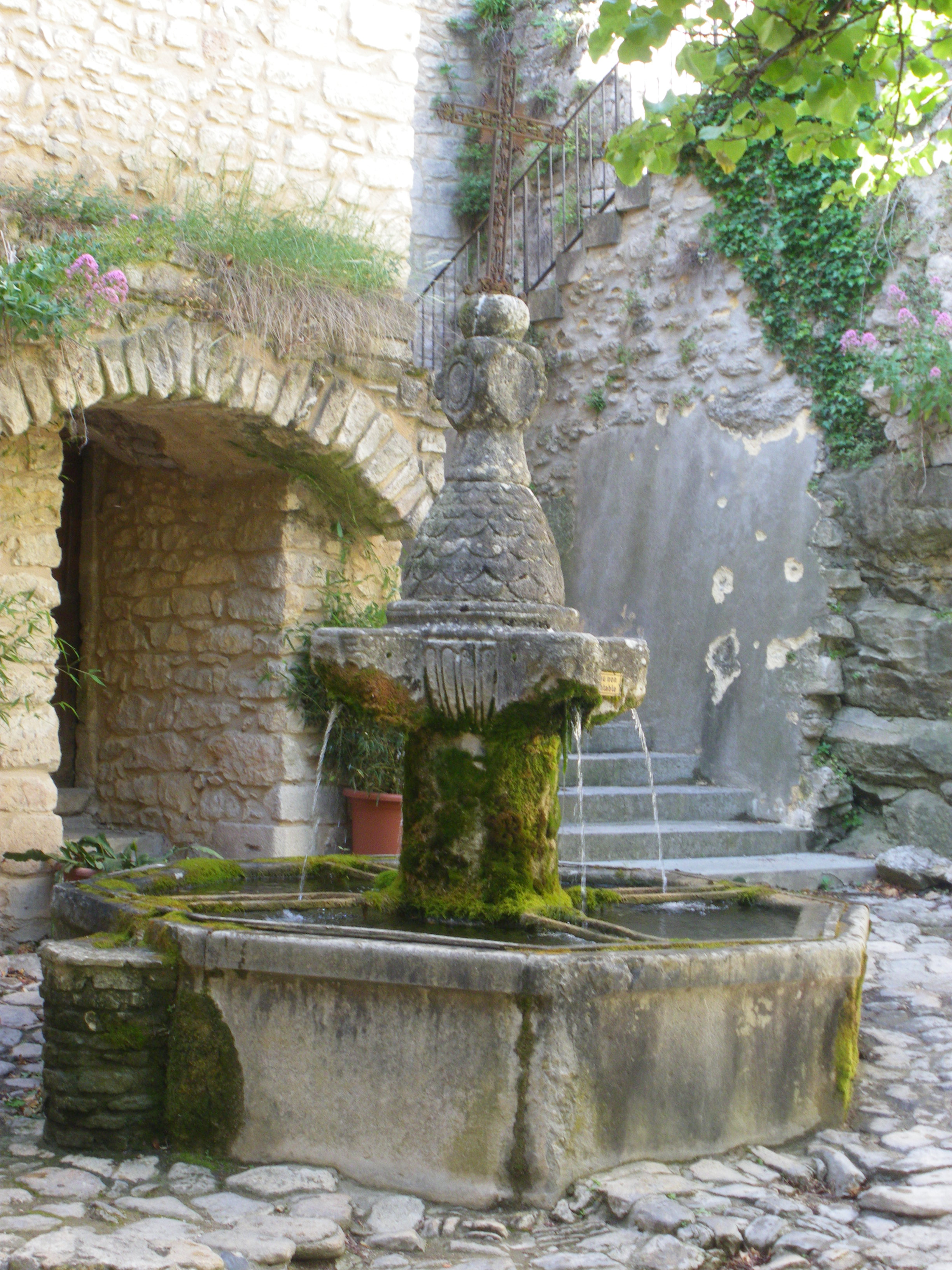
Crestet.
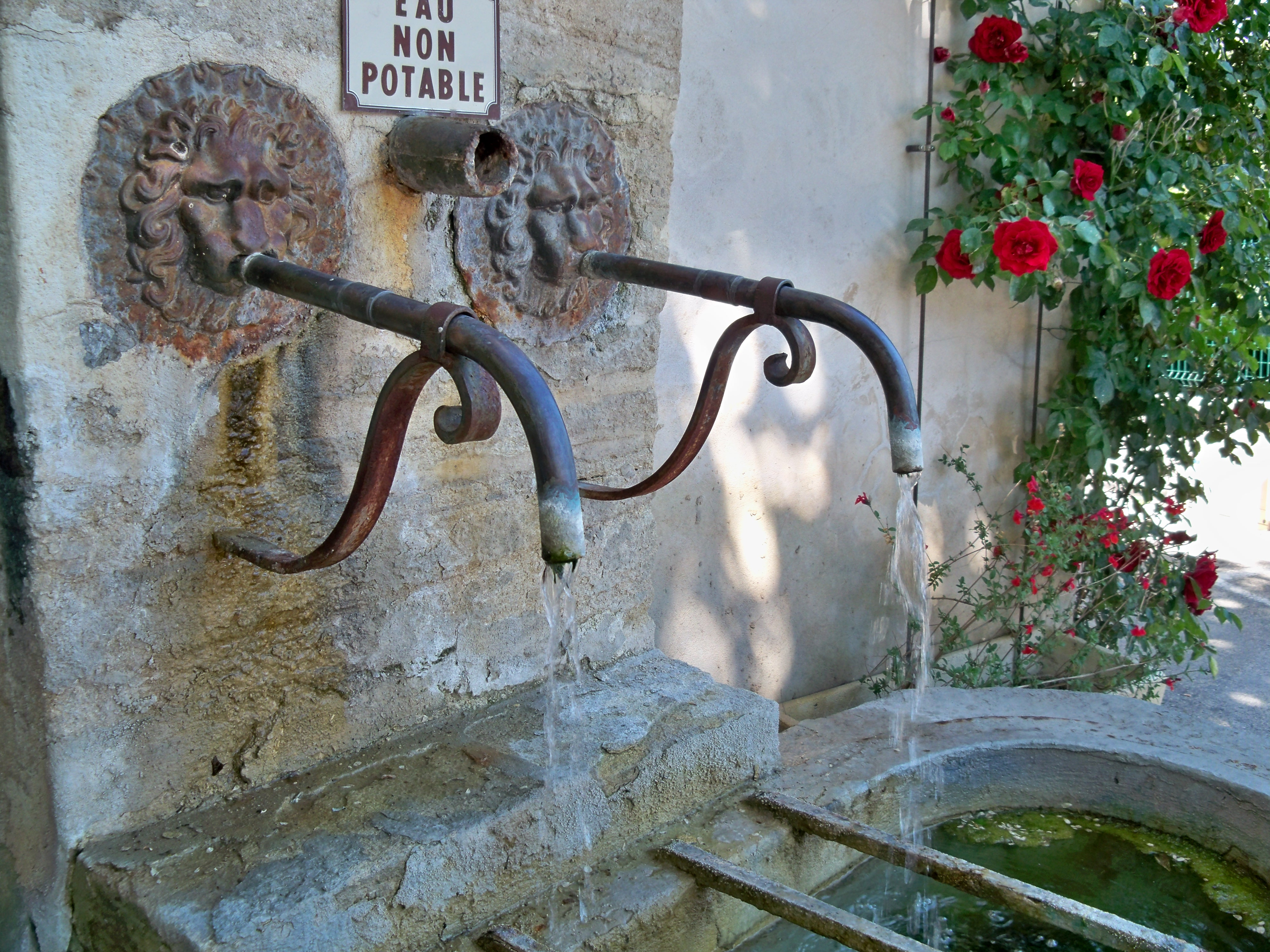
Le Barroux.
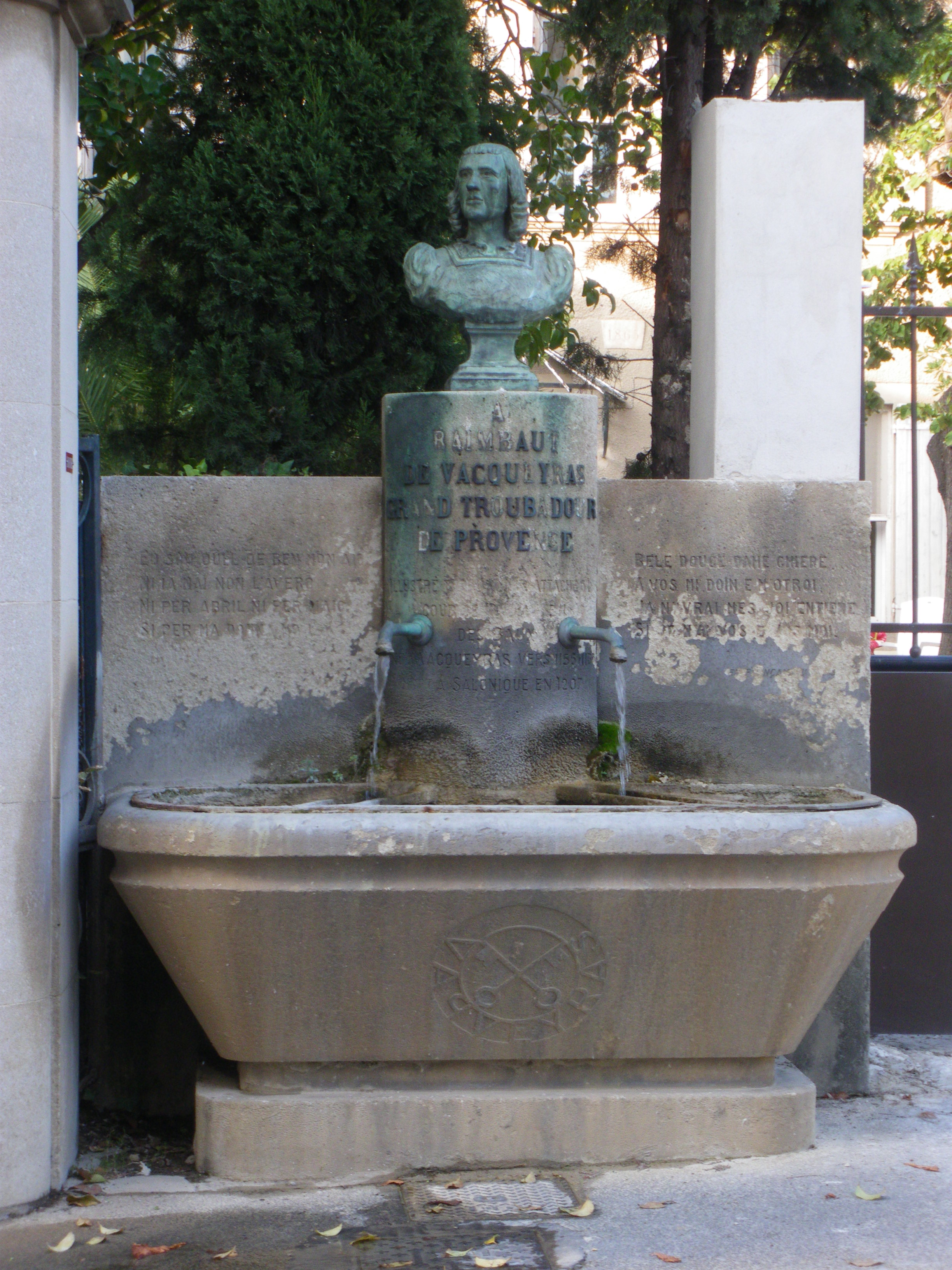
Vacqueyras.

Après avoir observé que pour obtenir de l'eau, indispensable à la vie, chaque village a entrepris des travaux considérables, imaginé et inventé mille dispositifs plus ingénieux les uns que les autres, Isabelle Scheibli indique : « Ainsi, à La Roque-Alric des puits furent creusés, mais ceux-ci étaient souvent à sec. Les habitants ont donc été contraints de capter des sources lointaines et d'amener leur flux par des galeries construites au prix d'un travail considérable. À Lafare, jusqu'au XIXe siècle, l'eau recueillie était chargée de gypse, laiteuse, impropre à la consommation et à la lessive. Il fut donc décidé d'aménager un point de captage à Cassan et d'installer une conduite jusqu'aux habitations. Quant au village de Suzette, il ne disposait que de citernes et de bassins jusqu'au milieu du XIXe siècle, pour stocker ce qui pouvait être recueilli, tant ses environs sont désespérément secs. Puis un particulier vendit sa source, en contrebas du village, ce qui permit enfin de construire une fontaine. Gigondas capte depuis trois cents ans la source des Florets et conduit ses eaux jusqu'aux maisons par des canalisations qui alimentent ses trois fontaines. »

### Climat

#### Données climatiques
Le climat, méditerranéen, est soumis à un rythme à quatre temps : deux saisons sèches, dont une brève en hiver, une très longue et accentuée en été ; deux saisons pluvieuses, en automne, avec des pluies abondantes sinon torrentielles, et au printemps.
| Mois                                  | jan.       | fév.       | mars      | avril     | mai       | juin      | jui.      | août      | sep.      | oct.      | nov.      | déc.       | année |
| ------------------------------------- | ---------- | ---------- | --------- | --------- | --------- | --------- | --------- | --------- | --------- | --------- | --------- | ---------- | ----- |
| Température minimale moyenne (°C)     | 2          | 3          | 6         | 8         | 12        | 15        | 18        | 18        | 14        | 11        | 6         | 3          | 9,7   |
| Température moyenne (°C)              | 6          | 7,5        | 11        | 13        | 17,5      | 21        | 23        | 23        | 19,5      | 15,5      | 9         | 6,5        | 14,3  |
| Température maximale moyenne (°C)     | 10         | 12         | 16        | 18        | 23        | 27        | 30        | 30        | 25        | 20        | 13        | 10         | 19,5  |
| Record de froid (°C) date du record   | −13,4 1985 | −14,5 1956 | −9,7 2005 | −2,9 1970 | 1,3 1979  | 5,7 1984  | 9 1953    | 8,3 1974  | 3,1 1974  | −1,1 1973 | −5,4 1952 | −14,4 1962 |       |
| Record de chaleur (°C) date du record | 20,3 2002  | 23 1960    | 27,2 1990 | 30,7 2005 | 34,5 2001 | 38,1 2003 | 40,7 1983 | 42,6 2003 | 35,1 1966 | 29,6 1985 | 24,6 1970 | 20,2 1983  |       |
| Précipitations (mm)                   | 36,5       | 23,3       | 24,9      | 42,7      | 45,6      | 25,4      | 20,9      | 29,1      | 65,8      | 59,8      | 52,8      | 34         | 460,6 |

| Température.                             | Oct.          | Nov.          | Déc.          | Jan.          | Fév.          | Mars          | Avril         | Mai           | Juin          | Juil.         | Août          | Sept.         |
| ---------------------------------------- | ------------- | ------------- | ------------- | ------------- | ------------- | ------------- | ------------- | ------------- | ------------- | ------------- | ------------- | ------------- |
| t° la plus chaude (date)                 | 25,2° (le 09) | 21,7° (le 03) | 14,2° (le 04) | 13,3° (le 19) | 15,5° (le 13) | 23,9° (le 31) | 26,7° (le 26) | 30,9° (le 17) | 35,2° (le 28) | 38,9° (le 21) | 34,1° (le 01) | 34,2° (le 04) |
| Nombre de jours t° > à 30°               | 0             | 0             | 0             | 0             | 0             | 0             | 0             | 2             | 16            | 31            | 2             | 8             |
| t° la plus froide (date)                 | 6,6° (le 05)  | -5,8° (le 28) | -6,9° (le 30) | -6,8° (le 15) | -4,7° (le 03) | -3,2° (le 02) | -2,8° (le 08) | 4,9° (le 01)  | 9,4° (le 02)  | 17° (le 07)   | 11,1° (le 15) | 10,3° (le 01) |
| Nombre de jours t° < à -6° (forte gelée) | 0             | 1             | 2             | 5             | 0             | 0             | 0             | 0             | 0             | 0             | 0             | 0             |

#### Précipitations
Située entre le 43e et le 44e parallèle, la zone jouit d'un climat méditerranéen altéré. À un été sec et aride peut succéder un automne de pluies diluviennes. L'hiver, marqué par des épisodes de mistral glacial, précède un printemps qui peut être doux ou maussade. Le relief du massif accentue ces tendances, son climat pouvant prendre un aspect plus montagnard. Les orages y sont plus fréquents qu'en plaine, les pluies plus abondantes et réparties sur une période plus courte. Et il arrive même parfois qu'il y neige avec une moyenne de quatre jours par an.
| Pluie.                                   | Oct. | Nov.  | Déc. | Jan.  | Fév. | Mars | Avril | Mai  | Juin | Juil. | Août | Sept. |
| ---------------------------------------- | ---- | ----- | ---- | ----- | ---- | ---- | ----- | ---- | ---- | ----- | ---- | ----- |
| % de précipitations comparé à la normale | 90 % | 100 % | 48 % | 103 % | 61 % | 84 % | 16 %  | 42 % | 5 %  | 174 % | 60 % | 175 % |
| Fort orage (grêle)                       | 0    | 0     | 0    | 0     | 0    | 0    | 0     | 0    | 0    | 7     | 2    | 2     |

#### Mistral
Bien que les terres soient situées à proximité de l'axe nord-sud qu'est la vallée du Rhône, le relief des Dentelles de Montmirail permet une certaine protection face au mistral. 
| Mistral                                              | Oct.    | Nov.    | Déc.     | Jan.    | Fév.    | Mars     | Avril   | Mai     | Juin     | Juil.   | Août    | Sept.   |
| ---------------------------------------------------- | ------- | ------- | -------- | ------- | ------- | -------- | ------- | ------- | -------- | ------- | ------- | ------- |
| Vitesse maximale relevée sur le mois                 | 87 km/h | 91 km/h | 118 km/h | 96 km/h | 97 km/h | 112 km/h | 97 km/h | 94 km/h | 100 km/h | 90 km/h | 90 km/h | 90 km/h |
| Tendance : jours avec une vitesse > 16 m/s (58 km/h) | ---     | =       | ++       | --      | +++     | ---      | ++++    | ++++    | =        | =       | ++++    | +       |

### Écosystème

#### Faune
Les Dentelles de Montmirail disposent de plusieurs types d'habitats sauvages, plusieurs espèces étant présentes dans chacun d'eux. Dans le cadre de la protection Natura 2000, certaines d'entre elles sont protégées.

##### Mammifères
Un couple de chamois s'est récemment acclimaté ainsi que quelques chevreuils ayant élu domicile au cœur du massif. Se trouvent aussi le renard et surtout le sanglier. Cette espèce, peu nombreuse à l'origine, a considérablement augmenté après l'introduction de laies pleines, lâchées par les sociétés de chasse dans les années 1980. Les sangliers sont devenus depuis un véritable fléau ravageant vignes et vergers. Même les battues ne parviennent pas à contrôler leur population. Sont aussi présents quelques spécimens de genette. Parmi les mammifères protégés Natura 2000 on compte le petit murin et le murin à oreilles échancrées.

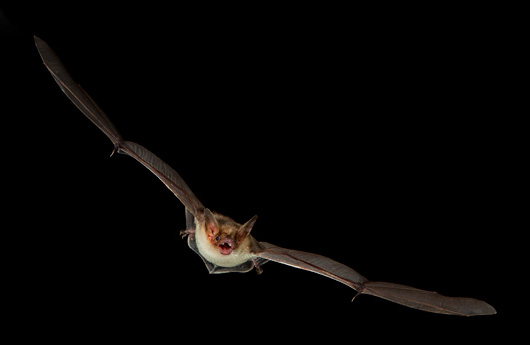
Petit murin.
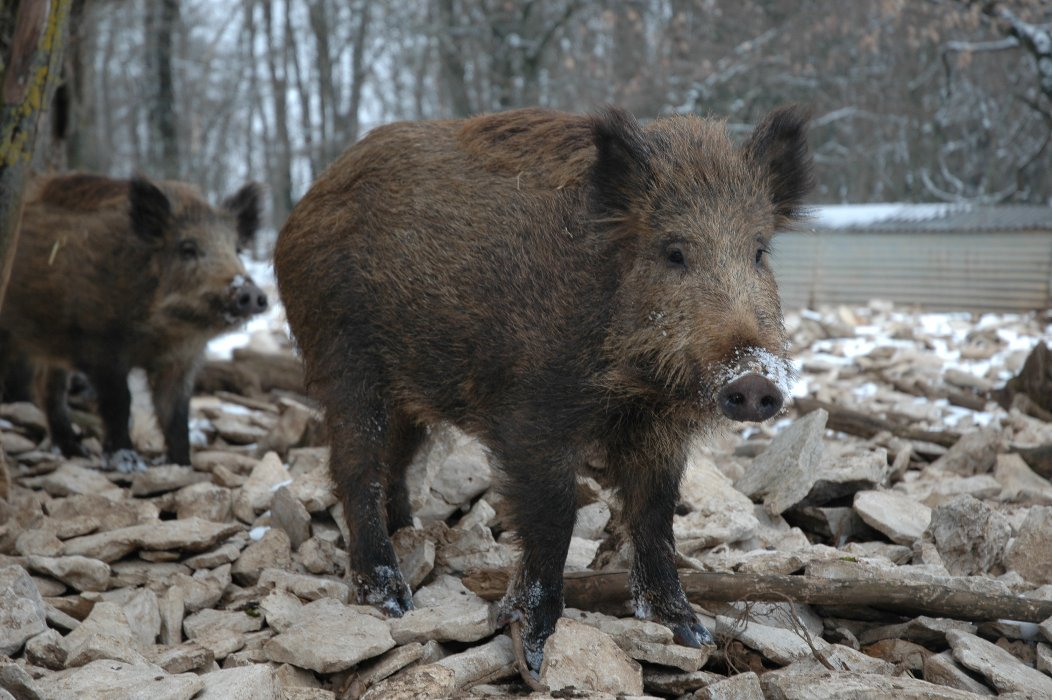
Couple de sangliers.
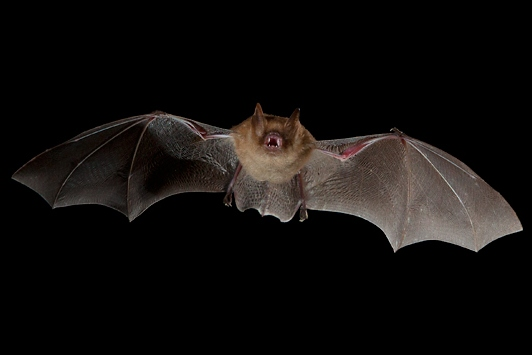
Murin à oreilles échancrées.

##### Oiseaux
Plusieurs types de rapaces sont présents. En plus des Circaètes Jean-le-Blanc, qui hivernent en Afrique, et nichent sur la zone à partir de mars, plusieurs couples d'aigles royaux et de vautours d'Égypte ont été dénombrés. Un couple d'Aigle de Bonelli a également passé quelques saisons dans le massif. On trouve encore deux ou trois couples de grands-ducs d'Europe, des buses et des bondrées apivores qui sont des migrateurs.

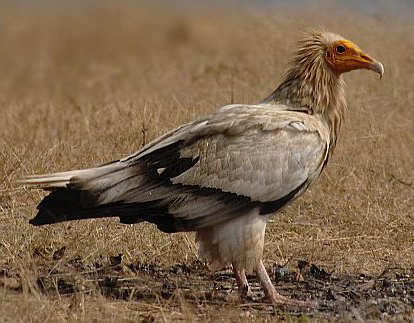
Vautour d'Égypte.
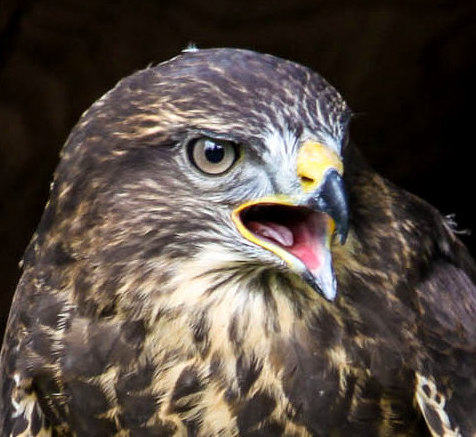
Buse variable.
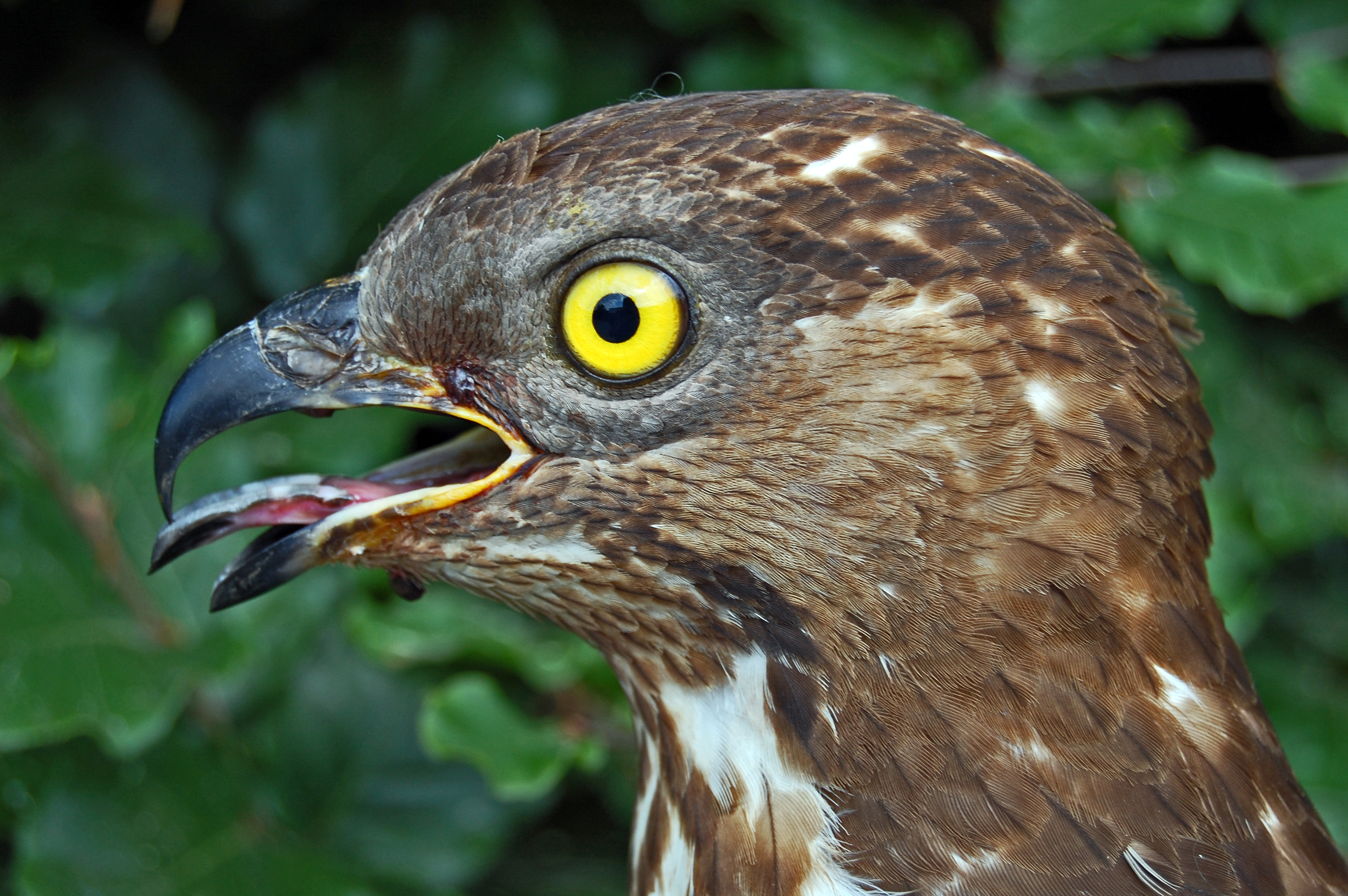
Bondrée apivore.
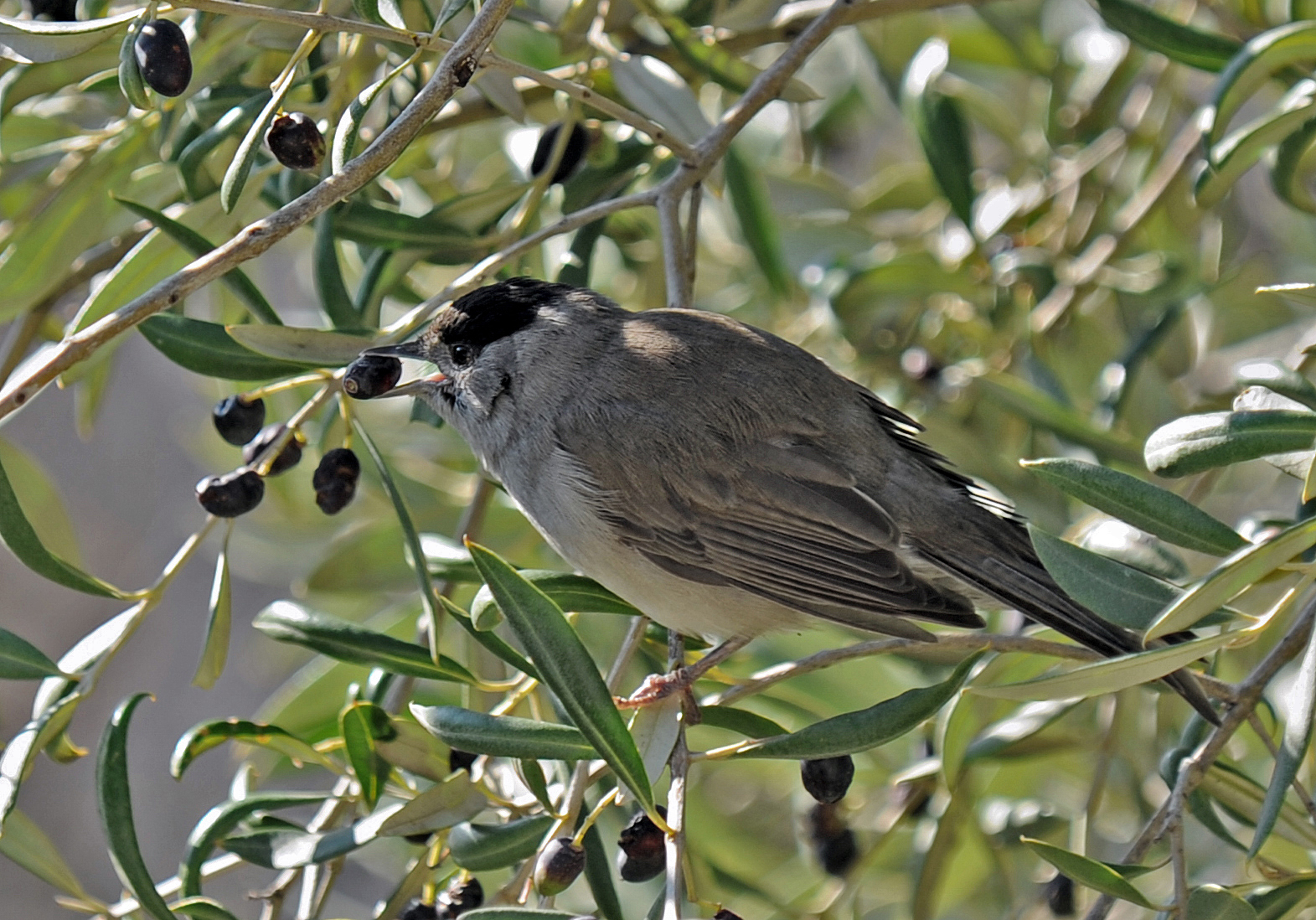
Fauvette à tête noire.
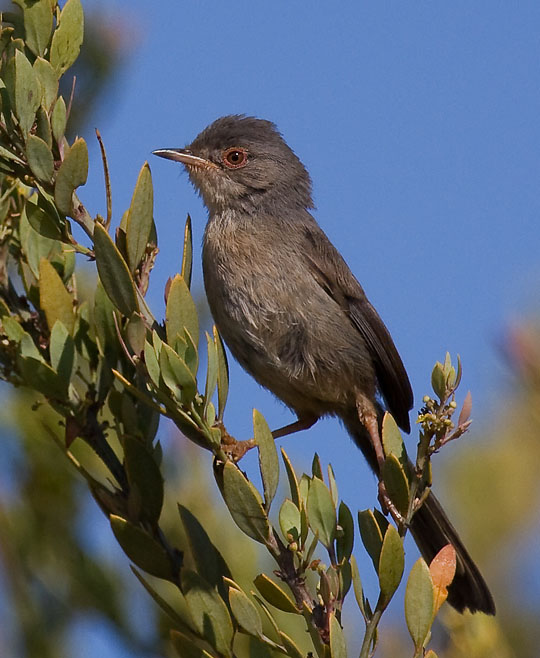
Fauvette pitchou.

Les zones rocheuses, de garrigues et de sous-bois n'ont pas les mêmes populations d'oiseaux. Les premières voient la présence de fauvette à tête noire, d'hirondelle de rochers ou de martinet alpin ainsi que du grand corbeau, les secondes sont habitées par des fauvettes pitchous, des fauvettes mélanocéphales ou des pies-grièches méridionales, et les troisièmes par des fauvettes orphée ou des fauvettes passerinette. Le merle bleu est plus rare. Les espèces de passage fréquentent le massif, tels le tichodrome échelette en hiver, ou le guêpier d'Europe et le pipit des arbres au printemps.

##### Reptiles
On compte parmi eux quelques lézards, dont le psammodrome d'Edwards, le lézard ocellé, dénommé rassade ou limbert en provençal, et le lézard vert. Les serpents sont représentés par deux couleuvres et une vipère. Tout d'abord la couleuvre à échelons, pas très sauvage, contrairement à la couleuvre de Montpellier, la grande ser ou colubre, farouche et agressive, enfin la vipère aspic, espèce protégée.

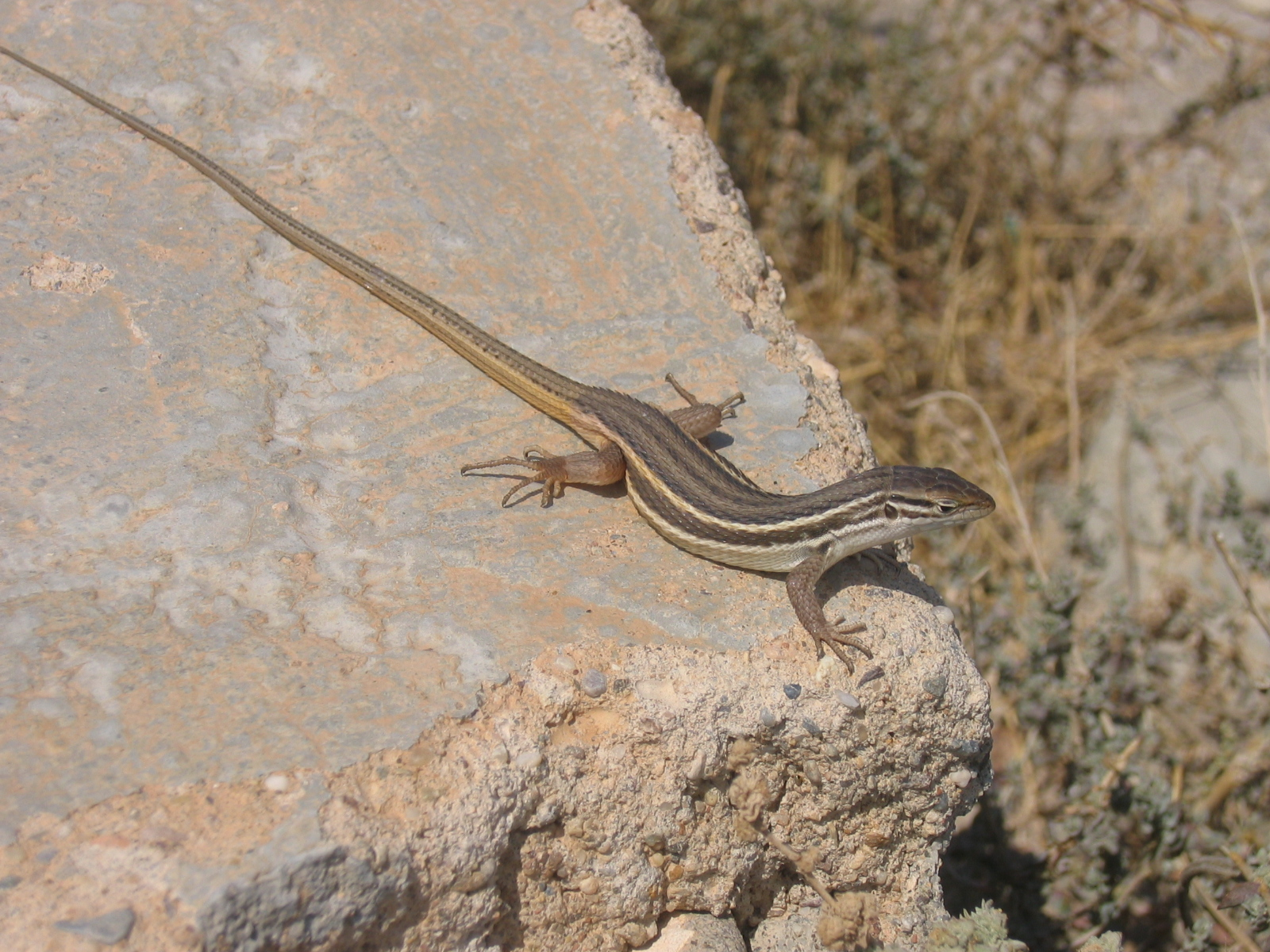
Psammodrome d'Edwards.
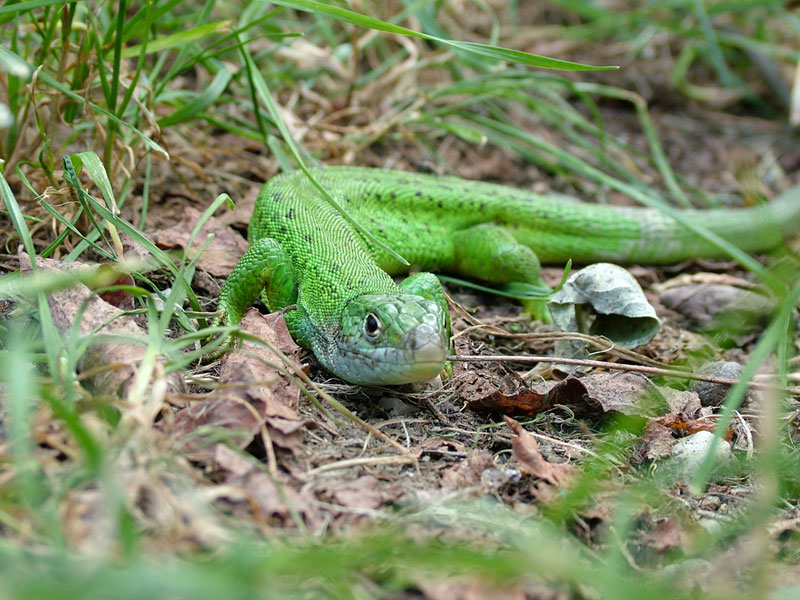
Lézard vert.
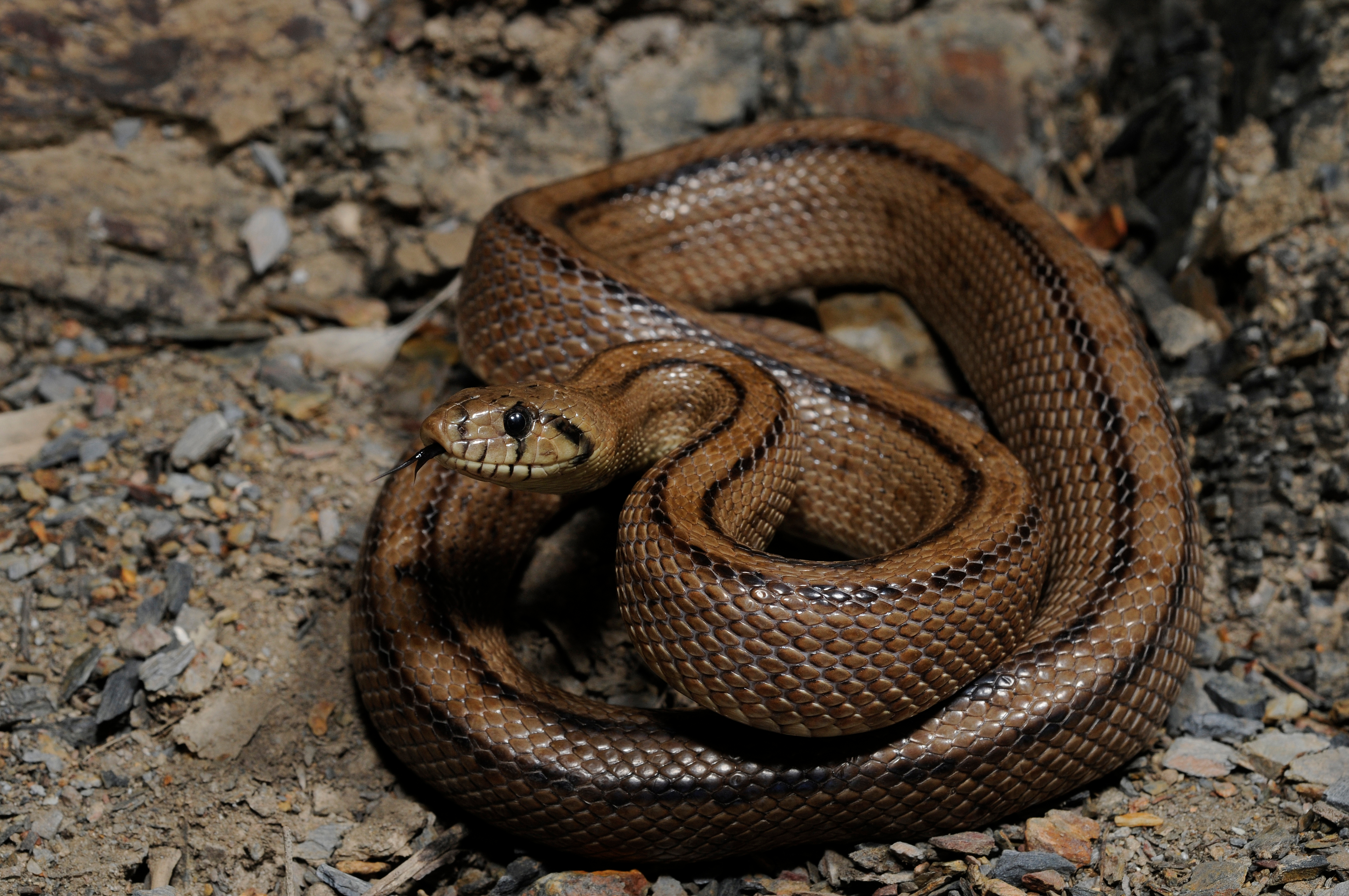
Couleuvre à échelons.
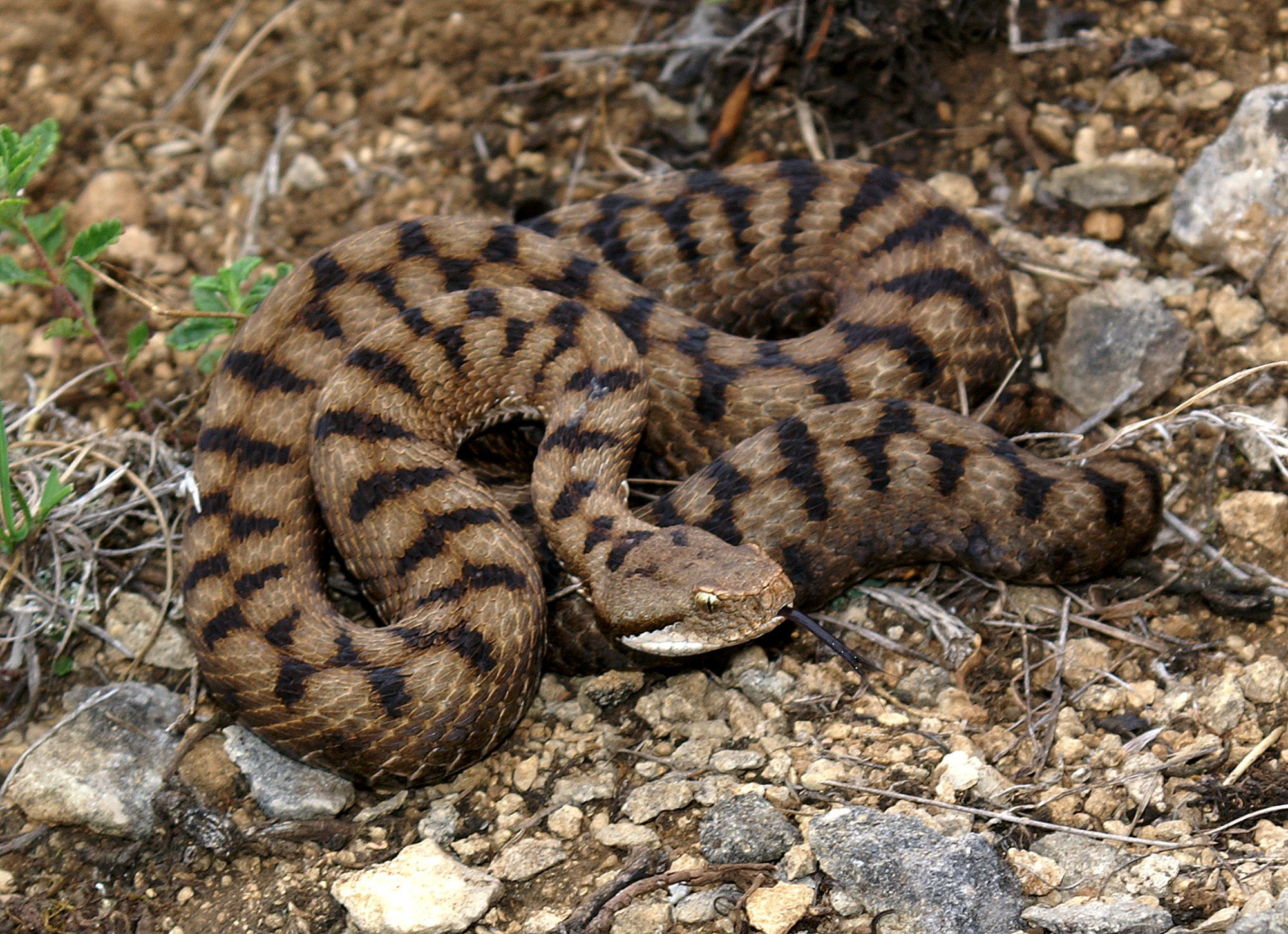
Vipère aspic.

##### Invertébrés
Dans cette classe, quatre sont protégés par Natura 2000. Ce sont le lucane cerf-volant, le grand capricorne, l'écaille chinée et l'agrion de Mercure.

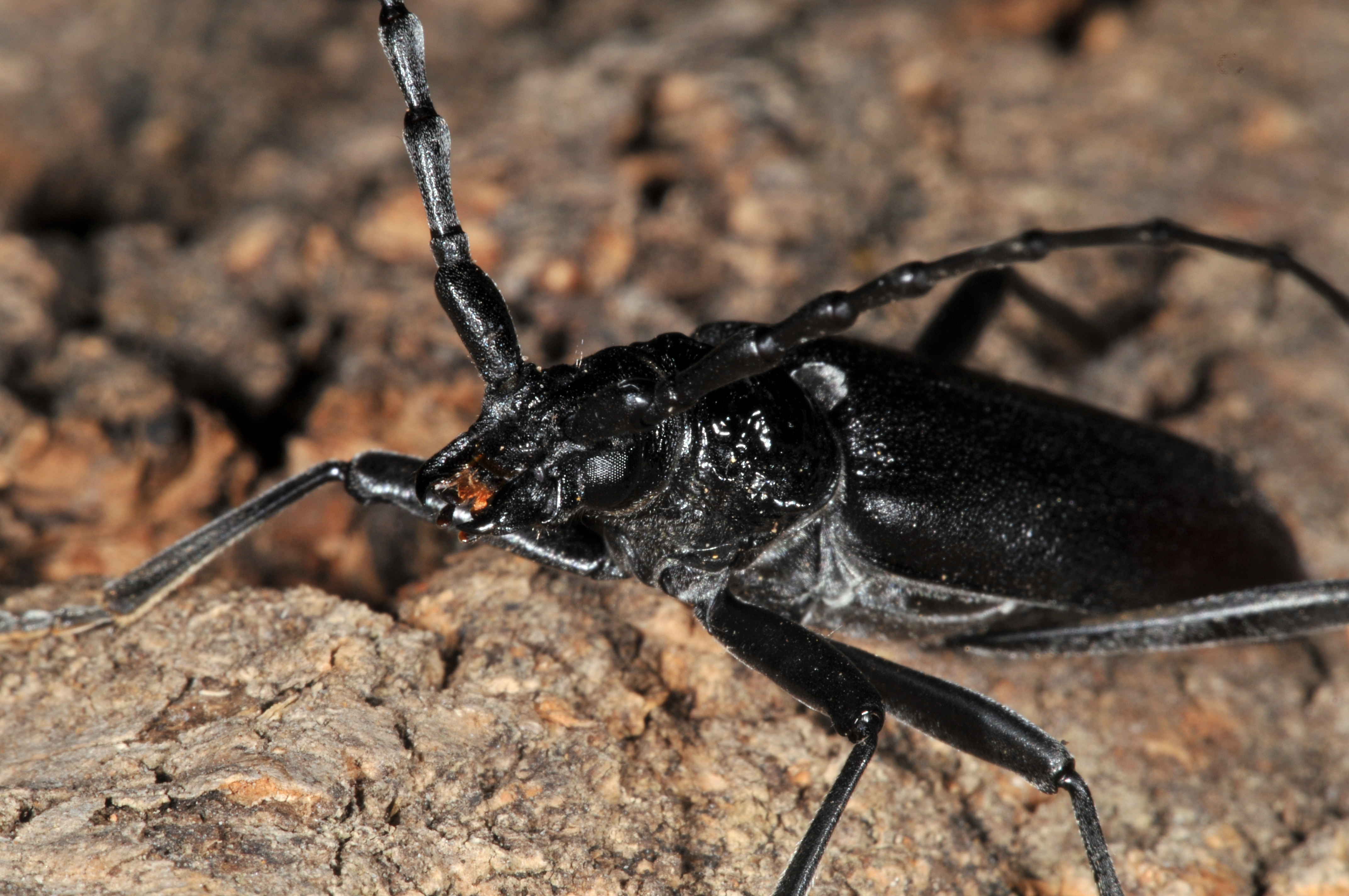
Grand capricorne.
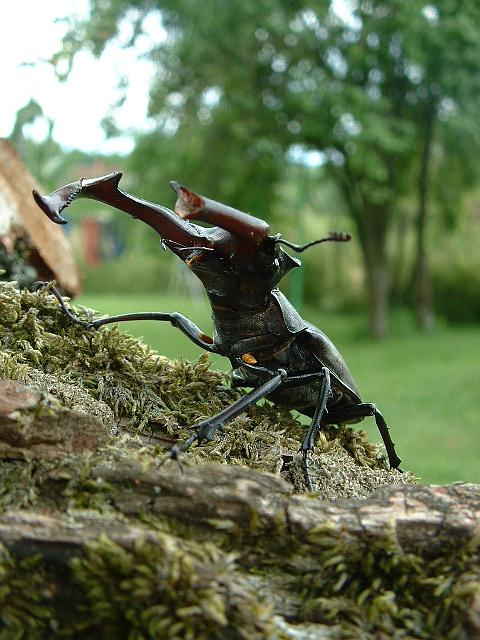
Lucane cerf-volant.
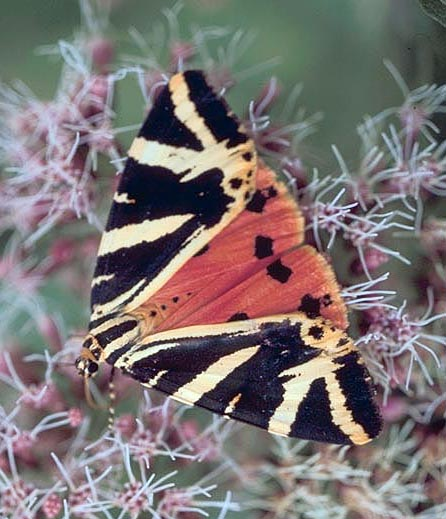
Écaille chinée.
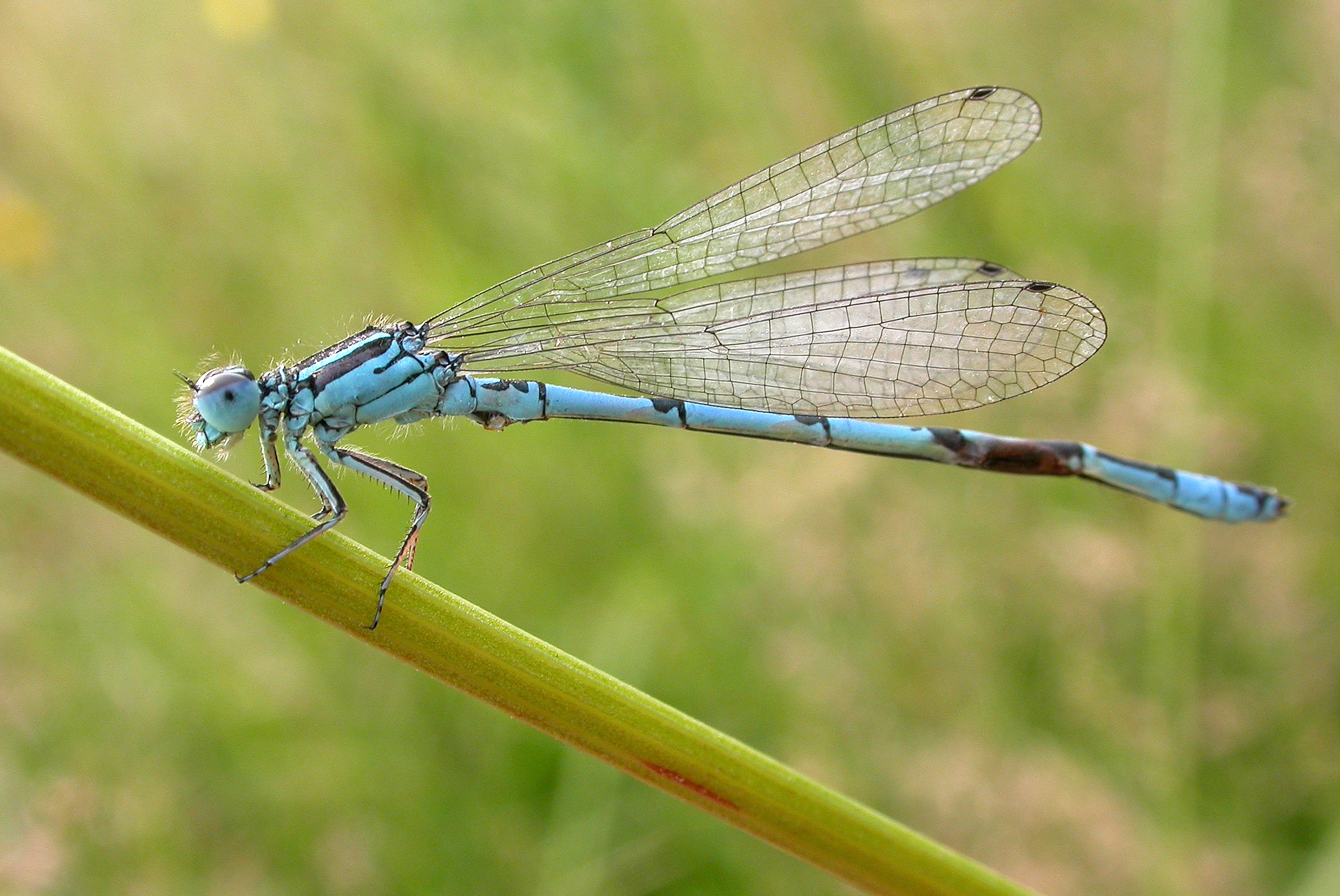
Agrion de Mercure.

#### Flore
Dès la fin du XIXe siècle, le besoin de bois de chauffage avait été à l'origine d'un déboisement intense qui dura jusqu'à la période des années 1950. Le massif fut quasiment dénudé par des coupes claires et prit une allure minérale. Mais la généralisation du fioul domestique comme moyen de chauffage mit peu à peu un terme à ces coupes et les taillis se mirent à repousser. On assista alors à un spectaculaire phénomène de reboisement spontané des collines. Depuis, le massif abrite une forêt méditerranéenne, composée principalement d'essences comme le pin d'Alep, le chêne vert, le chêne blanc, le cèdre et le pin noir d'Autriche. Cette forêt est préservée des incendies et de l'urbanisation par son statut de forêt de protection.

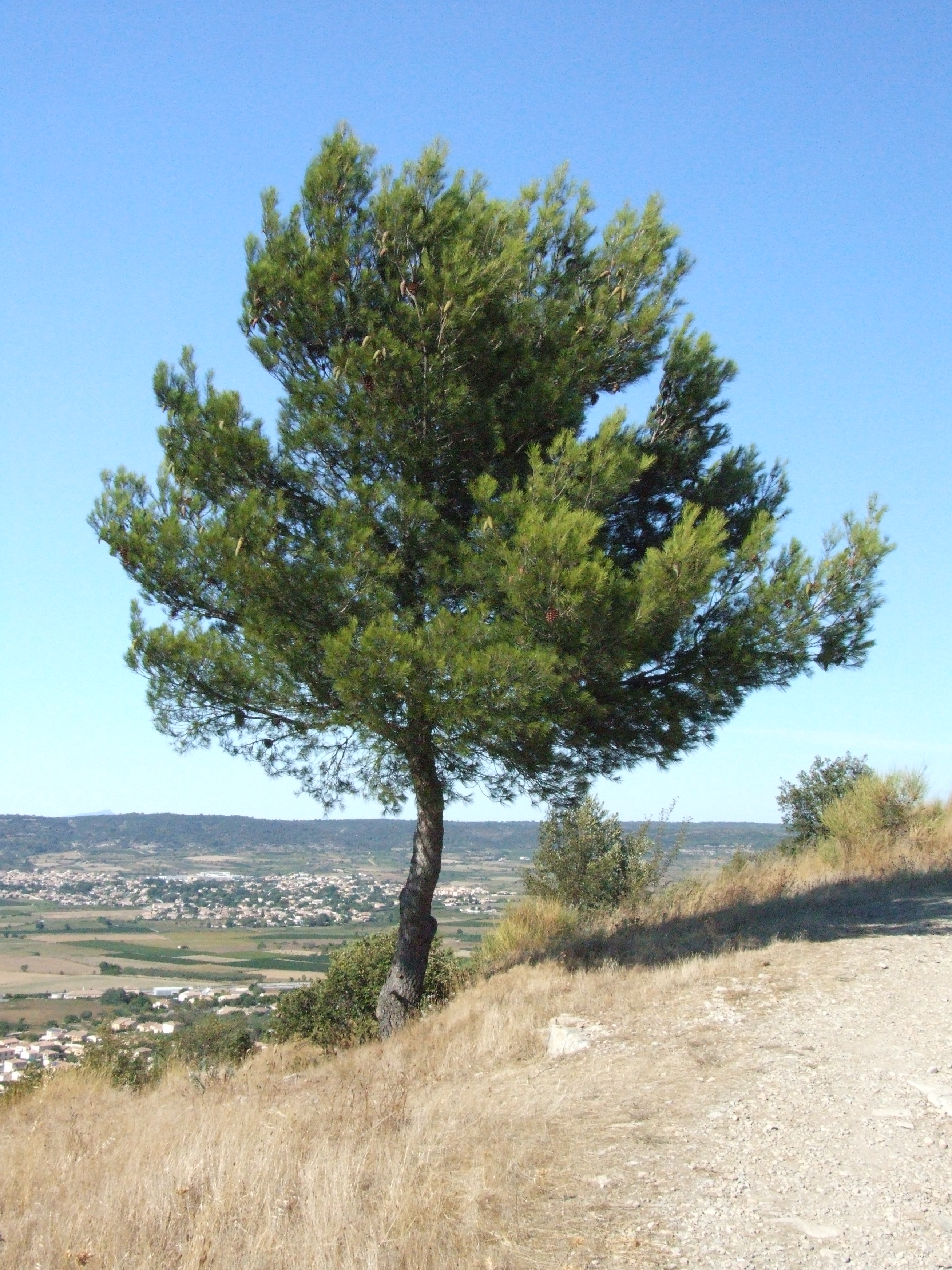
Pin d'Alep.
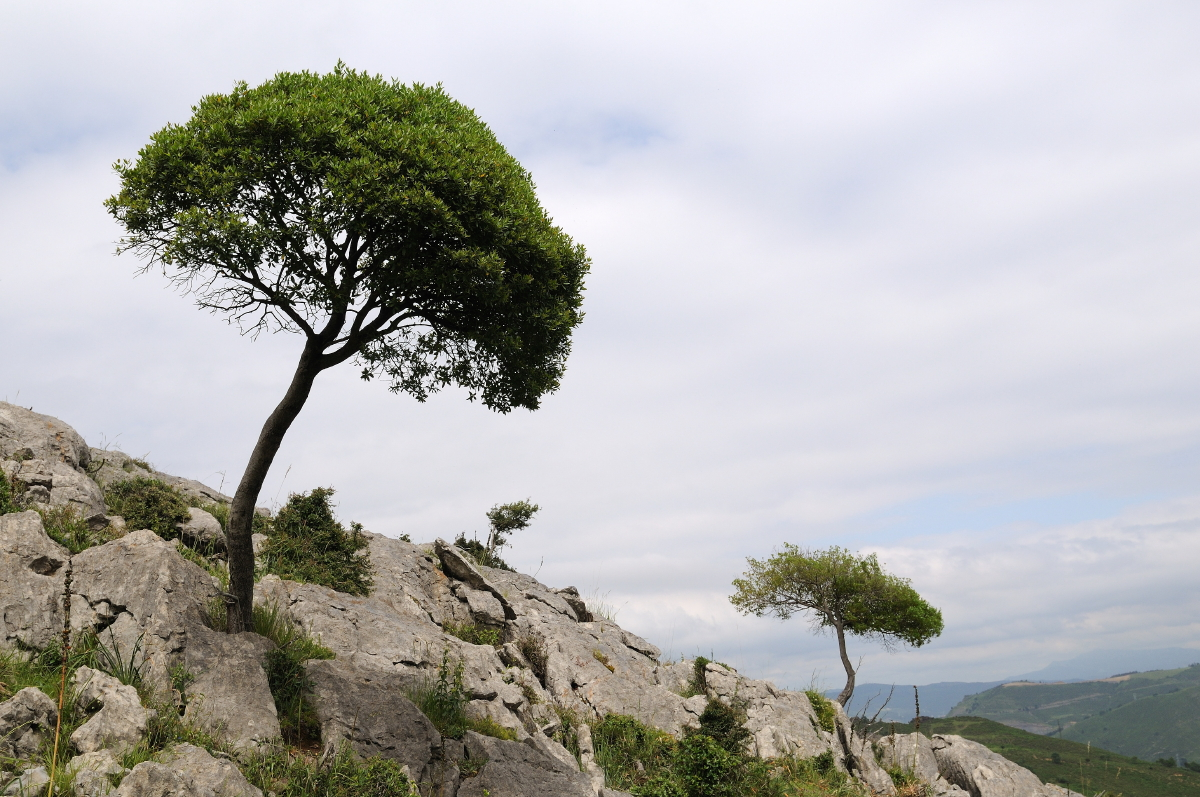
Chêne vert.
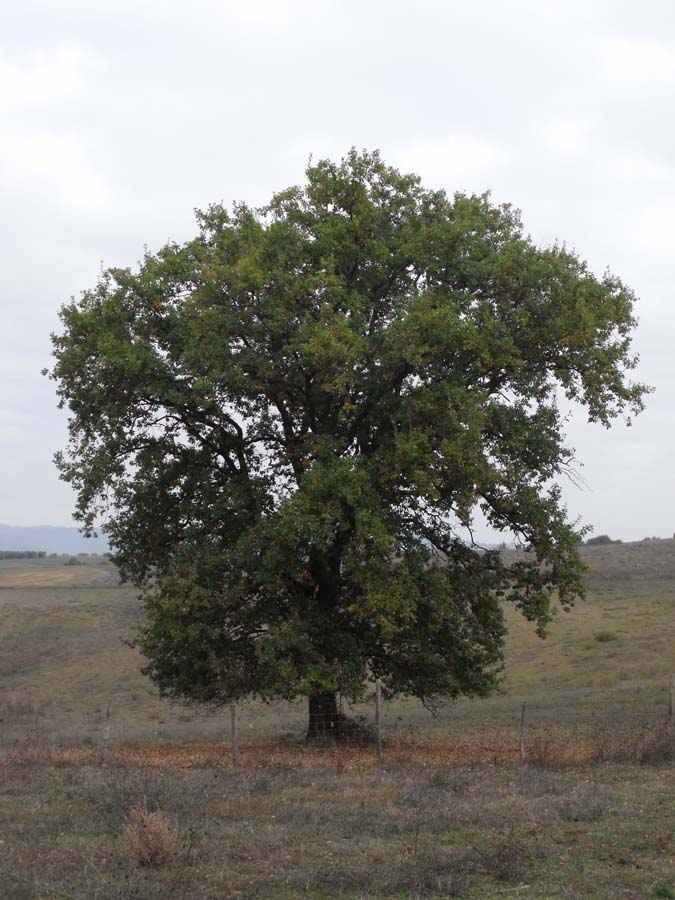
Chêne blanc.
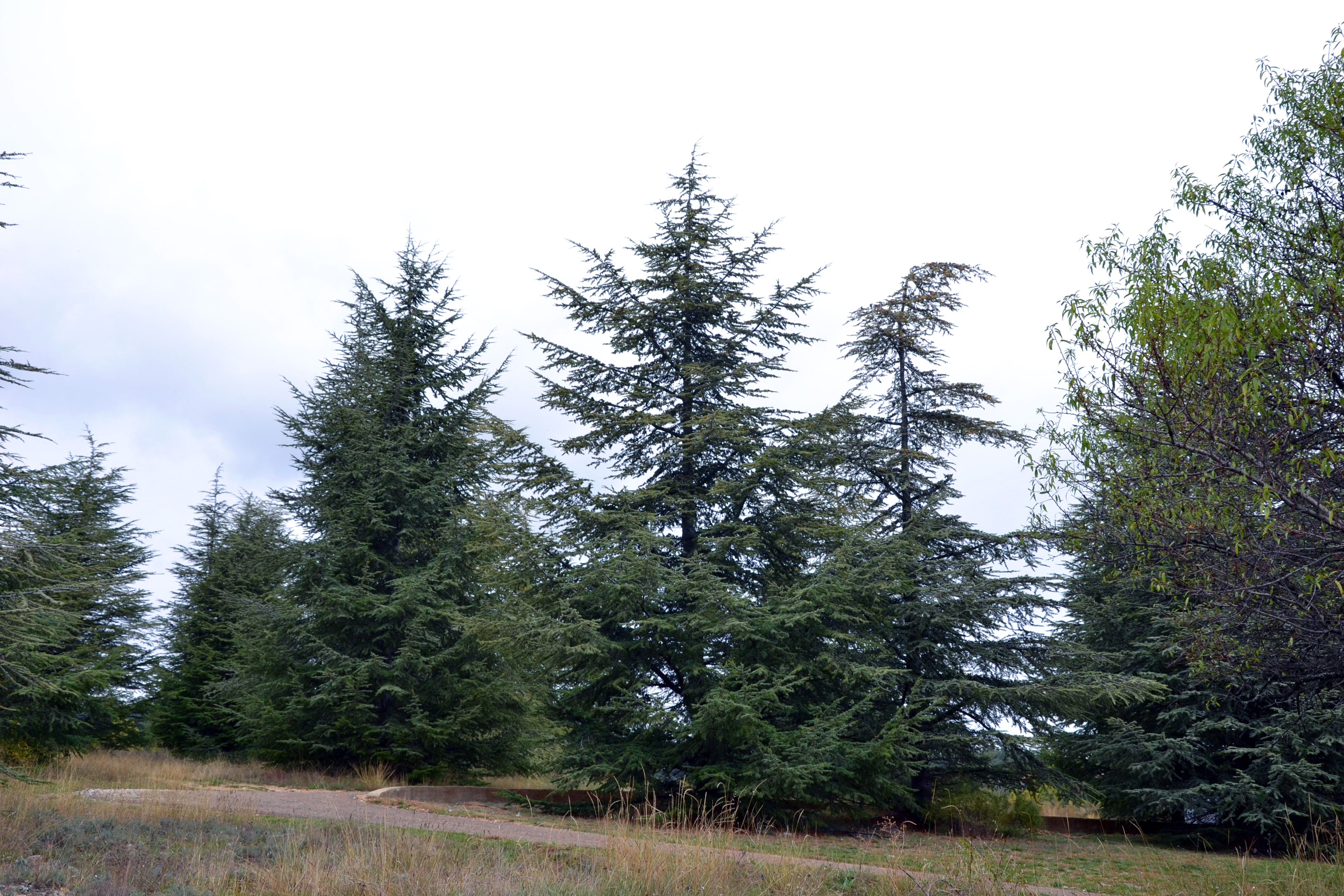
Cèdre.
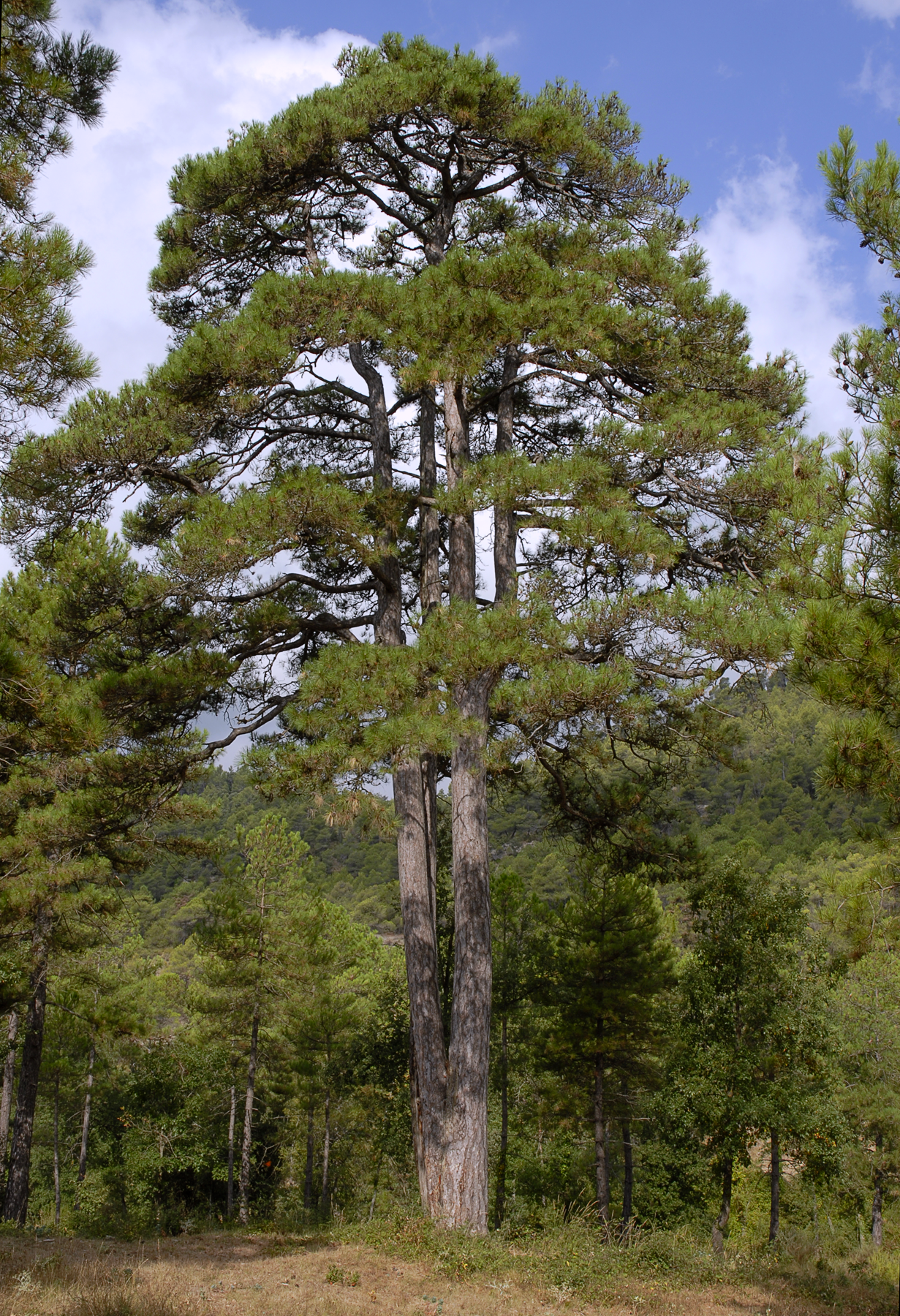
Pin noir.

Ici comme ailleurs, l'accroissement de la fréquentation du massif (agriculture et tourisme) a provoqué une quasi-disparition de certaines plantes. Mais la flore du massif garde une grande diversité due à la fois à sa situation en limite septentrionale du climat méditerranéen, aux contrastes des différences zones d'exposition et à la nature des sols. Sur les adrets, se trouvent chênes verts, pins d'Alep, garrigues à romarin et aphyllanthes de Montpellier ; les fonds de vallons et les ubacs accueillent chênes pubescents, buis et pins sylvestres.

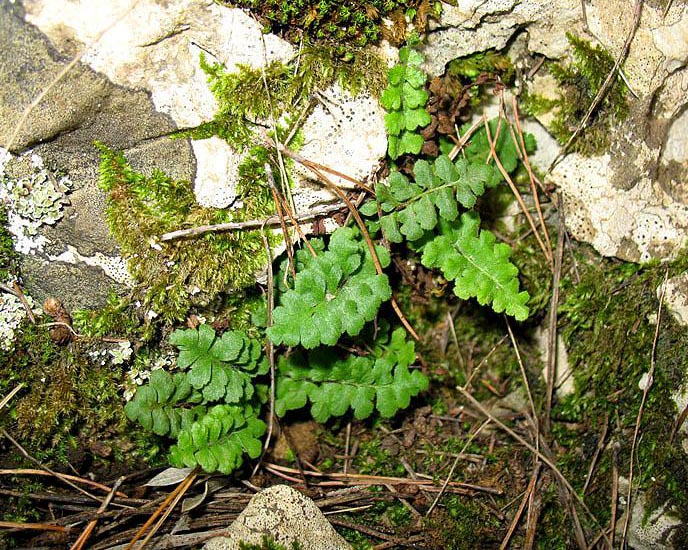
Doradille de Pétrarque.

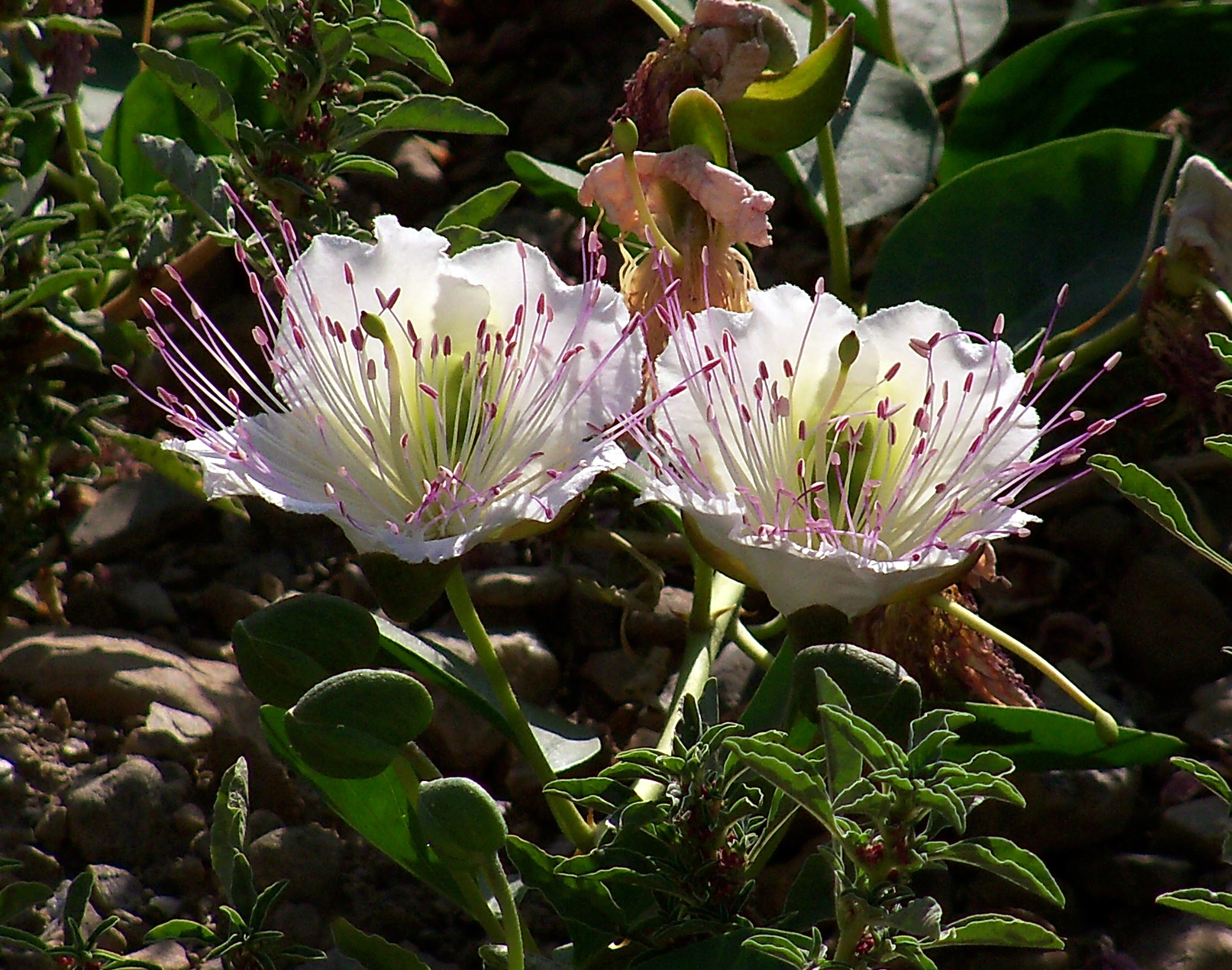
Fleurs de câprier.

Sur les parties calcaires, l'aridité impose une flore composée d'espèces spécifiques à la région. C'est le cas de la doradille de Pétrarque (Asplenium petrarchae), qui colonise les rochers de la crête de la Salle. Toujours dans ce secteur ainsi qu'à Saint-Christophe se trouve le rare gui du genévrier (Arceuthobium oxycedri), qui parasite le genévrier de Phénicie. Toujours en limite nord de leur habitat, le massif accueille le pistachier lentisque, la globulaire, le narcisse douteux et l'herbe à Buffon (Buffonia perennis). Dans le terroir viticole de Lafare, pousse la tulipe des forêts à fleurs jaunes. Toujours entre Lafare et le Grand Montmirail le silène attrape-mouches (Silene muscipula) avait été identifié à la fin des années 1990, on pense actuellement que cette plante rarissime a pu disparaître de la flore française. Sur les talus ou dans quelques oliveraies entre Beaumes-de-Venise et Lafare, se maintient le câprier, reliquat d'une ancienne culture.

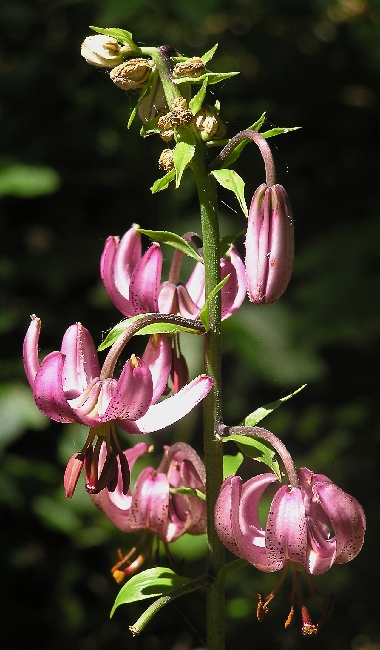
Lys martagon.
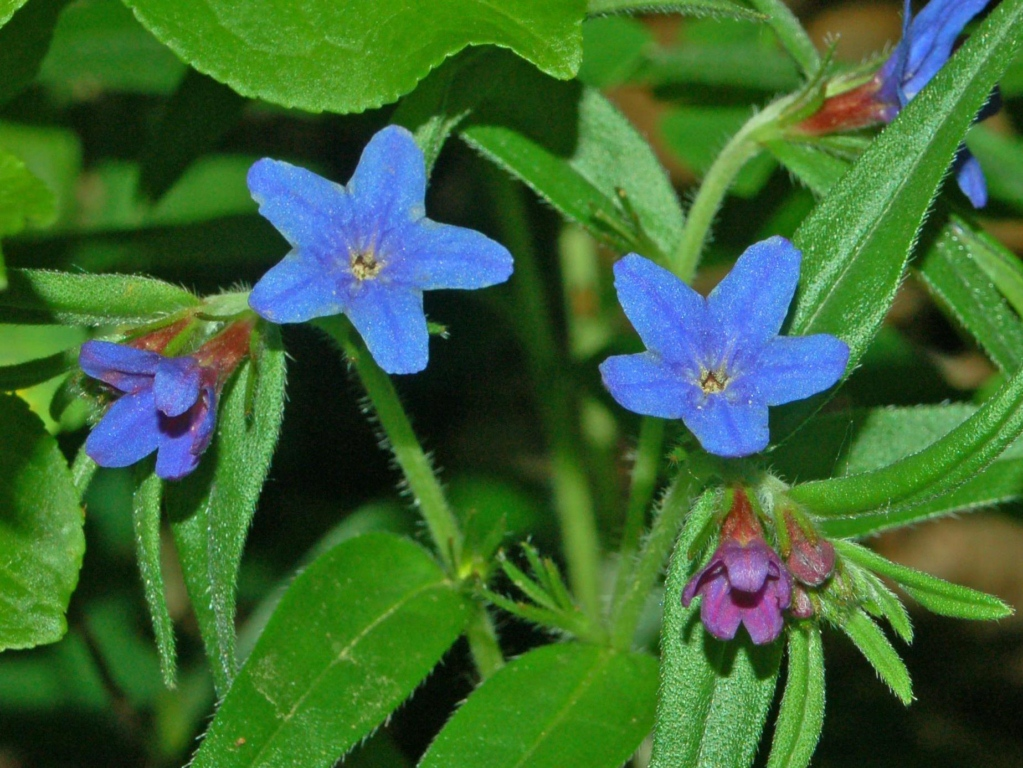
Grémil pourpre bleu.
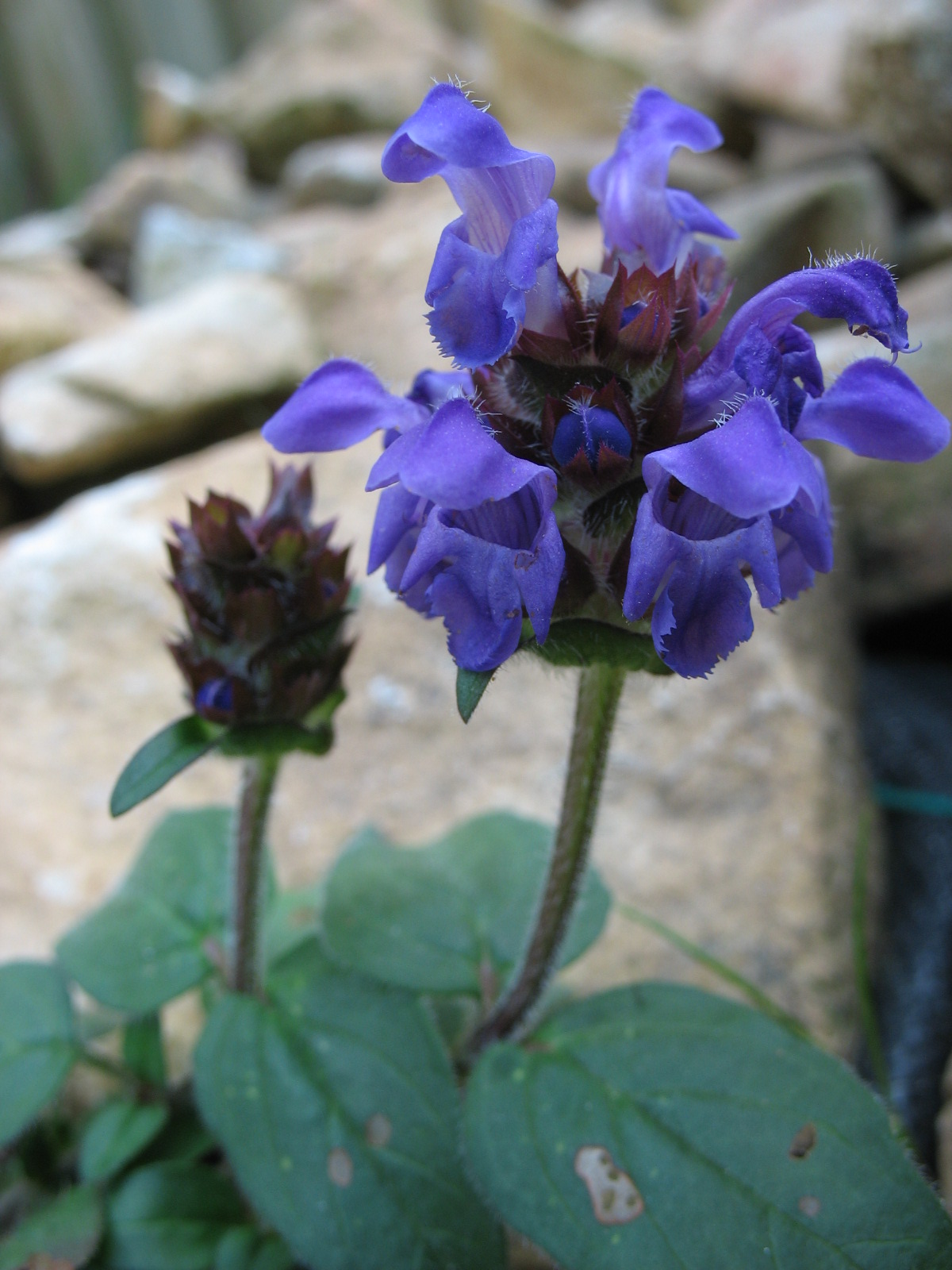
Brunelle à grandes fleurs.
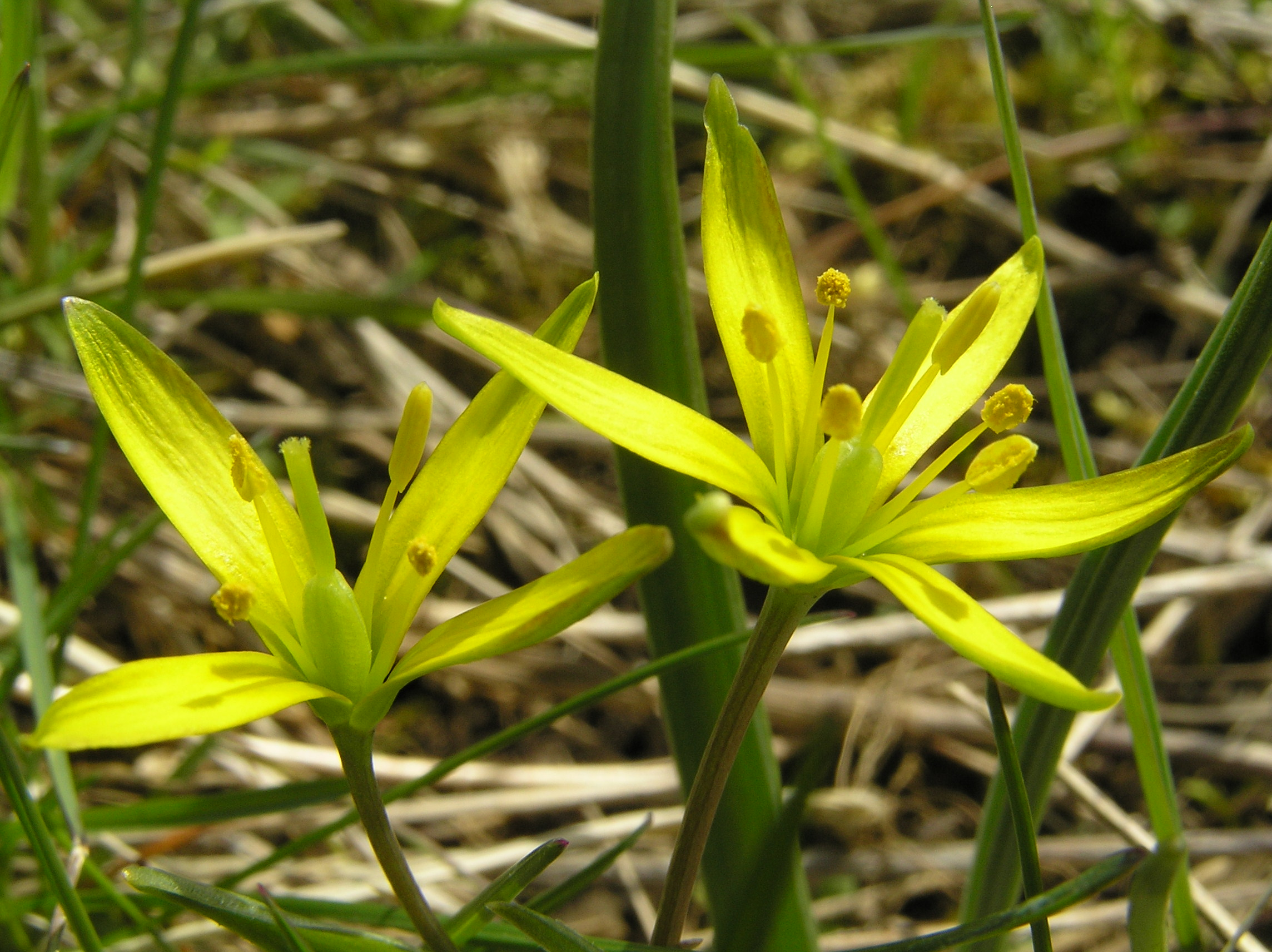
Gagée des prés.
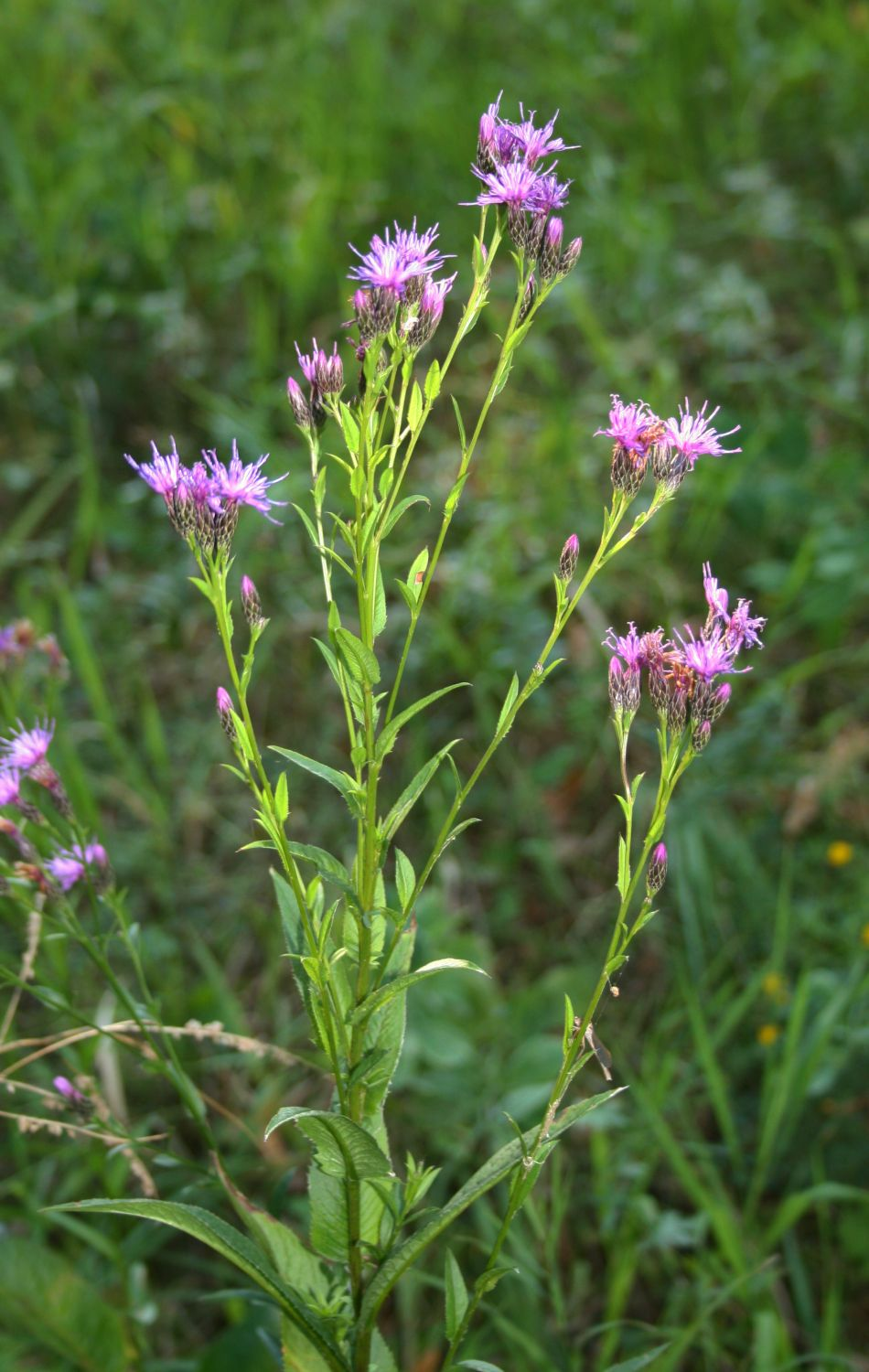
Serratule des teinturiers.

Au nord de la crête du Saint-Amand et de la Grande Montagne, dans la partie septentrionale, la végétation se modifie et ses chênaies abritent quelques espèces rares en région méditerranéenne. Les boisements du nord de la crête ont des espèces nettement montagnardes. Une ancienne hêtraie coupée à blanc il y a plusieurs siècles n'a pu se reconstituer, même si quelques hêtres rabougris se maintiennent toujours dans le vallon de Prébayon. La chênaie-buxaie s'y est substituée mais les espèces spécifiques aux hêtraies sont toujours présentes, comme le lys martagon, le grémil pourpre bleu, la brunelle à grandes fleurs, la serratule des teinturiers. Vers le sommet de la crête, les pelouses du Saint-Amand hébergent le millet printanier (Milium vernale) et la gagée des prés. Vers l'Arfuyen, se trouvent les landes à genêt de Villars (Genista pulchella) alors que les rochers de l'ubac du Saint-Amand sont colonisés par la saxifrage continentale (Saxifraga continentalis).
Entre la crête du Saint-Amand et Vaison-la-Romaine, dans de grands vallons encaissés où la fraîcheur se maintient, se sont installés le mélampyre des bois, la laîche digitée, la gesse noire et la petite pervenche. Les clairières de la chênaie pubescente sont riches en orchidées avec l'ophrys de la Drôme, l'orchis militaire et l'orchis bouffon, qui sont parmi les plus caractéristiques.

Orchidées des dentelles de Montmirail
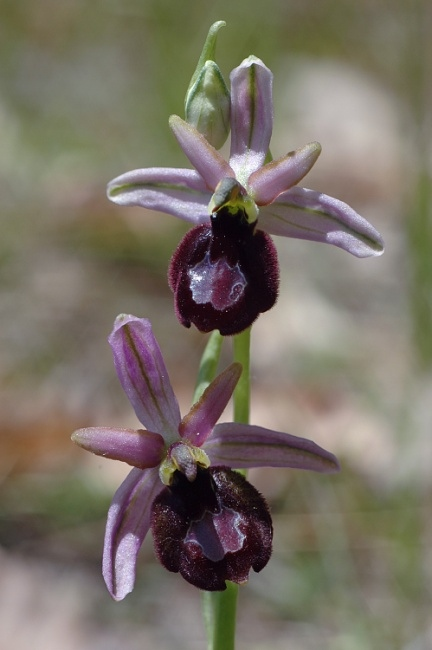
Ophrys de la Drôme.
Fleur de l'orchis bouffon.
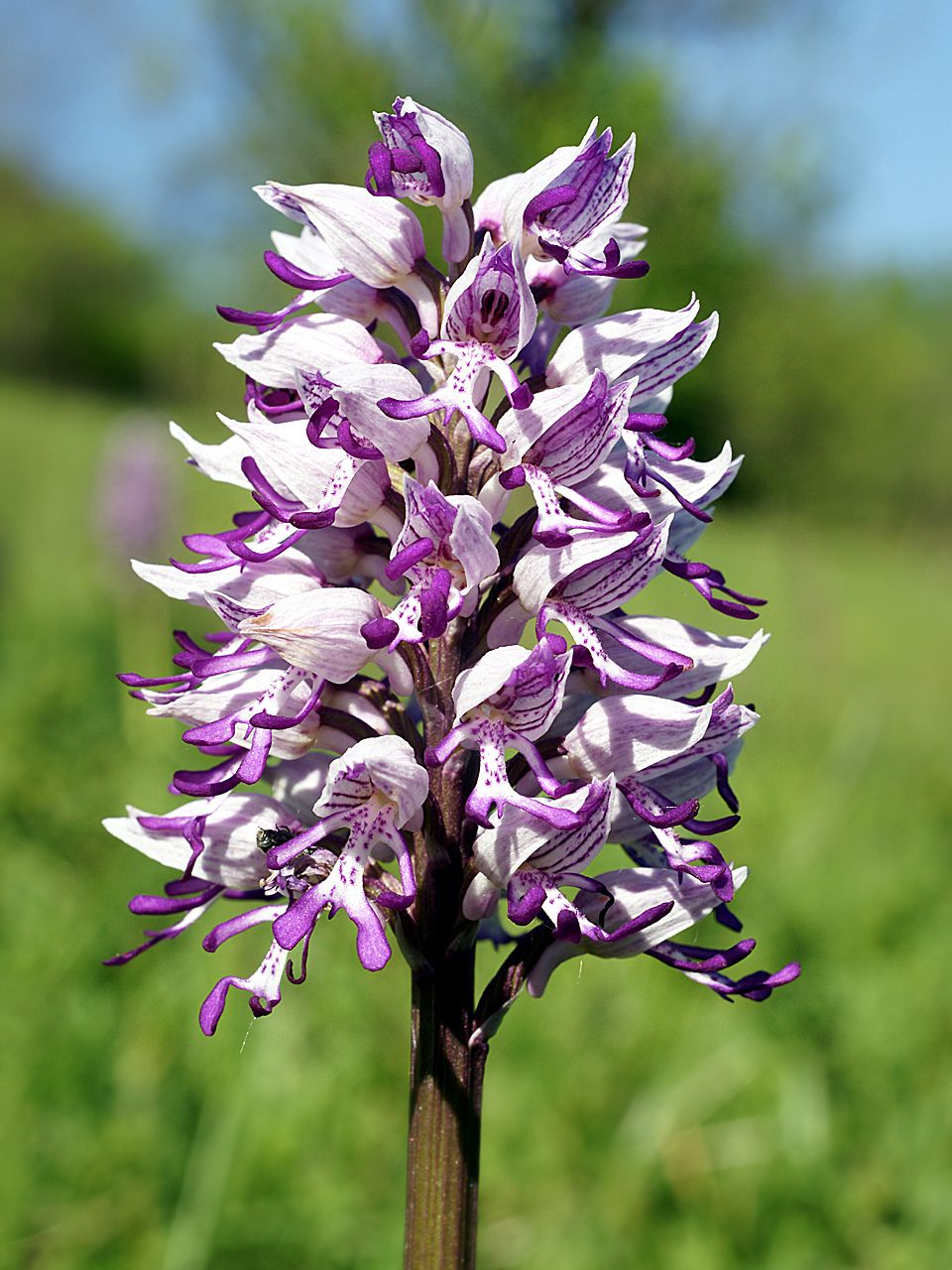
Orchis militaire.

### Population

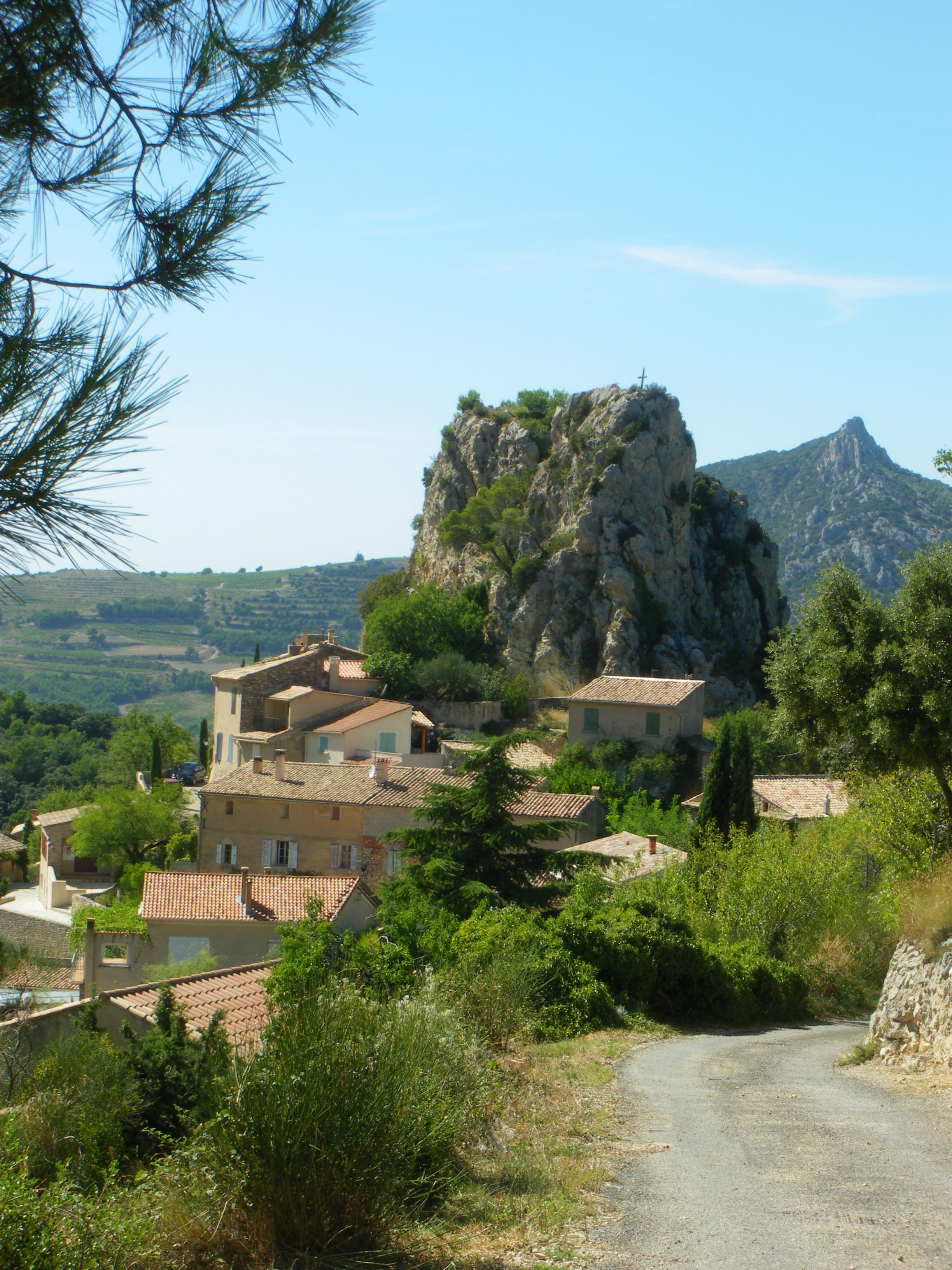
La Roque-Alric, village au cœur des Dentelles.

#### Communes des Dentelles
Elles sont au nombre de onze, soit à l'intérieur du massif, soit sur sa périphérie immédiate. 
- Beaumes-de-Venise
- Crestet
- Gigondas
- La Roque-Alric
- Lafare
- Le Barroux
- Malaucène
- Sablet
- Séguret
- Suzette
- Vacqueyras
- Vaison-la-Romaine (dans la partie sud de la commune, au nord des Dentelles)

#### Démographie
Les Dentelles de Montmirail n'ont jamais cessé d'être habitées, depuis la Préhistoire, avec une constante augmentation, jusqu'au milieu du XIXe siècle. Un lent recul démographique se fait ensuite sentir, comme dans de nombreux secteurs ruraux, durant un siècle (entre l'avènement du chemin de fer et le début des Trente Glorieuses). Dès la seconde moitié du XXe siècle, les villages s'étirent et étendent bâtiments et lotissements autour de leur agglomération. Cette création de nouveaux quartiers en périphérie empiète sur les terrains agricoles rendus constructibles et les nouvelles zones d'habitat tendent à se rejoindre.
| Communes          | 1793  | 1851   | 1901  | 1954  | 1999   | 2010   |
| ----------------- | ----- | ------ | ----- | ----- | ------ | ------ |
| Beaumes-de-Venise | 1 332 | 1 761  | 1 405 | 1 205 | 2 051  | 2 305  |
| Crestet           | 367   | 514    | 330   | 268   | 432    | 458    |
| Gigondas          | 754   | 1 042  | 637   | 751   | 948    | 556    |
| La Roque-Alric    | 100   | 151    | 71    | 33    | 54     | 64     |
| Lafare            | 162   | 186    | 115   | 81    | 97     | 113    |
| Le Barroux        | 637   | 969    | 549   | 224   | 569    | 643    |
| Malaucène         | 2 465 | 3 283  | 2 093 | 1 613 | 2 538  | 2 665  |
| Sablet            | 1 010 | 1 369  | 1 075 | 886   | 1 282  | 1 219  |
| Suzette           | 165   | 257    | 160   | 92    | 129    | 119    |
| Séguret           | 933   | 1 186  | 878   | 686   | 892    | 869    |
| Vacqueyras        | 600   | 848    | 716   | 748   | 1 061  | 1 050  |
| Total général     | 8 525 | 11 566 | 8 029 | 6 707 | 10 053 | 10 061 |

Depuis les années 1980, la structure sociale des communes du massif s'est métamorphosée, passant d'une société paysanne à une société sous influence citadine. Une nouvelle population d'origine urbaine, n'ayant, le plus souvent, aucune attache régionale, s'est installée sur place, et parallèlement nombre de résidences secondaires sont passées au statut d'habitation à l'année. Ces migrants venant de France, ou d'Europe, sont indifféremment retraités ou actifs et, dans ce dernier cas, travaillent aux environs (Carpentras, Orange ou Avignon). Leur choix de résidence est lié à une meilleure qualité de vie.

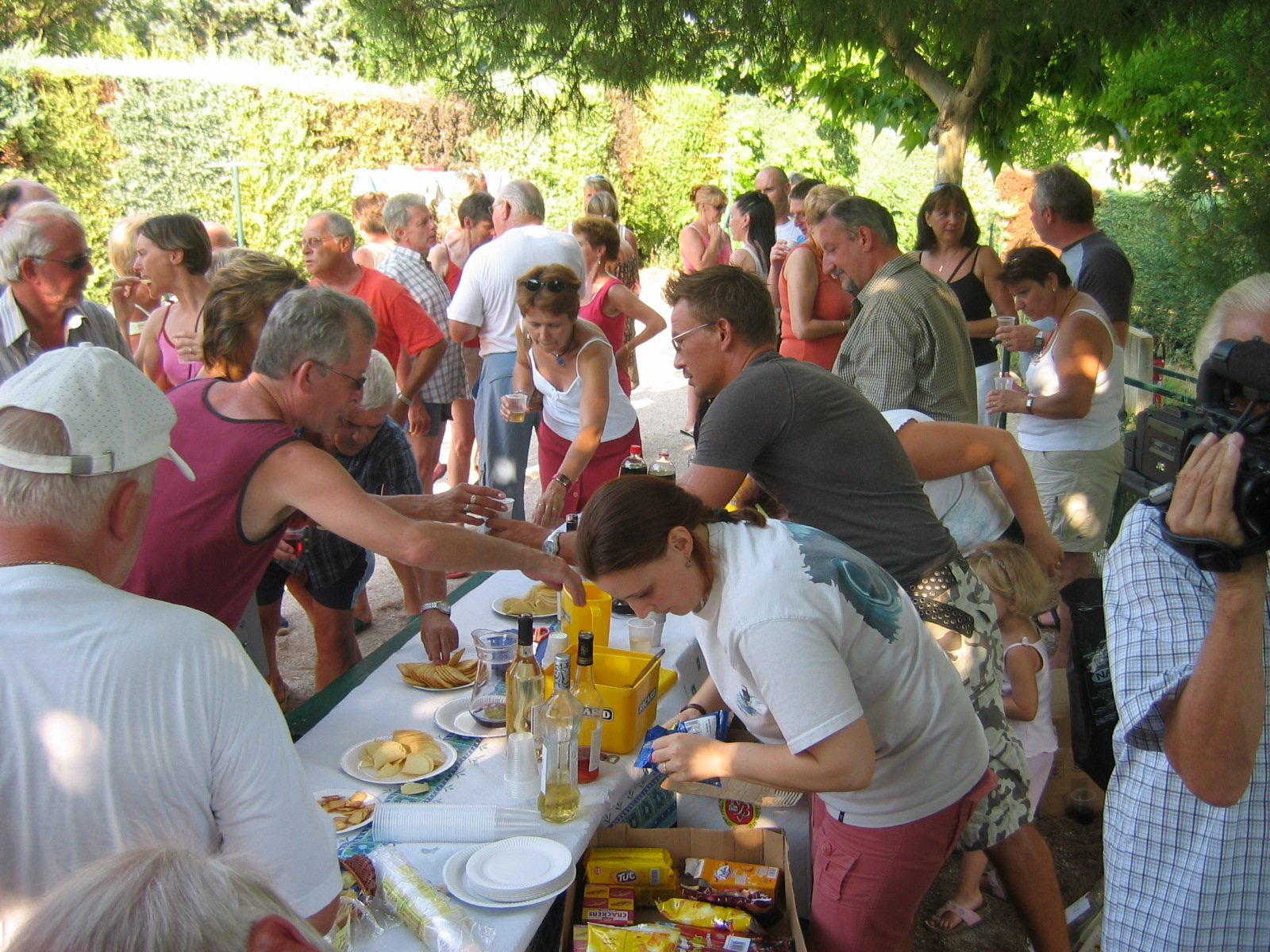
Apéritif de bienvenue aux estivants.

Parallèlement, le milieu agricole a lui aussi changé. Une viticulture de qualité, produisant des vins classés en AOC, a considérablement augmenté le niveau de vie des villages. Mais plus d'un quart de des domaines viticoles n'ont pas d'avenir assuré. En effet, depuis la fin des années 1960, les jeunes ruraux continuent leur scolarité en ville et ne reviennent pas toujours travailler au domaine. Beaucoup de ces néo-citadins gardent une résidence sur leur lieu d'origine et sont les premiers à établir un lien entre le monde rural de leurs pères et les rurbains (néo-ruraux). Si le décalage entre ces différents types de population tend à s'estomper dans la vie courante, il est dépendant d'une structure qui reste agricole. Cette dichotomie « induit des visions différentes de l'espace, une gestion différente de l'environnement et des perspectives parfois difficilement compatibles entre ces différents groupes sociaux. » À cela s'ajoute une forte pression foncière qui provoque une survalorisation du patrimoine, les prix flambent, ce qui induit une dévalorisation relative des terres agricoles.

#### Pression démographique et flux migratoire

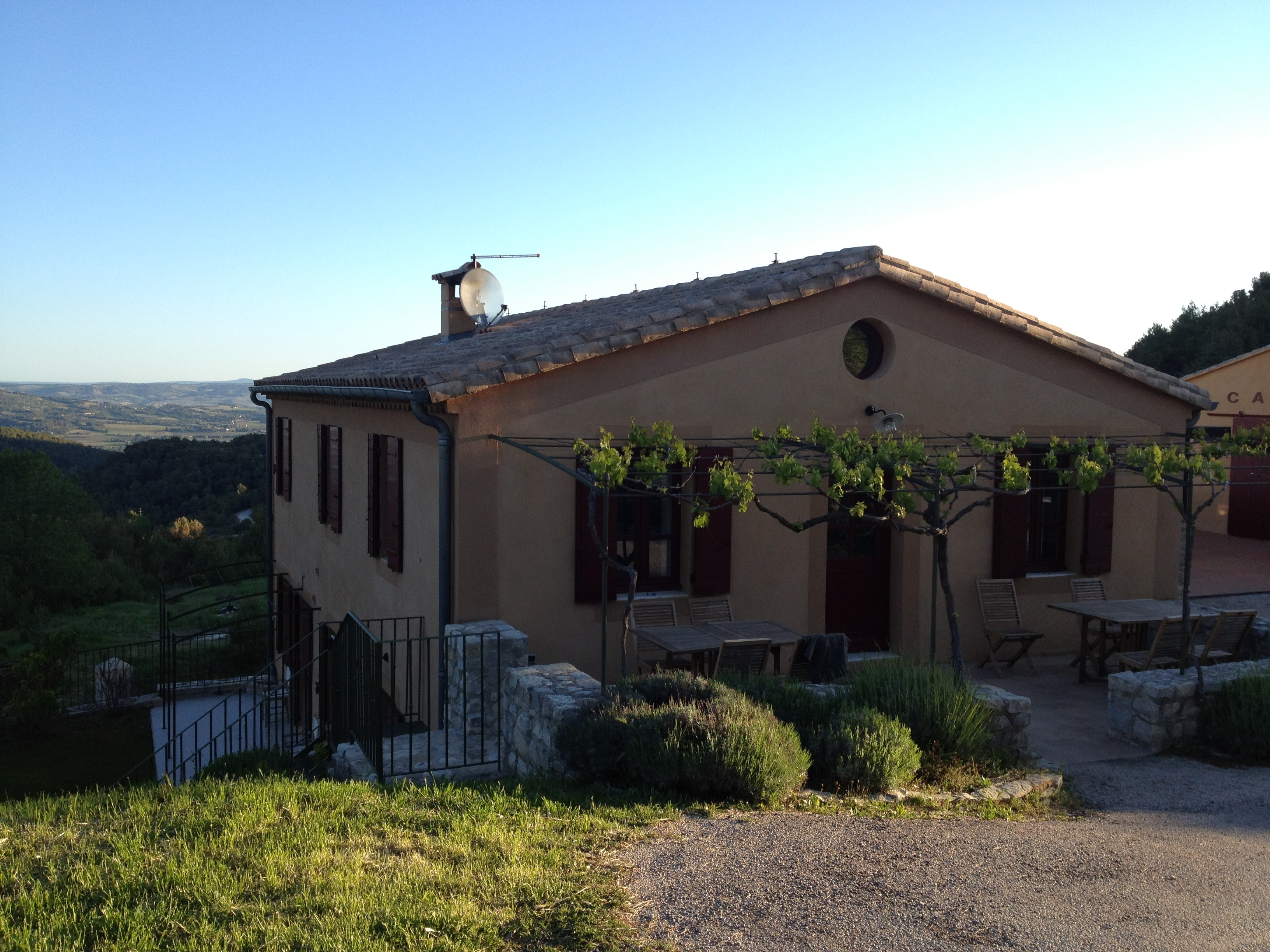
Pavillon urbain de style néo-provençal.

Ce flux migratoire a fait augmenter le nombre de résidents permanents. Dans les villages, le recensement de 1999 mit en évidence une nette tendance à l'accroissement : « Depuis 1982, Beaumes-de-Venise a augmenté de 327 personnes avec 2 048 habitants, Lafare de 18 avec 93 habitants, La Roque-Alric de 2 avec 54 habitants, Sablet de 266 avec 1 280 habitants, Suzette de 15 avec 128 habitants, enfin Vacqueyras de 178 avec 1 061 habitants. Seul Gigondas est resté stable avec 648 habitants. »
Cet afflux a eu pour conséquence de nouvelles constructions et la restauration de bâtiments anciens. Mais le mode de vie des rurbains reste de type banlieusard : « Ils se ravitaillent dans les supermarchés des villes avoisinantes, comme le font de plus en plus les agriculteurs eux-mêmes, et de ce fait les petits commerces des villages de la plaine, loin de se régénérer grâce à cet apport, tendent à disparaître. » Quant aux résidents secondaires, qui ne viennent que pour les mois d'été et lors de vacances, ils ont tendance à provoquer le « syndrome des volets clos » dans certains villages qui restent désertés la majeure partie de l'année. Pour l'instant, la région des Dentelles a pu préserver un certain équilibre dans ce domaine.

#### Habitat

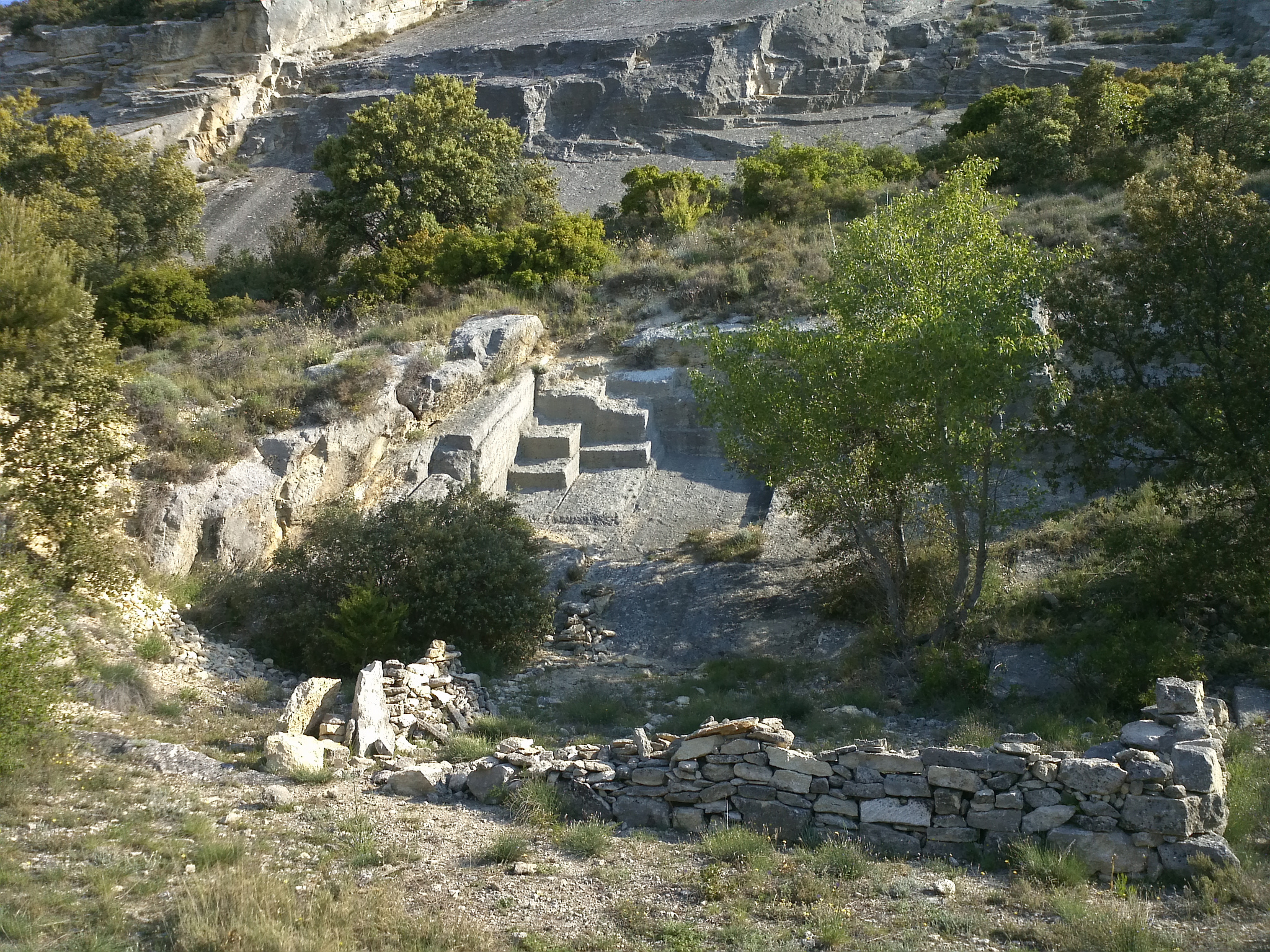
Carrière de pierres d'Aubune.

L'architecture traditionnelle dans le massif est caractérisée par la simplicité de ses volumes de pierre où l'utile primait l'apparence. Cette rusticité correspondait aux besoins de ceux qui travaillaient la terre et qui trouvaient leurs matériaux sur place, en particulier la pierre calcaire extraite à partir de carrières. De plus, celle-ci, après cuisson, était transformée en chaux. Le gypse, provenant la carrière du vallon de Couffin, à Beaumes-de-Venise, servait à la fabrication du plâtre. L'argile a permis l'exploitation de nombreuses tuileries. À Beaumes-de-Venise, deux lieux se nomment la Tuilière et à Gigondas, la fabrique de Lancieu, fonctionnait encore au début du XXe siècle. Même les galets de l'Ouvèze furent utilisés pour la construction de cabanons que l'on retrouve dans les champs et les vignes. Pour les charpentes, le bois de pin, abondant en forêt, était le plus utilisé. En menuiserie, on retrouvait quelquefois le chêne, plus onéreux, et réservé aux demeures de maîtres.

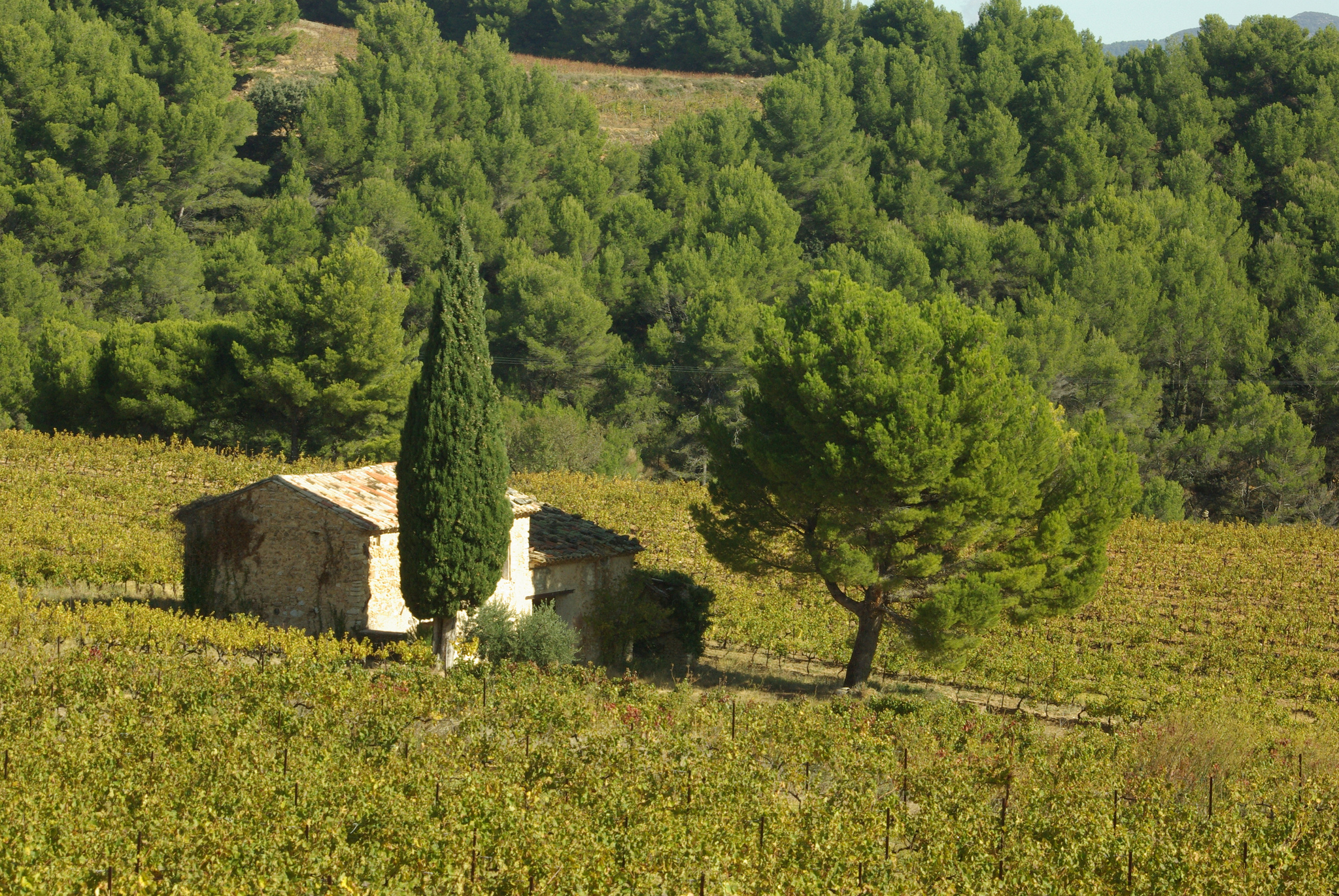
Cabanon et son cyprès au milieu des vignes.

Toutes les constructions, qu'elles soient isolées ou dans un village, tournent le dos au mistral. Leur façade nord ne comporte que des ouvertures de petite taille. Elles limitent la déperdition de chaleur l'hiver et, en réduisant l'ensoleillement intérieur, préservent la fraîcheur l'été. Les façades étaient généralement recouvertes d'un mortier de chaux. L'utilisation des nouveaux mortiers de couleurs ocre et vives, grattés ou projetés lors des restaurations, dénature les bâtiments anciens.
Les toitures sont en majorité recouvertes de tuiles rondes. Les plus recherchées pour la réfection sont les tuiles anciennes patinées par le temps dont la tonalité se confond avec la teinte du sol. Souvent, les grands bâtiments comportent une aile à l'ouest pour s'abriter du mistral. La plantation d'arbres à feuillage caduc au sud des maisons était une pratique constante. Ils offraient une ombre fraîche en été et, feuilles tombées, un bon ensoleillement en hiver. Il en allait de même pour les cabanons, éparpillés dans la plaine ou sur les coteaux, très souvent signalés de loin par un cyprès.

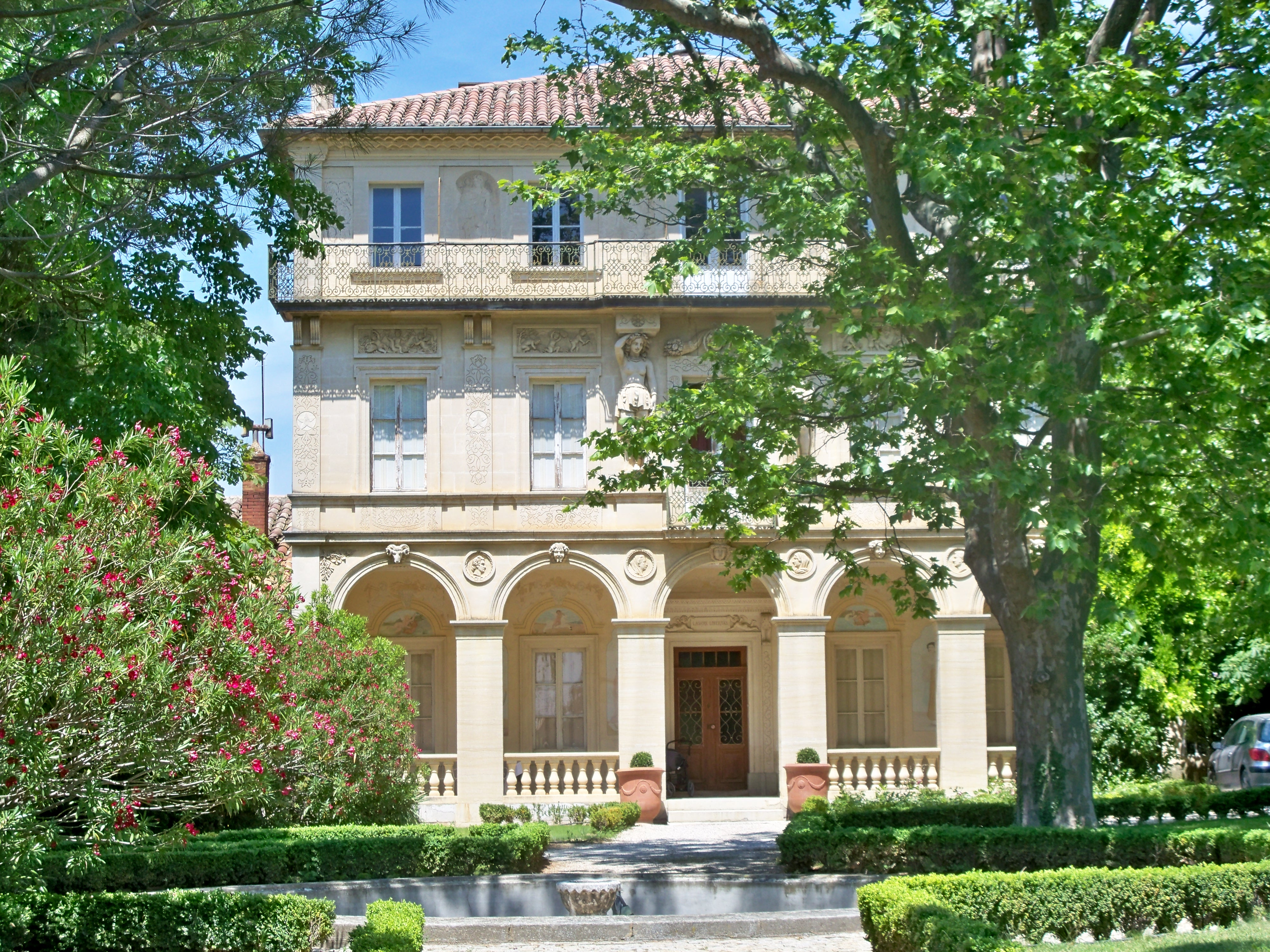
Château Raspail, à Gigondas, symbole de l'enrichissement par la viticulture.

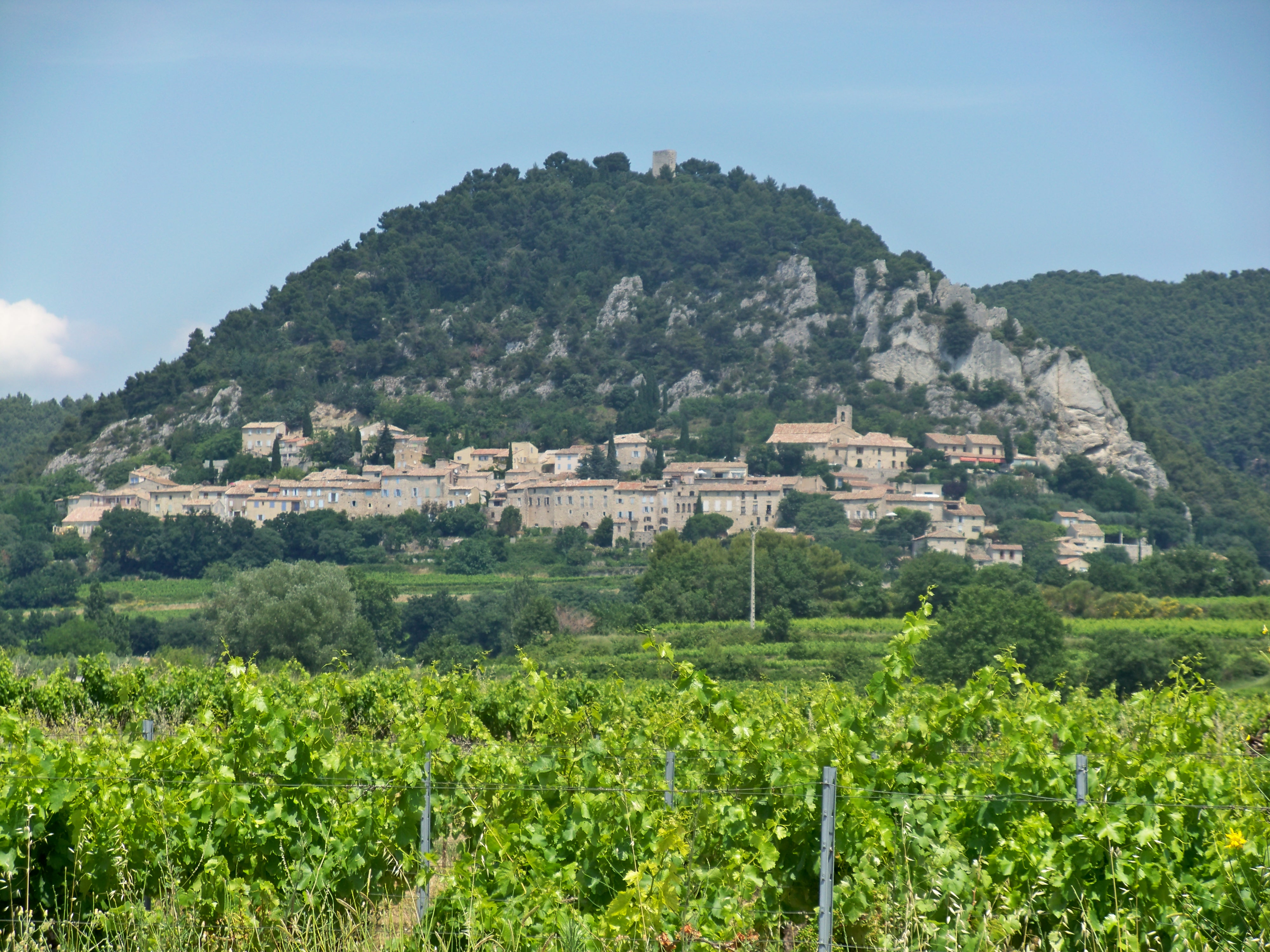
Séguret, village perché.

Les villages, et particulièrement les villages perchés, ont conservé leur plan médiéval. Les habitations se concentraient autour de leur château installé sur un point dominant, étaient ceinturées de remparts ouverts par une ou plusieurs portes. La forte densité de ces villages a contraint les gens à vivre dans des maisons exiguës, organisées en hauteur. Ce n'est qu'à partir du XIXe siècle, que les villages proches de la plaine s'étendent hors les murs, notamment le long des routes.
Au XXe siècle, les progrès de la viticulture permettant de produire de plus en plus des vins de qualité, certaines maisons de vignerons sont rendues accessibles par des cours et agrémentées par des jardins. De nouvelles maisons, de style italianisant ou Art Déco, sont la marque d'un enrichissement de la paysannerie locale. Mais la pression démographique, depuis quelques décennies, a fait pousser des constructions pavillonnaires (de style néo-provençal) sans souci d'intégration au milieu.

## Histoire

### Préhistoire et Antiquité

#### Oppida

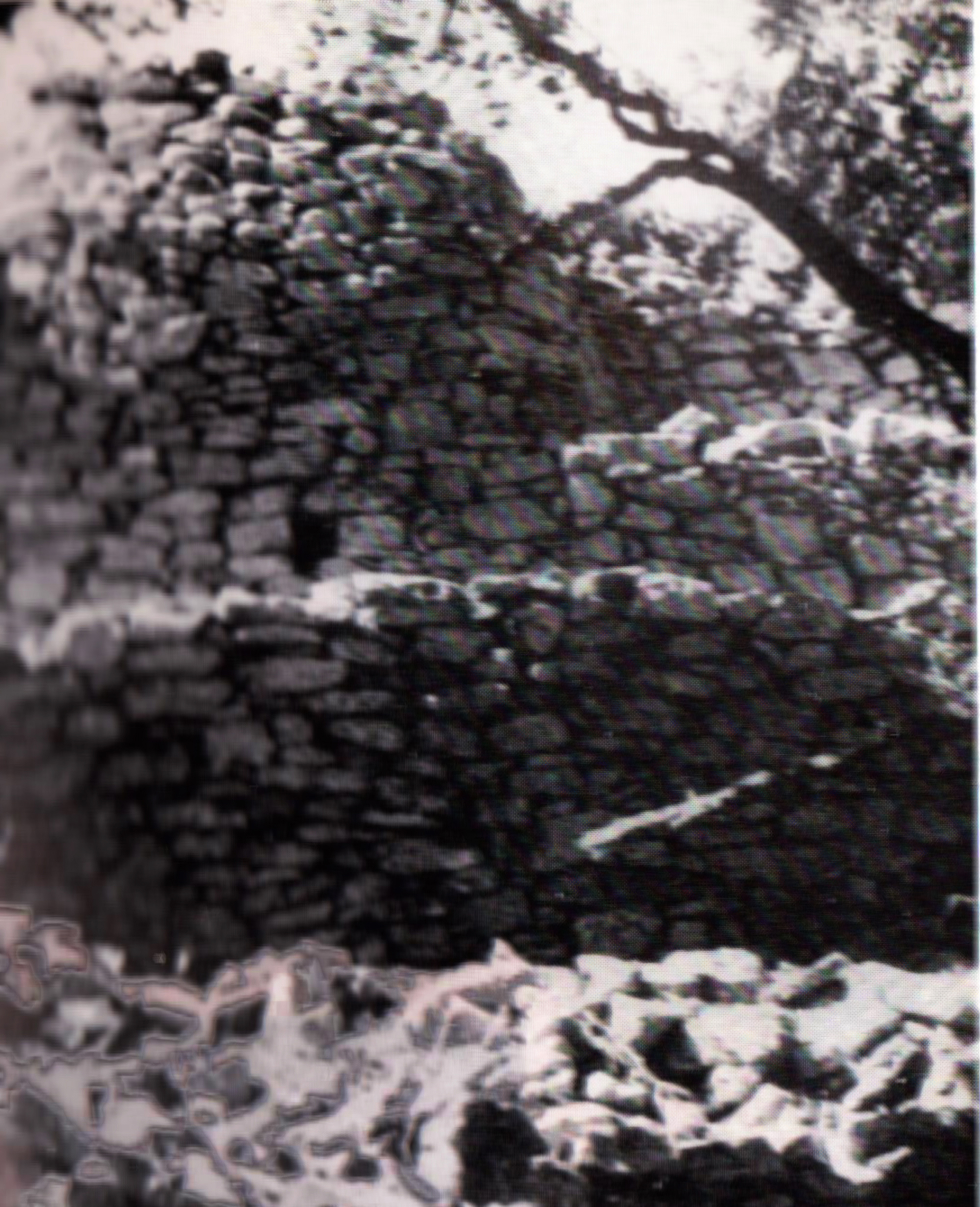
Borie édifiée dans les fortifications de l'oppidum de Clairier.

L'oppidum du Clairier, situé sur la commune de Malaucène, contrôlait le vieux chemin menant de Carpentras à Vaison, via Malaucène et le flanc est des Dentelles de Montmirail. Ce fut à la fois une forteresse et un lieu de culte. Placée depuis le christianisme sous le vocable de saint-Michel, la crête sur laquelle il a été construit fut sous l'Antiquité dédiée à Mars après l'avoir été au dieu celte Toutatis. Selon les actes les plus anciens, datant du XIe et du XIIIe siècle, ce site était connu sous le nom de Venteron, dont la racine vint- se retrouve dans le mont Ventoux.

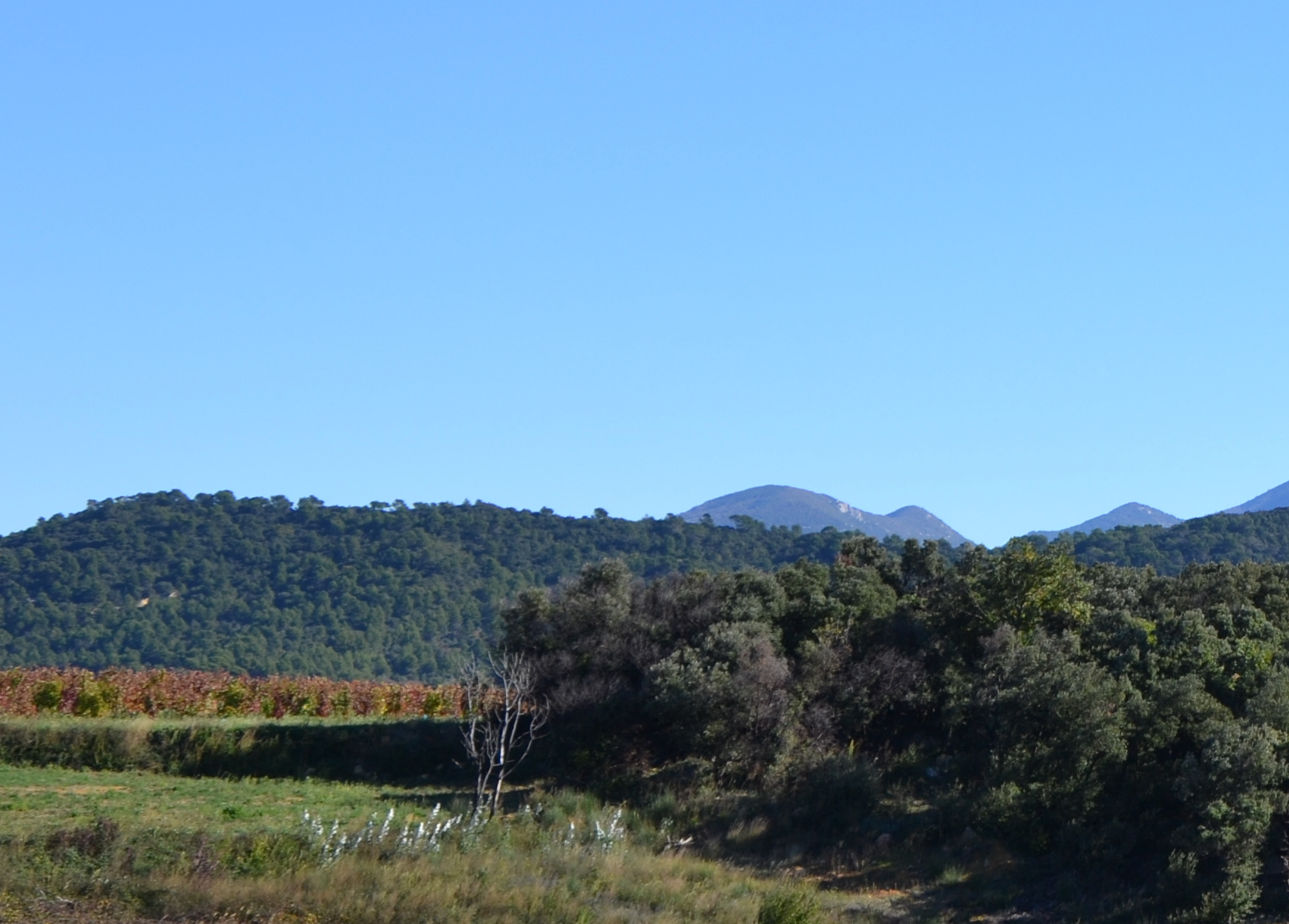
Oppidum de Clairier, envahi par sa végétation de garrigue.

Suivant les différentes mais ponctuelles campagnes de fouilles qui ont été faites, il fut occupé du IVe siècle av. J.-C. jusqu'au IIIe siècle. Cette occupation est allée d'un habitat permanent (un puits fut identifié au cours du XIXe siècle) vers un refuge occasionnel. Les trois hectares du site sont désormais envahis par une végétation de garrigue qui laisse encore deviner, au milieu des broussailles et des pierrailles, la structure d'un village avec ses ruelles et ses intérieurs de cabanes. Le sol est jonché de fragments de poteries et de tegulae. La base de l'oppidum est structurée par des murets en pierre sèche où, de place en place, se trouvent des bories qui peuvent avoir eu un rôle défensif. Certaines, incluses dans une portion d'enceinte, ressemblent à des échauguettes protégées par d'épaisses fortifications édifiées en gradins. Son rôle de forteresse est indéniable puisque au cours de la Préhistoire puis de l'Antiquité, son site marqua la frontière entre les confédérations des Cavares et des Voconces et qu'il pouvait correspondre par feux avec l'oppidum des Courens dépendant des Méminiens, tribu affiliée aux Cavares.

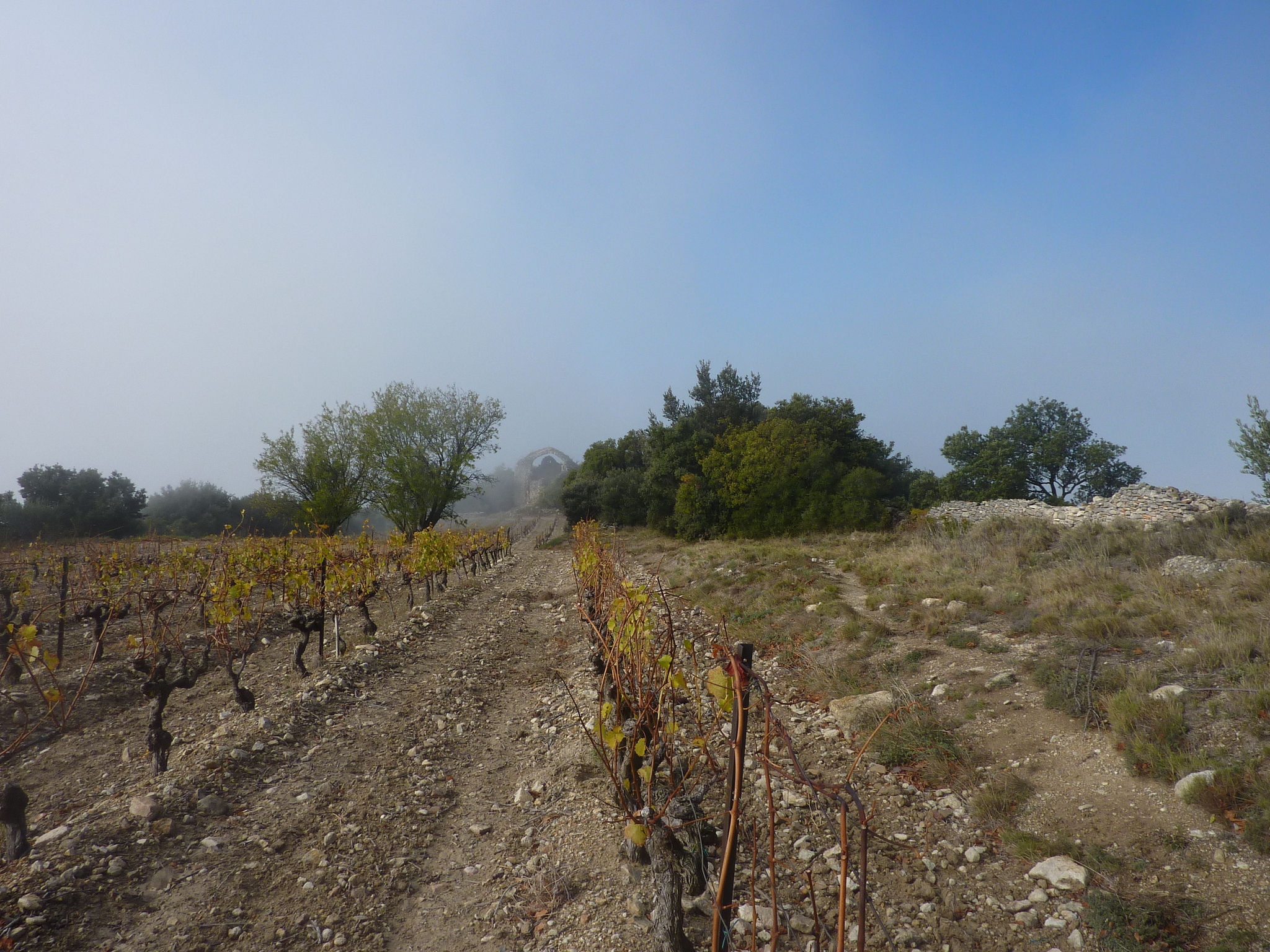
Début de l'oppidum des Courens avec ses vestiges de défense sur la droite.

L'oppidum des Courens occupe une superficie d'environ sept hectares à une altitude de 290 mètres. Il domine Beaumes-de-Venise et contrôlait le vieux chemin qui menait de Carpentras à Vaison par l'ouest des Dentelles de Montmirail. Orienté est-ouest, son sommet prend la forme d'une dorsale à double inflexion, sur environ cent mètres de large. Ce site était naturellement défendu par des pentes abruptes au nord, à l'est et au sud, mais plus vulnérable à l'ouest, où le terrain s'incline doucement vers l'intérieur du massif. Pour pallier cette vulnérabilité, il fut protégé par des murs en pierres sèches de ce côté-là.
L'absence d'eau devait rendre aléatoire une occupation permanente ou de longue durée. Mais il semble qu'un puits, comblé dans le milieu des années 1960, pour des raisons de sécurité, existait en amont de la chapelle Saint-Hilaire. De plus, les fouilles n'ont jamais permis de découvrir d'importants silos à grains, sauf un seul de faible capacité, sur le chemin d'accès nord.
En 1959, lors de fouilles effectuées à 150 mètres à l'est du rocher du diable, au pied d'un rempart en gros appareil (2,40 de haut × 1,80 m d'épaisseur), près d'une cabane aménagée dans l'épaisseur du mur, un squelette effrité a pu être localisé. Il avait été inhumé dans un cercueil en bois dont il ne restait que cinq clous forgés à tête aplatie de douze centimètres de long. À proximité de l'entrée de la cabane, un sarcophage en pierre a été disposé pour servir d'abreuvoir.
Ces sarcophages monolithiques qui couvrent une partie de l'oppidum proviennent d'une carrière située à flanc de colline à l'ouest du rocher du diable. Les archéologues ont identifié des entailles de chiffres en lettres romaines C V (105) et M C (1100) correspondant au nombre d'objets extraits de la carrière en une campagne.
Plus au sud, un sarcophage a été creusé dans le rocher. À cinq mètres à l'ouest un autre, minuscule (0,49 m × 0,23 m), a également été creusé sur place dans le calcaire.
Dans cette nécropole gallo-romaine les sépultures s'échelonnent du Ve au VIIIe siècle. L'aspect rustique des sarcophages indique qu'il y avait là une population autochtone pauvre. Ses cabanes étaient édifiées en pierres sèches, argile et branchages. Elle utilisait une poterie grise typiquement celte. Les fragments de poteries trouvés sur l'oppidum vont de cette poterie grossière et indigène à de la poterie grecque, campanienne et gallo-romaine.
Il est évident que pour ces oppida le manque d'eau et de silos de réserve ne devait pas permettre une résistance efficace au siège d'une armée. De plus, l'importance de leur population est difficile à apprécier. Il ne devait y avoir qu'une centaine d'habitants à l'oppidum du Clairier, et de trois à cinq cents sur l'oppidum des Courens.

#### Celtes, grecs et romains

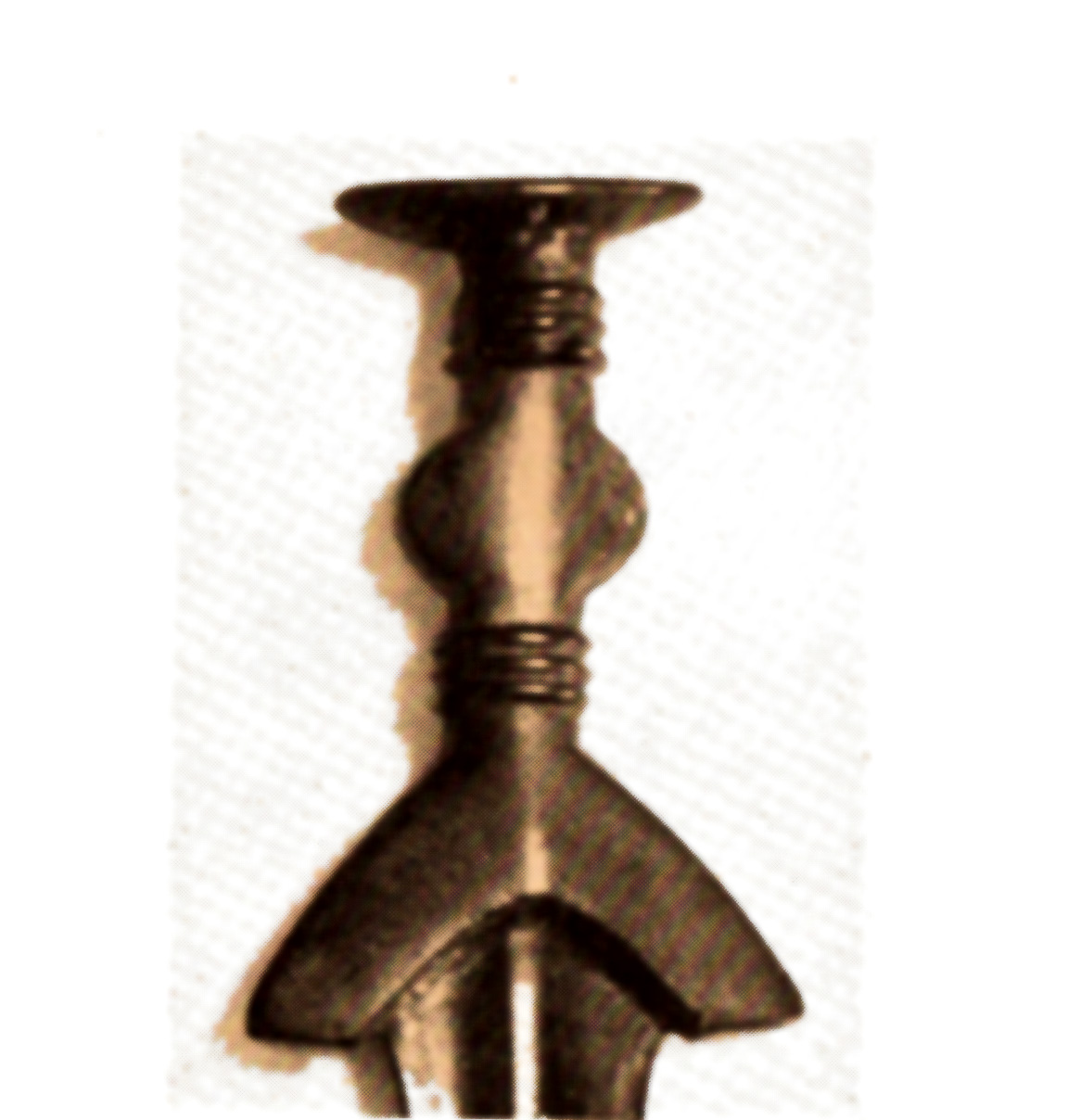
Pommeau d'une épée celte trouvée à Arfuyen, près de Malaucène.

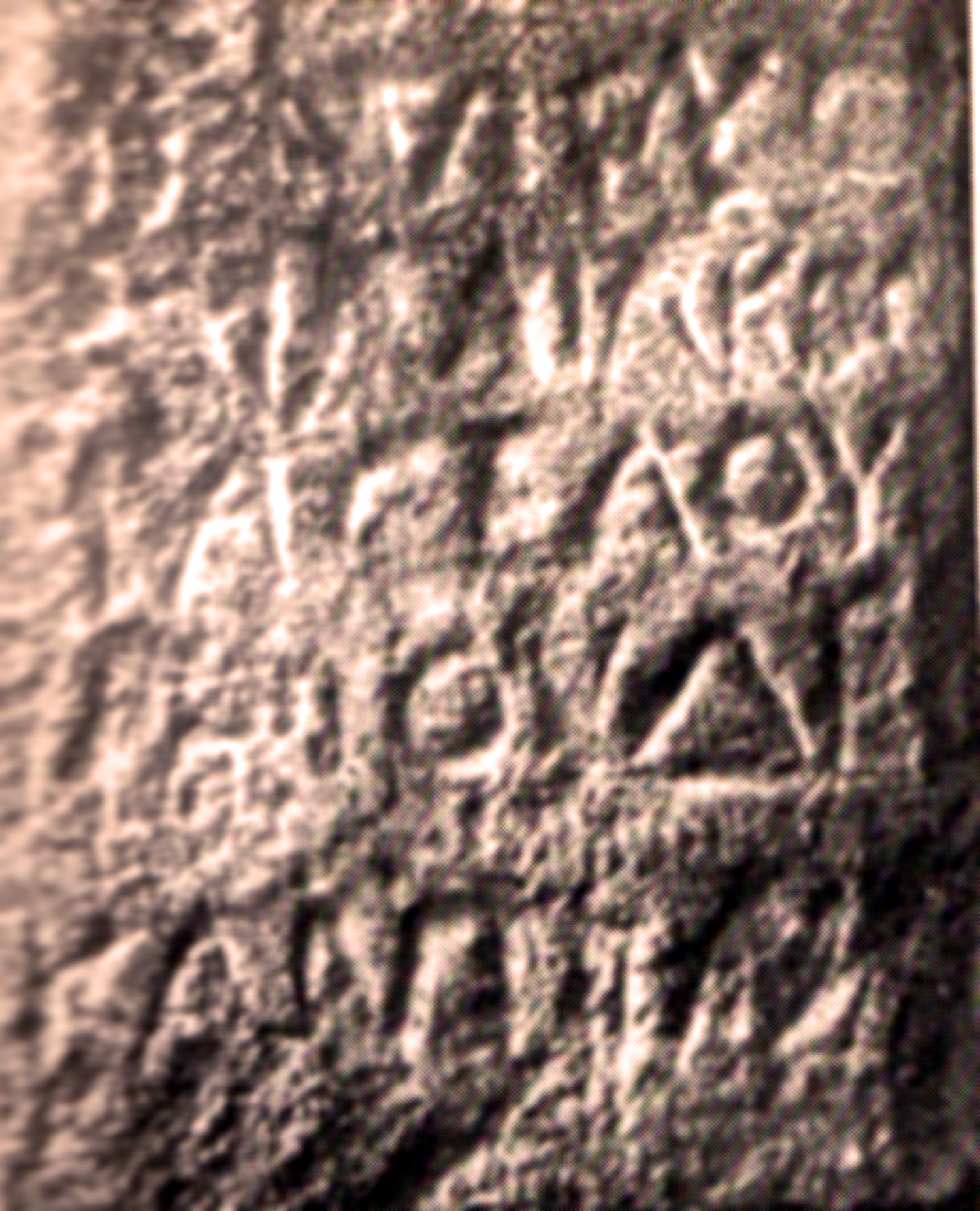
Moulage de l'inscription celto-grecque du Groseau.

En dehors de Vasio, l'antique Vaison-la-Romaine, de part et d'autre du massif, il existe des sites qui ont fourni des pièces archéologiques celte, celto-grecque et gallo-romaines de la première importance, tant à Malaucène qu'à Séguret. La première est une épée de bronze découverte en 1837 dans une excavation du mont Arfuyen, près de Malaucène. Elle a été datée du bronze final et la forme de son pommeau, de type Möringen, laisse à penser qu'elle a été fabriquée en Suisse. Vient ensuite la chapelle Notre-Dame-du-Groseau qui abrite en son intérieur une dalle portant une inscription celtique rédigée en caractères grecs. Elle a pour la première fois été signalée par Augustin Deloye et décrite lors du congrès des archéologues de France en 1855. À cette époque, la pierre était placée dans le soubassement d'une croix faisant face à l'entrée de la chapelle. Le moulage des inscriptions fut fait en 1884 et permit d'identifier cinq lignes de texte sur un espace de 24 × 26 centimètres. Si l'interprétation de ces lignes reste problématique compte tenu du peu d'inscriptions celto-grecques, sur celle du centre il a été identifié le terme de raselou que les spécialistes de l'épigraphie ont pu rattacher à graselou, nom qui serait à l'origine du Groseau. Tout comme à Gréoux-les-Bains, il y aurait eu pour protéger la source un génie du lieu dénommé graselos/graselis.

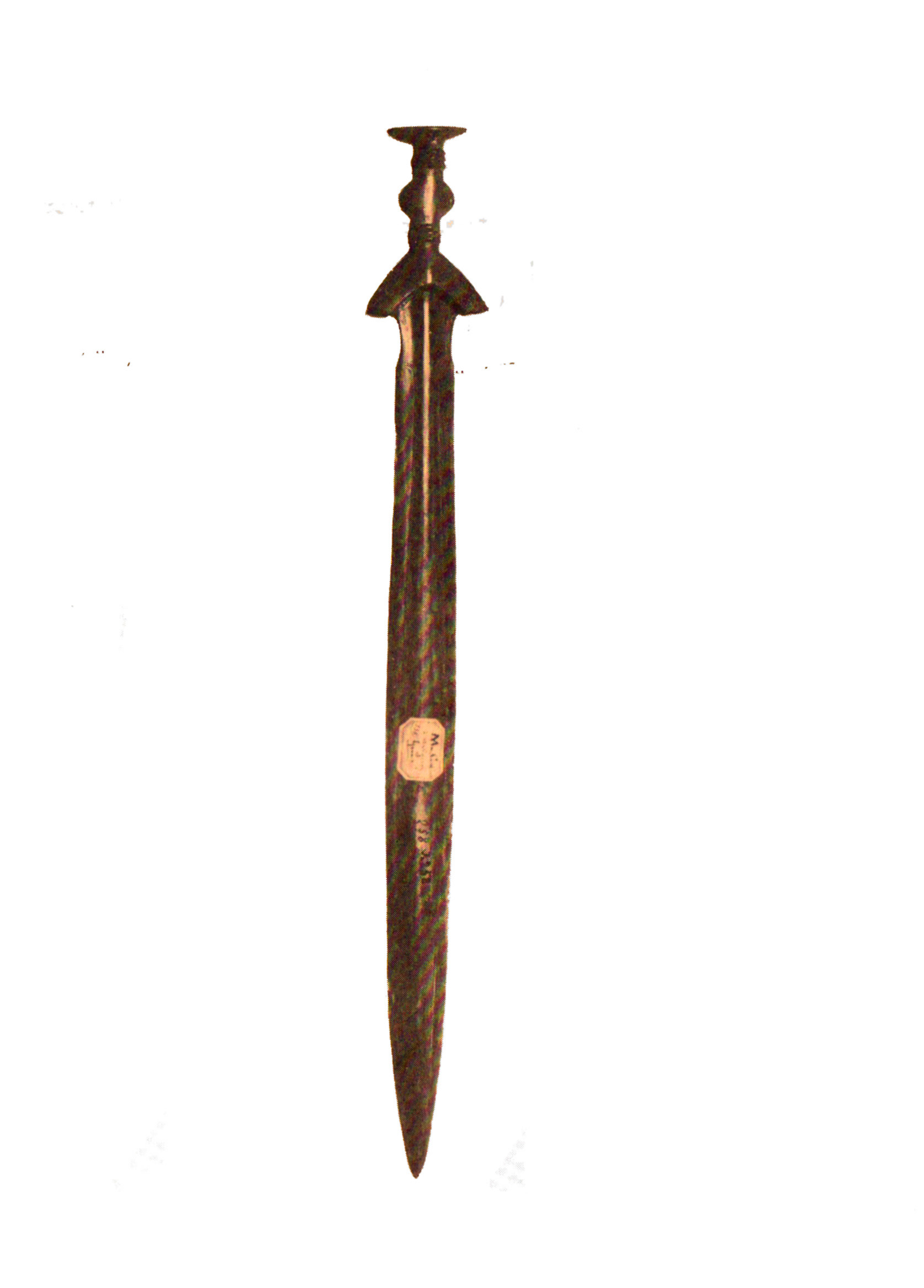
Épée celte (-900) découverte à Arfuyen.
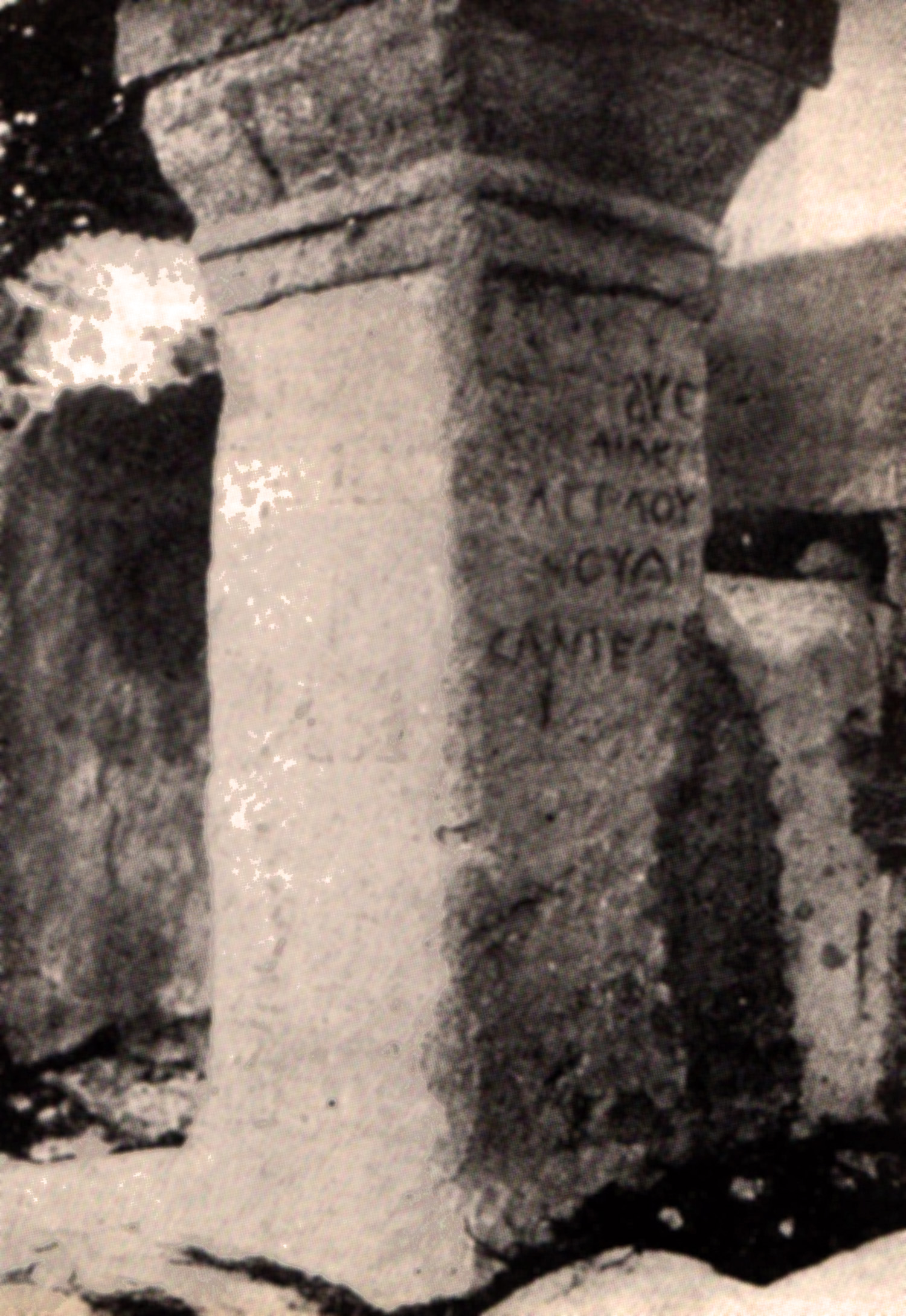
Inscription celto-grecque du Groseau in situ.
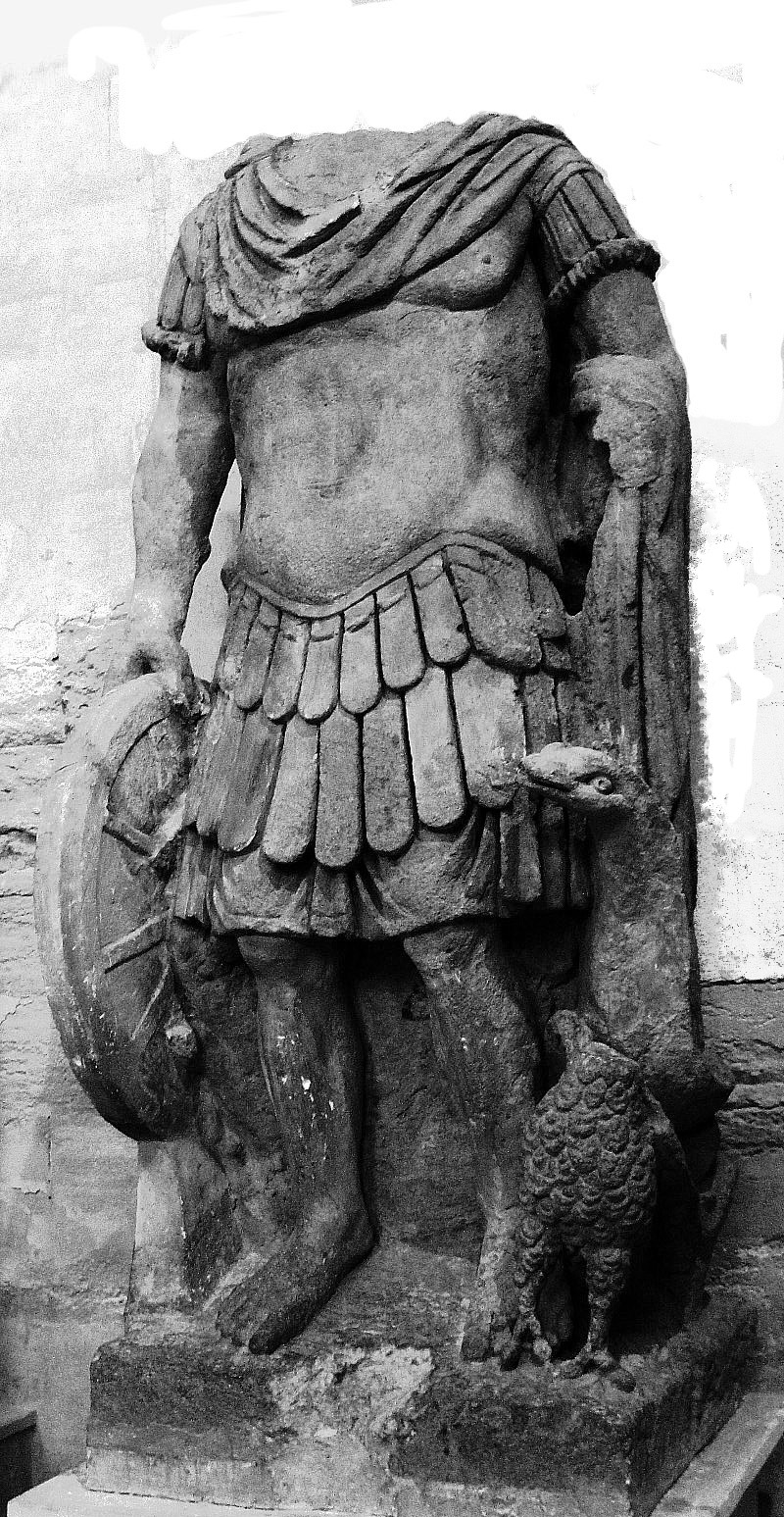
Jupiter acéphale de Séguret.
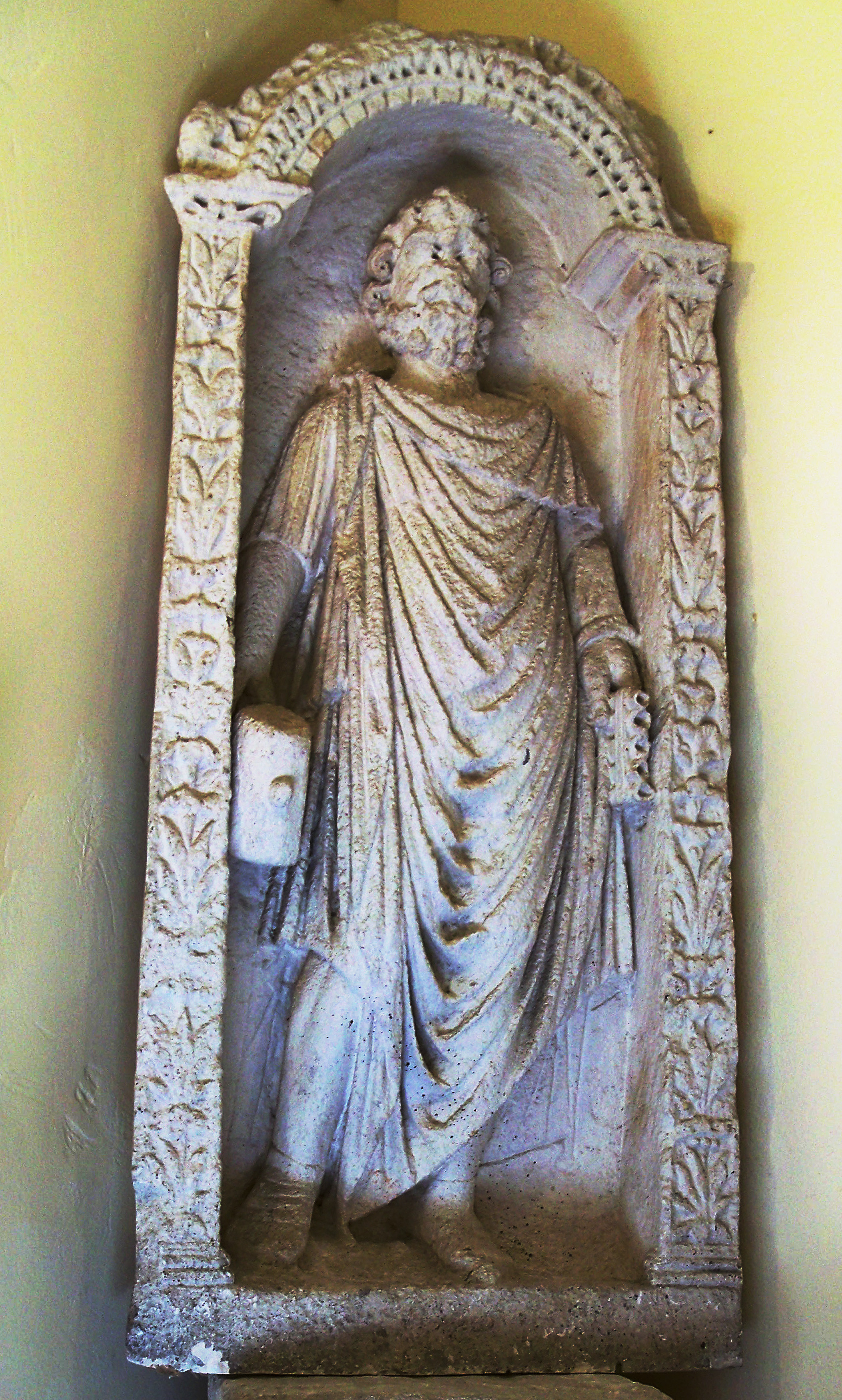
Silvain, assimilé à Bacchus.

À Séguret, en novembre 1876, un paysan chargé de planter un olivier au quartier d'Aubusson, dans la propriété de la famille Faraud, découvrit en creusant une grande statue de Jupiter à laquelle manquait la tête. Augustin Delaye, conservateur du Musée Calvet, en fit acquisition. Il la décrivit ainsi : « Haut-relief de Jupiter en habit militaire, flanqué d'un côté de la roue qu'il tient de la main droite, de l'autre par un aigle et un serpent. » Aussi importante, toujours sur la commune de Séguret, fut l'exhumation d'une statue d'un Sucellus-Silvain, un dieu gallo-romain portant toujours son maillet qui fut directement assimilé à Bacchus. Émile Espérandieu nota, au début du XXe siècle, que c'était le seul exemple dans toute la Narbonnaise. Depuis le dieu du vin gallo-romain a été rejoint, dans les années 1980, par le dieu au maillet de tonnelier assimilé cette fois à Liber Pater. Découvert à Javols, capitale du pays gabale, il est le témoin d'un commerce entre les négociants en vin de Nîmes qui venaient dans le haut pays s'approvisionner de fûts en châtaigniers.

### Moyen Âge

#### Sites paléochrétiens

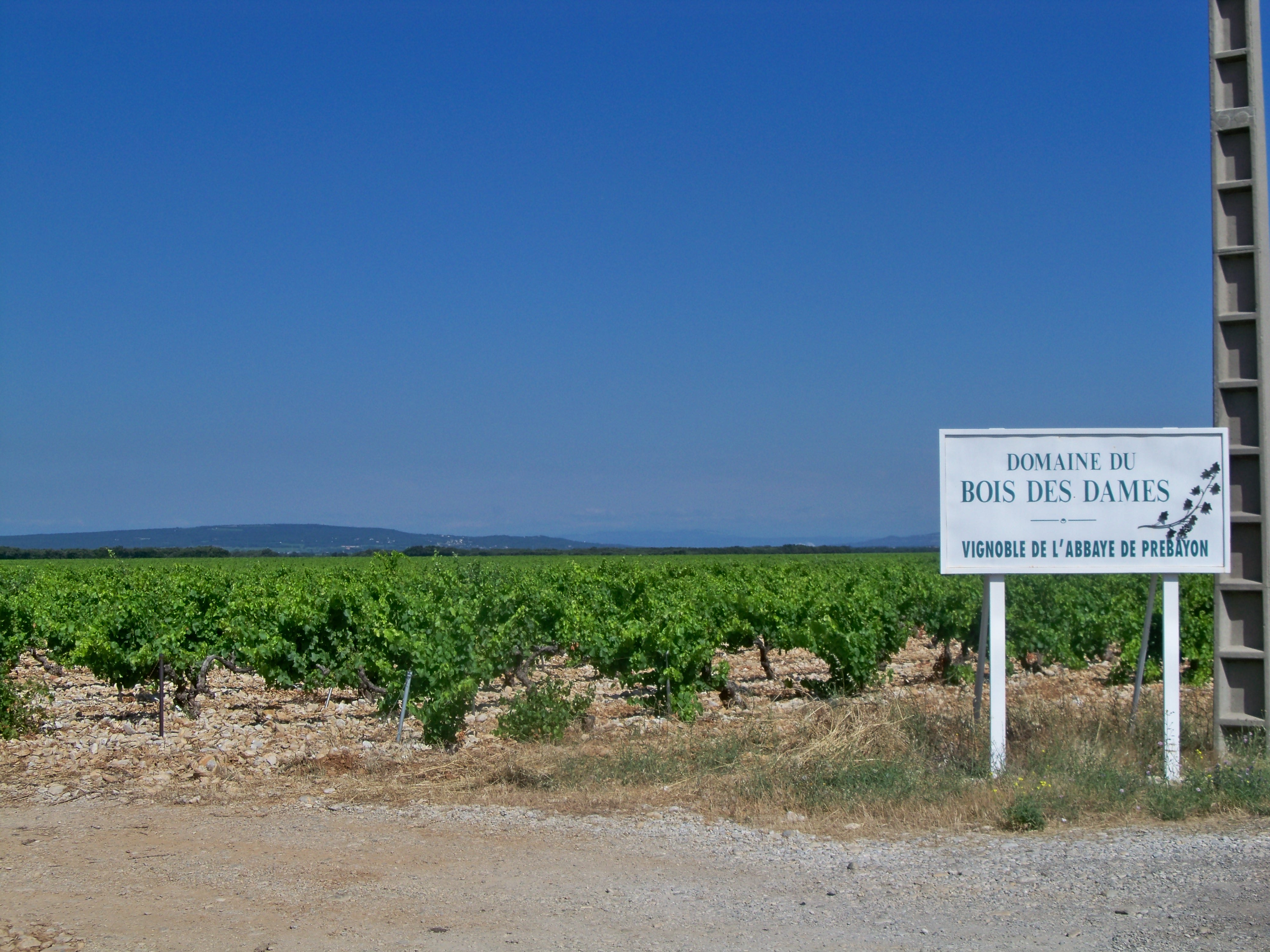
Le vignoble historique de l'abbaye de Prébayon.

Prébayon (Pratum Valicum), situé sur la commune de Sablet fut le lieu choisi par des moniales pratiquant la règle de Césaire d'Arles pour installer la première abbaye féminine dans le département de Vaucluse au début du VIIe siècle. Ce fut en 611, que Germilie, parente de Radegonde, se rendit dans le diocèse de Vaison pour fonder ce monastère. Elle fut rejointe par cinq jeunes filles nobles.
Le succès de ce premier établissement religieux fut considérable puisqu'en 614, l'abbaye regroupait dix-huit moniales régulières et qui avaient implanté la vigne sur leurs domaines. C'est la première référence écrite relative à un vignoble médiéval dans le Vaucluse.
Mais l'abbaye subit deux raids sarrasins. Le premier eut lieu en 787, quand ils s'installèrent dans les Dentelles. Le second se déroula en 850. Après leur passage, l'abbaye qui avait pris le nom de Sainte-Marie de Prébayon, fut totalement ruinée et dut être reconstruite. Mais à cause de son mauvais emplacement, elle ne fut plus utilisée que comme maison basse. Comme depuis leur installation dans la vallée du Trignon, les moniales avaient reçu des menses en particulier sur le Plan de Dieu, elles finirent par s'y installer, en 1063, au lieu-dit Saint-André-de-Ramières. Une de ces menses était le Bois des Dames, qui devait son nom aux chênes verts qui couvraient ce lieu. La partie défrichée de ces bois fut plantée en vignes, au cours du VIIe siècle, et devint le domaine viticole des moniales de Prébayon puis de leur couvent de Saint-André-de-Ramières.

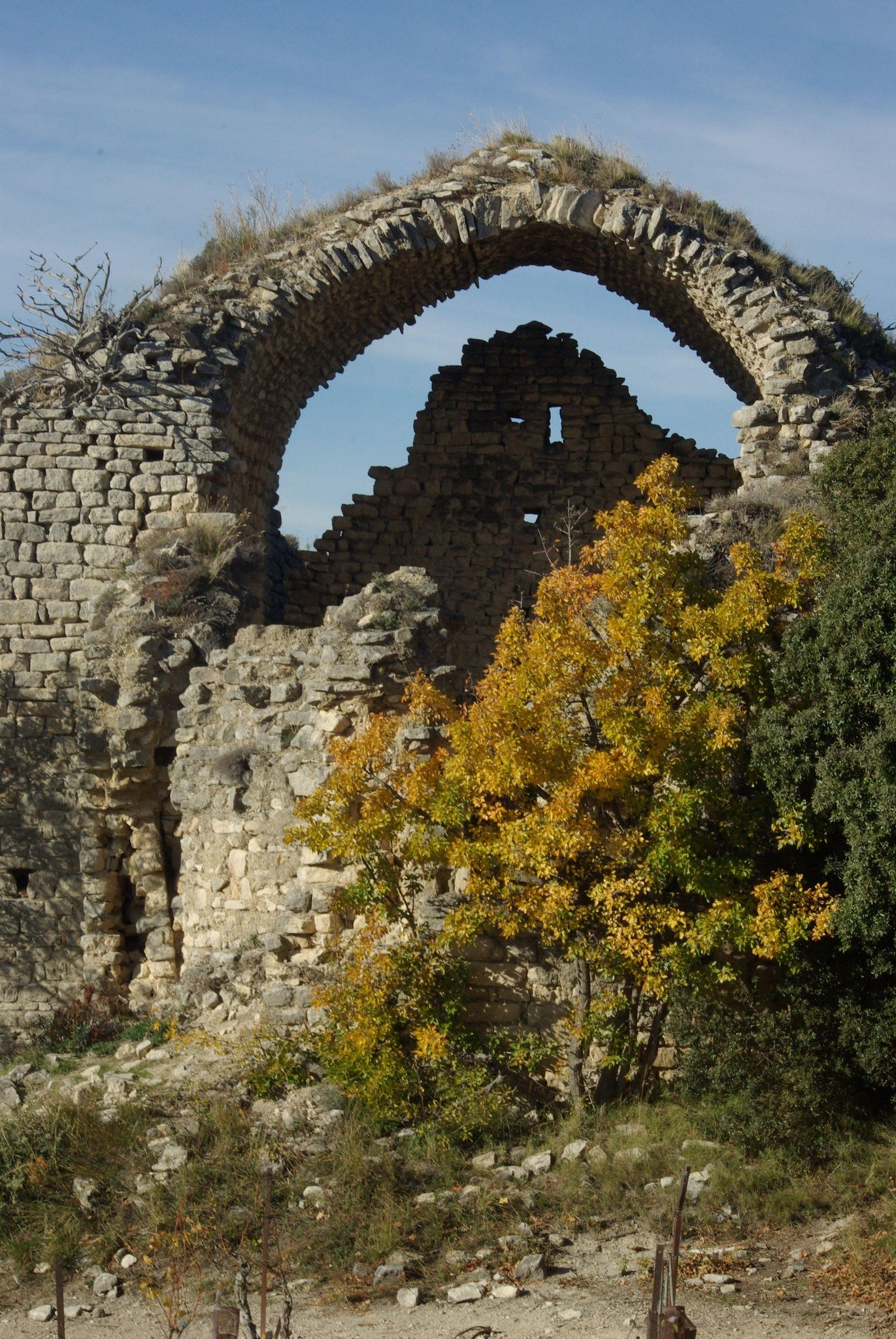
Chapelle Saint-Hilaire.

Les origines de la chapelle Saint-Hilaire, en dessus de Notre-Dame d'Aubune, restent plus floues. Il a été proposé des constructions soit au VIe siècle, soit au Xe siècle, soit au XIIe siècle. Les fouilles qui ont permis de retrouver la tombe d'Epyminia, une chrétienne du Ve siècle, suggèrent que la première construction pourrait remonter au VIIe siècle et peut-être même au VIe siècle. Cette chapelle paléochrétienne fut certainement dévastée et incendiée par les Sarrasins au VIIIe siècle. Elle aurait été restaurée au Xe siècle puis au XIIe siècle, puisque ce fut à cette période qu'elle fut habitée par quelques moines.
Cet édifice roman est bâti suivant le plan traditionnel de la croix latine : « Sa nef, unique, très longue (15,75 m) pour seulement 4,75 m de large (disproportion signe d'archaïsme) aboutit à un transept de 9 m de large pour 4,25 m de longueur et se termine par un sanctuaire en abside semi-circulaire de 4 m de diamètre. La longueur totale de l'édifice est de 23,5 m. »
Des bas-reliefs en réemploi, provenant d'édifices romains ont été découverts lors du dégagement des décombres accumulés dans le chœur et le transept. Un fragment représente Jupiter et Mercure. Un deuxième bloc provenant du même monument antique représenterait Bacchus, accompagné d'un dieu celtique qui pourrait être Cernunos. Un troisième montre une scène cultuelle où apparaissent autour d'un autel deux personnages et un bouc lors d'un sacrifice rituel (haruspice). Un quatrième bas-relief « constituée par un bandeau rectangulaire sur lequel est sculpté un décor représentant, au centre, un disque solaire encadré de deux phallus, tous deux dirigés vers la gauche ; celui de droite au méat visible, est ailé, celui de gauche plus gros, le gland découvert, est soutenu par une bandelette verticale. » Cet ensemble surplombe une cuve à vin dans laquelle foulent trois personnages dont il ne reste que les membres inférieurs.

#### Au temps des papes d'Avignon

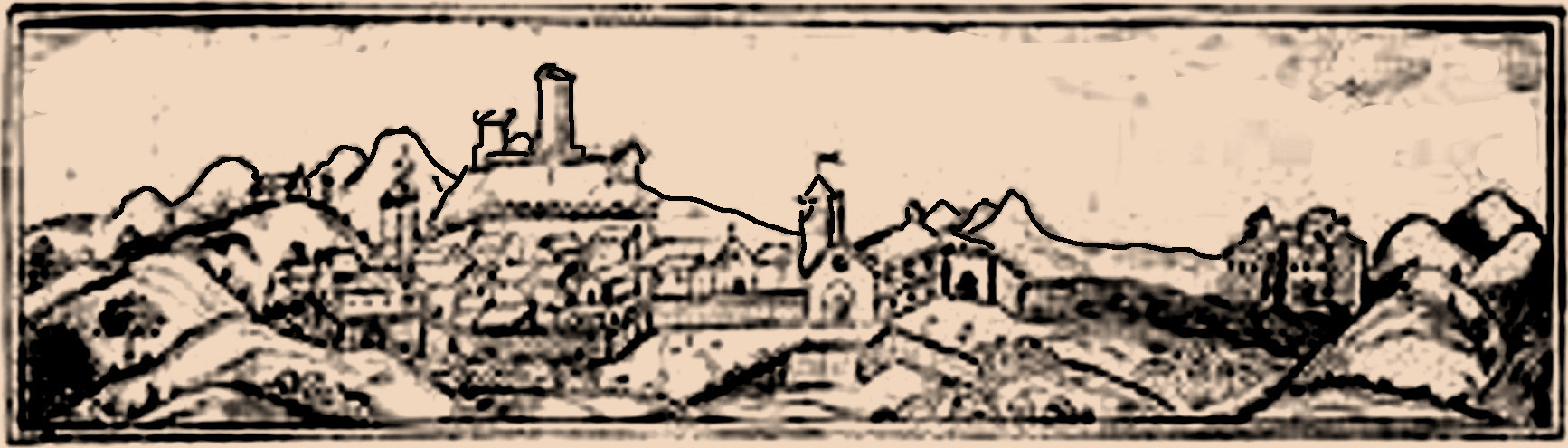
Malaucène et le monastère du Groseau, gravure du XVIe siècle.

À Malaucène, Clément V, le premier pontife qui s'installa dans le Comtat Venaissin, fit aménager le monastère du Groseau, entre 1309 et 1310. Il en fit sa résidence d'été dès les travaux achevés et y séjourna plus de 400 jours jusqu'en 1314. Dans le même temps qu'il préparait son installation au Groseau, le pape fit ériger l'actuelle église Saint-Michel en lieu et place d'un ancien temple païen ruiné. Le monastère, qu'il appelait le jardin de mes délices, devint rapidement son lieu de séjour favori. Il y fit d'ailleurs planter le premier vignoble pontifical.

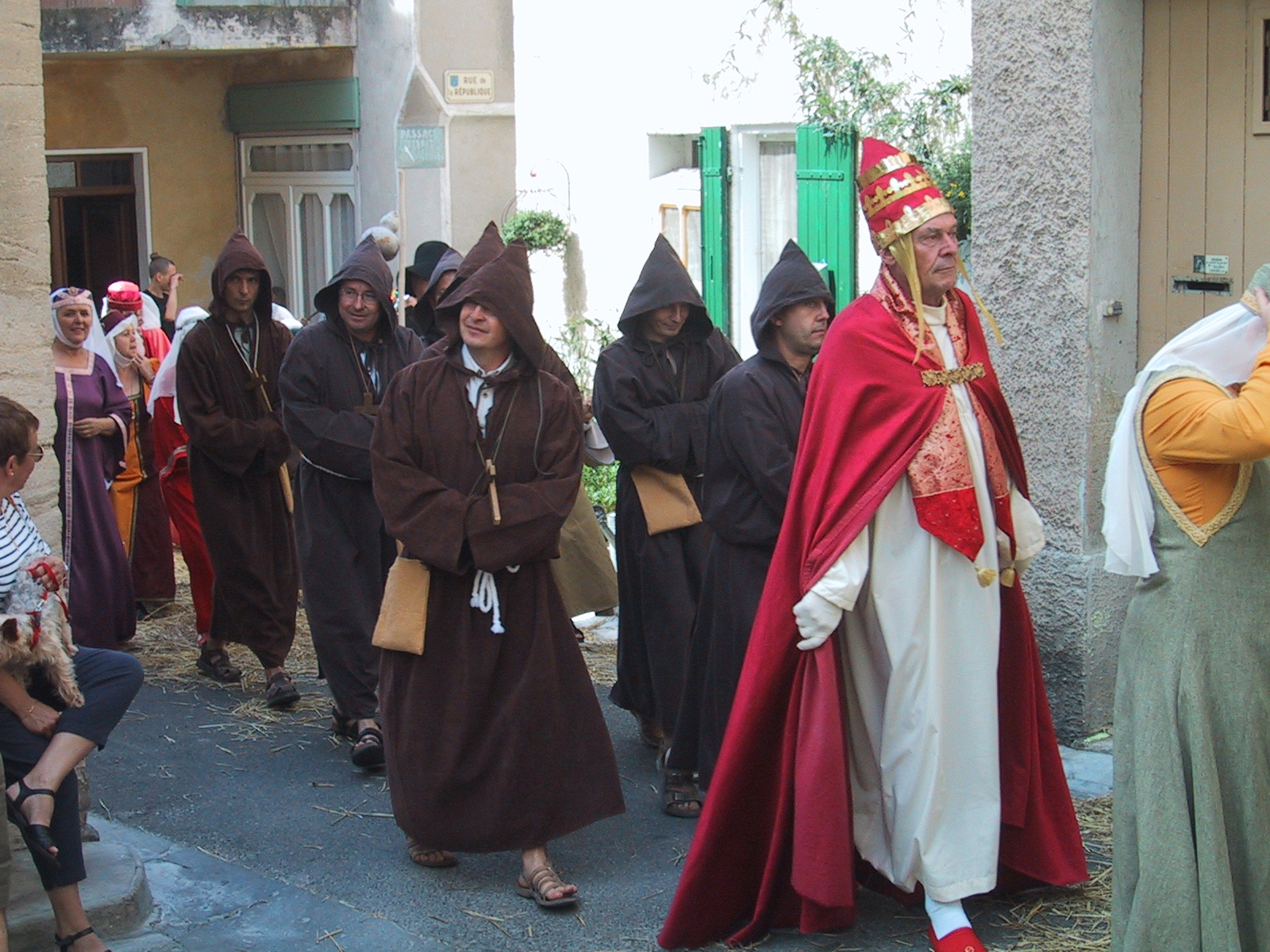
Une présence pontificale que l'on aime à rappeler.

Son successeur, Jean XXII, fit venir son vin vieux du Groseau, dont le vignoble fournissait chaque année sept saumées, soit 770 litres de vin liquoreux. On retrouve le vin des Dentelles sous le pontificat d'Urbain V. Le 25 février 1364, Bertrand III des Baux, frère de Raymond V, prince d’Orange, rendit hommage au pape pour son fief viticole d’Olonne qu’il avait acquis à Séguret. Ce vignoble passait pour fournir un « vin de requête », c'est-à-dire un vin fort renommé.
Après le départ d'Avignon de Benoît XIII, pour se procurer des liquidités, la Révérende Chambre apostolique fit vendre, en 1414, quelques muscadières, dont celles de Beaumes-de-Venise. Le premier cadastre du Comtat Venaissin, dressé la même année, en donne d'ailleurs la contenance : 693 000 ceps. Pierre Charnay, inspecteur régional de l'INAO et grand spécialiste des vins de la vallée du Rhône, confirme en expliquant par qui était consommé ces vins produits dans le vignoble de Beaumes : « Le cépage muscat existe ici depuis le XIVe siècle. Ses vins étaient peu connus parce qu'il en existait peu en dehors des caves de la Cour pontificale. »

### Période moderne et contemporaine

#### Parpaille et les parpaillots

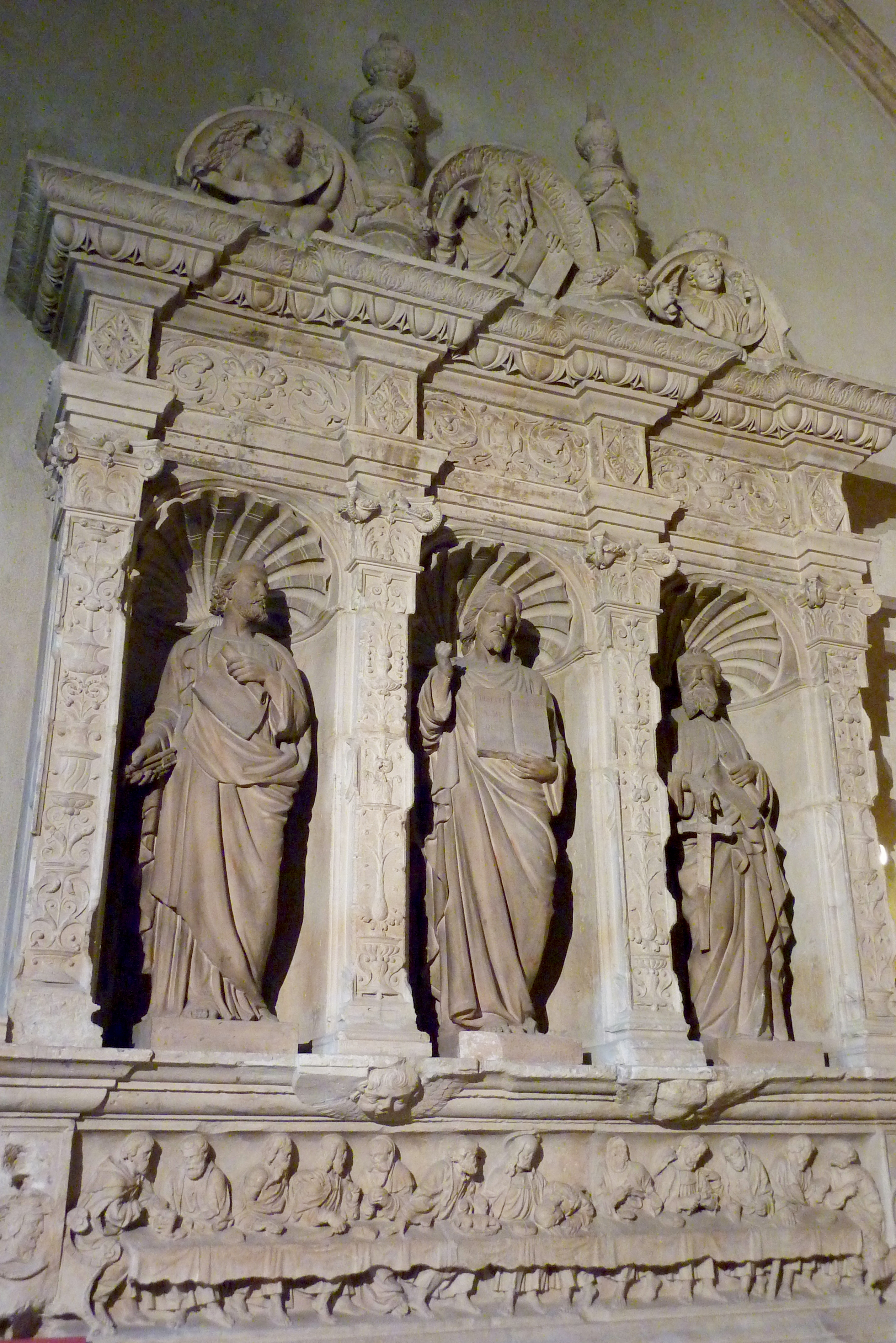
Retable de Perrinet Parpaille de Baochon Imbert (1526), en pierre de Pernes, dans la collégiale Saint-Pierre d'Avignon.

Jean-Perrin Parpaille était le fils d'un primacier de l'université d'Avignon, dont la famille était originaire de Moncalieri, dans le Piémont, et s'était établie à Apt puis à Avignon au XVe siècle. En 1518, comme la peste ravageait Avignon, le primacier se réfugia à Beaumes-de-Venise, où il eut un fils avec sa servante. Cet enfant, dès qu'il eut vingt ans, put reprendre le nom de son père et devint docteur de l'université d'Avignon sous le nom de Perrinet Parpaille. En 1560, en tant qu'ambassadeur de la ville d'Avignon, il se rendit à Rome auprès de Pie IV pour rendre hommage au nouveau pontife. Par bulle, celui-ci confirma les privilèges de la ville. Ils furent même étendus. De retour dans la cité des papes, Parpaille inaugura son titre de chevalier de l'ordre du Pape en reprenant Malaucène aux réformés.
Mais en 1561, un conflit l'opposa à l'université d'Avignon. Banni de la ville, il se réfugia à Orange dont il devient unique président du Parlement et se convertit à la nouvelle religion. Il fut dès lors l'un des chefs du parti protestant dans le Valentinois. Cette même année, pour lutter contre les religionnaires, le pape dut envoyer son cousin Fabrice Serbelloni. Le Capitaine pontifical avait tous pouvoirs pour défendre Avignon et le Comtat Venaissin contre l'hérésie. Il s'en acquitta tant par les armes qu'en proscrivant la réforme dans les États pontificaux.
En 1562, Parpaille, tenta de prendre le château de Châteauneuf-du-Pape mais il fut repoussé par les troupes pontificales et dut laisser ses munitions. Ce qui fit dire à l'historiographe Louis de Pérussis, dans son ouvrage Discours de guerre de la Comté de Venayscin et de la Provence (1563-1564) : « Ledit Parpaille y brûla sa barbe et y laissa quelques-uns des siens morts et honteusement se retira à Orange. »
Convaincu de vouloir livrer la ville d'Avignon aux Calvinistes, Perrinet fut arrêté à Bourg-Saint-Andéol alors qu'il était de retour de Lyon, où il venait de vendre les ornements des églises d'Orange,. Conduit devant le vice-légat, il fut jugé militairement et décapité le 15 août 1562, comme hérétique et transfuge. Son corps fut exposé devant la cathédrale d'Avignon.

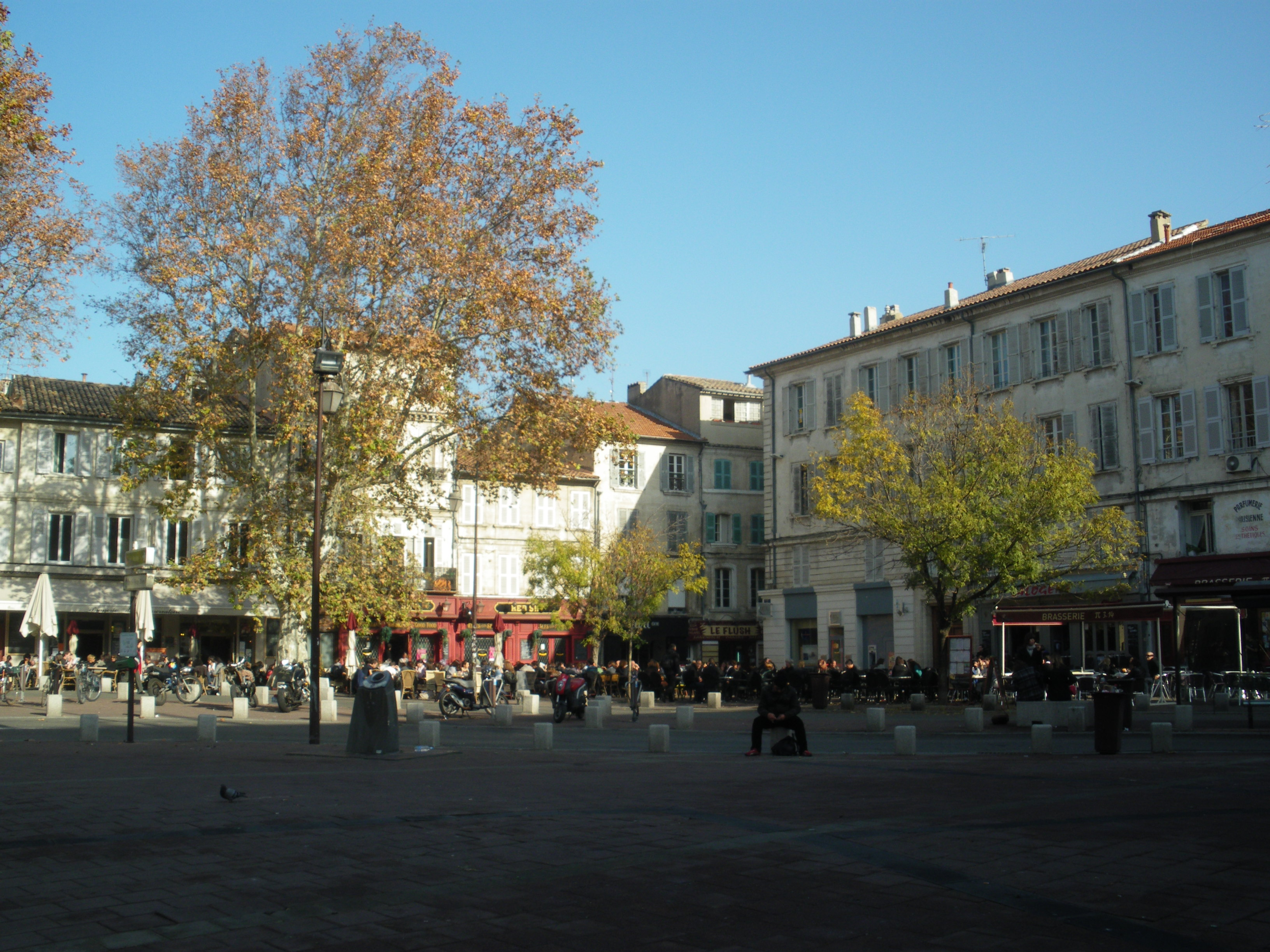
La place Pie sur l'emplacement de la maison de Jean-Perrin Parpaille.

Le jour même de son exécution, sa maison située près de la commanderie de Saint-Jean-le-Vieux fut pillée et rasée par la population. L'emplacement arasé, fut béni par le vice-légat et prit le nom de place Pie, en l'honneur de Pie IV. On enterra Parpaille dans la collégiale Saint-Pierre d'Avignon, où l'on voit encore son mausolée, dit le retable de Perrinet.
La tradition veut que ce fut son nom qui servit à surnommer les huguenots parpaillots. Selon l'abbé Allègre, historien de Beaumes-de-Venise : « En 1518, la peste ravageait Avignon. Des Avignonnais, dont Maître Perrinet Parpaille qui eut un fils avec sa servante, se réfugièrent à Beaumes. Cet enfant, dès qu'il eut vingt ans, put recueillir des témoignages et prendre ainsi le nom de son père. Il joua un grand rôle dans l'histoire du protestantisme et c'est à cause de lui que les huguenots furent surnommés parpaillots ».

#### Résistance

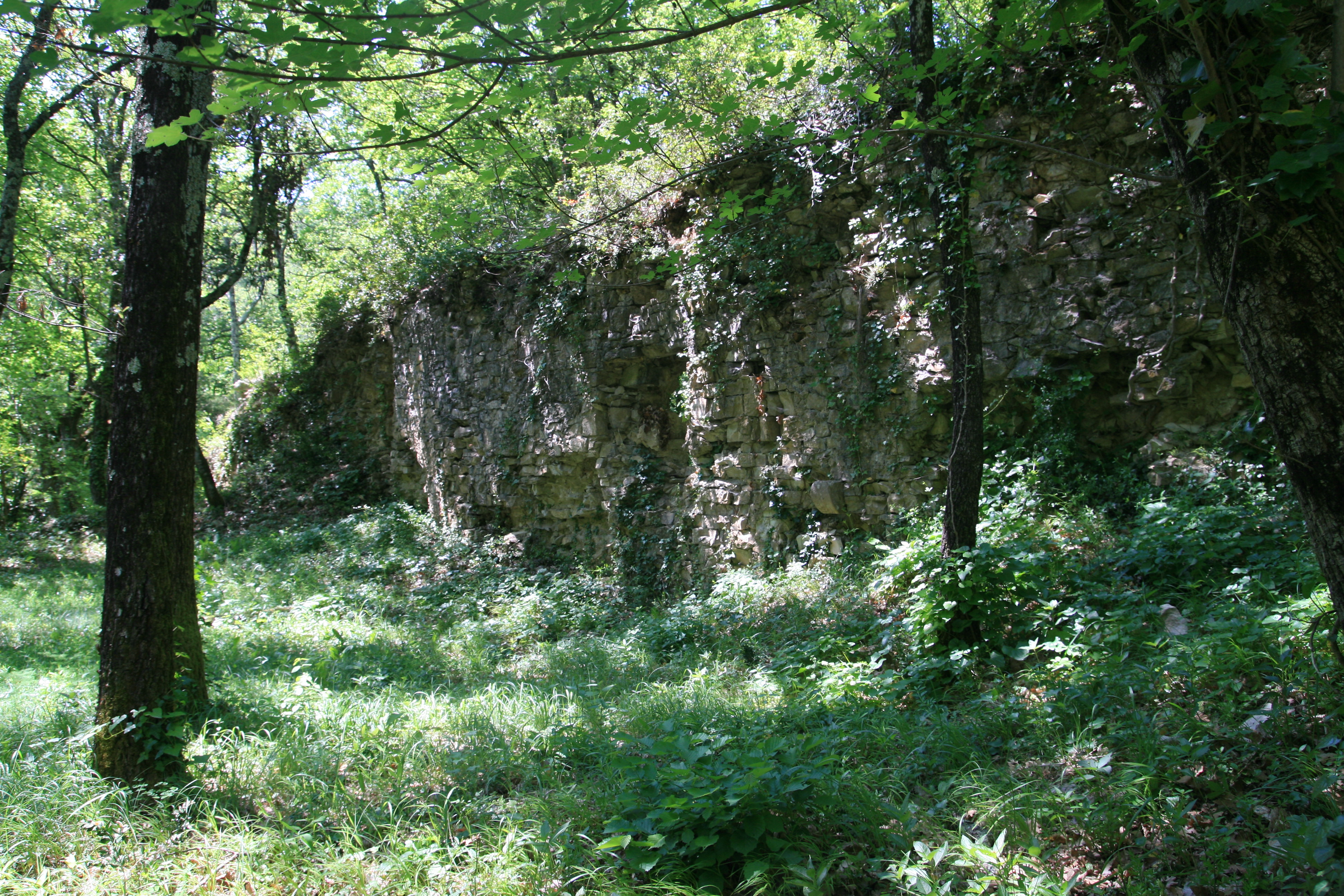
Ruines de l'abbaye féminine de Prébayon, une des caches du Maquis Vasio.

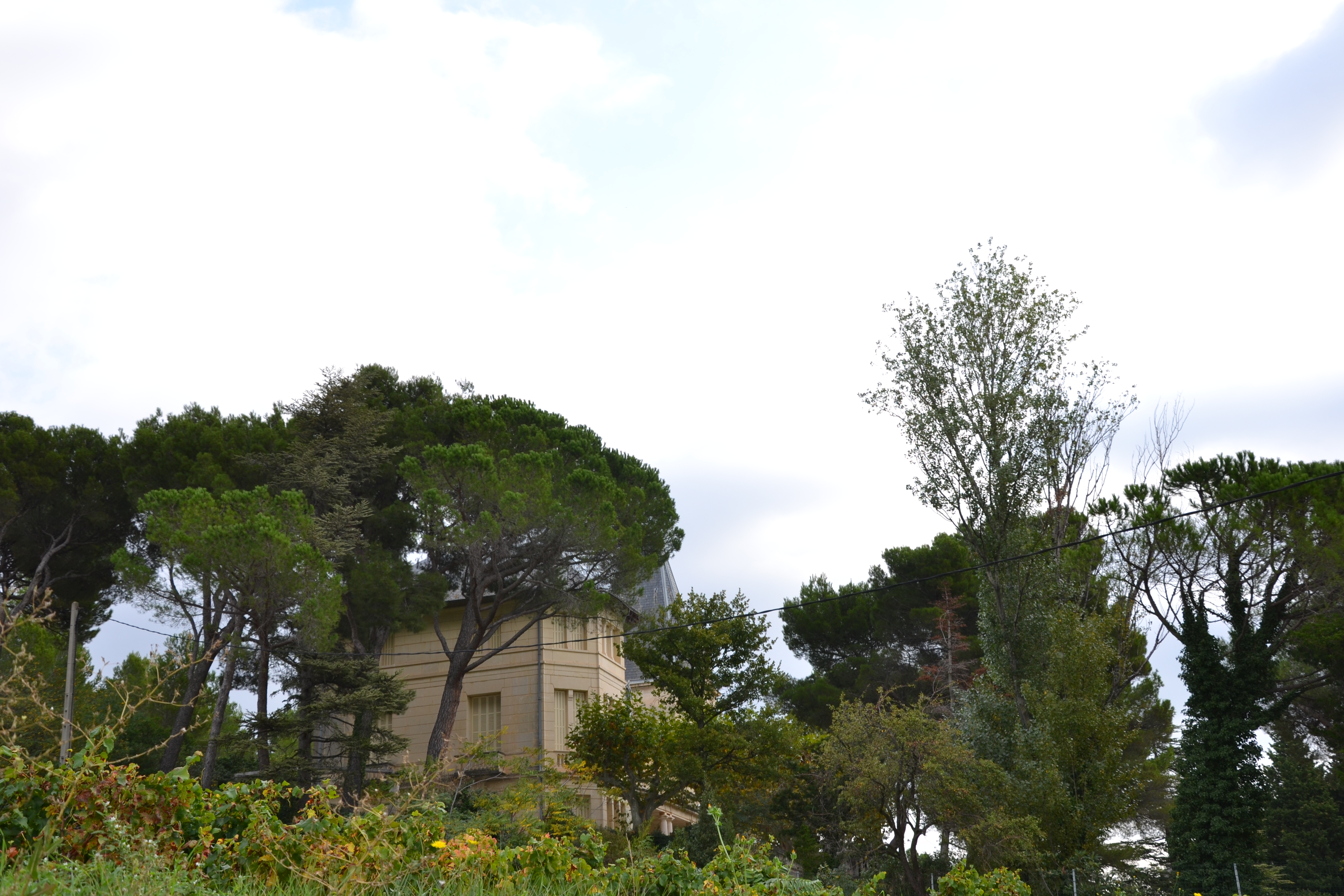
Le château de Montmirail caché dans une pinède.

Pendant la Résistance, le massif des Dentelles fut occupé par le Maquis Vasio qui se chargea d'y abriter les jeunes gens qui refusaient le STO (Service du travail obligatoire) en Allemagne. Ils furent installés à la ferme Blémont, près de Sablet et dans le vallon de Prébayon.
À partir de 1944, Lucien Grangeon, responsable du maquis, organisa une armée secrète qui avait ses groupes à Vaison, Malaucène, Sablet, Beaumes-de-Venise et Séguret. Cela fit courir des rumeurs et pendant quelque temps, Grangeon et son adjoint Julien Alazard se cachèrent au château de Montmirail. Ce qui n'empêcha pas qu'en avril 1944, une quinzaine de membres du maquis Vasio furent arrêtés. Grangeon et trois de ses camarades se retirèrent à l'intérieur du massif, changeant chaque jour de lieu et ravitaillés par le seul Julien Brès, de Suzette.
Dans la journée du 6 juin 1944, alors que les fugitifs étaient dans les bois du Saint-Amand, Brès vint leur annoncer le débarquement en Normandie. Aussitôt les 70 maquisards qui étaient cachés dans la grotte de la Loubattière se rassemblèrent à la ferme du Laquet, non loin de la Verrière. Là, ils mirent au point une opération pour barrer la route aux Allemands. Les gendarmes de Beaumes-de-Venise se joignirent à eux.
Sur ordre du commandement inter-allié, les maquisards occupèrent quelques villages dans la périphérie du massif. Les troupes motorisées allemandes guidées par les miliciens investirent Malaucène et Beaumes-de-Venise, le 8 juin 1944. Quand elles se retirèrent, elles laissèrent sur le terrain neuf morts et huit blessés graves.

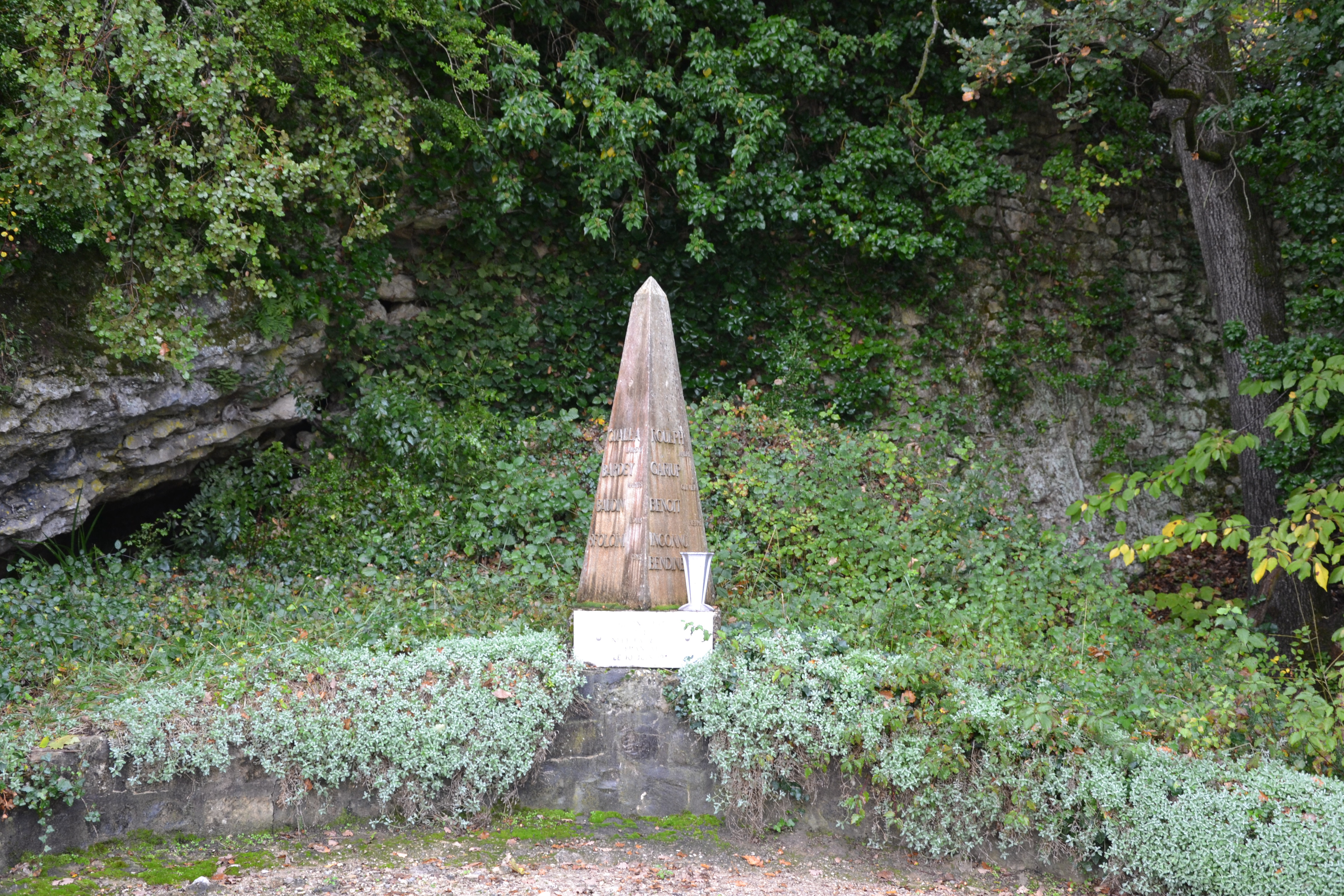
Stèle aux maquisards tombés à Vaison.

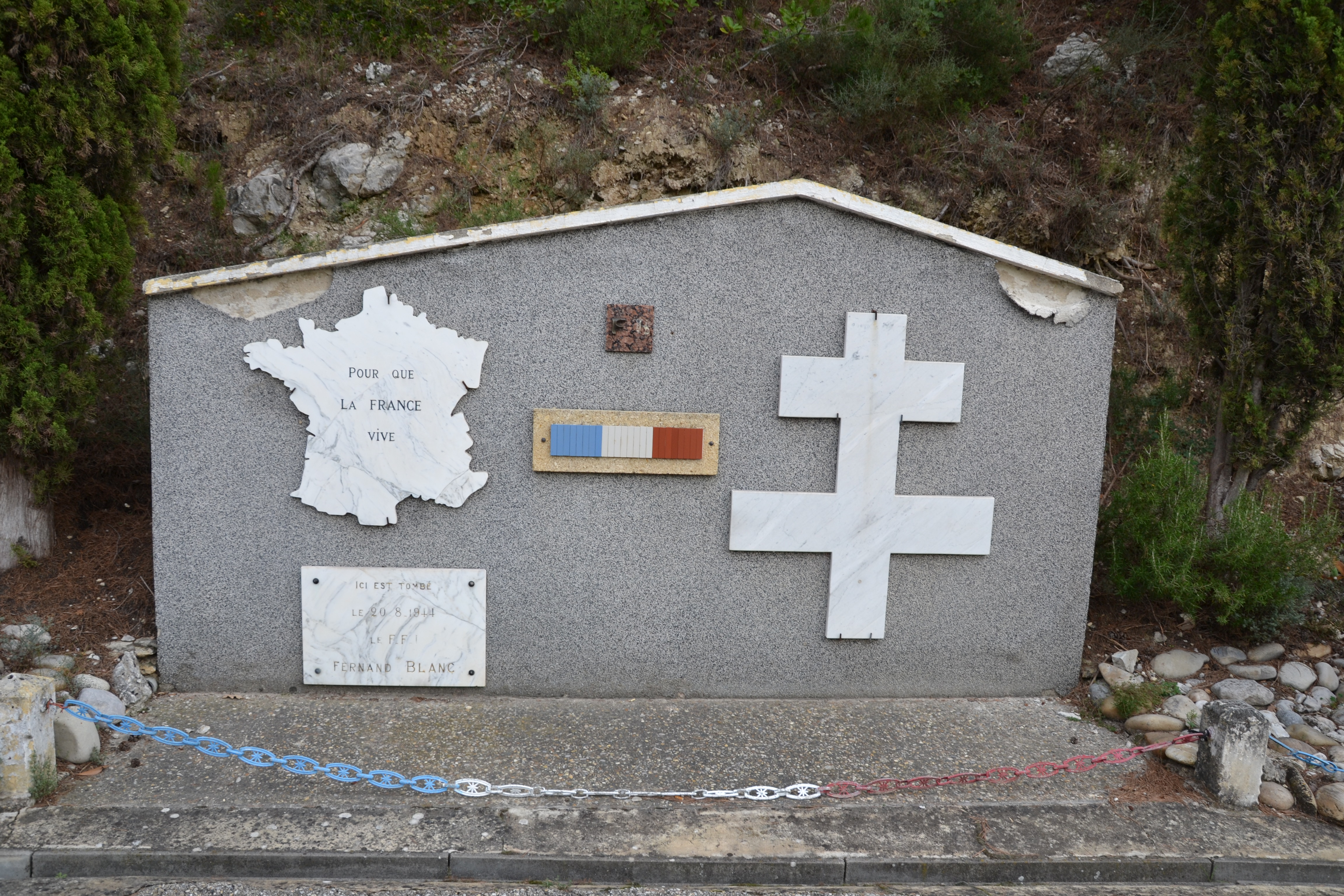
Stèle du Barroux commémorant le sacrifice d'un soldat des FFI venu du maquis Vasio.

Deux jours plus tard, une colonne ennemie voulut investir Vaison cette fois. Elle était attendue et se heurta aux maquisards qui lui infligèrent de lourdes pertes. Mais dix-sept résistants y laissèrent leur vie et le groupe se replia pour rejoindre le Maquis Ventoux. Le 8 août 1944, sous la conduite de Lucien Grangeon, il repassa à l'attaque à Montbrun-les-Bains, ce jour-là les Allemands laissèrent cent-vingt hommes sur le terrain. Après le débarquement de Provence, le maquis Vasio devient la 1re compagnie du 1er régiment des FFI de Vaucluse. Le 22 août 1944, Lucien Grangeon, promu capitaine, intervint à la tête de ses hommes pour attaquer une compagnie allemande qui se dirigeait vers le Barroux, fait d'armes qui valut au fanion de sa compagnie d'être décoré de la Croix de guerre trois jours plus tard.

## Activités

### Agriculture
Plusieurs produits agricoles sont cultivés ou récoltés au pied et dans les Dentelles de Montmirail. 

#### Activité viticole

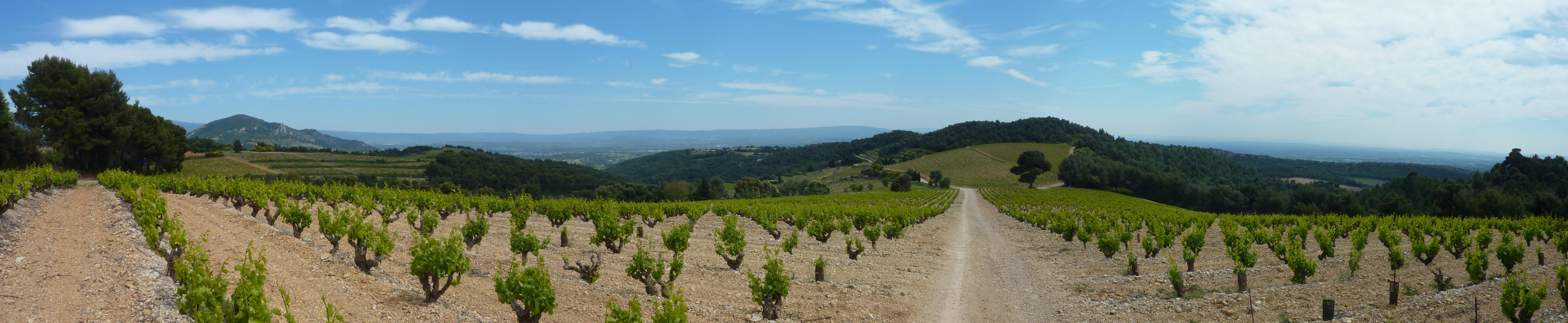
Panorama sur le vignoble à l'intérieur des Dentelles de Montmirail.

En moins d'un demi-siècle, la vigne est devenue la principale culture dans et autour du massif des Dentelles. À partir des années 1960, le vignoble se développa considérablement en prenant la place des oliviers mis à mal lors du gel de 1956>. La vigne a conquis son territoire pas seulement sur l'olivier mais au détriment d'autres cultures installées sur les coteaux et les terrasses comme les vergers de cerisiers et d'abricotiers.
Au début du XXIe siècle, 90 % des exploitations sont viticoles et 81 % ont leur terroir classé en AOC. C'est toute une économie qui repose sur le secteur de la vigne et du vin en mobilisant plus de la moitié des emplois agricoles. De plus, la notoriété des différents vins des côtes-du-rhône a induit une amélioration considérable du niveau de vie des viticulteurs.
Le vignoble produit plusieurs appellations : beaumes-de-venise (AOC), muscat de Beaumes-de-Venise (VDN), gigondas (AOC), vacqueyras (AOC) ainsi que les côtes-du-rhône villages Sablet et Séguret. Pour améliorer la qualité de leurs vins, depuis quelques décennies, les viticulteurs délaissent de plus en plus la plaine pour installer leurs vignes sur les pentes et les coteaux, ce qui a fait que des pans entiers de collines incultes ont été défrichés et transformés en vignobles.

Vins AOC autour des Dentelles de Montmirail
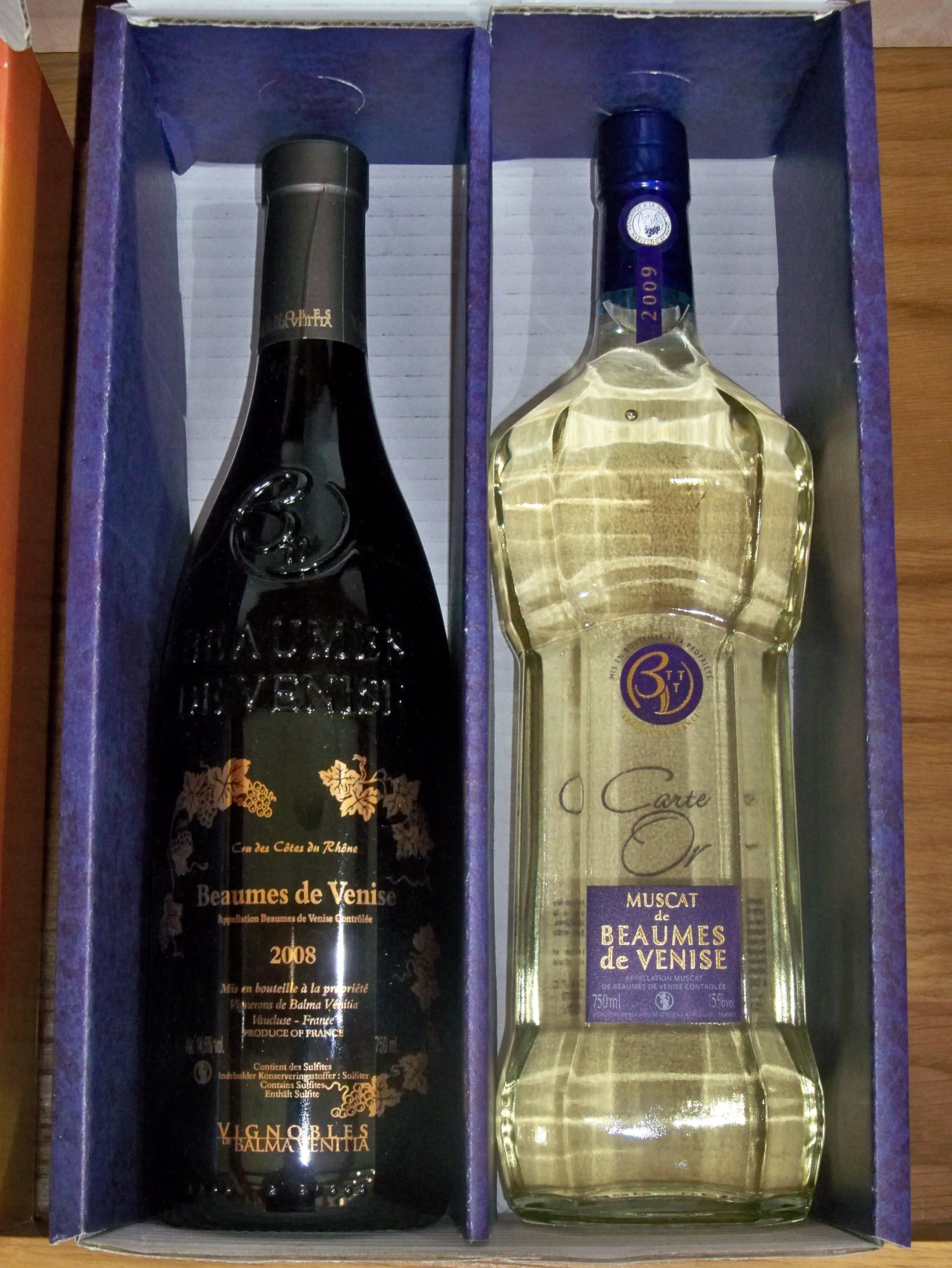
Beaumes-de-venise (AOC) et muscat de Beaumes-de-Venise.
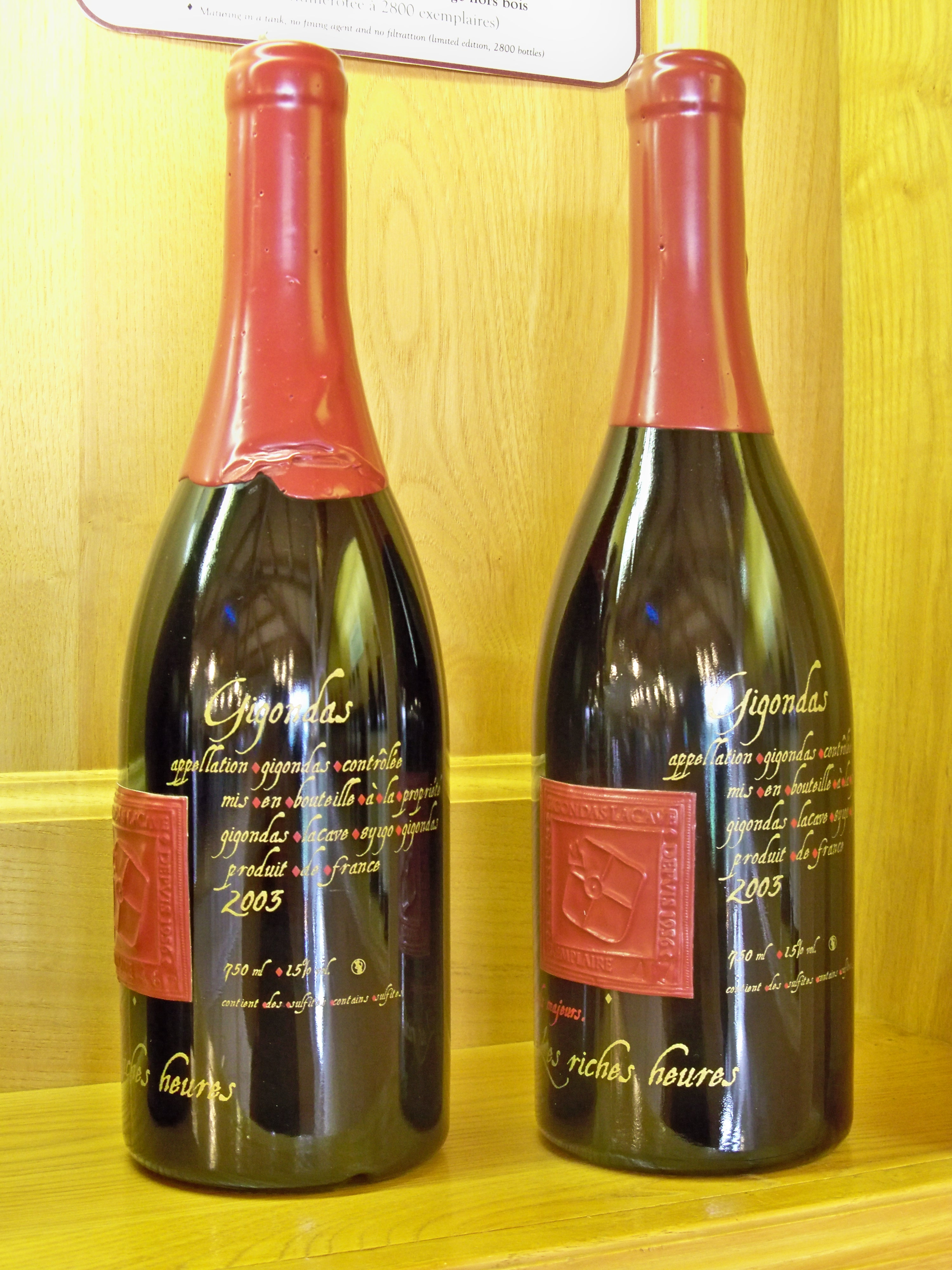
AOC gigondas rouge, millésime 2005.
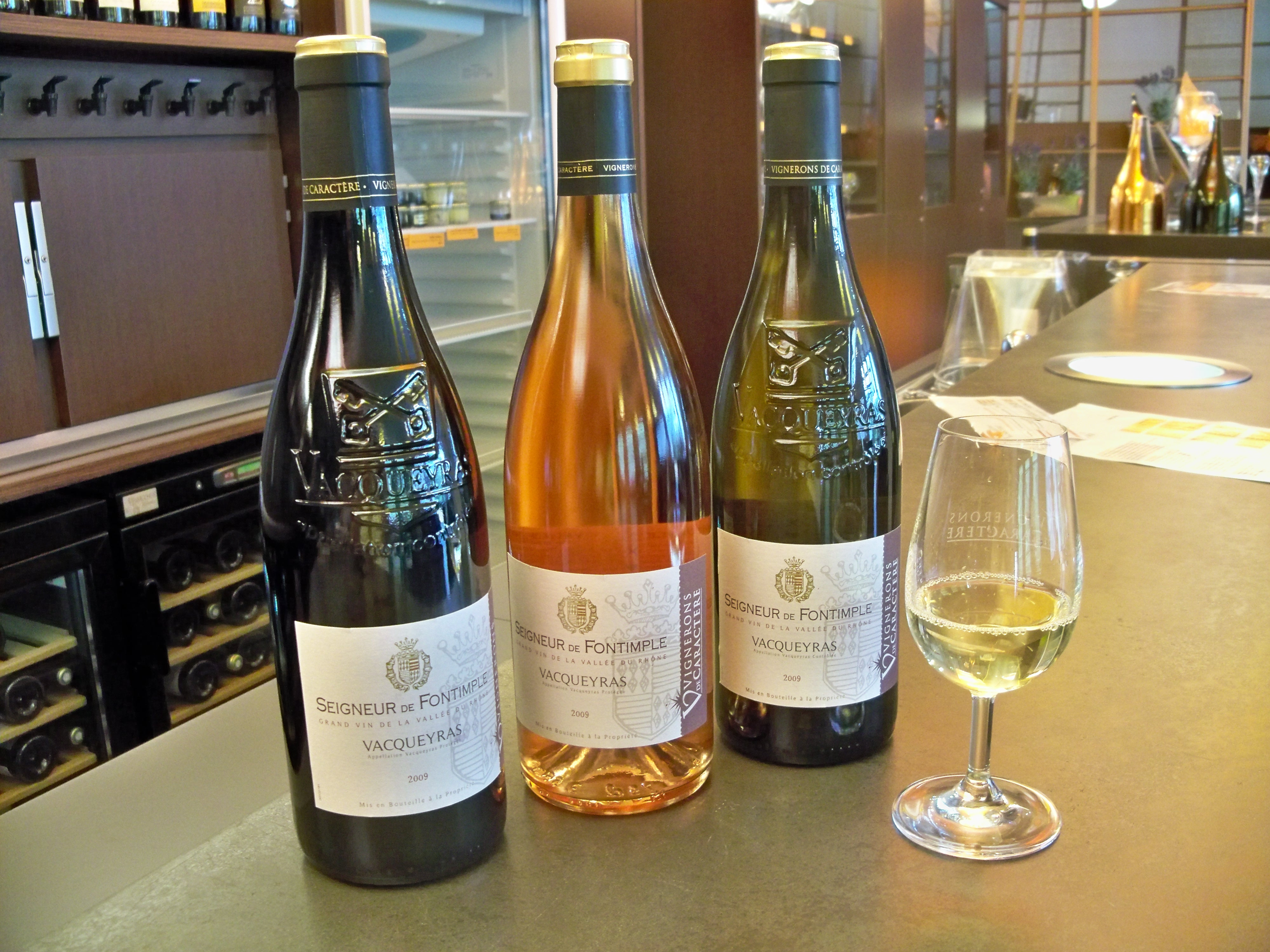
Les trois couleurs de l'AOC Vacqueyras.
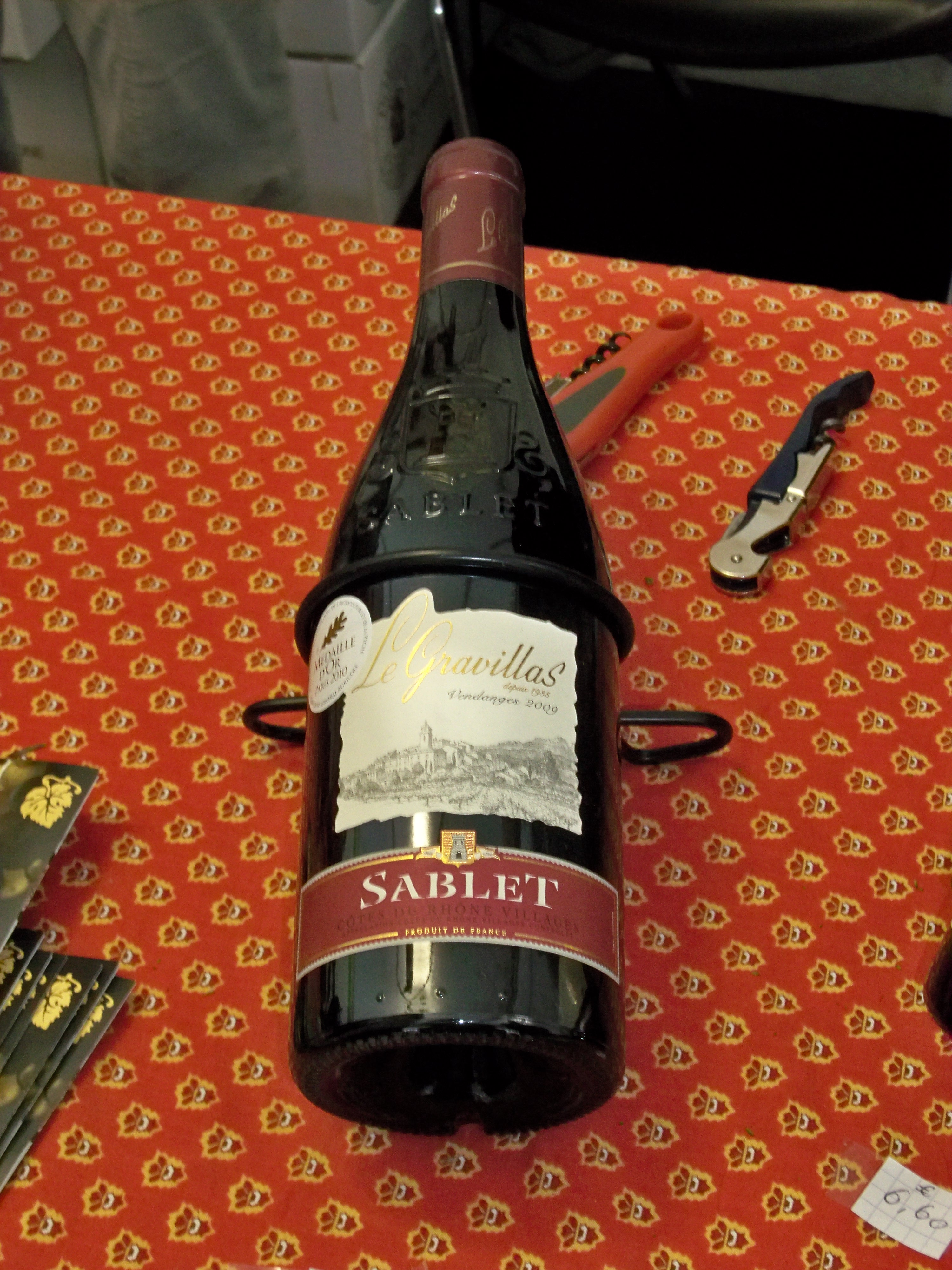
AOC côtes-du-rhône villages Sablet.

#### Activité oléicole

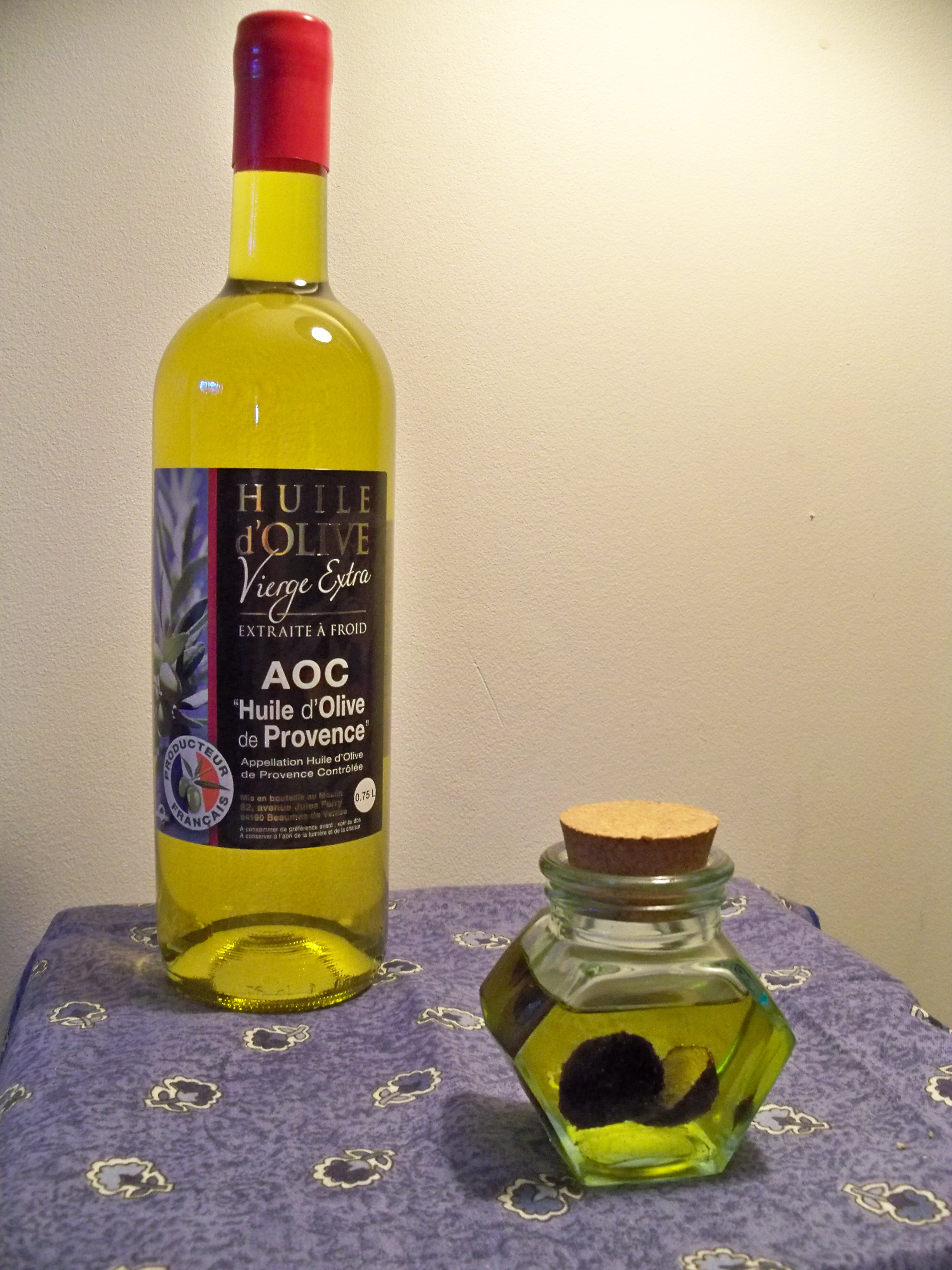
AOC huile d'olive de Provence de Beaumes-de-Venise et truffes.

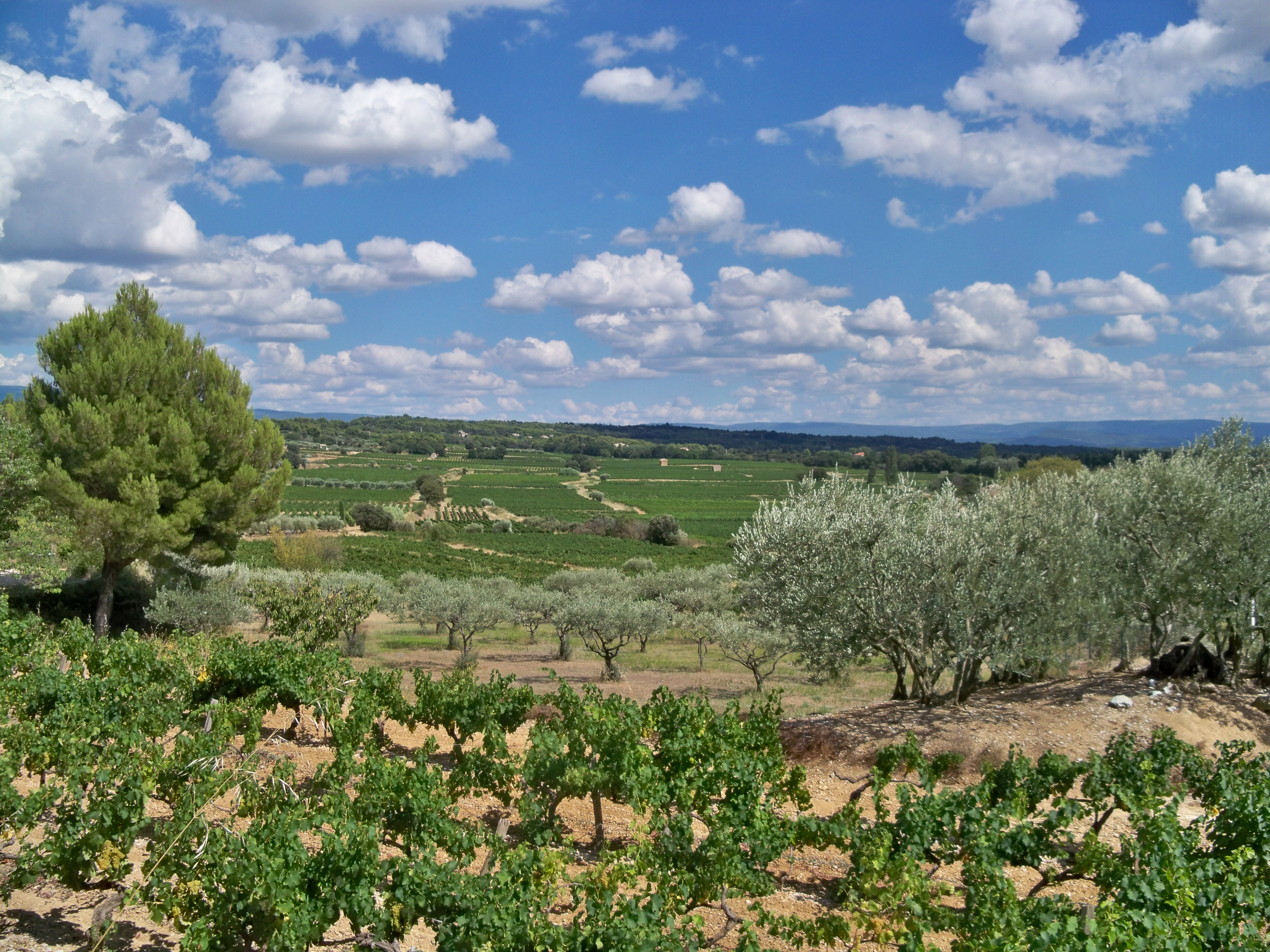
Vignes et oliveraie à Beaumes-de-Venise.

Les oliveraies longtemps cantonnées dans les lieux les moins gélifs depuis 1956 ont à nouveau le vent en poupe depuis l'obtention de l'AOC pour leur huile. C'est une véritable renaissance à laquelle on assiste. L'huile d'olive de Provence a été protégée par une appellation d'origine contrôlée à la suite d'une enquête diligentée par l'INAO, dont les conclusions ont été déposées auprès de la commission le 26 octobre 2006 et la signature du décret parut au Journal officiel le 14 mars 2007.
Dans les années 1950, cinq moulins pressaient les récoltes dans le canton de Beaumes-de-Venise. Mais en 1956, le gel ayant anéanti 70 % des oliviers, les moulins à huile disparurent, à l'exception de celui de la Balméenne. Son histoire avait commencé en 1859 alors qu'il appartenait au marquis de Gaudemaris, qui possédait toute la partie basse du village. Quelques agriculteurs se regroupèrent, en 1925, rachetèrent le moulin et créèrent la coopérative agricole la Balméenne. Le moulin fut modernisé pour la campagne 1978/1979 puis à nouveau en 1999, la demande d'huile d'olive augmentant brusquement.
On replanta et remit en état des anciennes oliveraies. Au milieu de celles-ci avaient résisté quelques oliviers centenaires, qui donnaient une huile douce, onctueuse et fruitée. L'unique variété cultivée est l'aglandau, dite verdale de Carpentras, un petit fruit vert qui vire au violet lorsqu'il est bien mûr.

#### Trufficulture

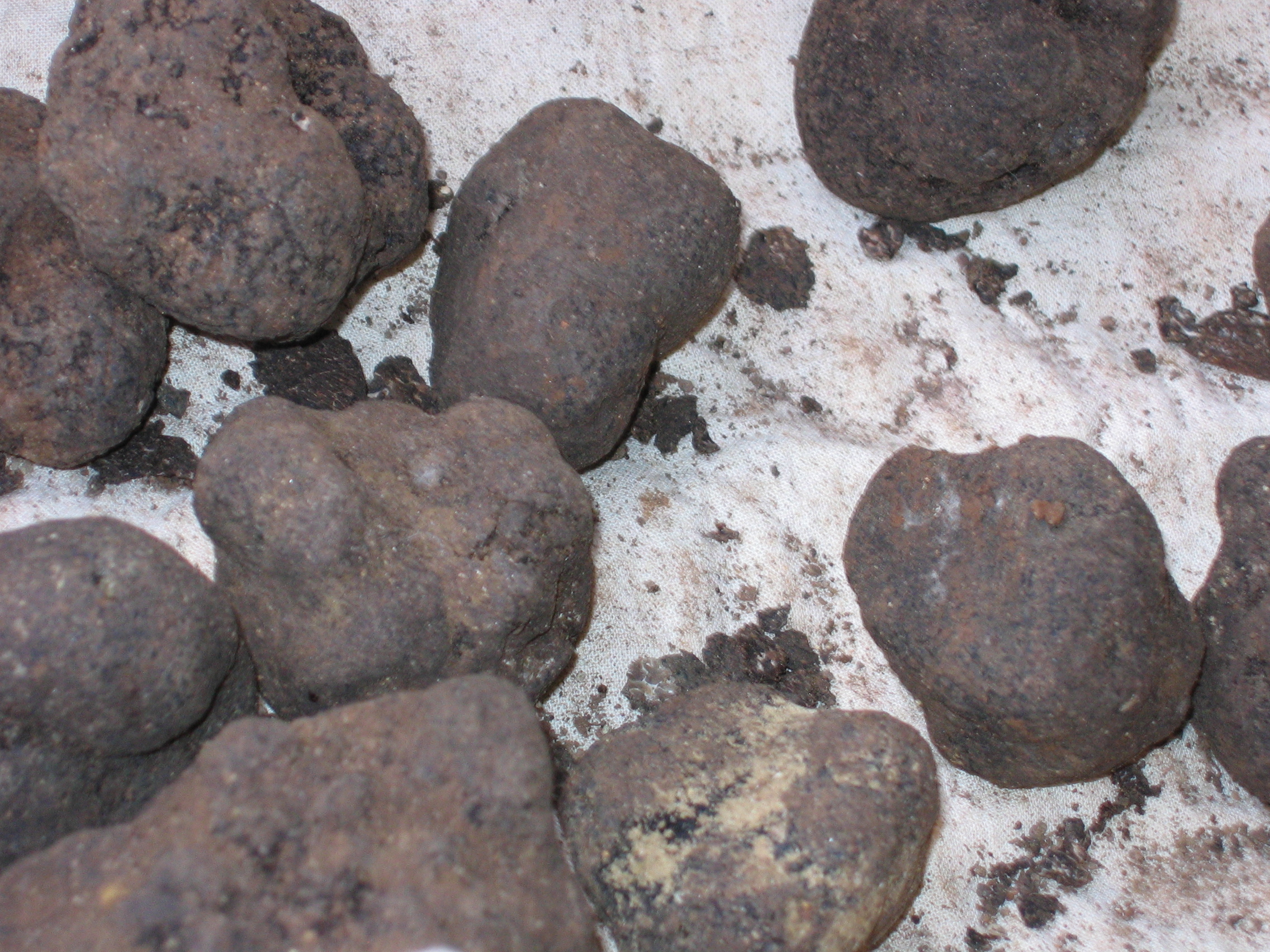
Tuber melanosporum.

Au XXIe siècle, la France fournit les deux tiers de la production mondiale. Le Comtat Venaissin produit à lui seul les deux tiers de la truffe de Vaucluse, premier département producteur.
Le piémont du Ventoux, qui inclut les Dentelles de Montmirail, est avec le Tricastin voisin, le premier producteur en France de Tuber melanosporum. Leur marché reste hors normes car c'est la seule production à échapper aux inspecteurs de l'administration fiscale, aucune transaction n'étant réglée par chèque. En saison, c'est le marché de Carpentras, un des plus importants de la région avec Richerenches, qui fixe les prix. Les rabassiers (trufficulteurs) y affirment, pour justifier les prix, que le « diamant noir » naît entre les pluies des deux Vierges, soit entre l'Assomption (15 août) et la Nativité de Notre-Dame (8 septembre). C'est loin d'être faux puisque les spécialistes ont vérifié qu'une bonne année dépend à la fois d'un fort ensoleillement estival suivi de pluies entre la mi-août et la mi-septembre.
Ces truffes se récoltent entre 500 et 1 000 mètres d'altitude. Préférant les terrains calcaires, elles se développent toujours en symbiose avec le chêne blanc ou vert, le frêne et le charme. Il est affirmé que les plus fines poussent à l'ombre du tilleul.

### Marchés de Provence

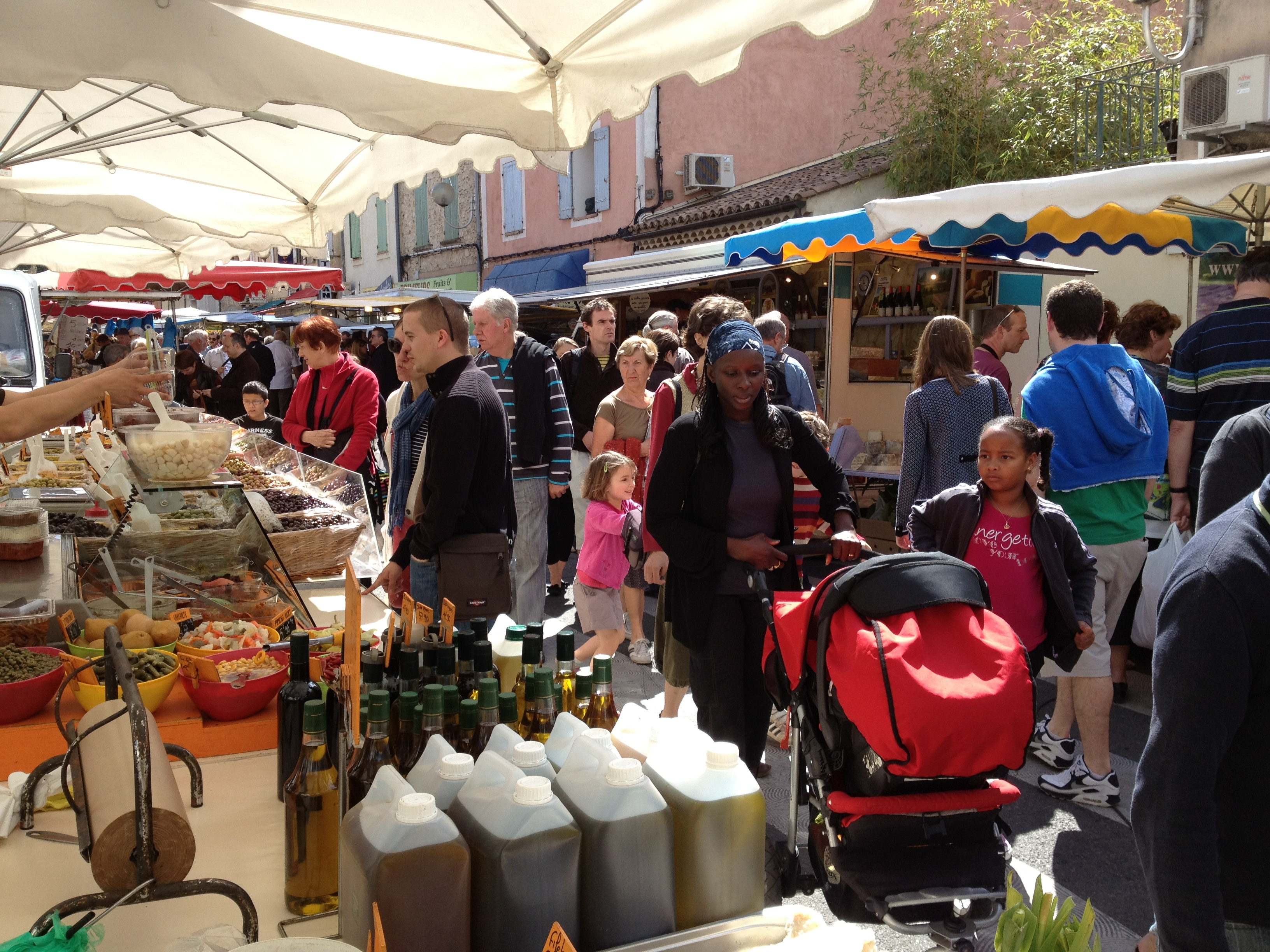
Stands du marché de Malaucène.

#### Malaucène
Le marché se déroule à Malaucène sur le cours des Isnards tous les mercredis dans la matinée. Bon an, mal an, ce sont une vingtaine de forains qui proposent en tant que producteurs ou négociants des fruits et légumes ainsi que des produits du terroir ou typiquement provençaux.
Considéré par les professionnels comme un modèle de forum provençal, le marché propose en saison les fameuses cerises du Ventoux, « blanches », « burlats » ou « cœur de pigeon », ainsi que des asperges issues des sables de la plaine de Vaison-la-Romaine ou des abricots du Barroux et de Beaumont-du-Ventoux.

#### Vaison-la-Romaine

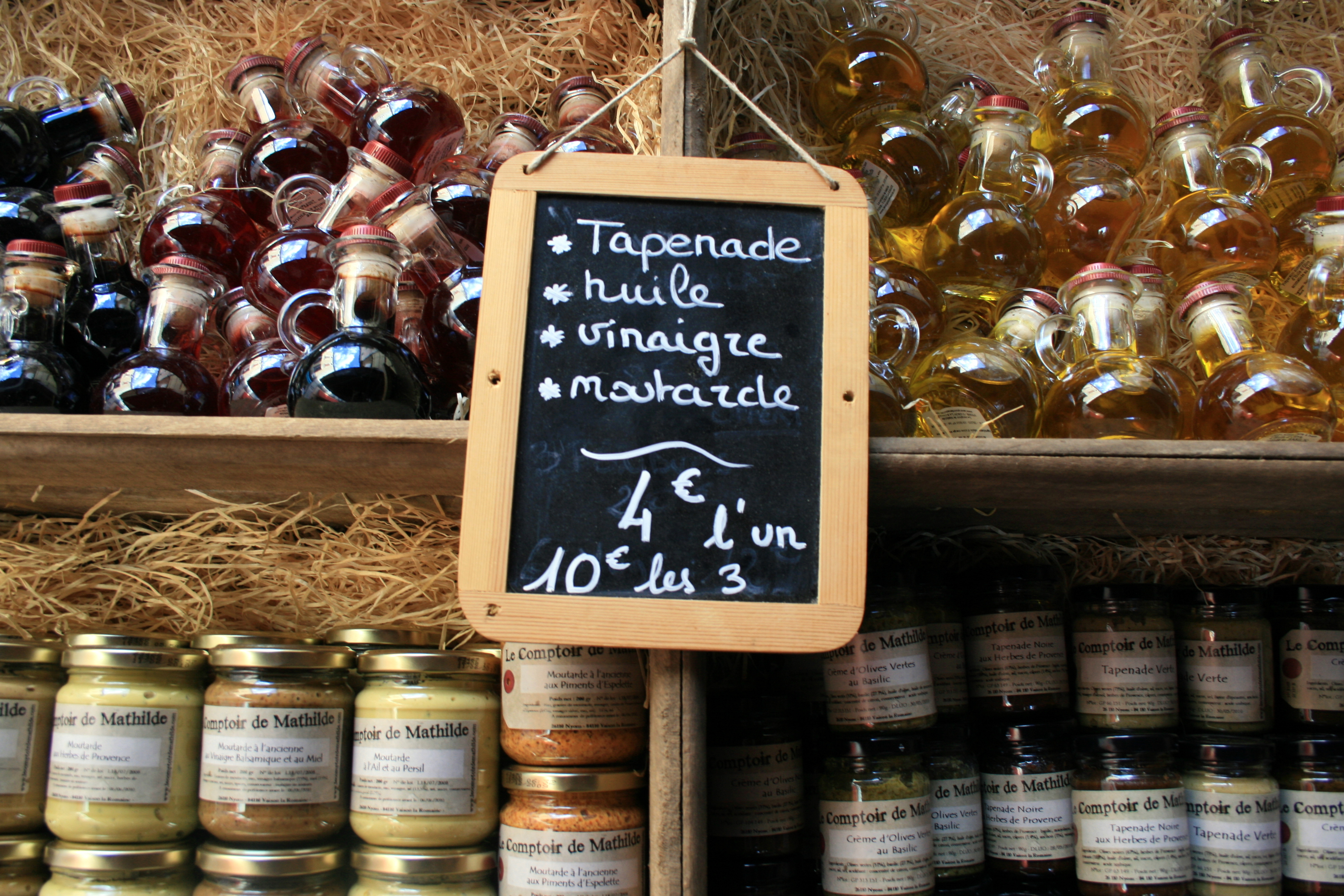
Produits du terroir à Vaison-la-Romaine.

Le marché hebdomadaire de Vaison accueille entre 400 et 450 forains et s’étale dans tout le centre-ville. S'y donnent rendez-vous chaque semaine des artisans d’art, les producteurs régionaux, des traiteurs, les maraîchers, etc. Ils occupent la place Montfort, le cours Taulignan, le cours Henri-Fabre, l'avenue du Général-de-Gaulle, la rue du Maquis, l'avenue Jules-Ferry, la rue Buffaven, la Grande-Rue, la place du 11-Novembre, la rue de la République, l'avenue Victor-Hugo et la rue Raspail.
Certains lieux sont spécialisés comme la place du 11-Novembre avec les pépiniéristes et les jardineries, le cours Henri-Fabre avec les brocanteurs, la place François-Cévert fait la part belle aux produits du terroir avec quarante producteurs locaux qui proposent des fruits et légumes de saison. Sur le cours Taulignan s'est donné rendez-vous tout ce qui a trait à l’alimentaire. Les spécialités locales, dont le tilleul des Baronnies, les olives et l'huile de Nyons, jouxtent les produits venus du Sud-Ouest, d’Alsace ou de Corse.

### Industrie

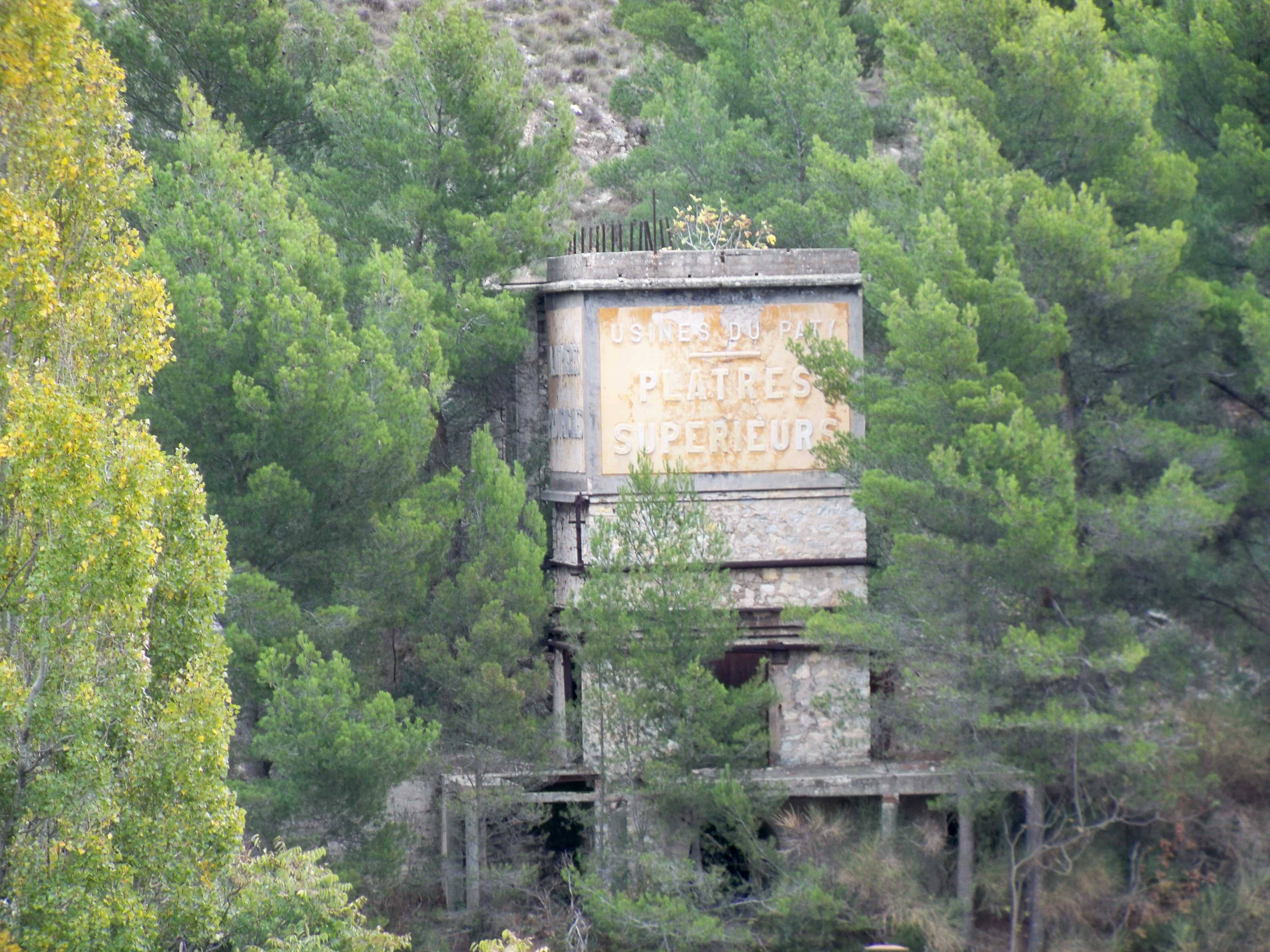
Ancienne usine de plâtre du Paty.

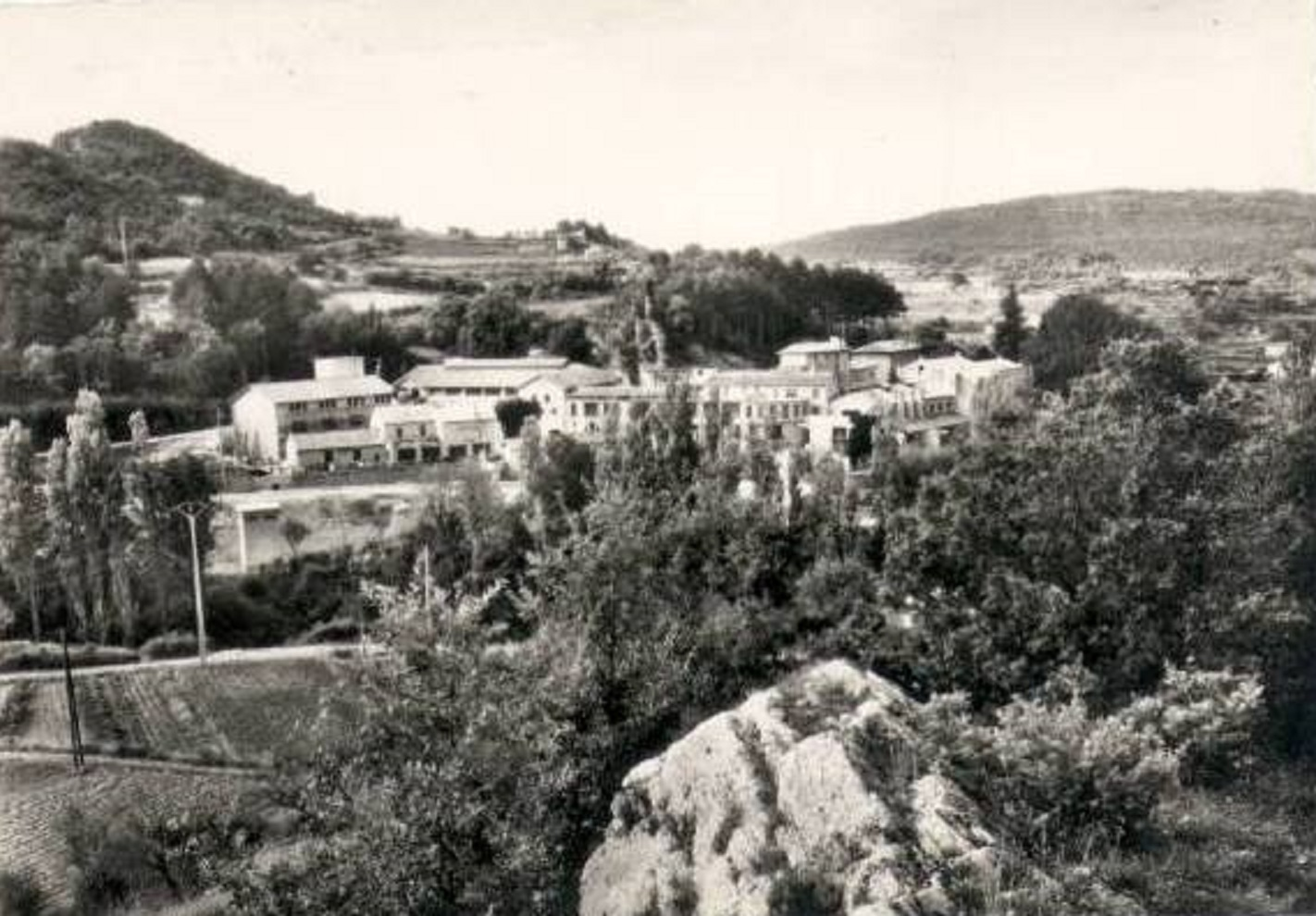
Les papeteries de Malaucène.

L'exploitation du gypse fut l'une des activités majeures dans le massif jusqu'à la fin du XIXe siècle. Des fours à plâtre le traitaient à Malaucène, au Barroux, à Beaumes-de-Venise et à Gigondas. Les statistiques de 1861 indiquent que leur production atteignait 5 157 tonnes. De huit, les fours passèrent à un seul, celui de Malaucène, au début du XIXe siècle, et subsista la seule mine de gypse du Paty au Barroux. Les fours à chaux étaient cantonnés dans la partie occidentale à Sablet et à Gigondas, cette chaux était alors considérée comme la meilleure du département.
La dernière activité liée au bâtiment était la fabrication de tuiles grâce à l'argile tirée des marnes de l'Aptien. Deux tuileries fonctionnaient à Beaumes-de-Venise, une au Crestet et la fabrique de Lancieu à Gigondas, travailla jusqu'au milieu du XXe siècle. La tuilerie du Crestet eut sa grande époque de 1918 à 1936. Elle fut alors supplantée par celle de Gigondas qui, grâce à la qualité de ses productions, approvisionnait des chantiers jusqu'à Marseille, Antibes, Lyon et la Savoie.
La pébrine, ainsi nommée en 1857 par Karl Wilhelm von Nägeli, décima les élevages de vers à soie au milieu du XIXe siècle. Les travaux de Louis Pasteur permirent de l'enrayer, mais, en 1884, les vers à soie furent en butte à une autre maladie, la flacherie. Ce fut la fin des usines à soie de Sablet, Séguret, Gigondas et Malaucène qui fermèrent entre 1905 et 1913. Seul perdura un temps, dans cette dernière commune, le filage de la laine et le rouissage du chanvre.
Malaucène, profitant de la force hydraulique fournie par le Groseau, avait aussi des martinets à cuivre et des papeteries qui fonctionnaient depuis le XVIe siècle. La première qui ferma fut celle créée en 1770, la seconde résista après s'être reconvertie dans le papier à cigarette. Cette usine, dite Papeteries de Malaucène était en activité depuis 1545. Elle fut fermée en 2009 par son propriétaire le groupe américain Schweitzer-Mauduit International (SWM), leader mondial du papier à cigarette.

### Protection environnementale

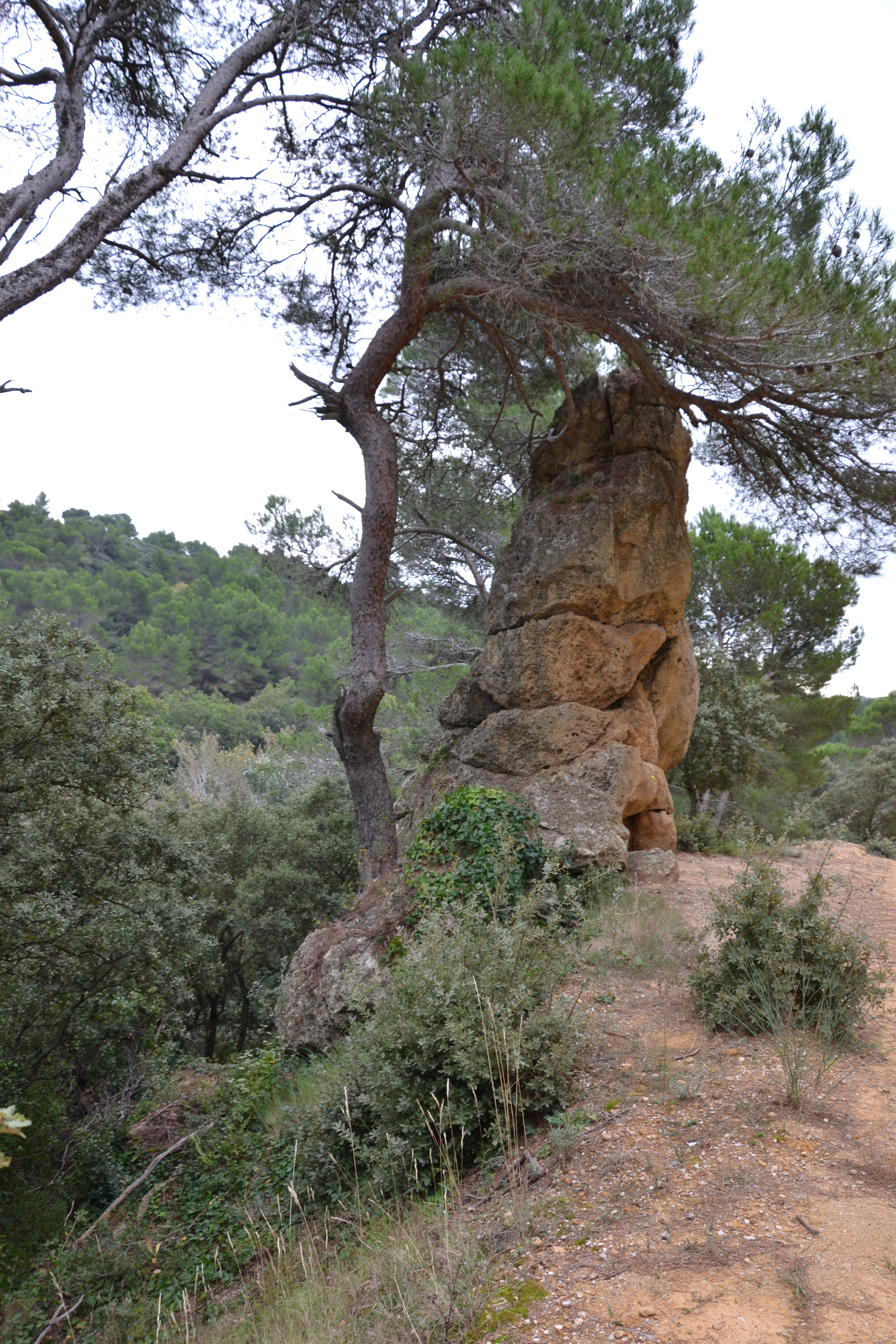
Menhir de Vacqueyras.

Les Dentelles de Montmirail sont incluses dans la zone de protection Natura 2000 « l'Ouvèze et le Toulourenc », sous l'égide du Ministère de l'écologie, de la DREAL Provence-Alpes-Côte d’Azur, et du MNHN (Service du Patrimoine Naturel). Cette zone de 1 247 hectares s'étend de Bédarrides, à l'ouest, à Saint-Léger-du-Ventoux à l'est, via Mollans-sur-Ouvèze au nord, soit vingt communes dans le département de Vaucluse, et quatre dans celui de la Drôme. Le mont Ventoux et les Dentelles sont donc dans le même cadre de protection.

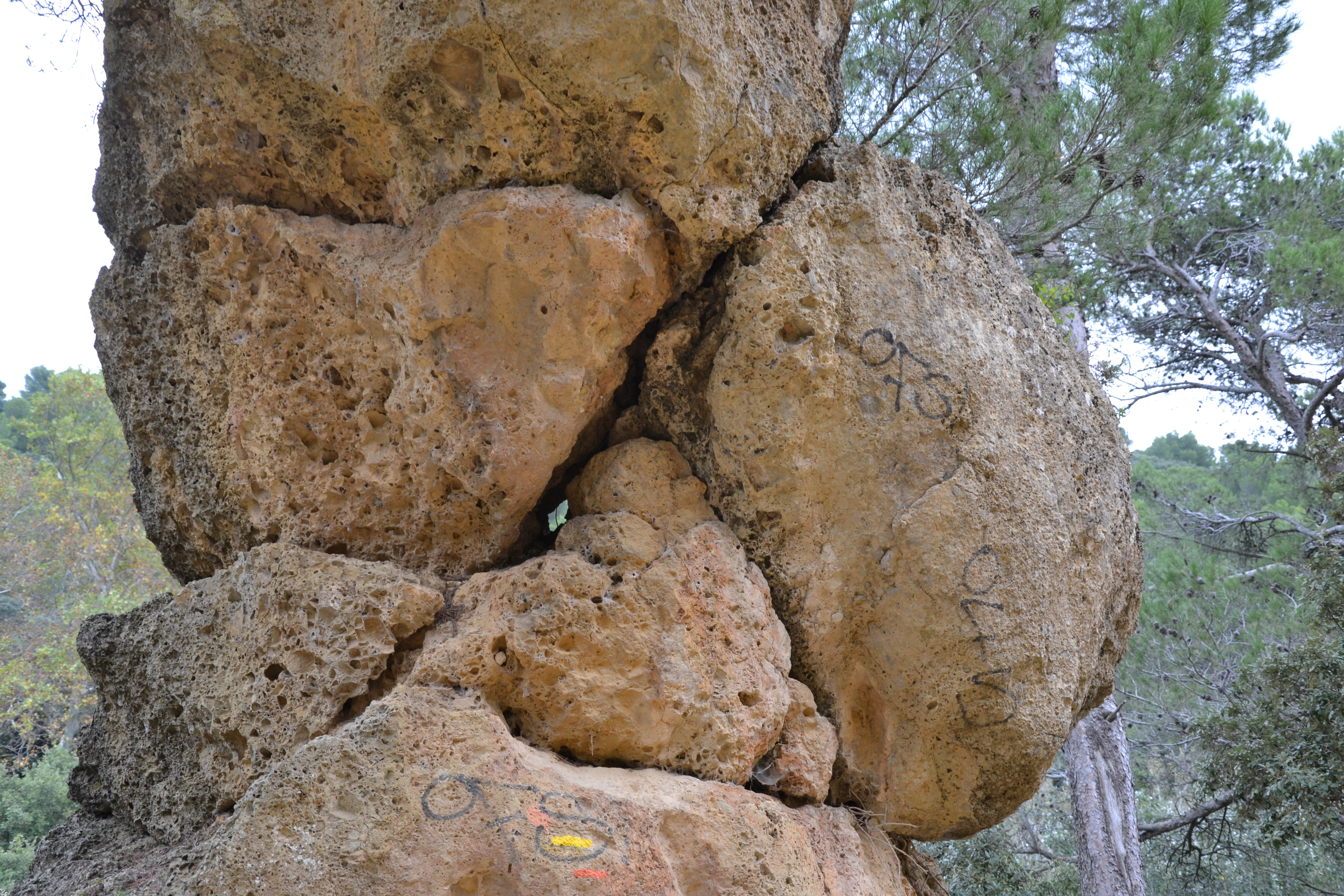
Gros plan sur les blocs du menhir.

Au sein de ses divers habitats, plusieurs espèces animales sont particulièrement protégées.
Un site est spécialement protégé, le « Menhir de Vacqueyras », classé au titre des sites naturels, par la DIREN, depuis le 12 octobre 1912. Au milieu d'un espace d'une superficie de près de 6 600 m2, se dresse une formation rocheuse de quatre à cinq mètres de haut, sur une base d'environ trois à quatre mètres. Ce menhir, qui porte mal son nom, n'étant pas de la main de l'Homme, est composé de six blocs de roches.
| Habitat                                                                            | proportion |
| ---------------------------------------------------------------------------------- | ---------- |
| Forêts                                                                             | 30 %       |
| Rivières permanentes méditerranéenne                                               | 20 %       |
| Pentes rocheuses calcaires avec végétation chasmophytique                          | 3 %        |
| Mégaphorbiaies hygrophiles d'ourlets planitiaires et des étages montagnard à alpin | 1 %        |
| Prairies maigres de fauche de basse altitude                                       | 1 %        |

### Découverte paléontologique

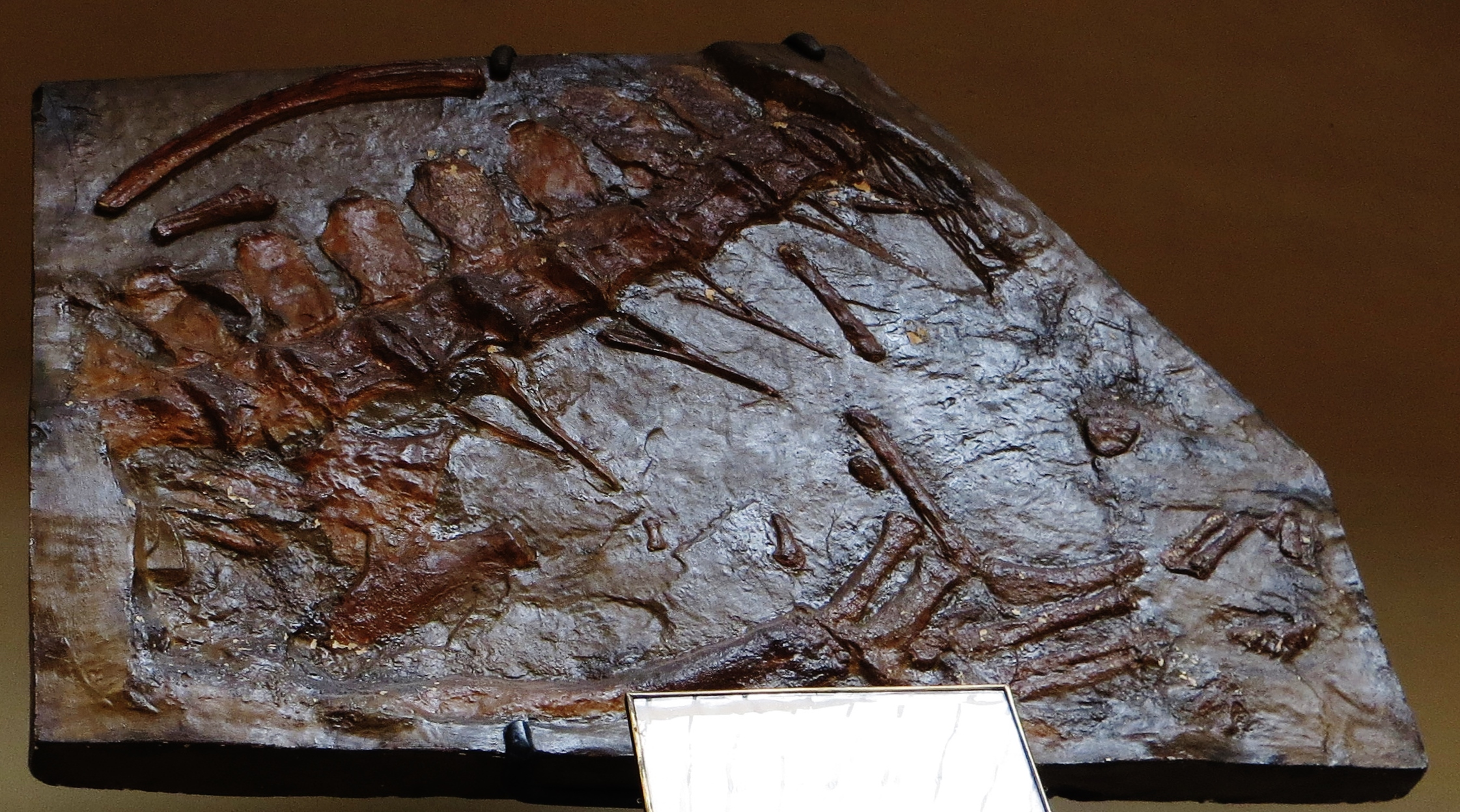
Neustosaurus gigondarum, découvert en 1842 par Eugène Raspail.

Neustosaurus gigondarum est un reptile marin qui vivait au Crétacé inférieur, il y a environ 140 à 136 millions d'années. Il appartient à l'ordre des crocodylomorphes et ses restes fossiles ont été trouvés dans le massif, sur la commune de Gigondas. Ce saurien carnivore marin du Valanginien a été découvert en 1842. Le nom Neustosaurus, qui lui a été donné par Eugène Raspail, son inventeur, signifie « lézard de natation », il est dérivé du grec ancien neustos (« natation ») et sauros (« lézard »). Il n'existe qu'une seule espèce décrite et seulement dans sa partie postérieure (tronc et queue) qui seule a été retrouvée.
Ce fossile a été rattaché aux Metriorhynchidae, un groupe de reptiles liés aux crocodiles marins. En 2009, Young et Andrade, dans une nouvelle étude sur Geosaurus et la validité des espèces regroupées dans ce genre, ont conclu que Neustosaurus serait le synonyme plus ancien de Cricosaurus.

### Tourisme
Ces dernières années les Dentelles de Montmirail sont devenues un lieu d'activités sportives. Elles vont de la randonnée pédestre au VTT en passant par la balade à cheval et l'escalade (plus de six cents voies sont aménagées sur les différentes parois). De plus une route des vins parcourt le massif dans le cadre de l'œnotourisme,.

#### Panoramas
Toute une série de panoramas, aussi différents les uns des autres, peuvent être découverts tant à l'intérieur que sur la périphérie. En sillonnant la commune de Lafare, on passe du Clapis, au rocher de l'Aiguille puis au rocher Saint-Christophe et à sa cascade. Du belvédère de l'église de la Roque-Alric, on découvre tout l'intérieur du massif. C'est le cas aussi à Suzette avec en prime une vue sur les contreforts du Ventoux et sur le Luberon barrant l'horizon. Le col de la Chaîne, à l'intérieur du cirque de Saint-Amand, offre un panorama sur toute la partie occidentale des Dentelles. Au Crestet, la vue embrasse les Baronnies et le piémont du Ventoux. À l'opposé, Séguret offre tout comme Sablet et Gigondas un panorama englobant l'ensemble du vignoble du nord Vaucluse.

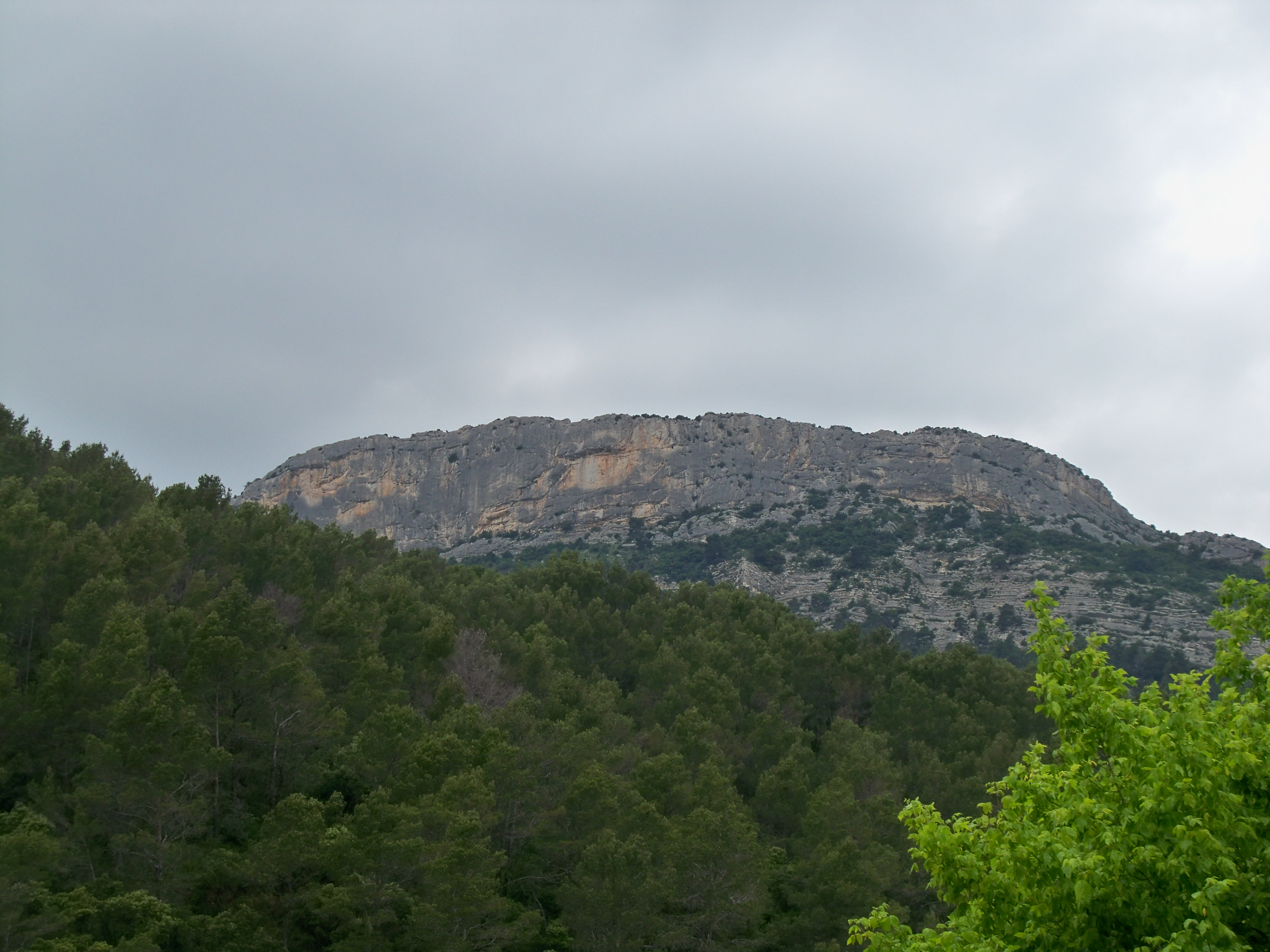
Une partie du Clapis des Dentelles, vue de Lafare.
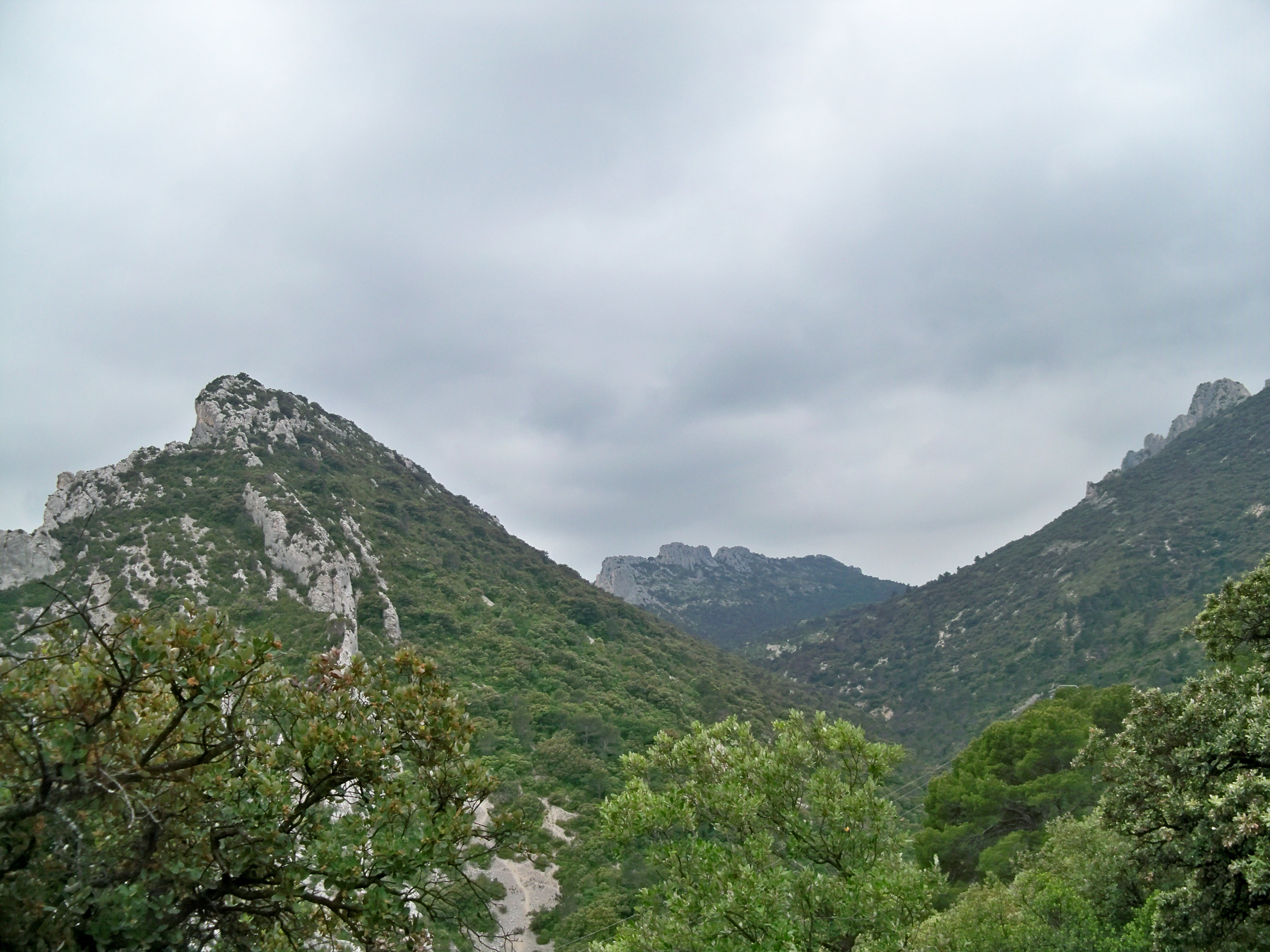
Rocher de l'Aiguille et Dentelles Sarrasines à Lafare.
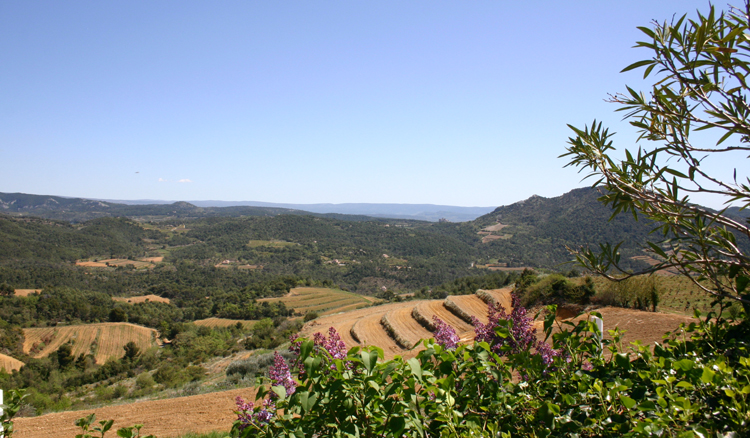
Contreforts du mont Ventoux et Luberon en fond à Suzette.
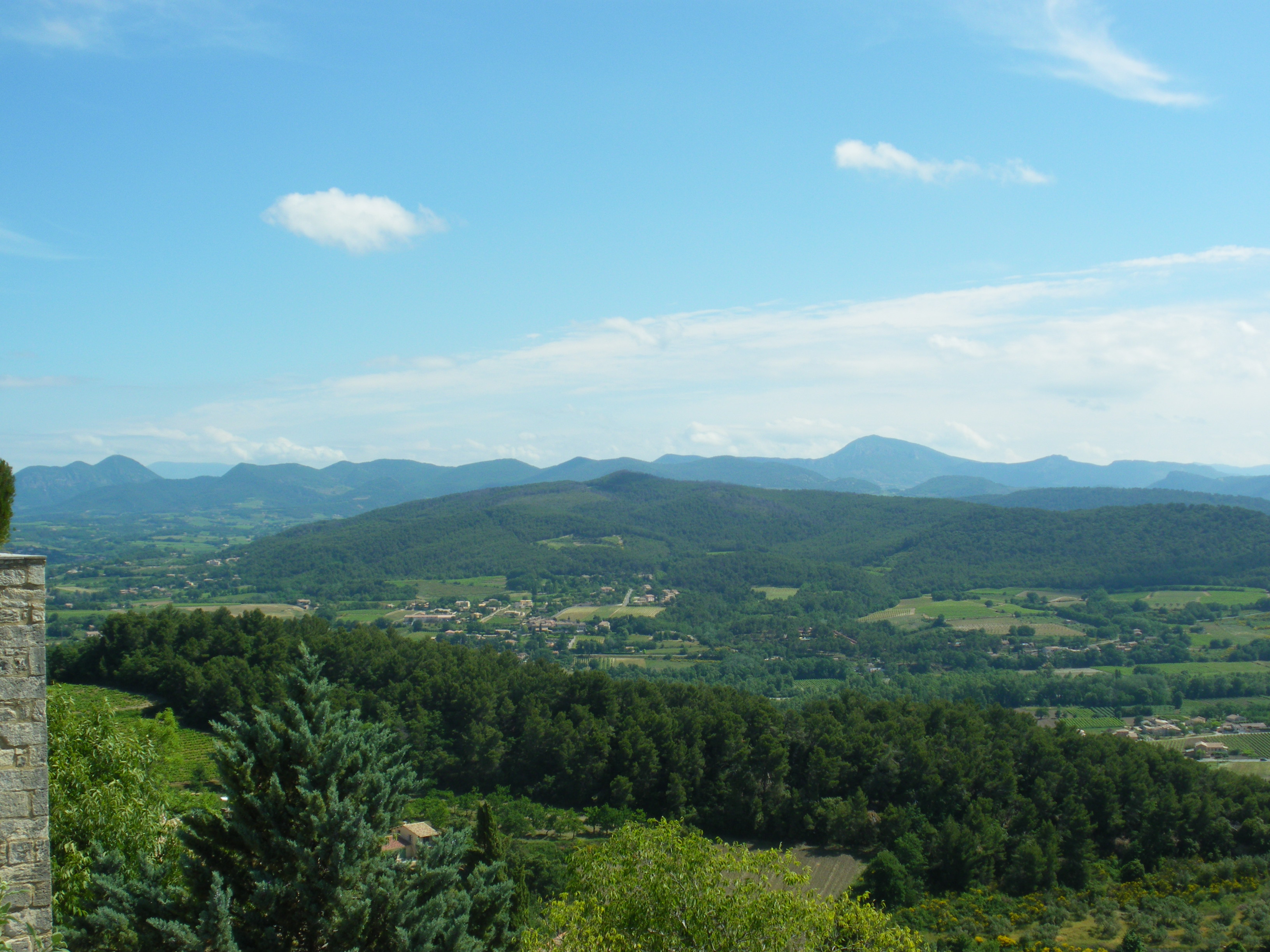
Vue sur les Baronnies du château du Crestet.

De Gigondas, on rejoint le col du Cayron. De là, on domine l'axe du vallat de Fenouillet, la grande arête des Dentelles Sarrasines avec vue sur le Ventoux. Au nord, s'offrent les vignobles de Sablet et de Séguret, avec les Baronnies en toile de fond. À l'est, la plaine de l'Ouvèze et le Plan de Dieu, avec son chapelet de villages. On finit par Vacqueyras, Notre-Dame d'Aubune et son rocher du Diable pour monter par Beaumes-de-Venise à l'oppidum des Courens d'où on découvre tout le panorama de la plaine du Comtat Venaissin.

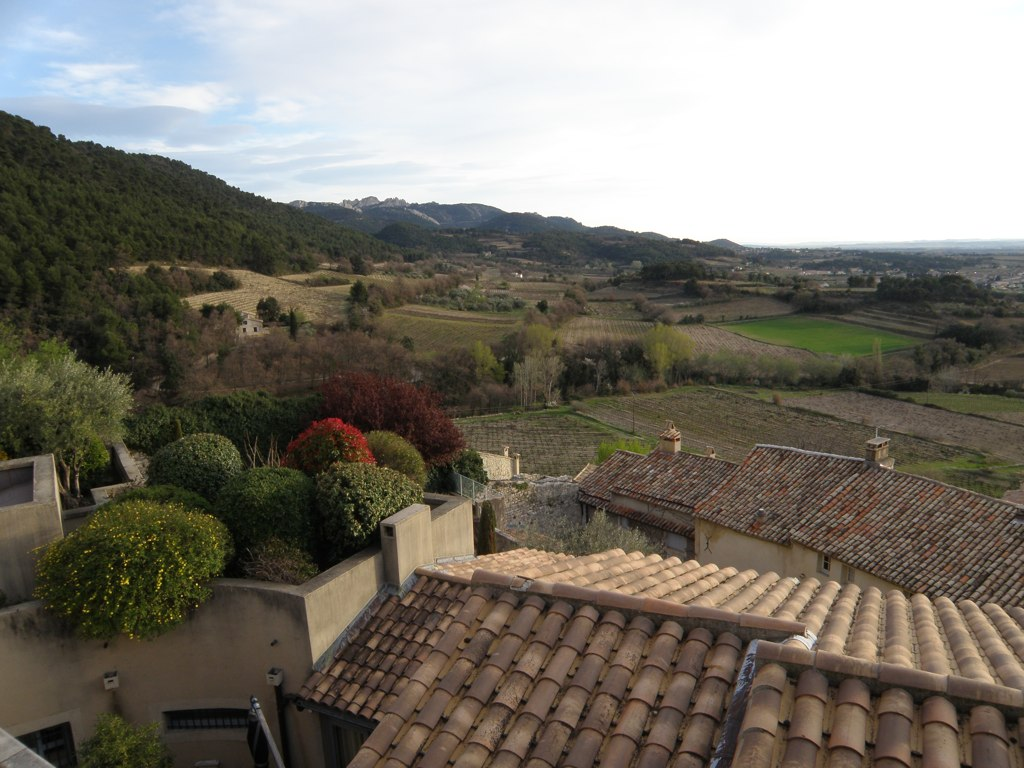
Le vignoble vu de Séguret.
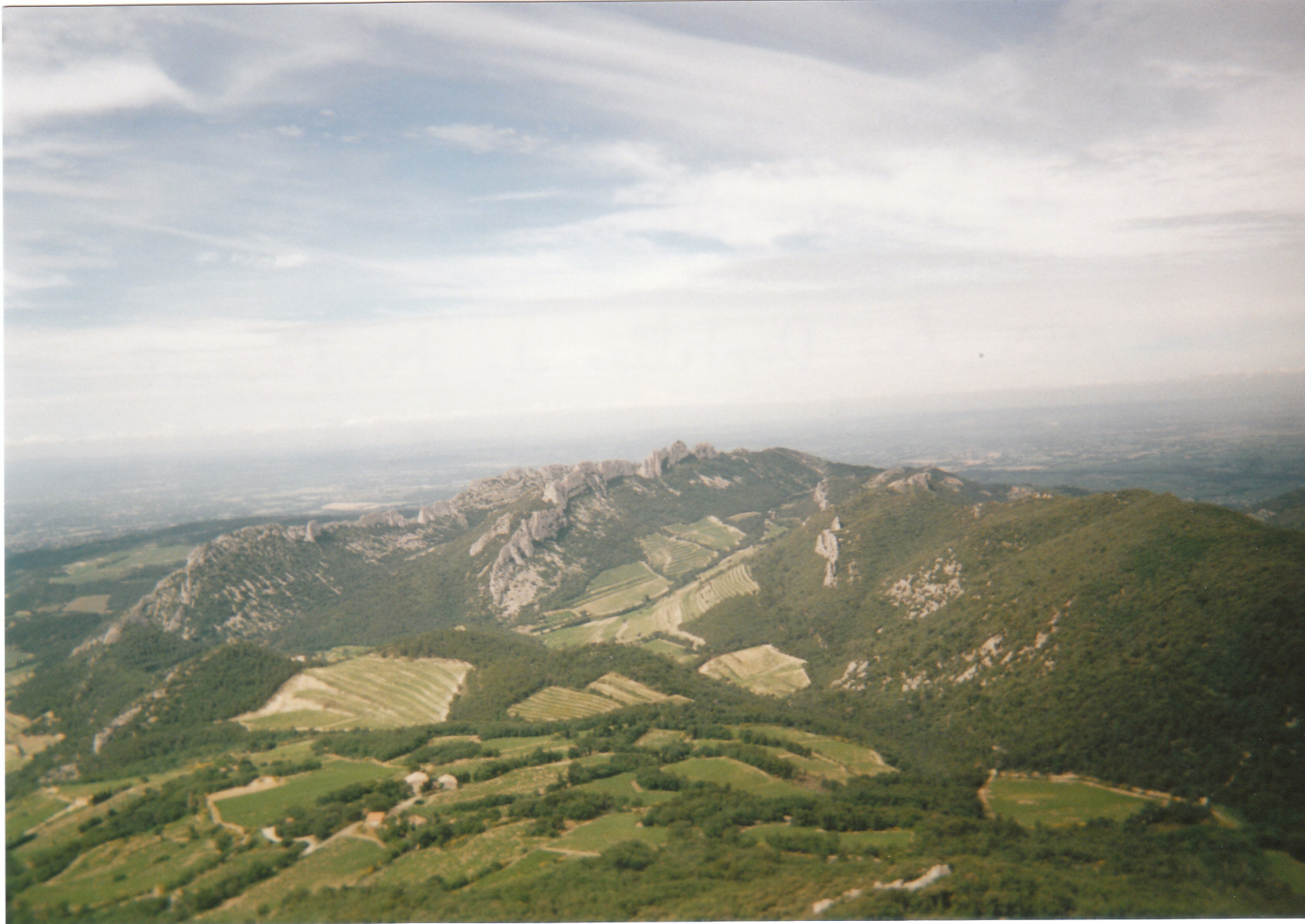
Vue sur les Dentelles depuis la crête du Saint-Amand.
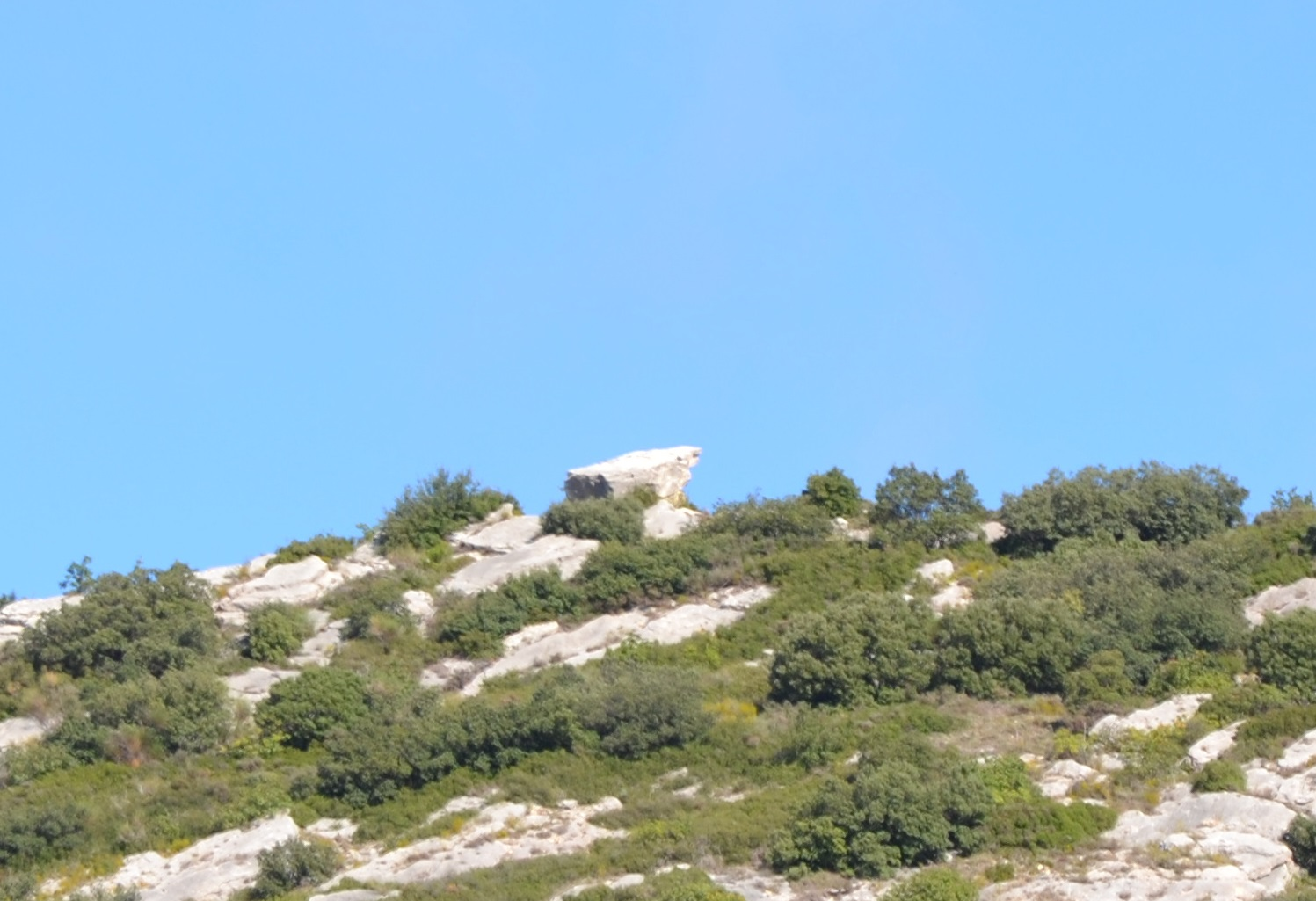
Rocher du Diable au-dessus de Notre-Dame d'Aubune.
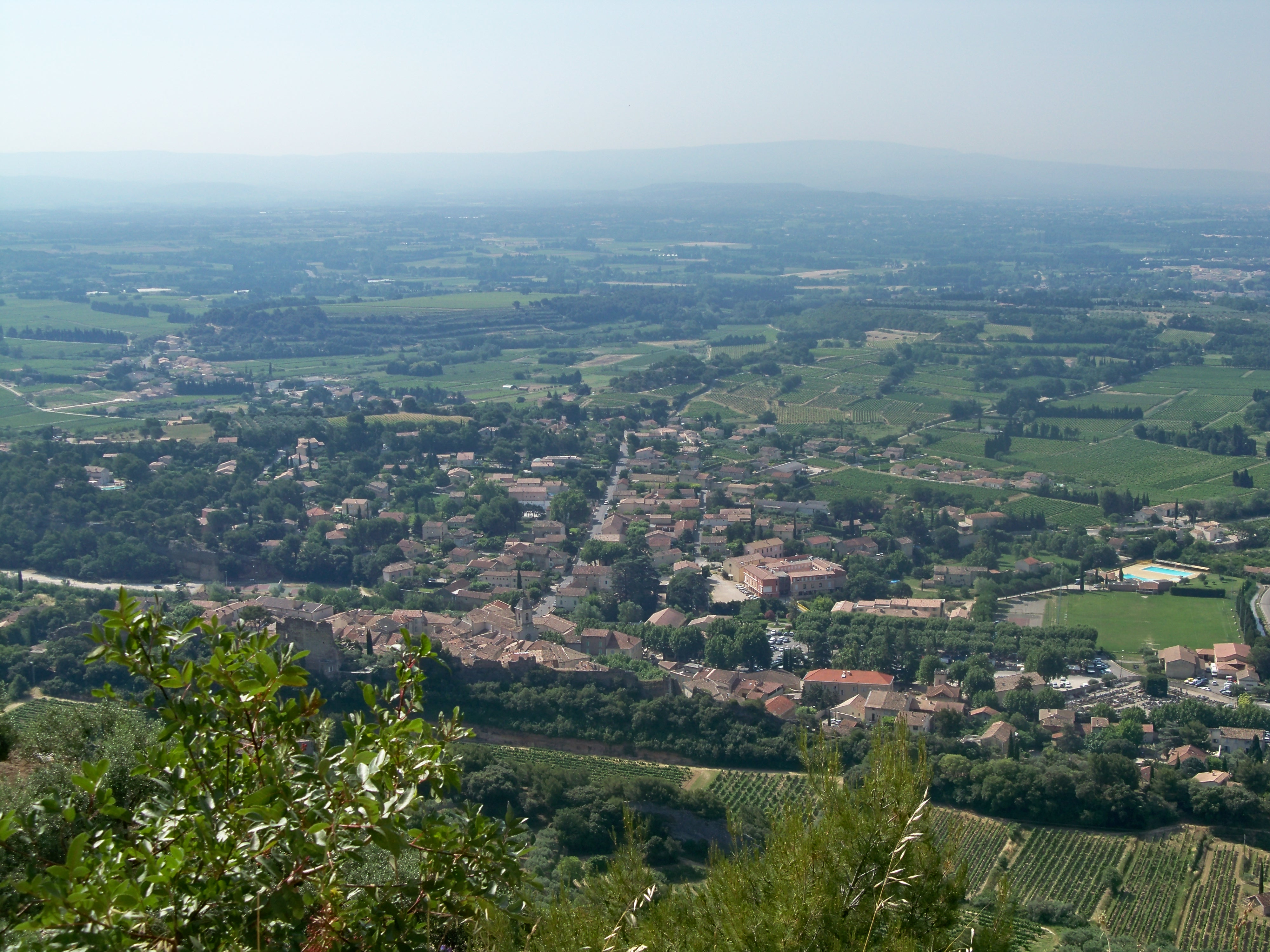
Vue sur la plaine du Comtat de l'oppidum des Courens.

#### Tourisme sportif

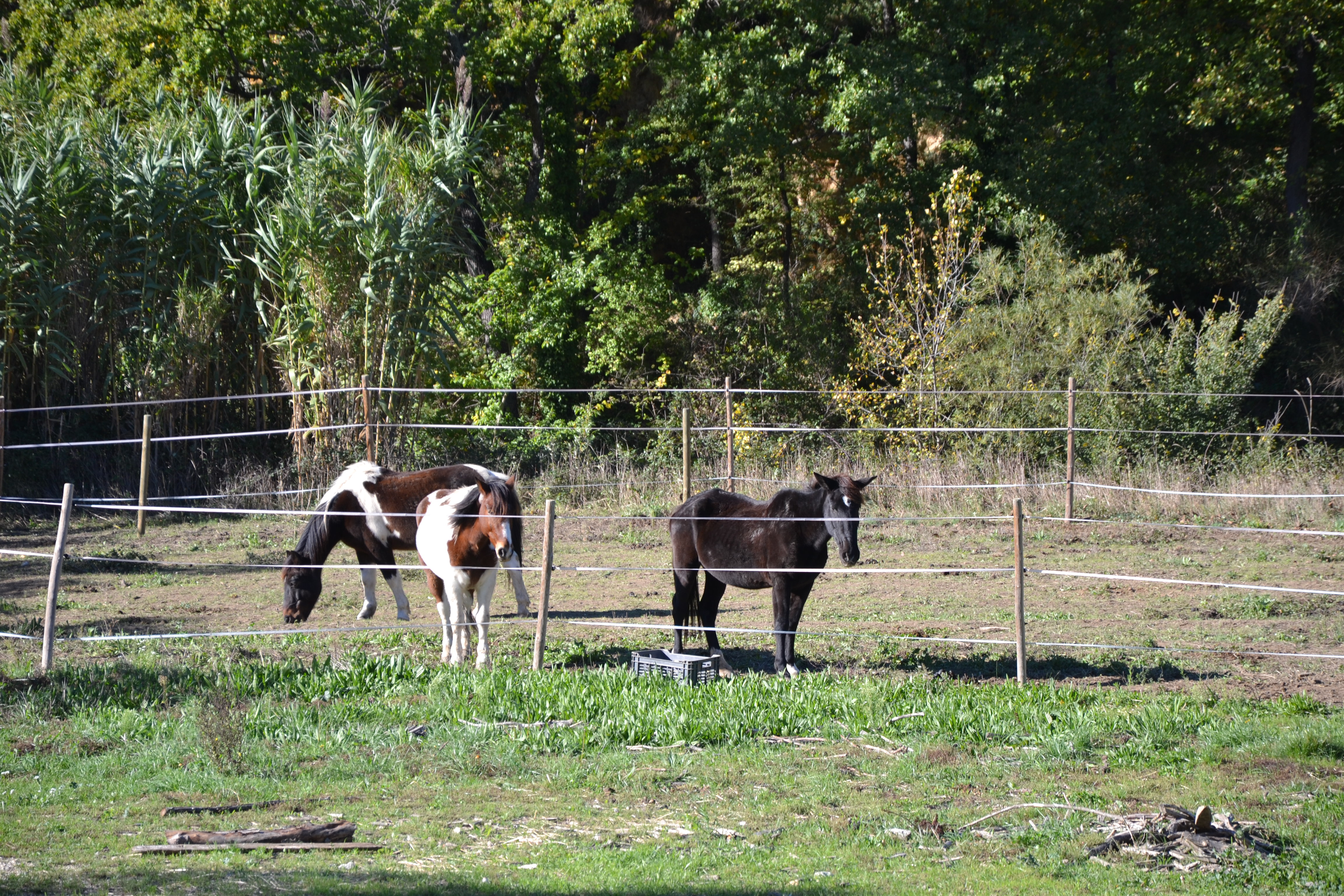
Ranch d'équitation à Lafare.

##### Sentiers de randonnées et cavaliers
La promenade à pied offre de nombreuses possibilités avec une quinzaine de circuits, soit 40 kilomètres de sentiers balisés dans tout le massif. Au départ de Gigondas, cinq boucles qui reviennent au village par des circuits qui demandent entre une heure et six heures de marche. Deux sentiers principaux, le « GRP des Dentelles de Montmirail » et le GR4, traversent les Dentelles, entre Séguret et Malaucène, via Suzette. S'y s'ajoutent les sentiers du Trias, créés par la cave des vignerons de Beaumes-de-Venise (Balma Venitia), qui invitent marcheurs ou cavaliers à découvrir les vignobles. Pour le cheval, de Gigondas sont organisées des sorties à travers crêtes et vallons. Le même type de prestation est proposé au départ de Lafare.

##### Circuits VTT

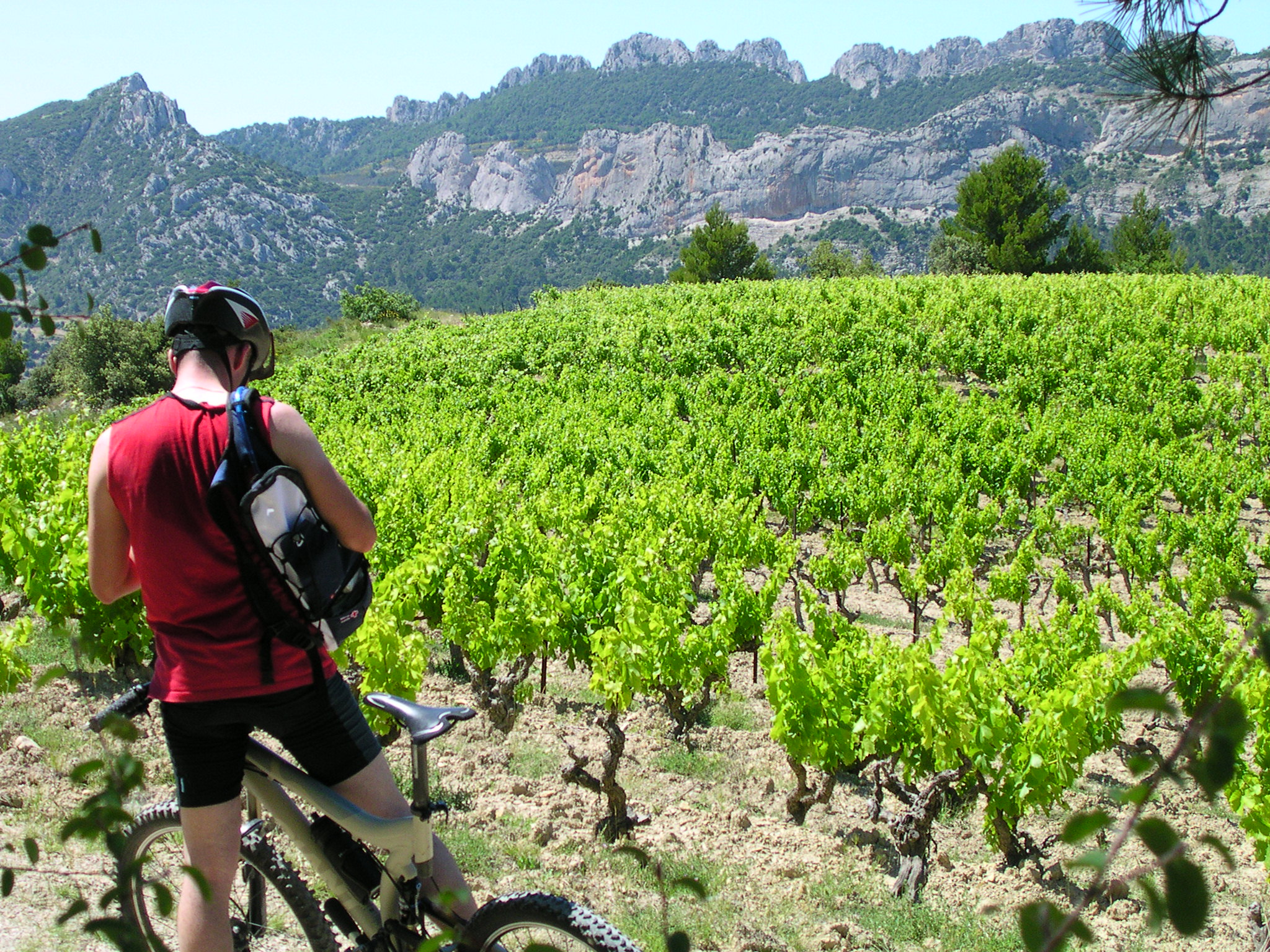
VTT dans les dentelles de Montmirail.

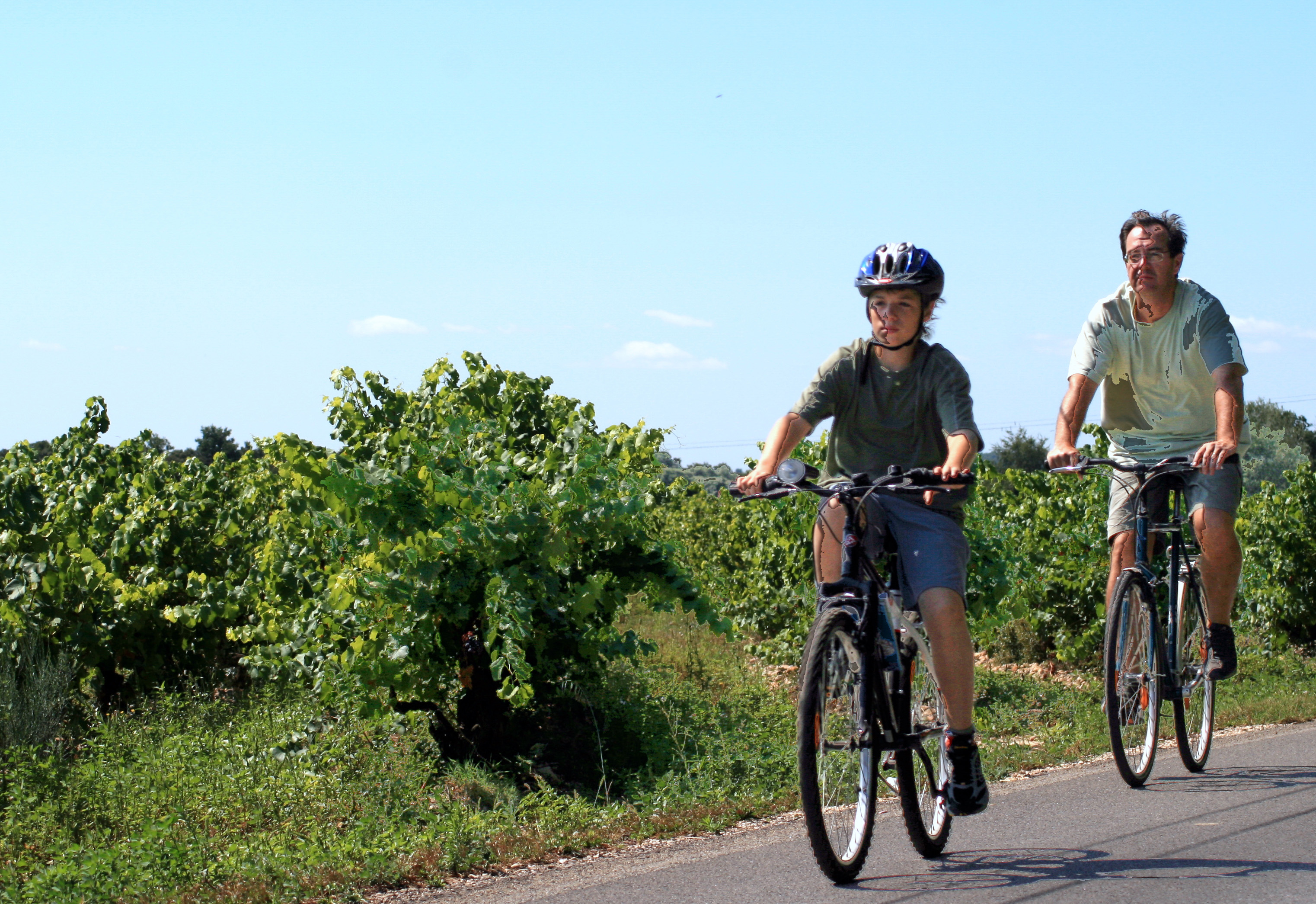

Cette montagne admirable (mons mirabilis), humanisée par un vignoble qui produit des crus parmi les plus prestigieux, avec ses trois chaînes de calcaire, offre des circuits VTT abrités du mistral l'hiver et ombragés sur ses faces septentrionales au cours de l'été. Les clubs de Beaumes-de-Venise, Gigondas et Sablet ont tracé chacun trois circuits, celui de Vacqueyras, un. Chaque année avant le printemps, les bénévoles rendent praticables les sentiers envahis par la végétation et remettent en état les itinéraires dégradés par les intempéries. La saison pour ce sport commence en février et continue jusqu'au début de l'été, pour reprendre après les grosses chaleurs de septembre à novembre. Outre les régionaux, de nombreux pratiquants viennent de Suisse, de Belgique, d'Allemagne ou des Pays-Bas.
Depuis 1998, le club de Beaumes a édité une carte détaillée des circuits. Elle va du parcours bleu (six kilomètres faciles pour débutants), au rouge (quinze kilomètres plus techniques), pour plus de deux heures d'efforts, et au noir qui demande une journée pour parcourir trente-cinq kilomètres difficiles. Il existe une classique dans les Dentelles. C'est une grande boucle d'environ vingt-huit kilomètres au départ de Beaumes-de-Venise en direction de Gigondas via Notre-Dame d'Aubune. Après Gigondas, le col du Cayron et la tour sarrasine, elle retourne vers Beaumes par Suzette.
Il faut prendre le GR avec un fléchage VTT, après Beaumes-de-Venise. C'est une petite route bitumée qui se transforme rapidement en chemin puis en piste. Après quelques fléchages à bien repérer, elle aboutit à Gigondas où une route vicinale conduit vers Séguret pour reprendre le GR. Montée très technique et physique, du vrai VTT, où ne peut passer qu'un seul vélo en largeur et où, à certains endroits, on ne peut avancer qu'en portage. La descente mène vers Suzette puis de là jusqu'à Beaumes (−300 m de dénivelé) sans pédaler sur 5 ou 6 kilomètres à 50 km/h de moyenne après un trajet quatre heures. Il existe un autre circuit intérieur qui passe par la Roque Alric, Lafare et le mont Saint-Amand (point culminant du massif) avec 910 mètres de dénivelé.

##### Voies d'escalade
La spécificité des Dentelles est l'escalade pour laquelle le massif a atteint une renommée internationale. Les dalles dressées verticalement attirent les grimpeurs confirmés venus de France, d'Allemagne, de Belgique ou de Suisse. Les étrangers représentent la moitié des pratiquants qui apprécient une escalade de qualité sur une roche saine et très adhérente.

Les trois chaînes des Dentelles de Montmirail.
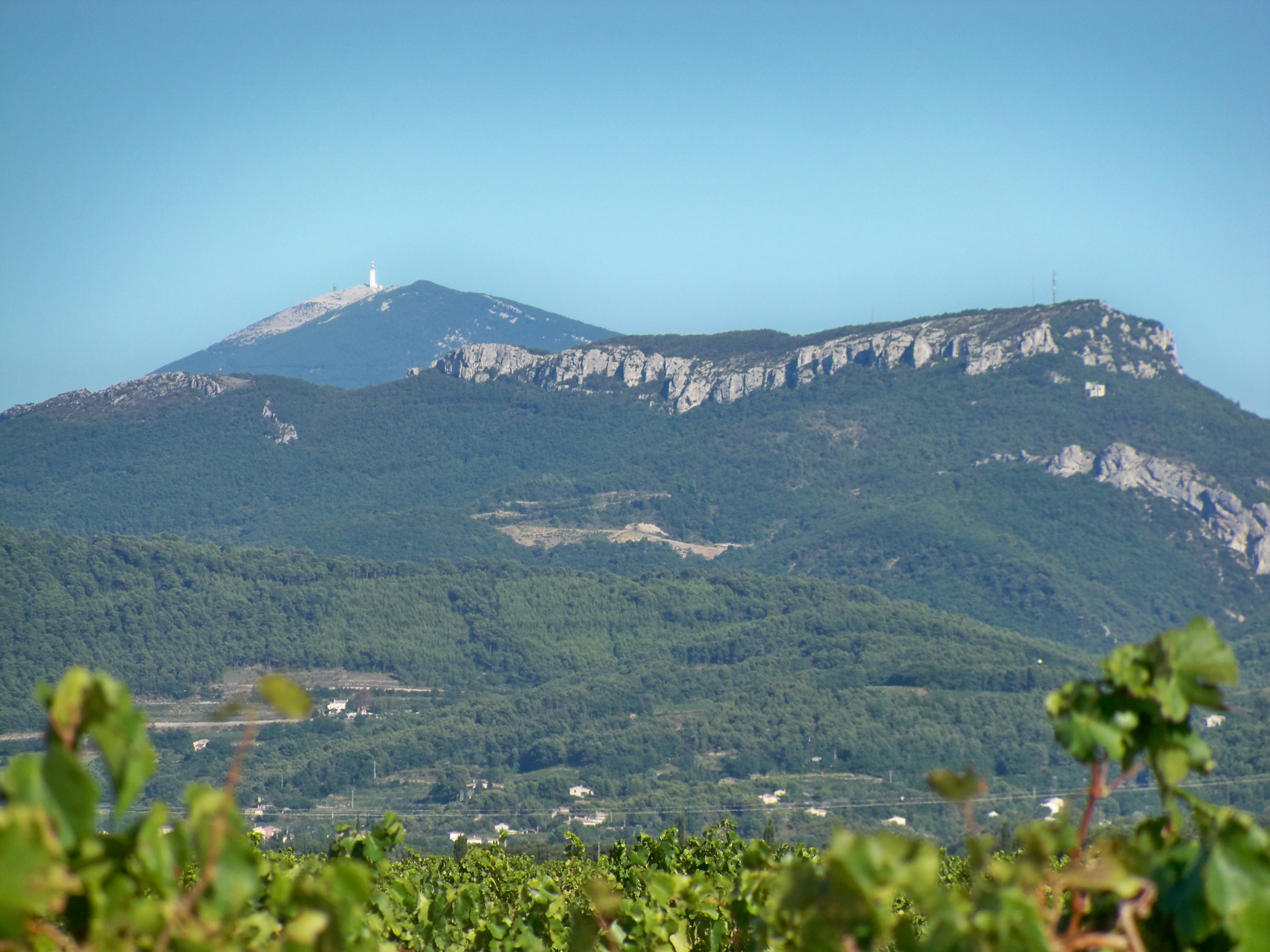
Chaîne du Grand Travers avec le mont Ventoux au second plan.
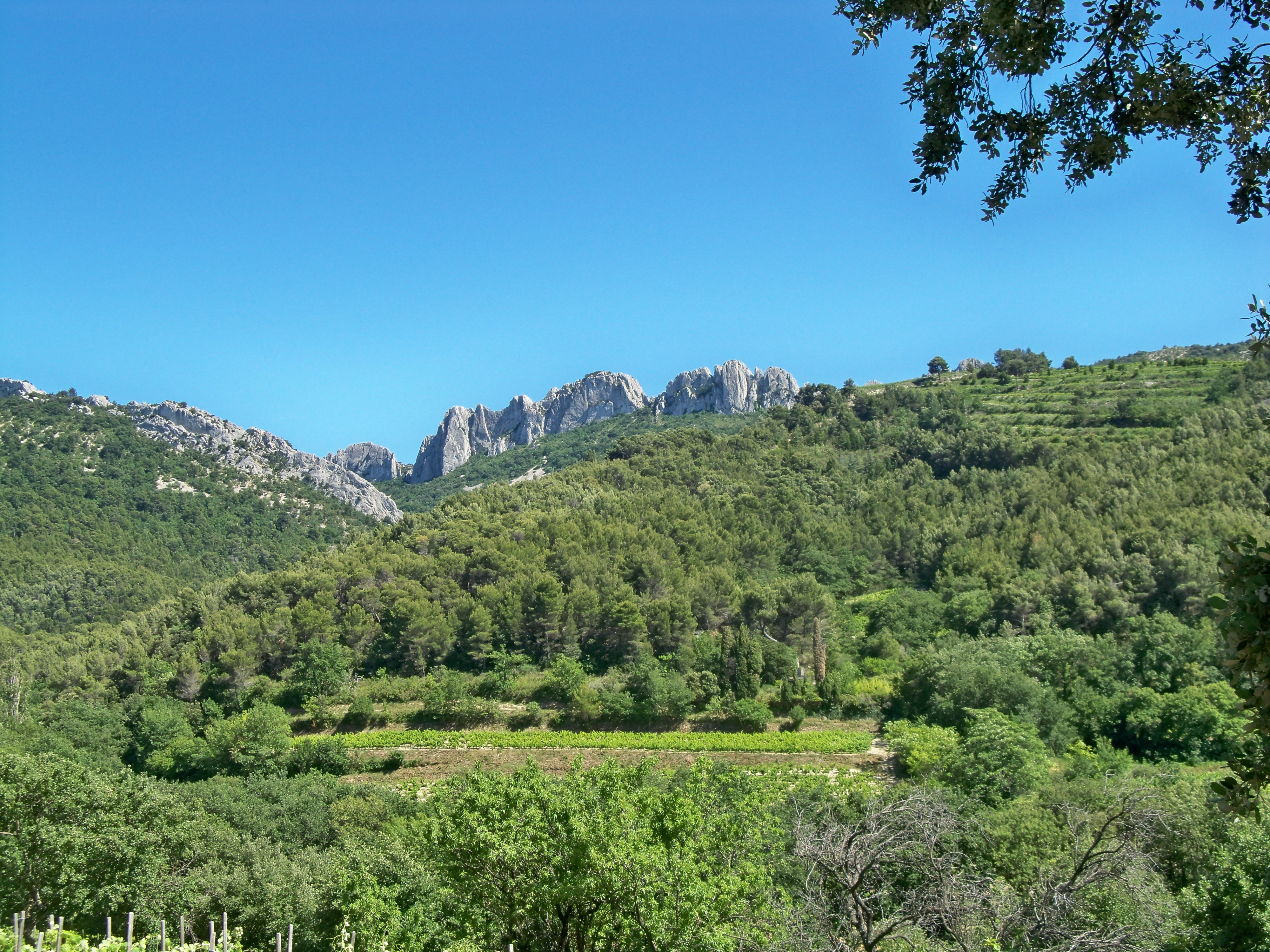
Dentelles sarrasines vues de la chapelle Saint-Cosme et Saint-Damien à Gigondas.
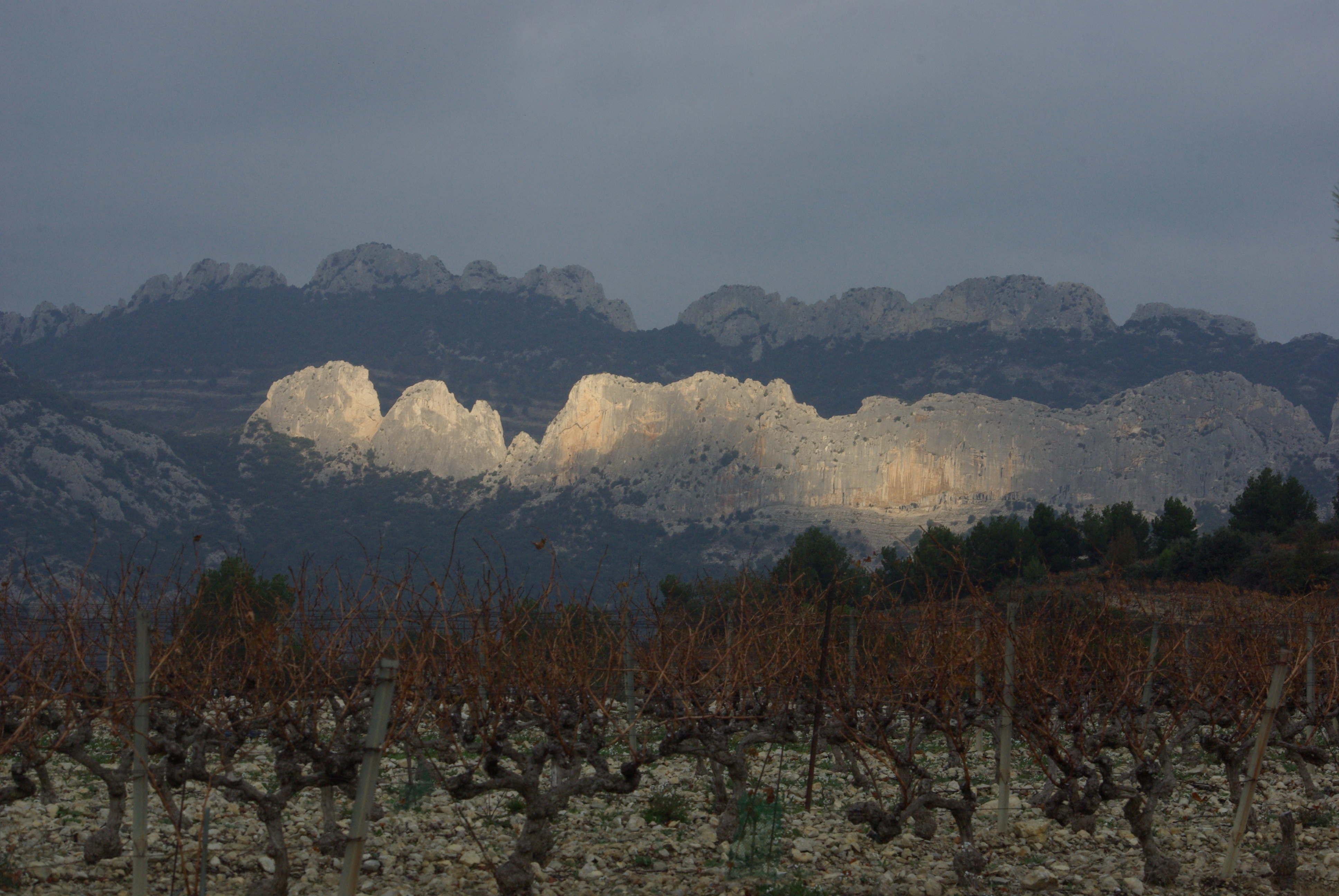
Au premier plan, la chaîne du Clapis précédant les Dentelles Sarrasines.

Les trois chaînes parallèles des Dentelles offrent plus de 600 voies d'escalade, allant de 20 à 90 mètres, dont la difficulté s'étage du 3c au 8b. La plus septentrionale est la chaîne du Grand Travers, au centre se situe la chaîne de Gigondas, plus connue sous le nom de Dentelles Sarrasines, la plus méridionale étant la chaîne du Clapis.

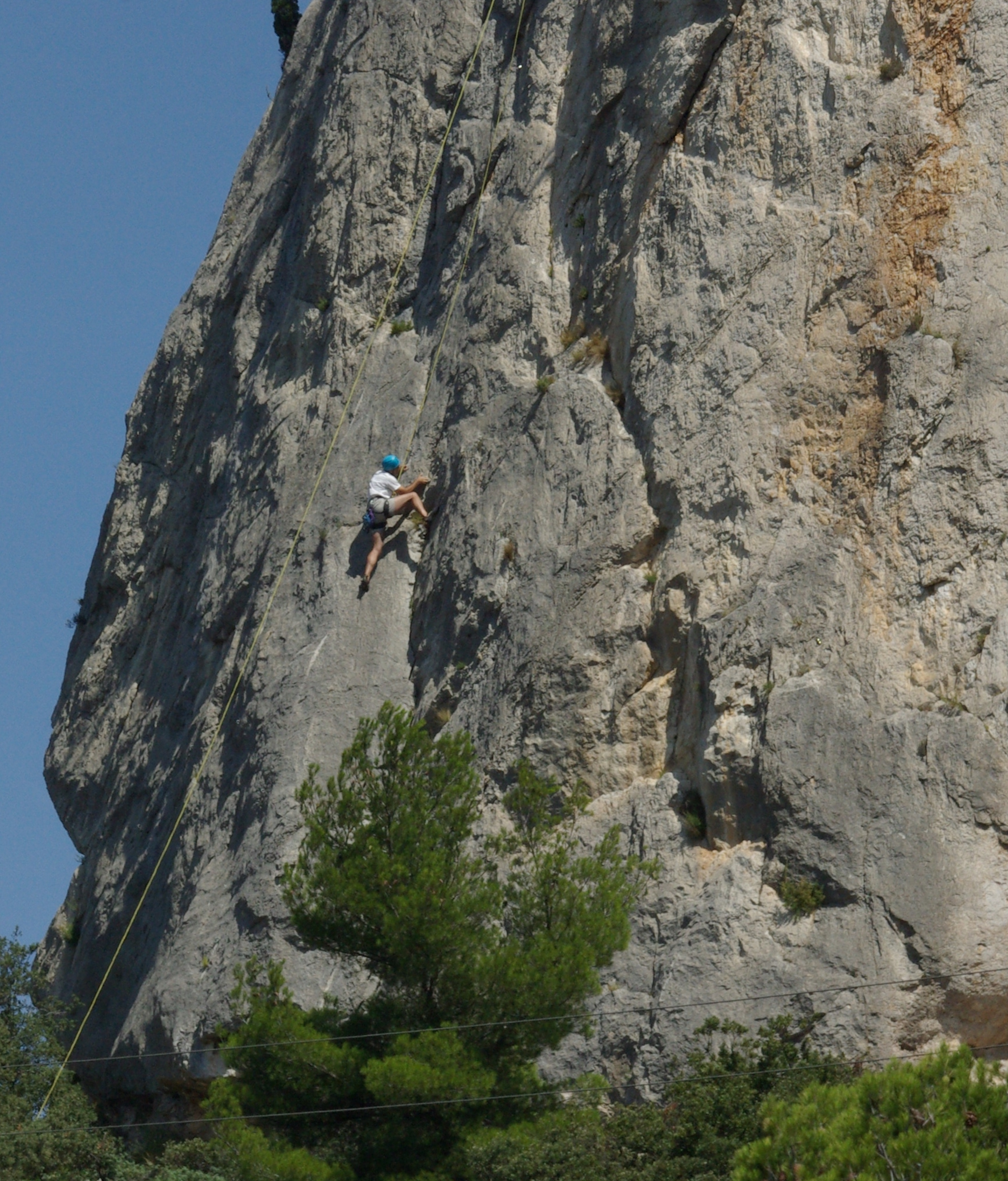
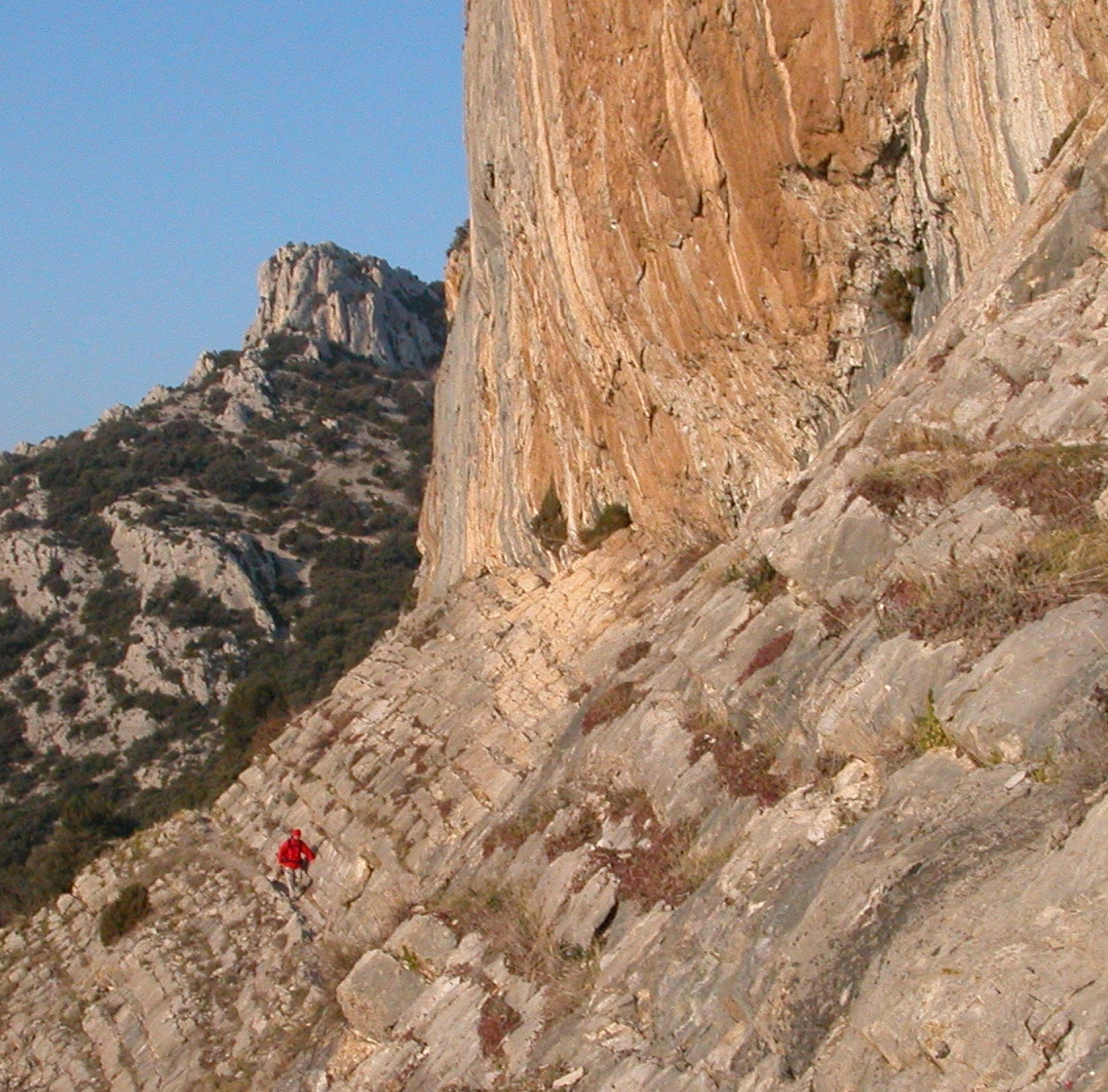
Vers une voie d'escalade dans les Dentelles.
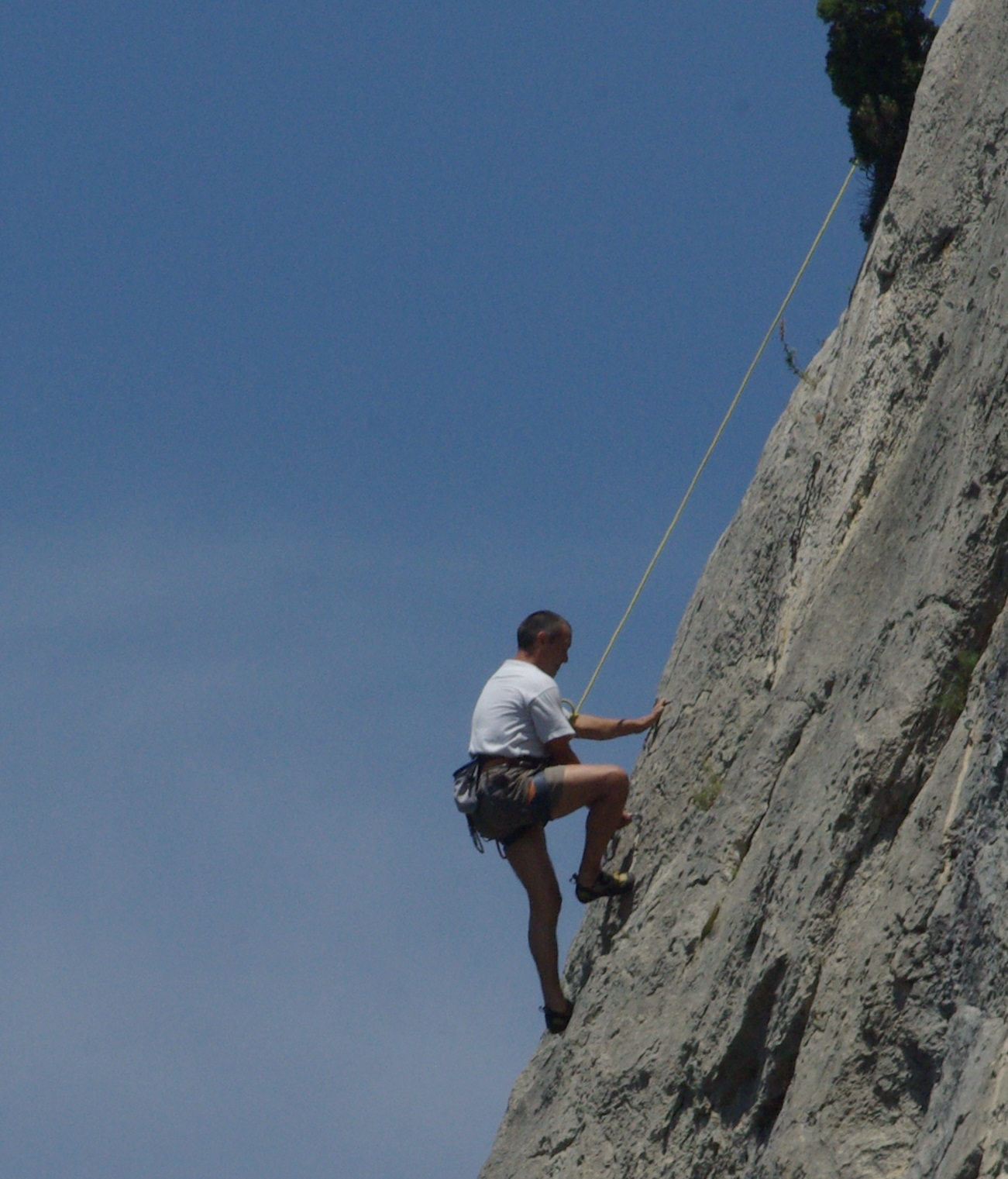
En pleine action sur une paroi des Dentelles.

Les différentes falaises ont été équipées par la fédération française de montagne et d'escalade ce qui permet de pratiquer une grimpe à la fois sportive et sûre. C'est ici qu'en 1988 ont été organisés les championnats de France d'escalade. Les professionnels apprécient dans ce site, l'orientation variée des différentes falaises toujours praticables en fonction de la météo. Ce qui fait que certains guides savoyards viennent grimper dans les Dentelles avec leurs clients, lorsque le mauvais temps est installé dans les Alpes.

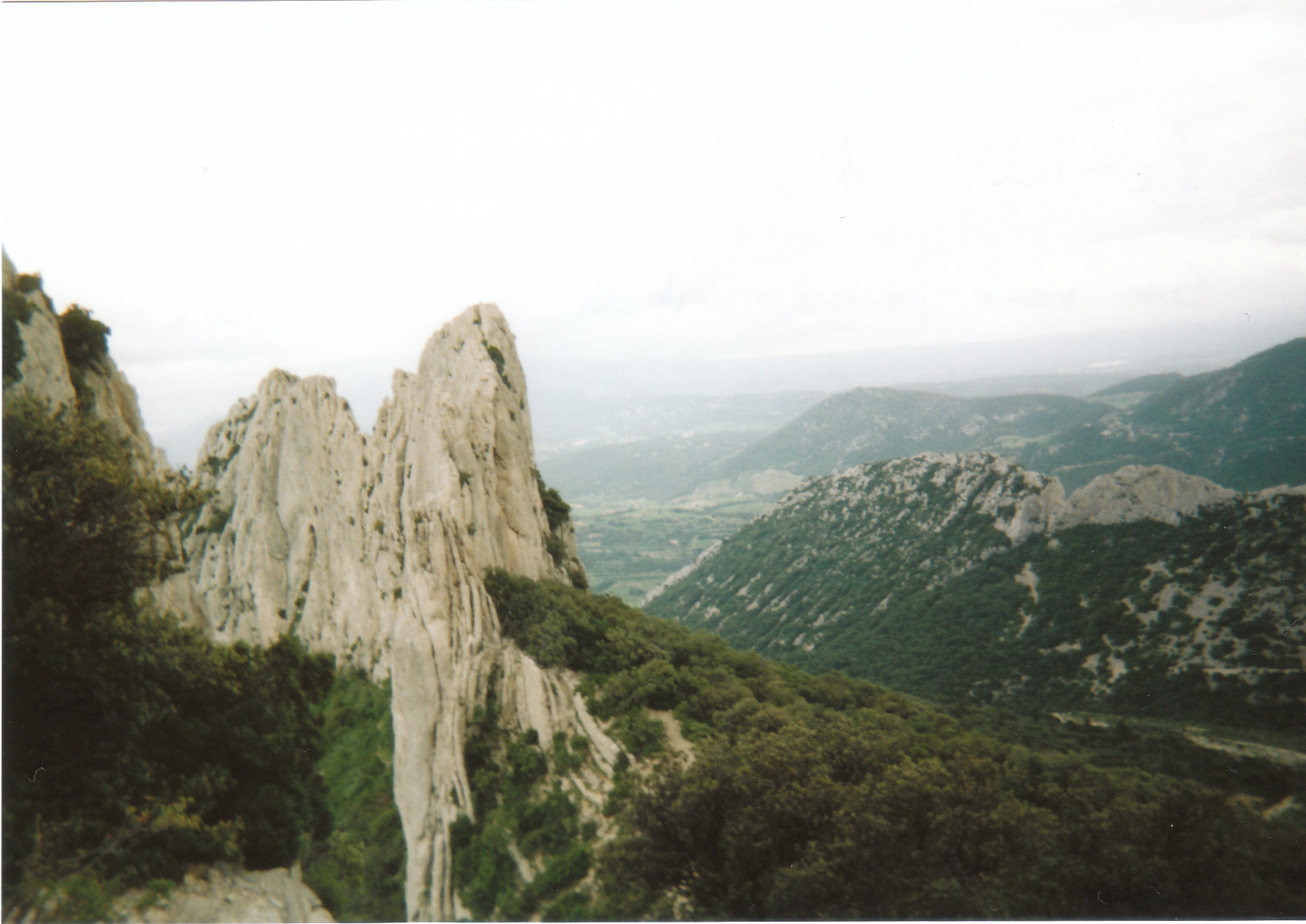
Dans le Grand Travers, le Rocher École dominant la plaine du Comtat Venaissin.

Le versant sud de la chaîne du Grand Travers offre deux petits sites d'escalade. Tout d'abord le Rocher du Cayron avec ses 19 voies (20 mètres, 6a-7a). À l'est du col du Cayron, se trouve le Rocher École. Il permet aux néophytes de s'entraîner sur 44 voies (20-35 mètres, 3c-6b).
La chaîne de Gigondas est la plus haute du massif. Ces Dentelles Sarrasines sont partagées en deux par un col. À l'ouest se trouve la chaîne des Florets et du Turc. Elle comporte 70 voies en face nord (20-80 mètres, 4c-7b) avec des classiques dont le Dièdre des Parisiens (5c), la Dülfer (5b) et les Petits Moutons (6a). À l'opposé, sur la partie orientale, la chaîne de la Pousterle possède sur sa face nord une quarantaine de voies dont beaucoup ne sont pas équipées. A contrario, sur la face sud, on compte une trentaine de voies équipées (20-35 mètres, 4b-7a).
La chaîne du Clapis est la plus fréquentée par les grimpeurs confirmés. Elle est subdivisée en trois sites d'escalade. Le premier est la dent Hadamard dont la plupart des 35 voies en face sud sont très fréquentées car plus techniques qu'athlétiques (35-50 mètres, 5b-7a) ; quelques voies en dalle (5c/6a) sont présentes. Le second est la crête des Rapaces. La majorité de ses 145 voies se trouve en face sud (40-90 mètres, 4c-8b). La quasi-totalité se situe entre 50 et 70 mètres avec un niveau de difficulté de 5c à 6b. Le casque est recommandé à cause de quelques pierres instables au sommet et sur les vires. Ce site qui s'étale sur 300 mètres de long est très fréquenté. Il possède quelques voies remarquables dont le Philanthrope (7a), les Vires Rouges-L2 (6a), le Philippus (L2, 6a et L3, 6b+), le Vistemboir (5c), le Mégalomane (6a+) et le Mégalomane Gaga (6a+), les Picots de Rose (5c), la Lune de Miel (6a+) et la Mandragore (6a+). Enfin le troisième, dit la Grande Muraille, comporte une vingtaine de grandes voies. Il est à signaler qu'elles sont interdites aux grimpeurs entre mars et septembre afin de ne pas perturber la nidification des rapaces.
En outre, trois guides de haute montagne locaux pratiquent dans les Dentelles. L'un d'entre eux, qui anime des stages d'escalade, a créé un gîte d'étape à Lafare pour héberger grimpeurs, cyclistes ou randonneurs. À Gigondas, à l'entrée du village, un gîte communal a également été créé pour ces activités.

#### Autres formes de tourisme

##### Œnotourisme

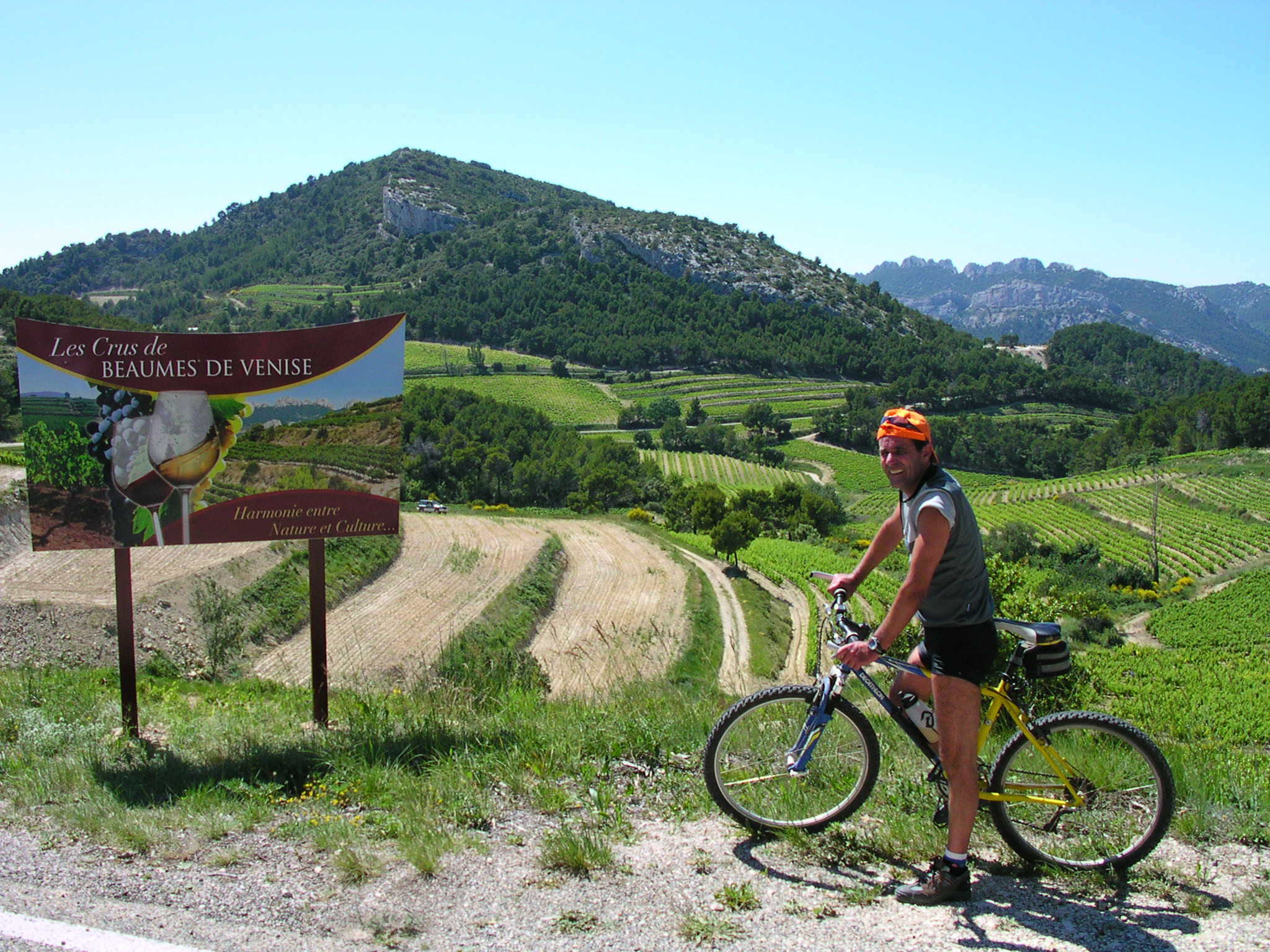
Œnotourisme dans les dentelles de Montmirail.

La découverte du vignoble peut se faire soit en voiture soit en VTT. Un itinéraire de soixante-dix-huit kilomètres autour et à l'intérieur des Dentelles permet de passer par Gigondas, Vacqueyras, Sarrians, Beaumes-de-Venise, Lafare, Suzette et de repérer les sites d’escalade. Ce circuit développe une thématique autour des vins, des paysages, des villages de caractère et des saveurs du terroir. Il permet une meilleure connaissance de trois crus des côtes-du-rhône gigondas, vacqueyras et beaumes-de-venise, du Muscat de Beaumes-de-Venise un vin doux naturel. Ces vignobles sont le plus souvent dotés de circuits balisés qui permettent de trouver facilement les caveaux de dégustation.
Trois villages des Dentelles Beaumes-de-Venise, Gigondas et Vacqueyras, ont été reconnus par les ministres chargés de l’agriculture et du tourisme pour leur qualité d'accueil. Ils ont reçu le label Vignobles & découvertes. Ces villages offrent à leurs visiteurs des hébergements de qualité, des sites culturels, d'activités et de loisirs, des caveaux de dégustation, des restaurants aux menus attrayants, etc.

Démonstration de dégustation au caveau des Vignerons de Caractère à Vacqueyras
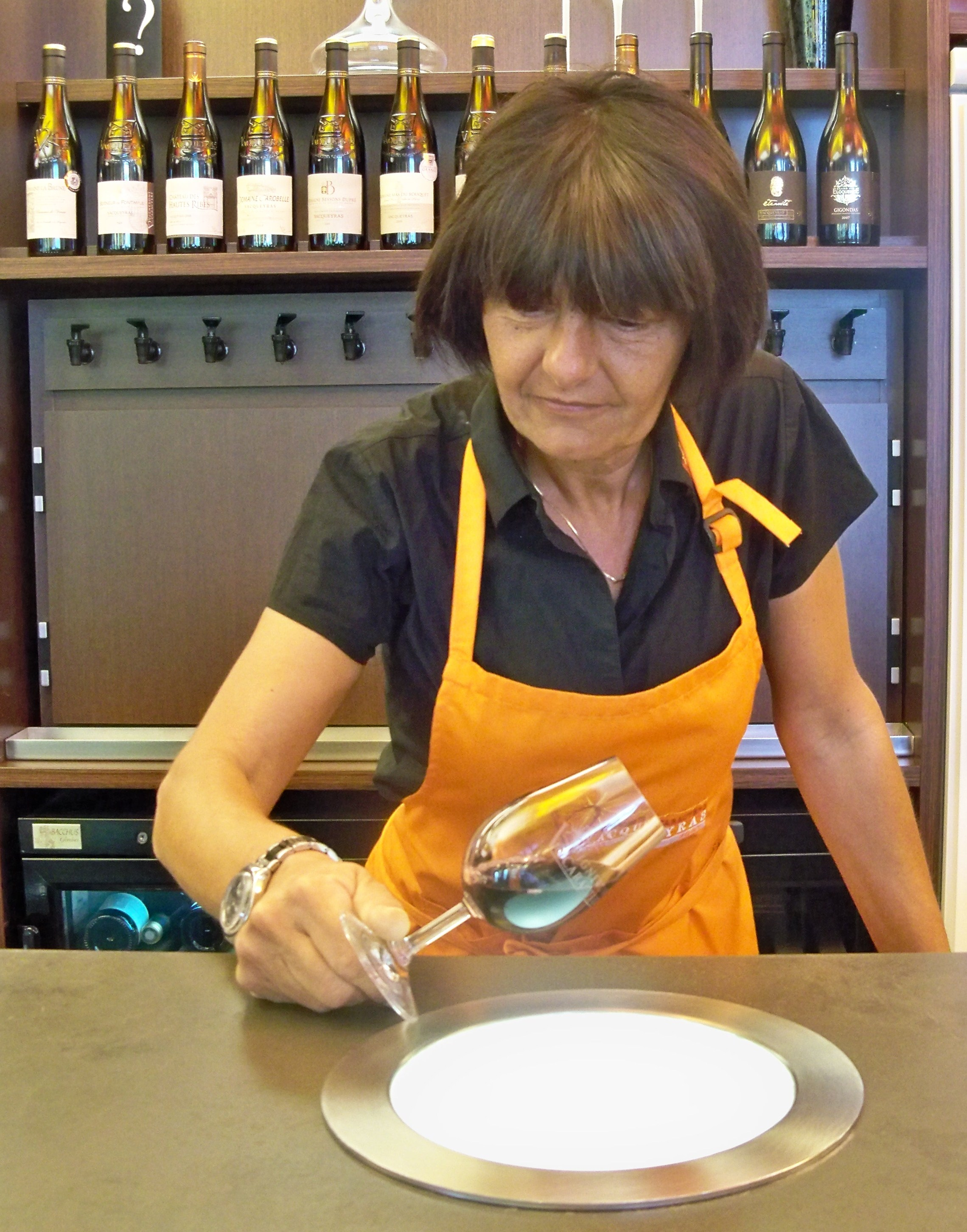
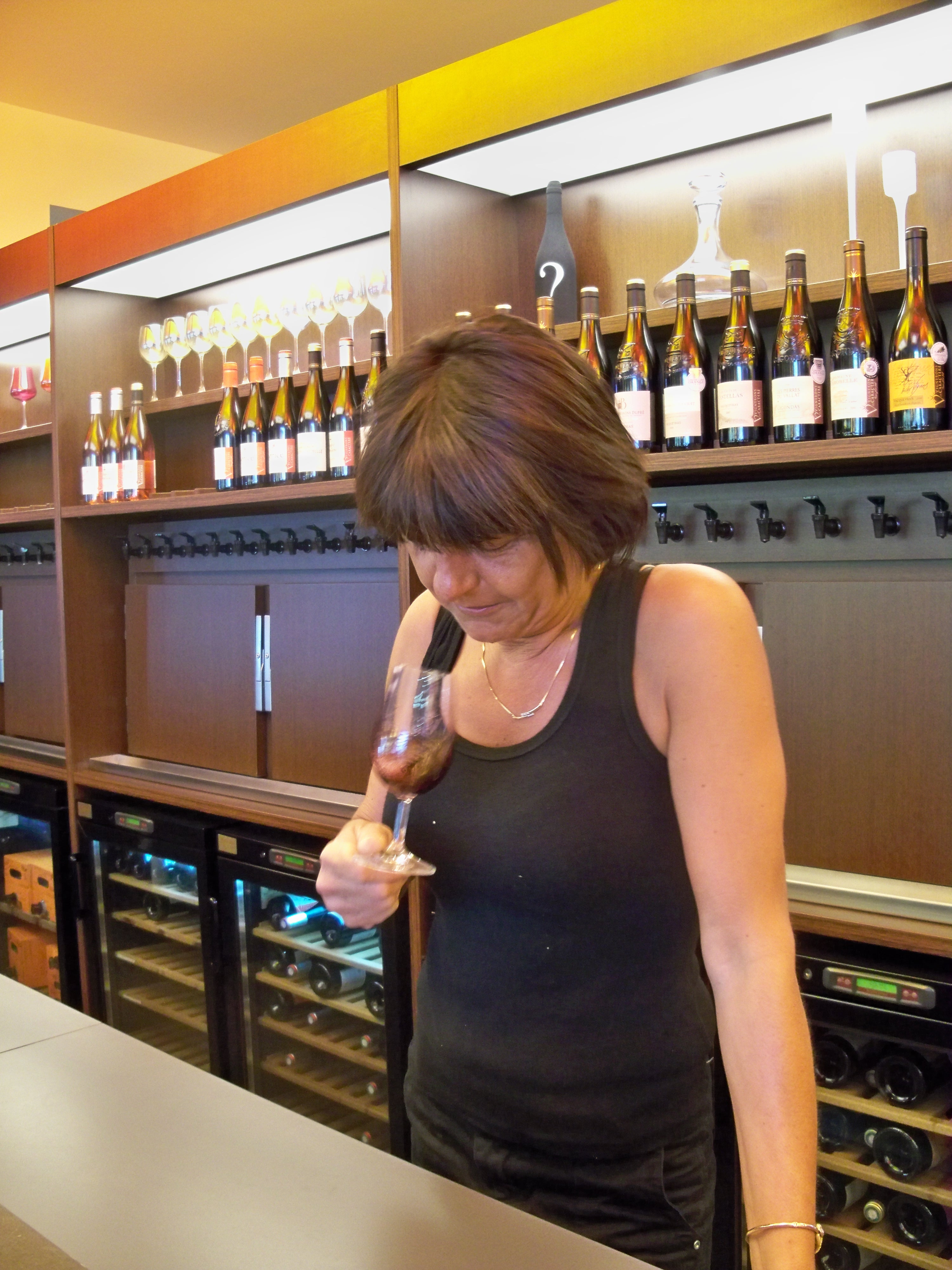
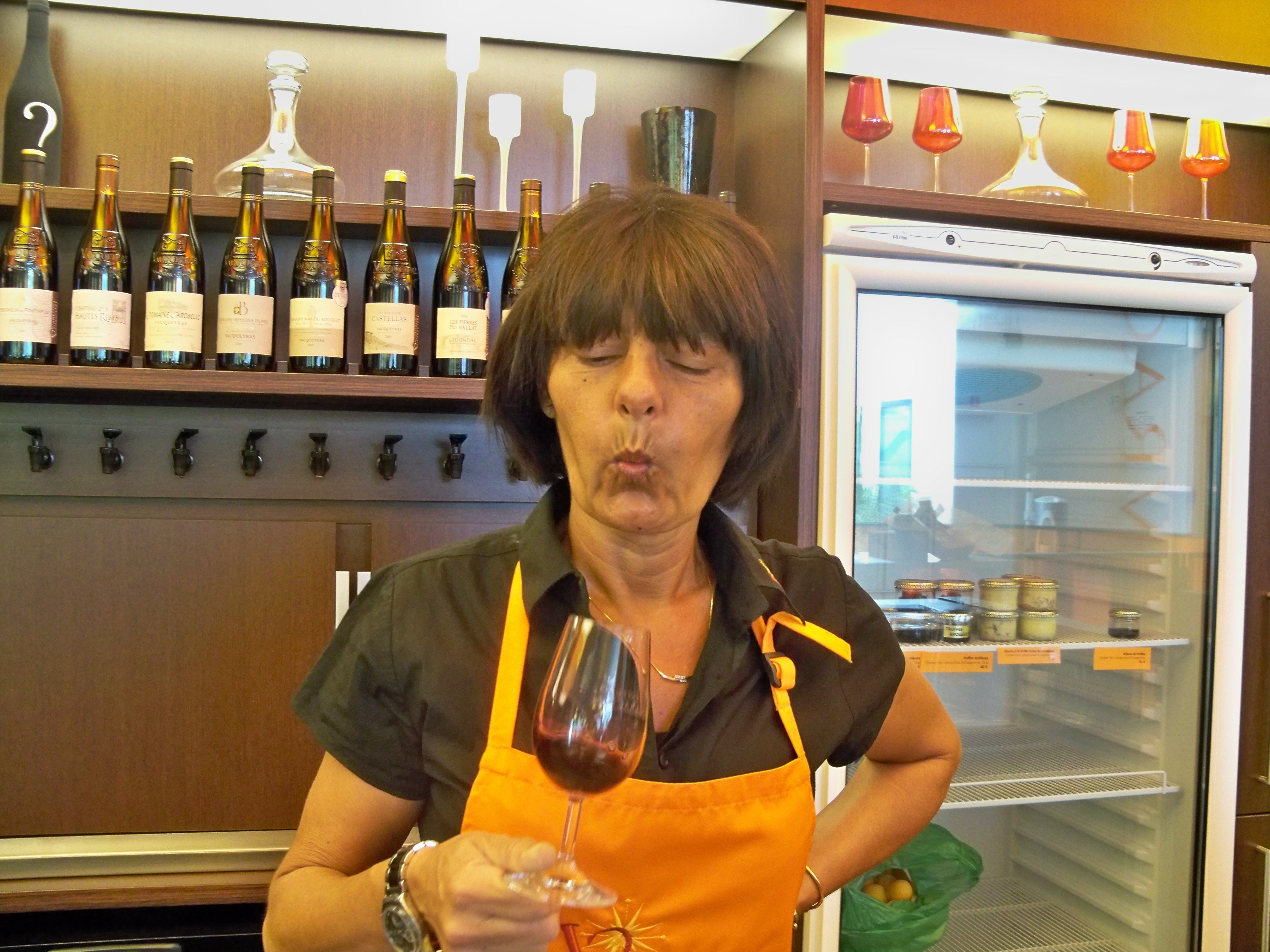
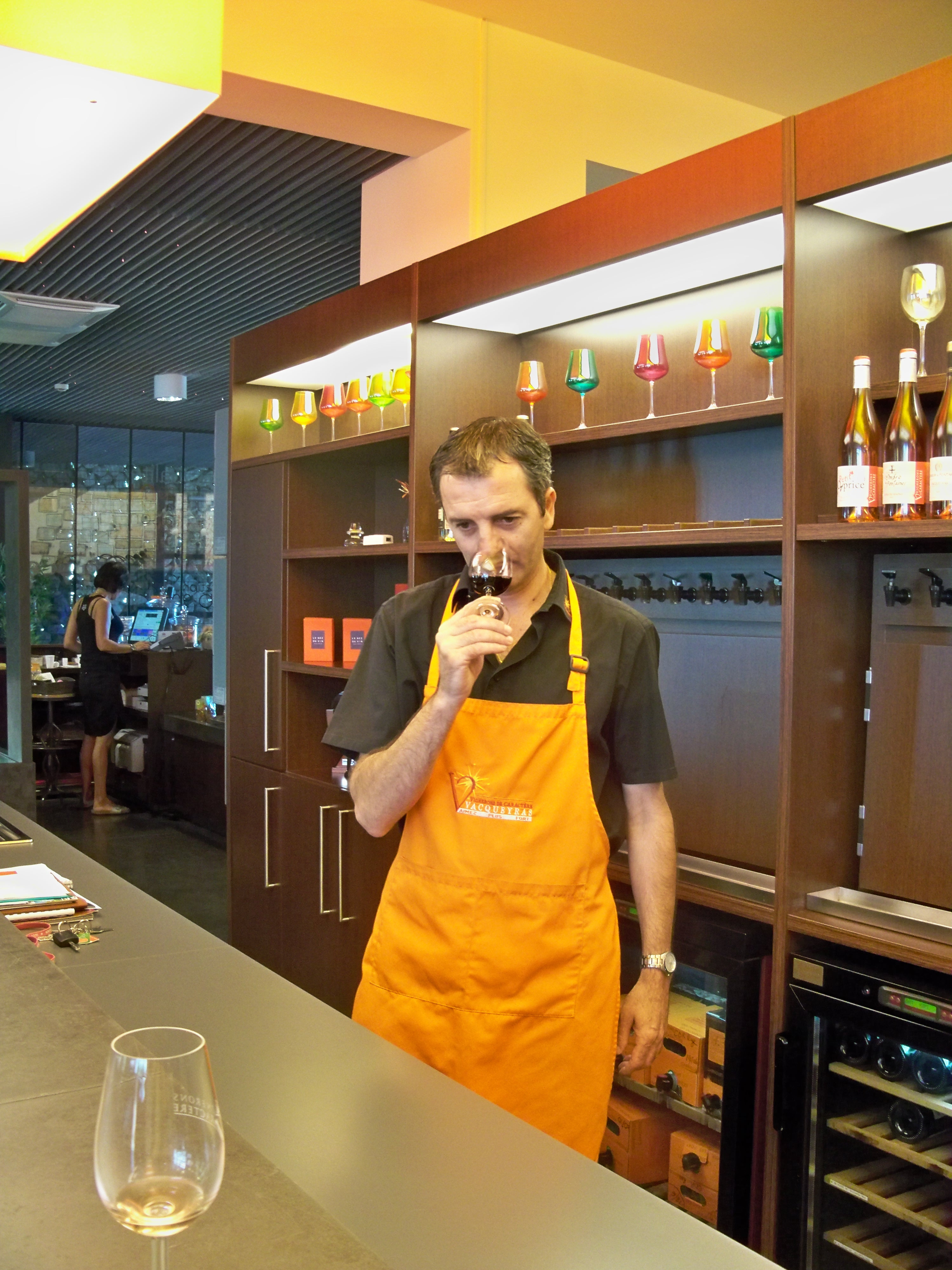
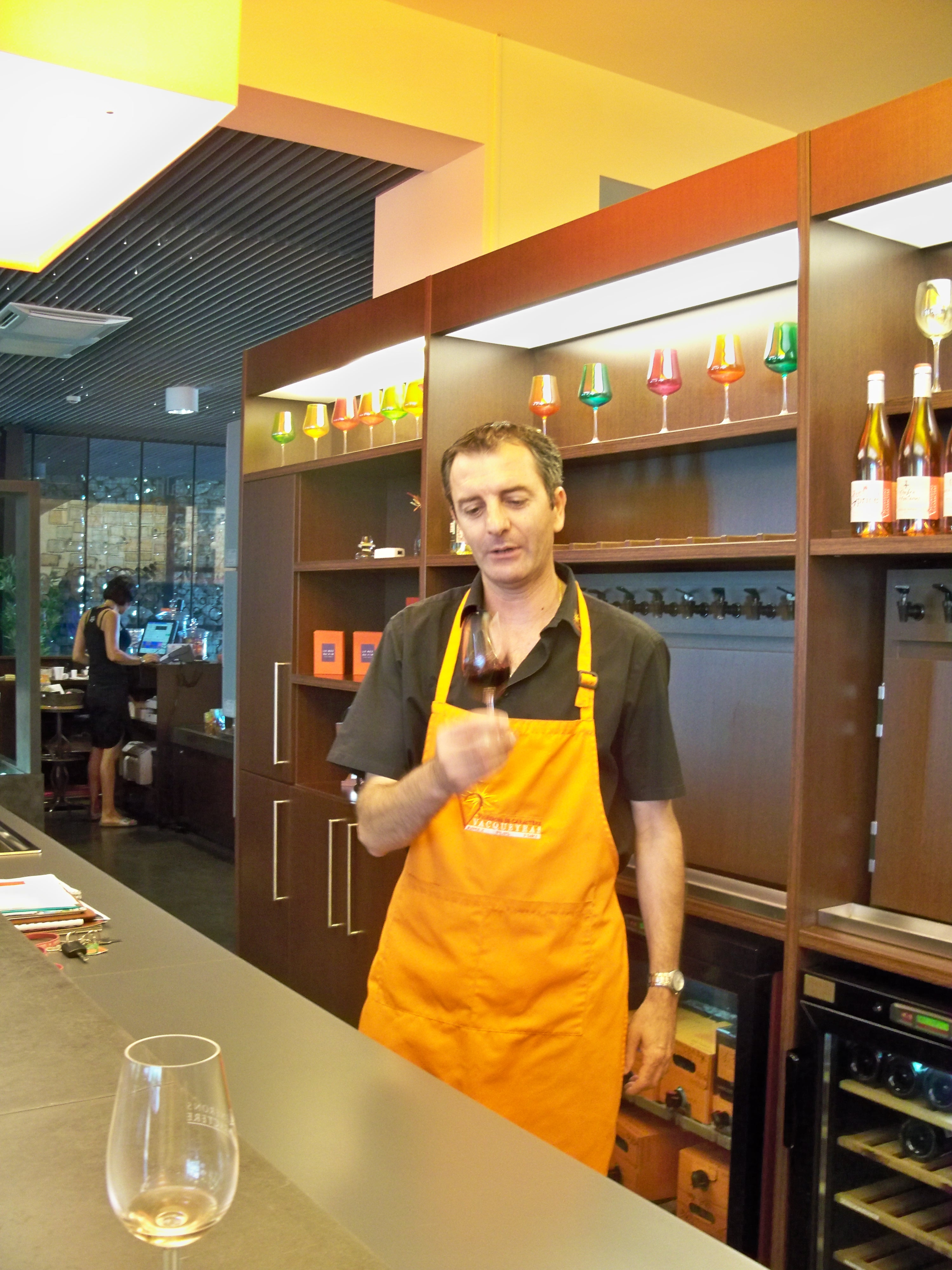

De plus, l'accueil est fait soit en français soit dans une langue étrangère signalée. Un objectif domine dans tous les contacts, la découverte du terroir avec une approche toute particulière pour le vin sous ses aspects culturel et humain. Dans ces villages tout est mis en place pour découvrir plus facilement des vignerons accueillants prêts à partager leur passion et leurs connaissances.

##### Thermalisme et sources minérales

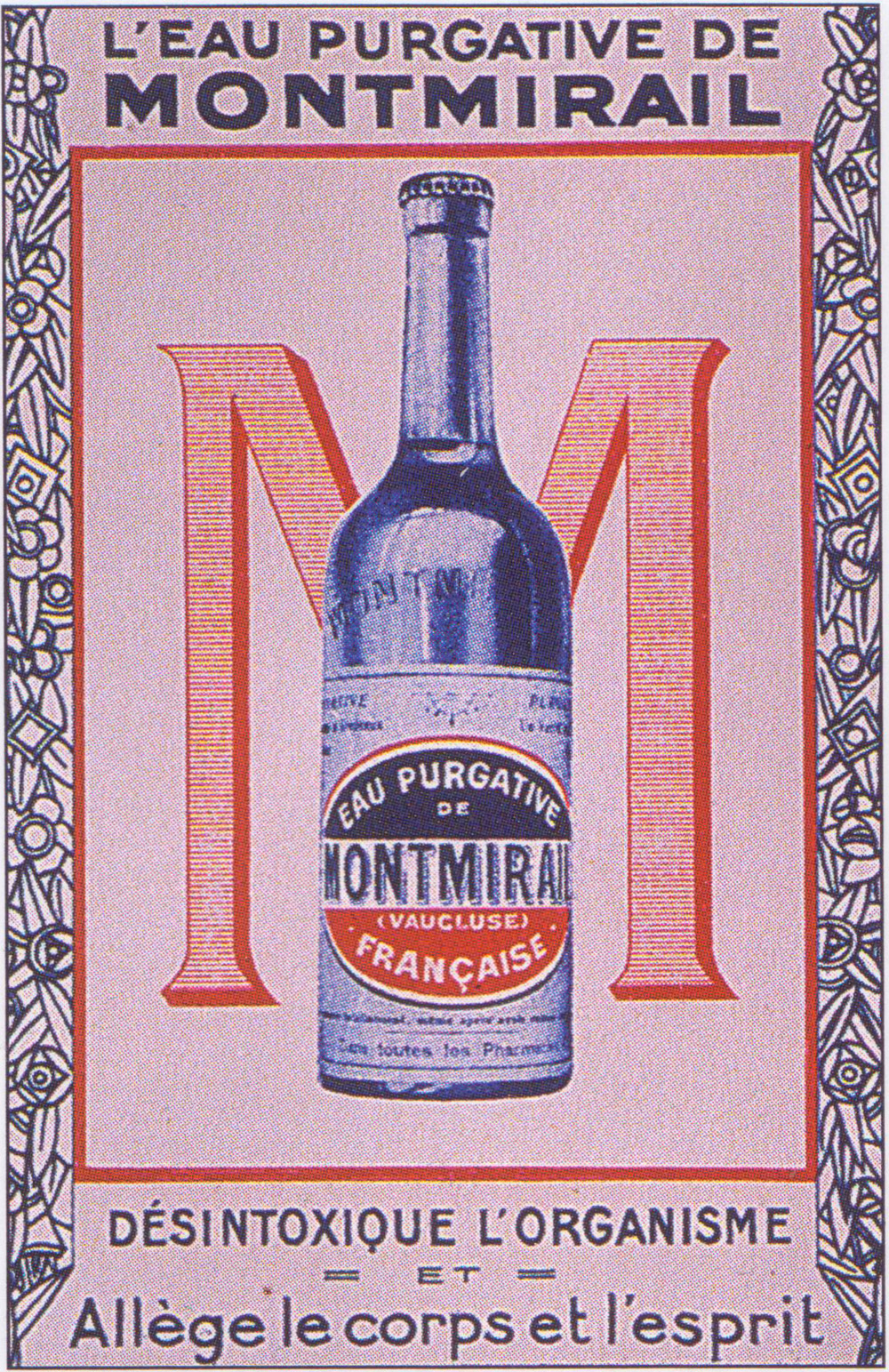
La Source Verte de Montmirail.

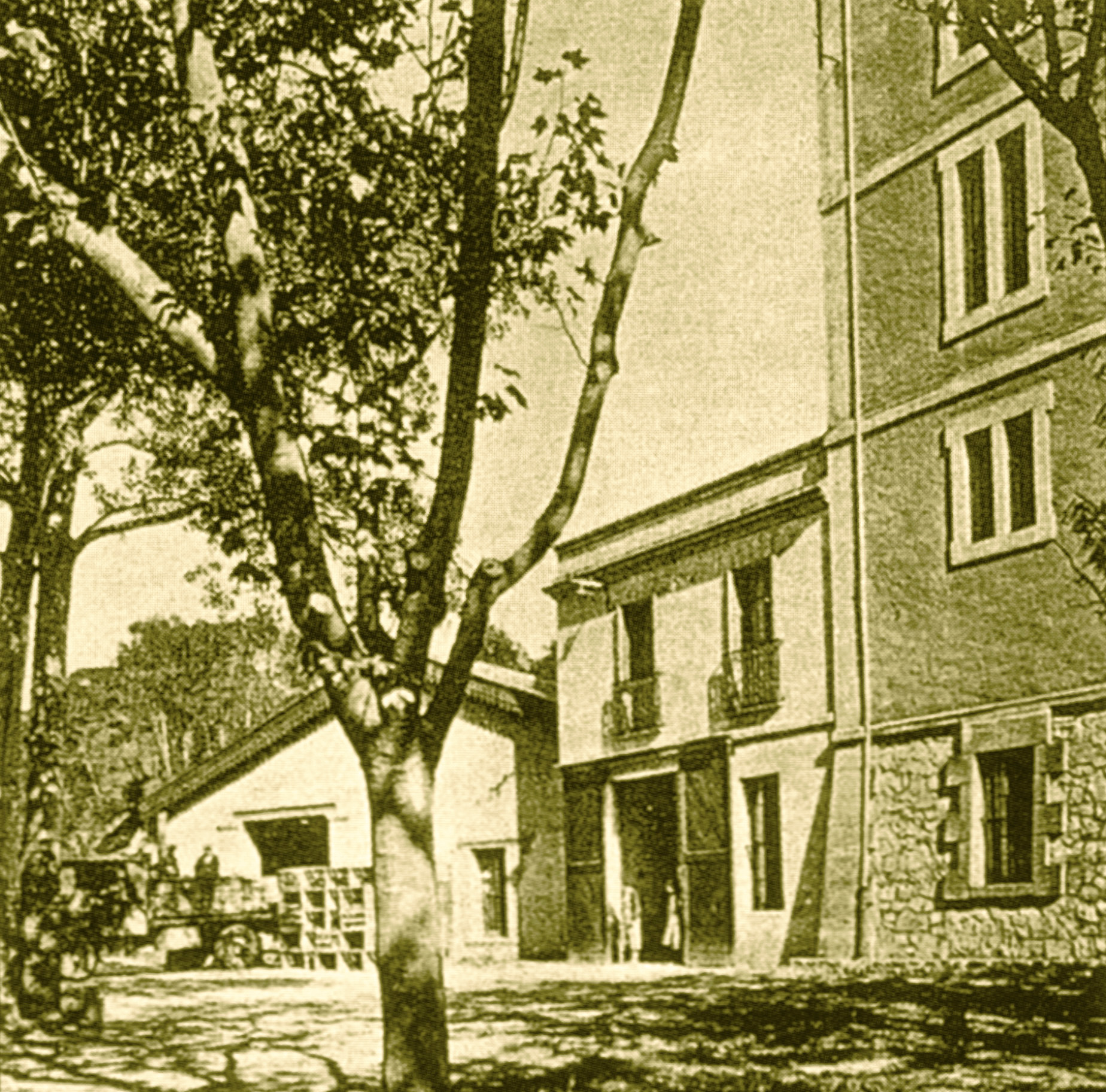
Établissement thermal à la fin du XIX.

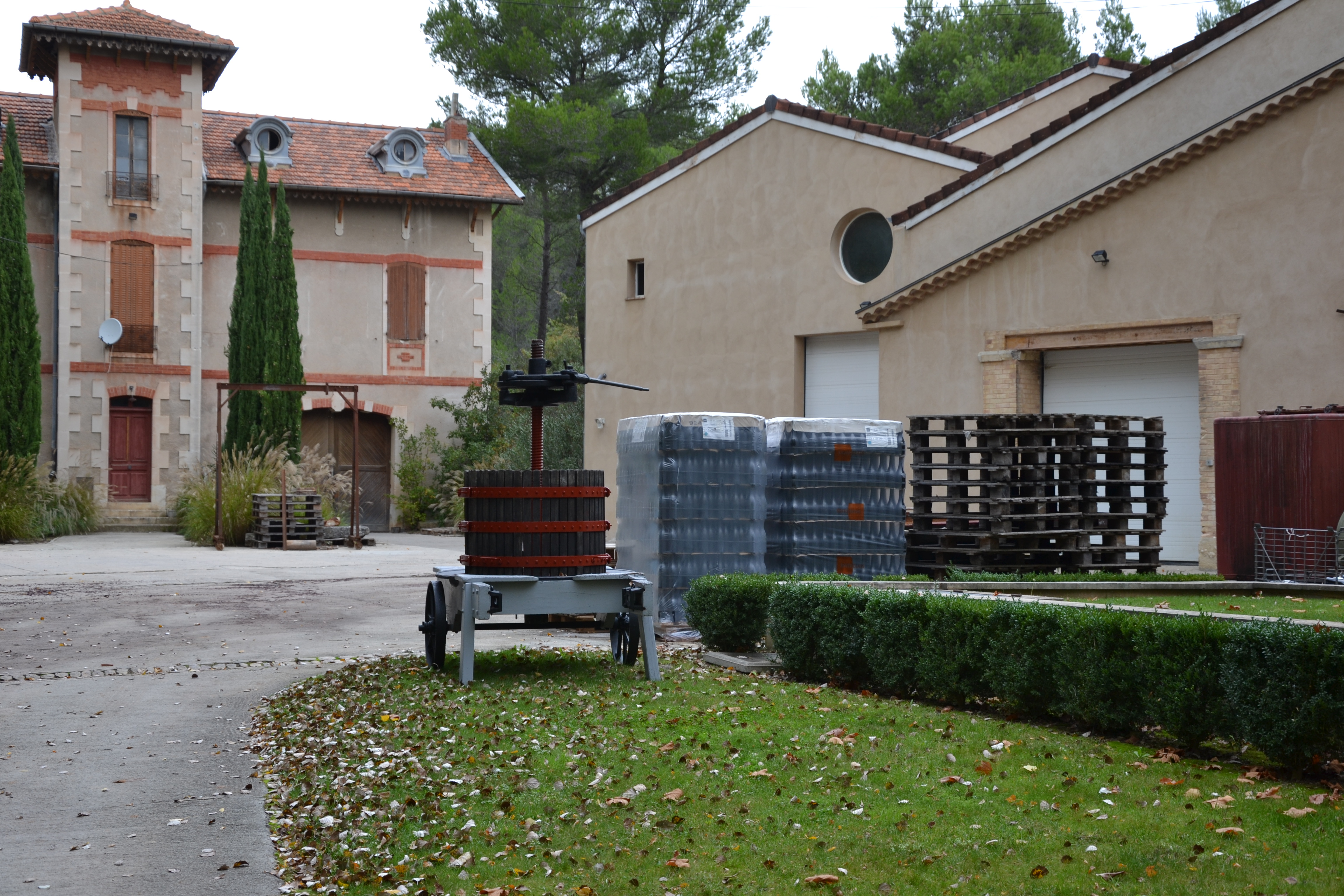
L'ancien établissement thermal devenu la cave de vinification du château de Montmirail.

Au cours du XVIIIe siècle, un historien local affirme que la source sulfureuse de Montmirail avait grande réputation et que les gens du pays s'y rendaient depuis toujours au mois d'août. À partir de 1818, un établissement de bains ouvrit de juin à septembre et un service de diligence fut organisé pour les curistes depuis Carpentras. De nouvelles sources furent mises en service, dès 1833, sur la commune de Beaumes-de-Venise. La première proposait des eaux chlorurées-sodiques, la seconde des eaux sulfatées-magnésiennes. 
Situé au bas du piémont des Dentelles, l'établissement thermal de Montmirail exploitait la source de Montmirail, qui reçut son agrément le 26 mai 1859. Celle-ci, pourtant située sur la commune de Gigondas, était uniquement accessible par la route partant de Vacqueyras. La seconde source d'eau minérale, dite d'Urban-Vacqueyras, bien que située à Beaumes-de-Venise, obtint le sien le 7 avril 1869. Outre cette autorisation d'exploitation accordée à MM. Gonet et Mathieu, d'autres dossiers d'exploitation furent déposés. Théophile Bourbousson, ancien député-maire de Sablet, qui fut médecin à l'établissement thermal de Montmirail, voulant exploiter commercialement la source d'eau minérale de l'établissement, dite Source Verte, fit parvenir six rapports d'agrément entre 1856 et 1859. L'autorisation lui fut délivrée le 26 mai 1859. Mais il se vit retirer la déclaration d'intérêt public, un an plus tard, le 11 mai 1860.
À Beaumes, le dernier établissement thermal ferma au début du XXe siècle. Quant à celui de Montmirail, il cessa d'accueillir les curistes en 1914. En revanche, son centre d'embouteillage qui sortait 2 000 bouteilles par jour continua jusqu'en 1939, année où il ferma, sa production étant tombée à 10 000 col/an. Les Thermes de Montmirail sont actuellement séparés en deux, une partie est devenue la cave vinicole du château de Montmirail, l'autre « un petit castel très parisien, avec toitures d'ardoises sombres et hostellerie chic. »

## Culture

### Culture populaire
Afin de mieux s'intégrer dans la vie de leur village, les néo-ruraux affichent un goût prononcé pour la culture locale. Ce qui a déclenché le renouveau des fêtes votives et du vin, un engouement pour les marchés paysans et les manifestations traditionnelles des villages. Isabelle Scheibli a constaté : « La pétanque est redevenue reine, et l'heure de l'apéro un rendez-vous obligé au bar sous les platanes, même si le moment de la belote reste le privilège des seuls autochtones. »

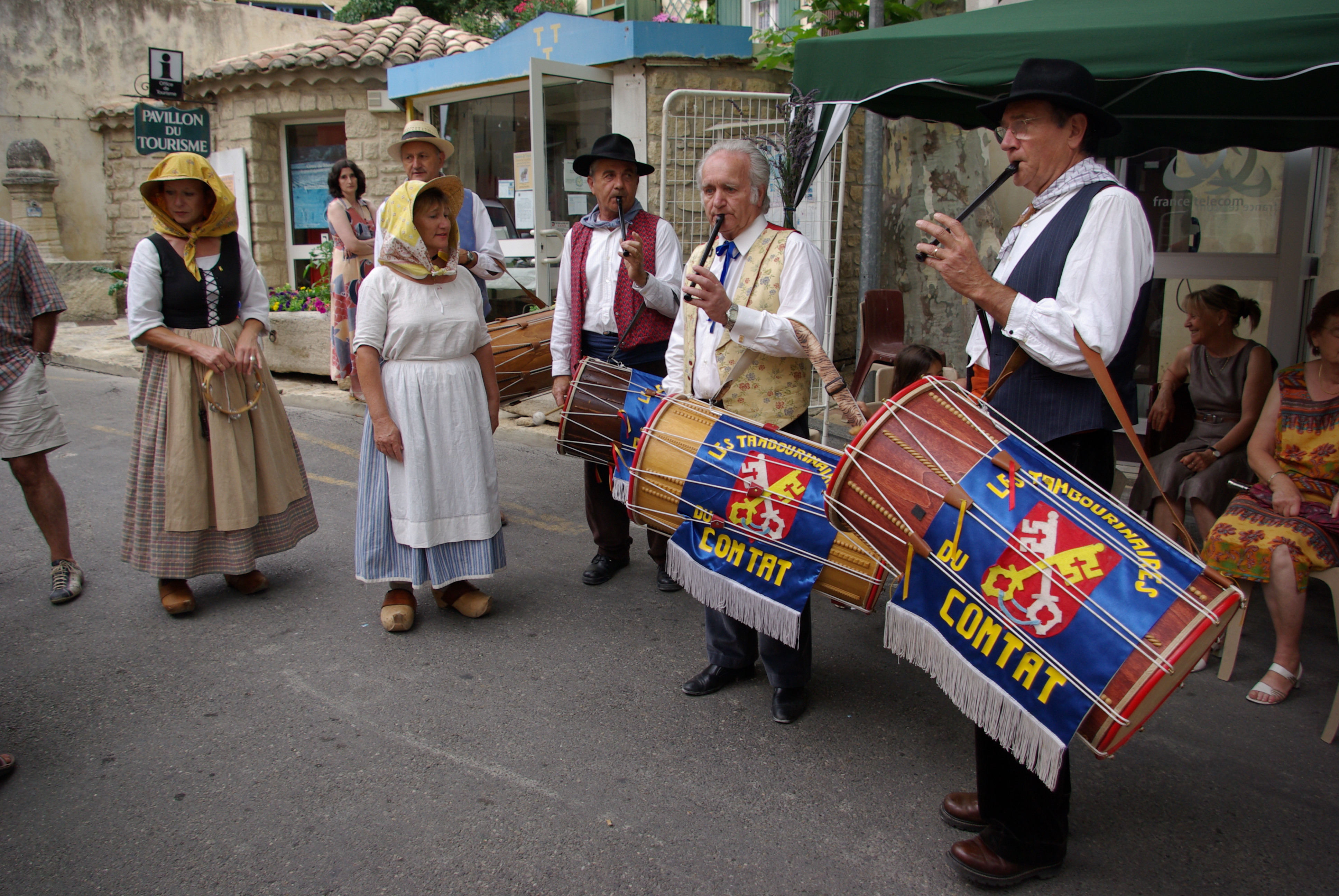
Groupe folklorique.
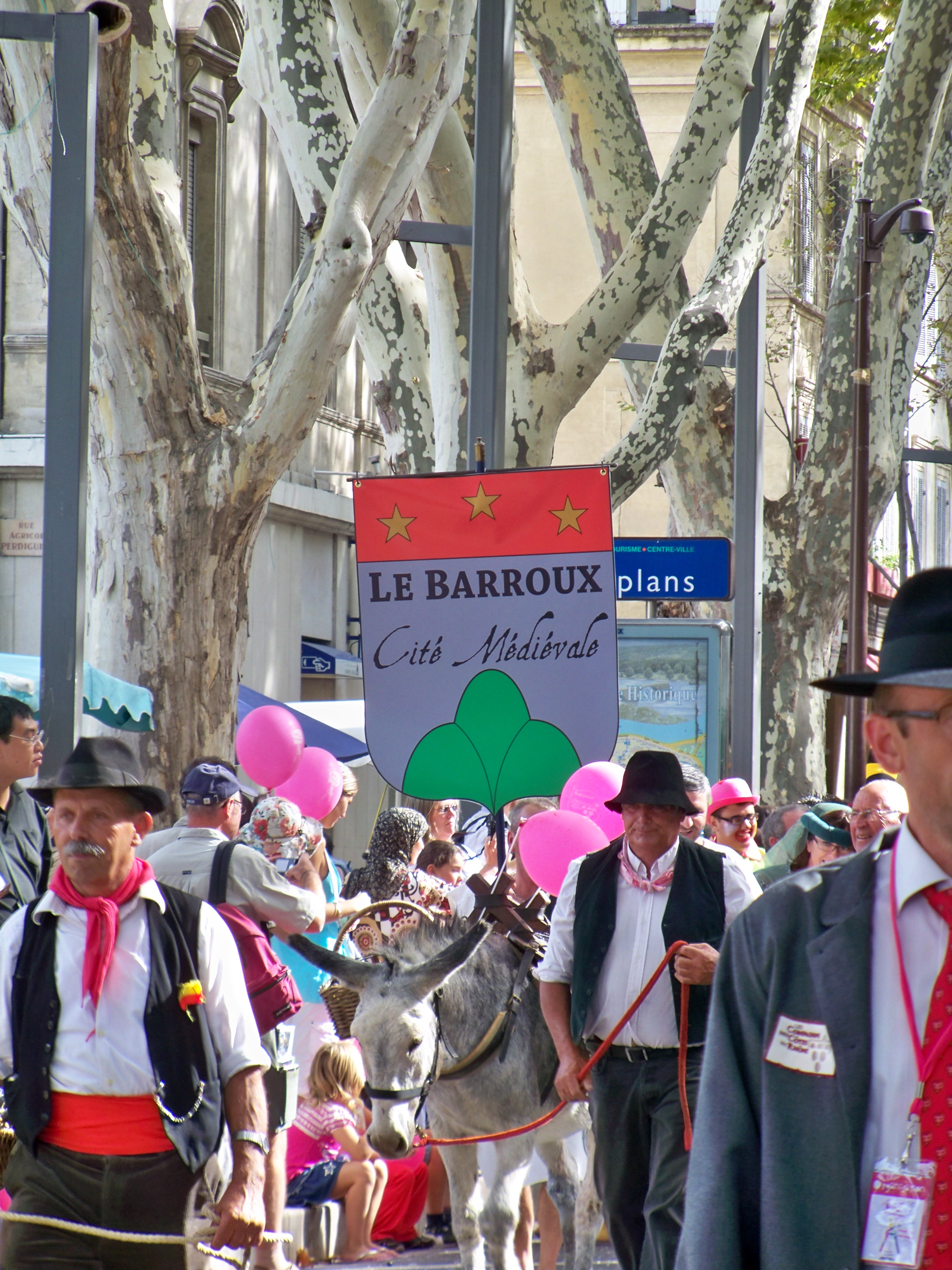
Fête médiévale.
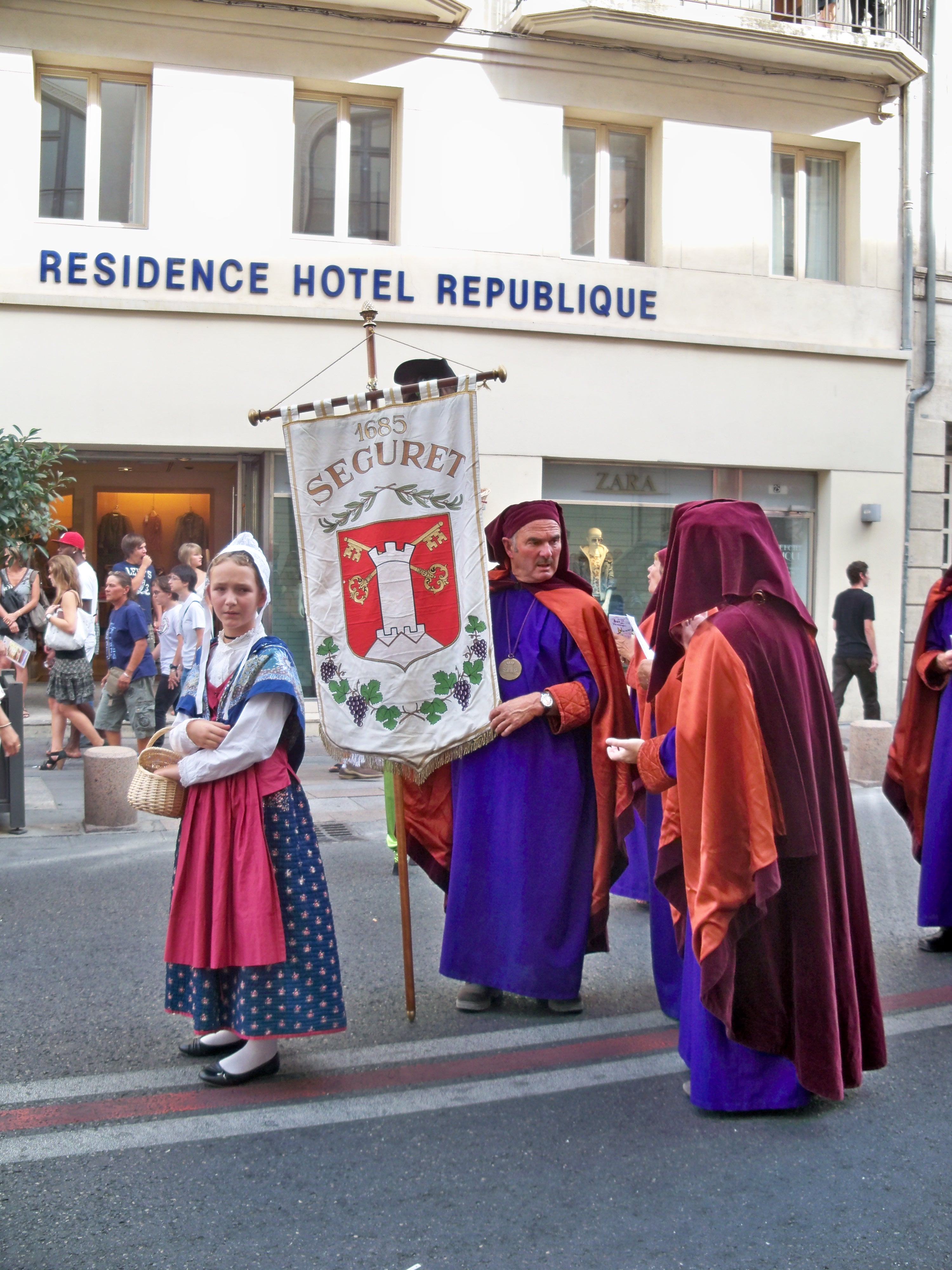
Confrérie bachique.
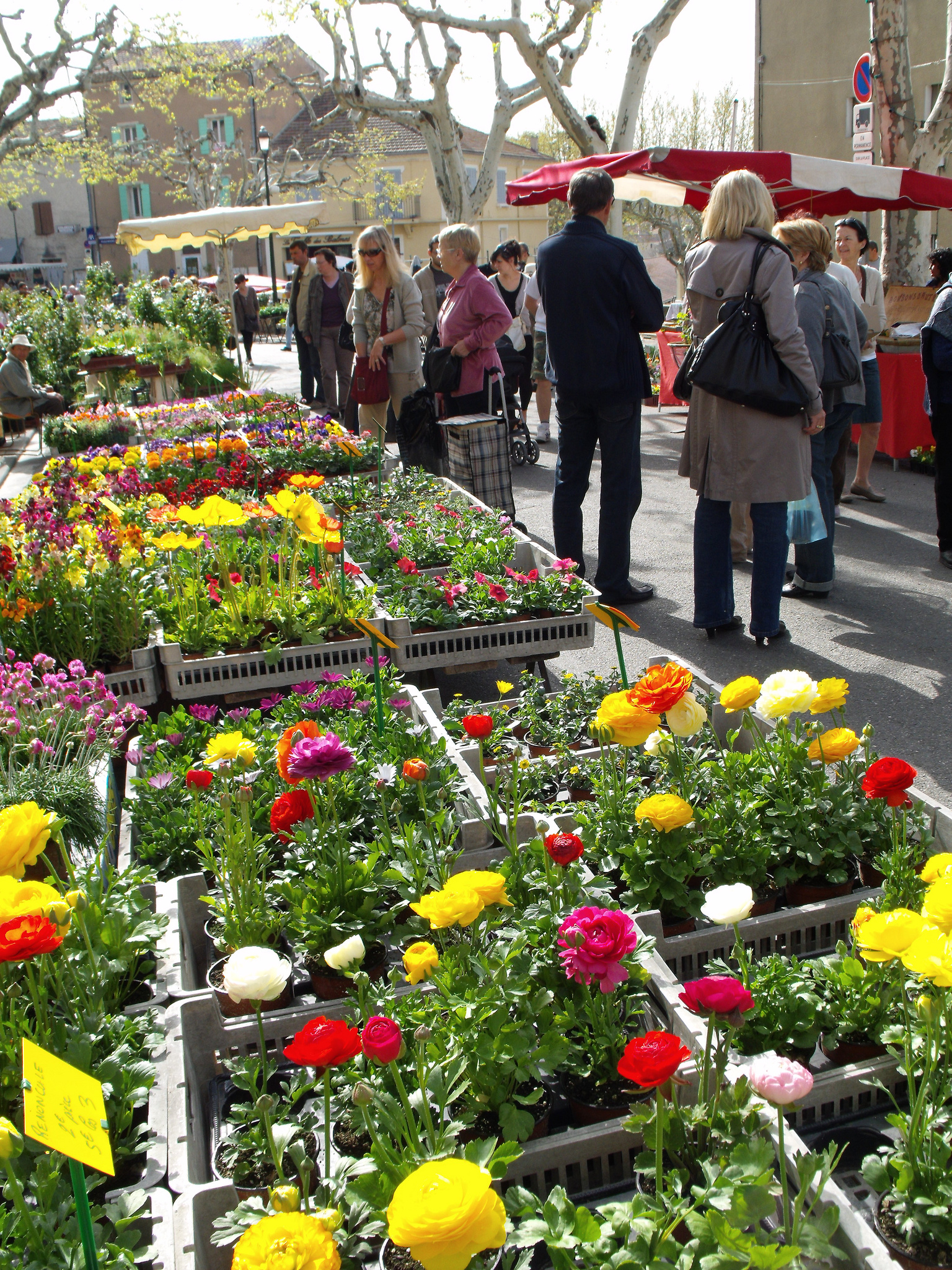
Foire aux fleurs.
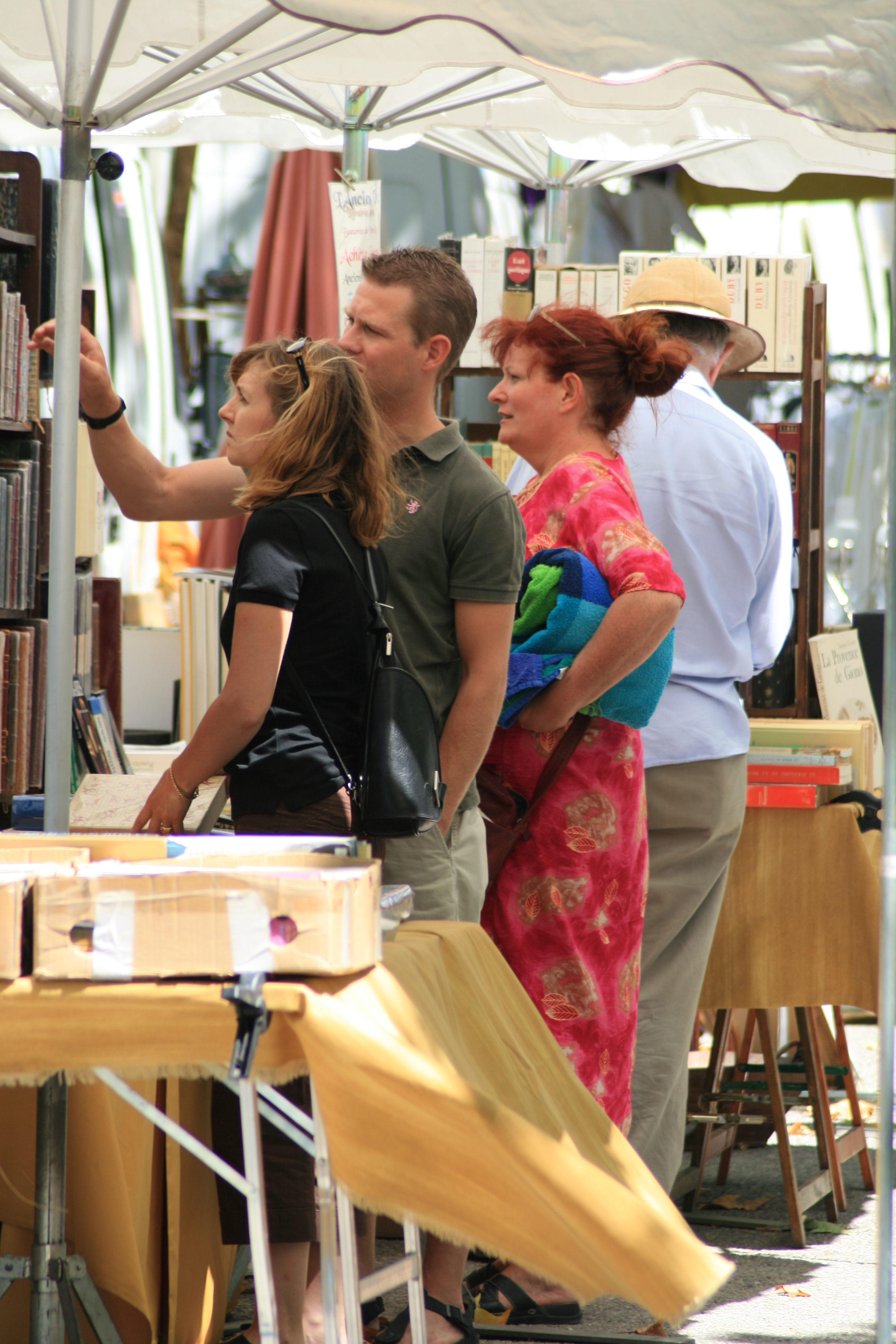
Foire à la brocante.
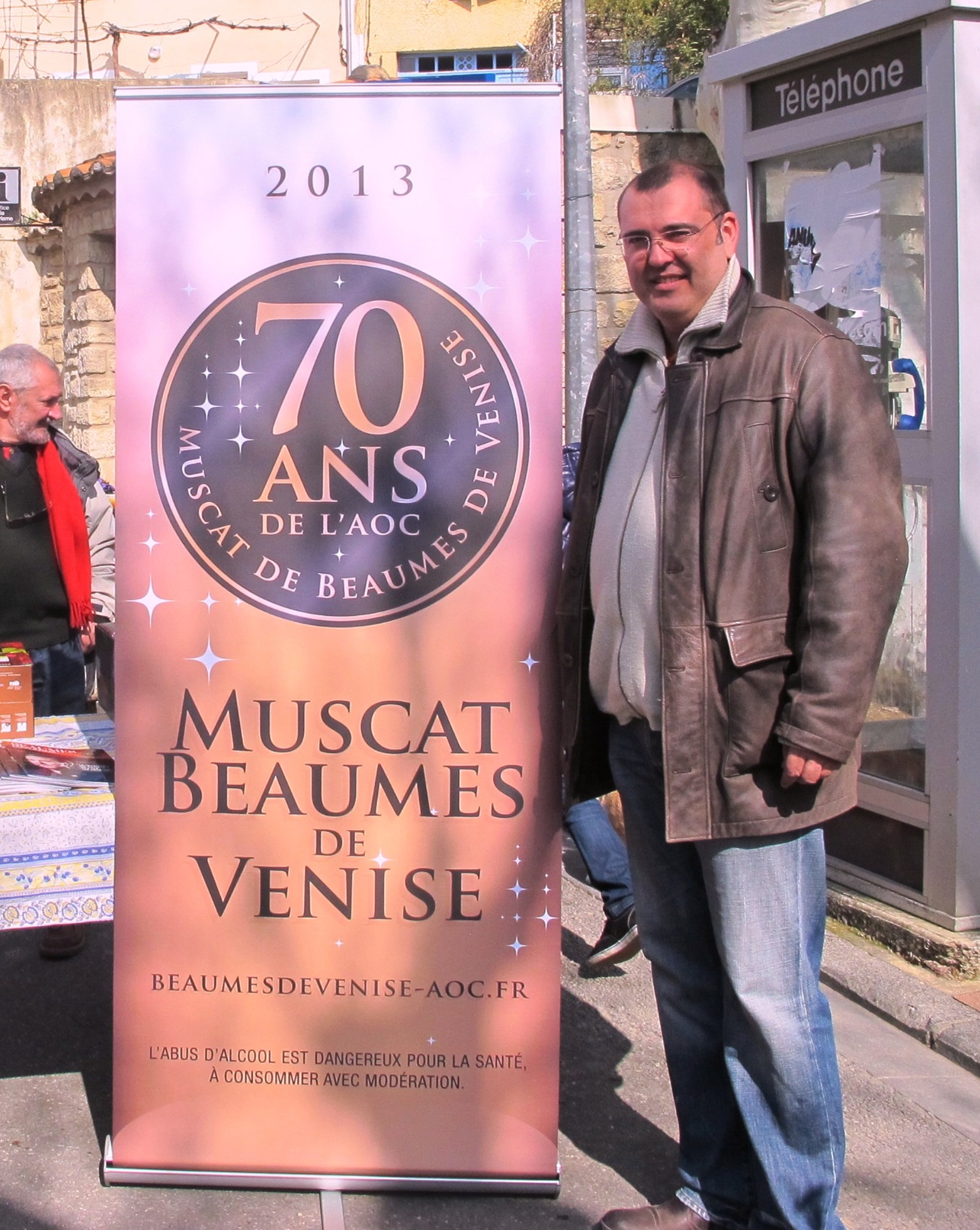
Fête du Muscat.
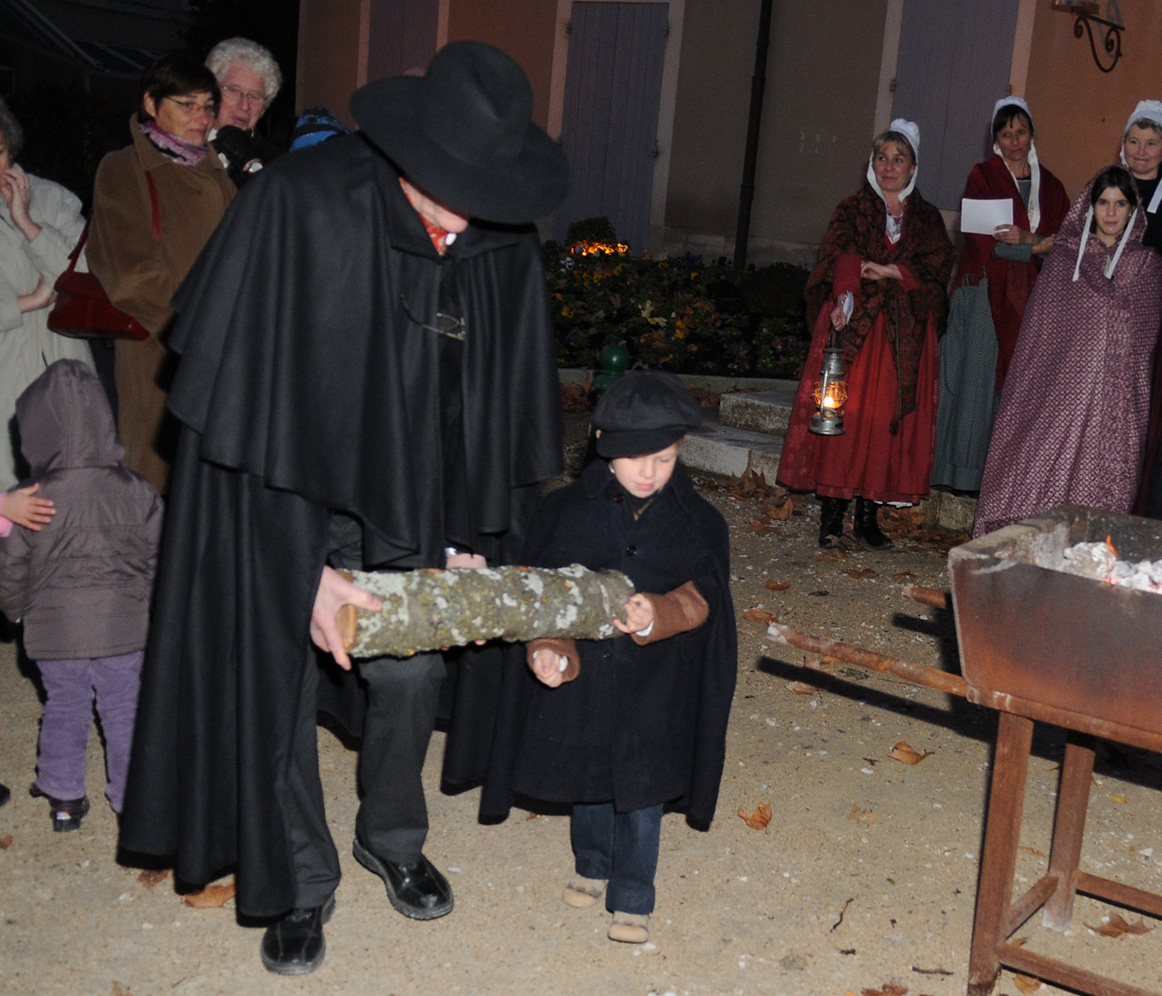
Cérémonie du cacho fio.

### Culture festivalière

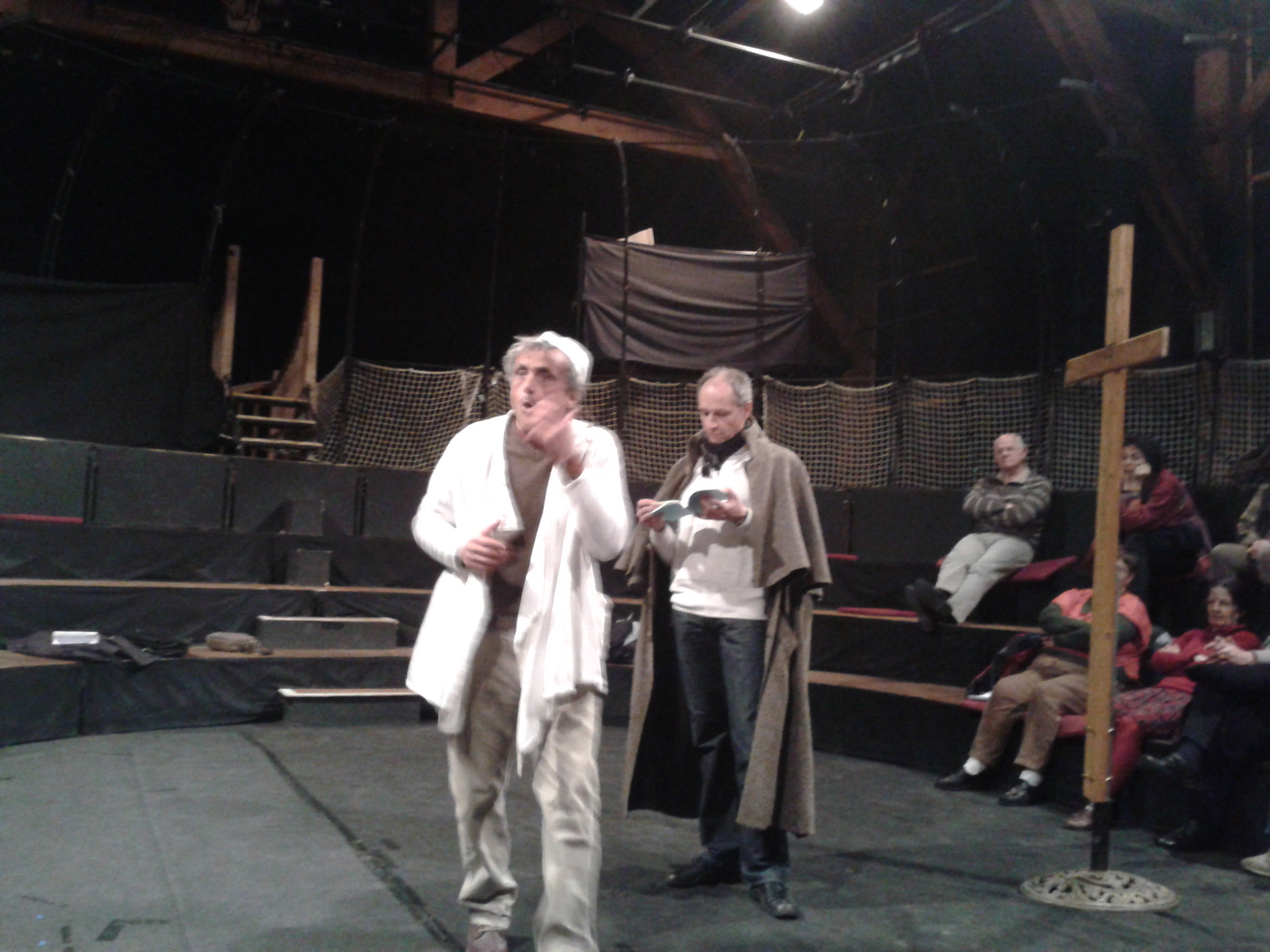
Répétition de Don Juan par le Théâtre rural d'action culturelle de Beaumes-de-Venise.

Plusieurs événements culturels se déroulent régulièrement dans les Dentelles de Montmirail. Les passionnés de lecture peuvent se rendre à la journée du livre de Sablet, qui se déroule le dernier week-end de juillet, depuis 1988. Elle est organisée par les compagnons des Barrys et rassemble plus d'une centaine d'écrivains venus de toute la France pour présenter leurs derniers ouvrages sur la place du village. Sablet aujourd'hui fait partie des salons qui comptent dans le milieu littéraire. À peu près toutes les plumes de renom sont venues le samedi et le dimanche goûter la chaleur de la place et se sont vus offrir une bouteille spéciale Cuvée du Livre, élaborée par les producteurs du vin sablet.
Depuis 1993, Gigondas vit au rythme de l'opéra, début août. Spécialisé dans l'opéra de poche de Mozart, le théâtre de verdure, après Don Giovanni, en 2010, La Flûte enchantée, en 2012, a accueilli Cosi Fan Tutte, en 2013.
Les associations culturelles et les centres d'animation se sont multipliés à l'exemple du théâtre rural d'animation culturelle (Trac) de Beaumes-de-Venise. Ce théâtre fondé en 1979, est un lieu d'éducation populaire. Sa salle, surnommée Fracasse, a été construite en 1986, elle est depuis 2003 au service de l'éducation populaire et des pratiques artistiques. Politique culturelle qui a permis au Trac d'obtenir le label de Pôle de développement culturel du conseil général de Vaucluse, en 2005.

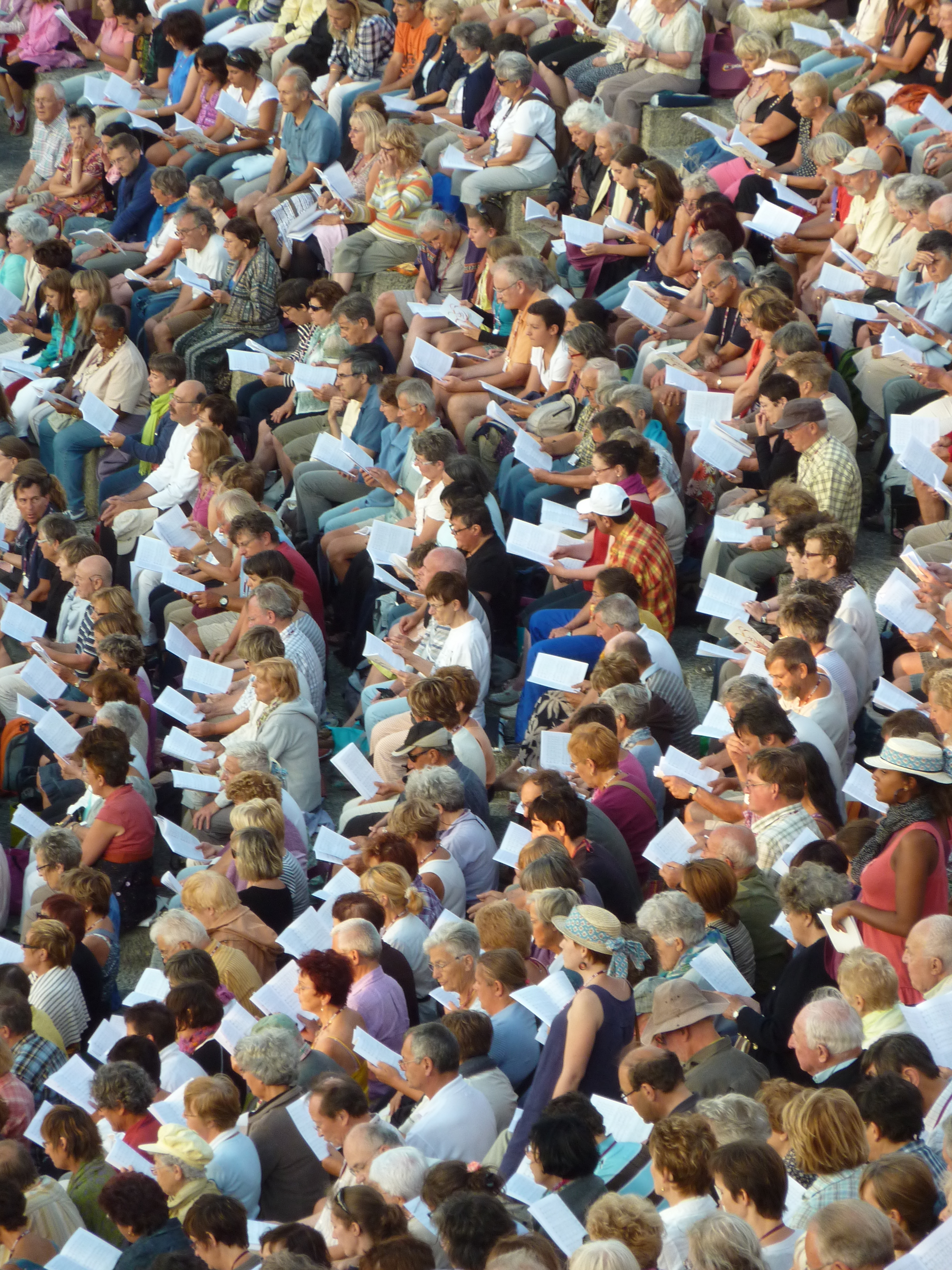
Choralies de Vaison-la-Romaine.

De 1979 à 2010, sa troupe a joué à travers toute la France (170 villes et villages) et a été invitée vingt-sept fois dans dix-neuf pays (Italie, Grèce, Russie, Pologne, Suisse, Portugal, Hongrie, Royaume-Uni, États-Unis, Belgique, Danemark, Slovaquie, Bosnie, Irlande, Maroc, Algérie). Ce qui représente quatre-vingt-une créations, plus de 1 300 représentations et près de 150 000 spectateurs.
Les Choralies de Vaison-la-Romaine, créées en 1953, sont un festival de chant choral réunissant près de 5 000 chanteurs et musiciens, amateurs et professionnels, organisé tous les trois ans par l'association À Cœur Joie. Le festival dure neuf jours. Les festivaliers s'inscrivent à un atelier et répètent chaque matin une grande œuvre qui sera donnée en concert au cours du festival. Une quarantaine d'ateliers est proposée, allant du jazz à Mozart en passant par la musique cubaine ou la polyphonie de la Renaissance. Les ateliers, toujours différents d'une édition à l'autre, sont dirigés par des chefs de chœurs professionnels et souvent de renommée internationale. Les chœurs, amateurs ou professionnels ont la possibilité de venir en chœur constitué et de donner un ou plusieurs concerts à Vaison ou dans les environs. Des chœurs ou des orchestres professionnels sont invités pour donner des concerts en soirée au théâtre antique de Vaison. Chaque soir, avant le concert au théâtre a lieu une séance de chant commun où les festivaliers chantent ensemble des pièces du répertoire commun d'À Cœur Joie,. Tout au long de l'année, le Chœur européen de Vaison-la-Romaine, avec ses quatre-vingts choristes de sept nationalités différentes, pratique le chant choral assurant la promotion du label de « Cité chorale européenne » attribué à la ville de Vaison-la-Romaine.

### Arts et lettres

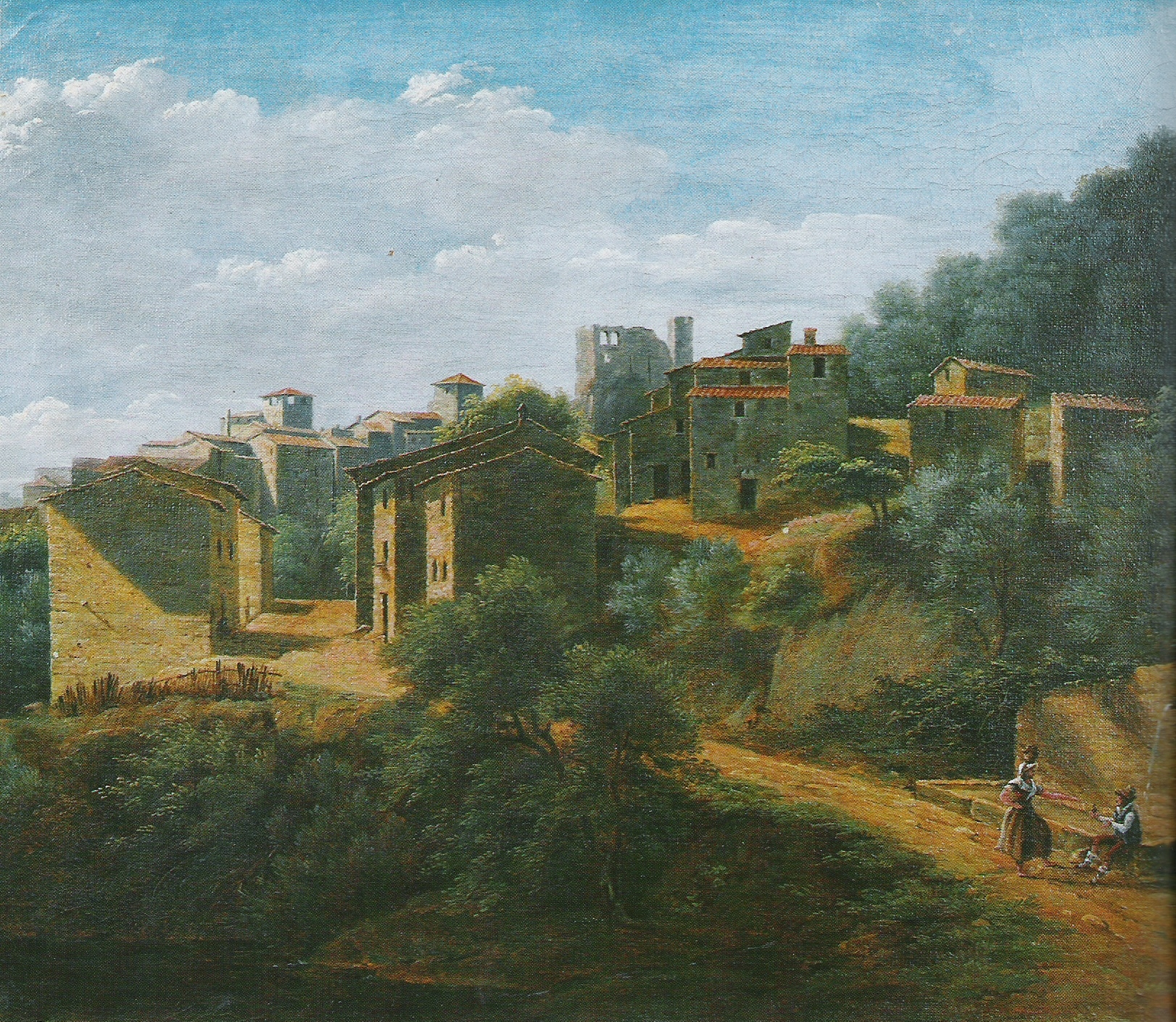
Beaumes-de-Venise, par Jean-Joseph-Xavier Bidauld, un des rares peintres de la fin du XVIIIe siècle ayant œuvré au pied des Dentelles.

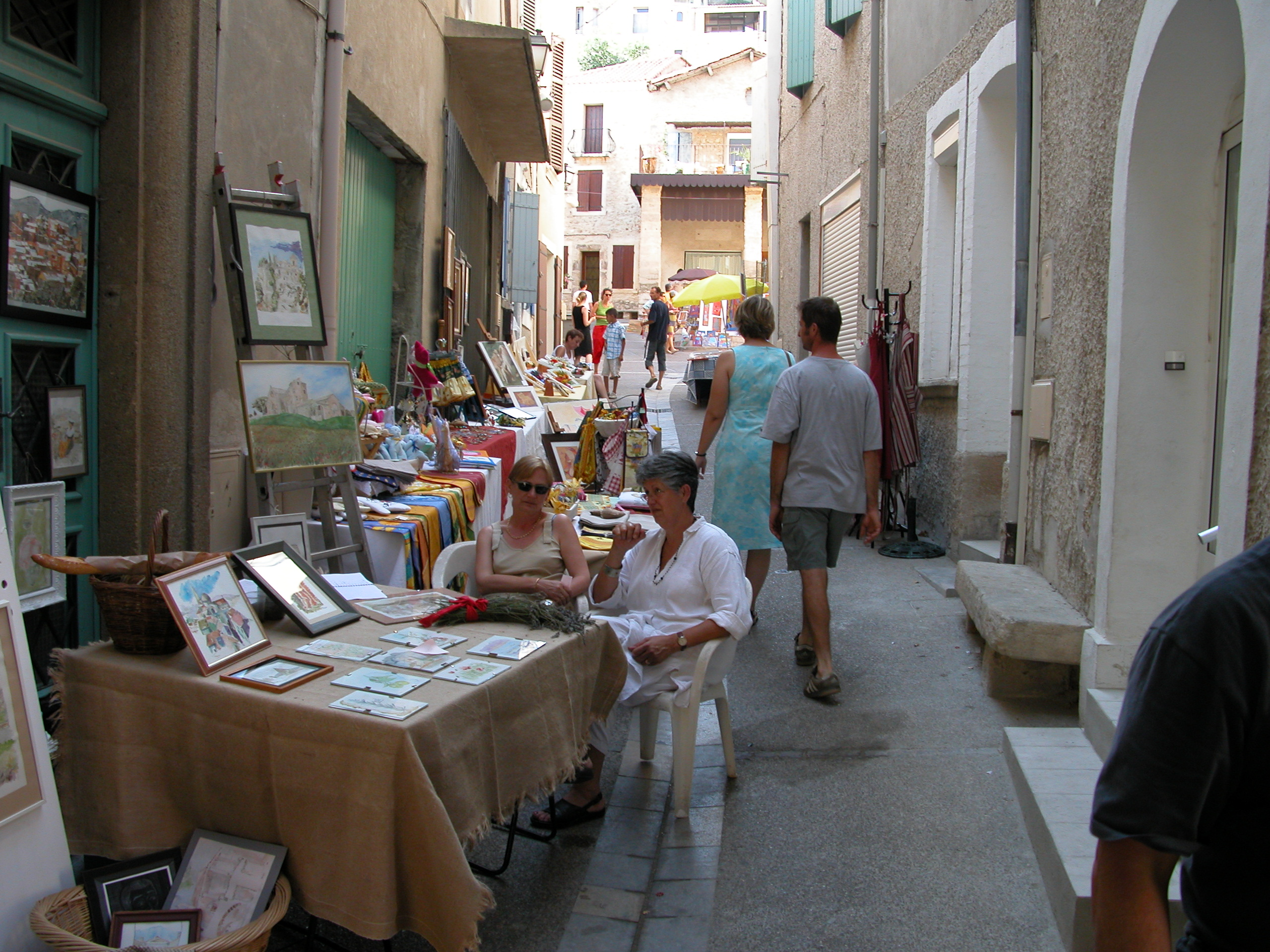
Peintres dans la rue.

Jacques Maby, doyen de la faculté de lettres et sciences humaines de l'université d'Avignon a constaté que les Dentelles sont restés à l'écart de la curiosité des hommes de lettres qui, au XIXe siècle, ont mis à la mode le voyage en Italie ou en Provence : « Chateaubriand, Goethe, pas plus que Byron ou Mérimée n'ont pas semble-t-il visité les Dentelles de Montmirail ; Stendhal dit-on aurait séjourné à l'ancienne station thermale de Montmirail mais n'en a pas laissé trace dans ses romans... Faute de découvreur extérieur prestigieux, les Dentelles auraient pu être connues et chantées par un grand artiste régional qui en aurait ainsi fondé la renommée. Mais elles n’ont pas eu, comme Sainte-Victoire ou l'Estaque, leur Cézanne, pas plus qu'elles n'ont eu, comme Lure ou la Durance, leur Giono. »
La Provence attire de plus en plus des artistes et créateurs venus du monde entier. Les Dentelles sont-elles devenues terre d'inspiration pour les peintres, les sculpteurs ou les gens de lettres venus chercher l'espace, le calme et la sérénité nécessaires à leur art ? Isabelle Scheibli analyse : « Ceux-ci sont tout particulièrement sensibles à l'étonnante beauté du paysage qui les accompagne et les nourrit de sa présence. Toutefois ce jaillissement de montagnes, s'il a une incontestable influence sur leur travail, n'en est pas toujours la véritable source. À cause sans doute de sa puissance, presque trop forte, qui confine parfois à la violence, certains d'entre eux prennent des distances, ou même ignorent cet environnement. Le lien établi entre ces créateurs et le pays qui les entoure est un jeu subtil, très révélateur du grand mystère de la création artistique. »
Parmi les littérateurs, seul René Char leur a dédié son poème Les Dentelles de Montmirail. On y chercherait en vain d'ailleurs une description du site, que le poète esquisse seulement par deux fois : « Au sommet du mont, parmi les cailloux, les trompettes de terre cuite des hommes des vieilles gelées blanches pépiaient comme de petits aigles. » et « L'écriture d'un bleu fanal, pressée, dentelée, intrépide, du Ventoux alors enfant, courait toujours sur l'horizon de Montmirail qu'à tout moment notre amour m'apportait, m'enlevait. ». Rosemary Lancaster, australienne et l'une des meilleures analystes de sa poésie, après avoir souligné que l'œuvre de René Char a souvent les sommets comme thématique, note que dans les Dentelles de Montmirail, il réunit « un ensemble d'aphorismes chariens, eux-mêmes silex taillés, élevés au rang d'oracle », à l'imitation des arêtes élancées des véritables Dentelles. Ce qui permet à Jean-Joseph Julaud d'expliquer : « Sa poésie, étonnamment dense, défi constant à l'évidence trompeuse, à l'illusion, offre à travers l'alliance rare d'images simples, des perspectives où l'essentiel fait souvent l'économie des lenteurs du sens. »

## Monuments et patrimoine
Plusieurs monuments sont situés aux abords ou au cœur des Dentelles de Montmiral.

### Monuments historiques classés
| Monument                                       | Commune           | Adresse             | Coordonnées                      | Notice         | Protection     | Date      | Illustration                                   |
| ---------------------------------------------- | ----------------- | ------------------- | -------------------------------- | -------------- | -------------- | --------- | ---------------------------------------------- |
| Château du Barroux château, chapelle, mur      | Le Barroux        | Rue de la Peratoure | 44° 08′ 13″ nord, 5° 05′ 58″ est | « PA00081957 » | Inscrit Classé | 1920 1963 | Château du Barrouxchâteau, chapelle, mur       |
| Église Saint-Jean-Baptiste du Barroux          | Le Barroux        |                     | 44° 08′ 11″ nord, 5° 06′ 00″ est | « PA00081958 » | Inscrit        | 1976      | Église Saint-Jean-Baptiste du Barroux          |
| Moulin à huile communal du Barroux mécanisme   | Le Barroux        | Rue du Pontin       | 44° 08′ 14″ nord, 5° 06′ 01″ est | « PA84000046 » | Inscrit        | 2006      | Moulin à huile communal du Barrouxmécanisme    |
| Chapelle Notre-Dame d'Aubune                   | Beaumes-de-Venise | R.D. 7              | 44° 07′ 24″ nord, 5° 00′ 44″ est | « PA00081961 » | Classé         | 1910      | Chapelle Notre-Dame d'Aubune                   |
| Fontaine de Beaumes-de-Venise                  | Beaumes-de-Venise | Place de l'Église   | 44° 07′ 18″ nord, 5° 01′ 43″ est | « PA00081962 » | Inscrit        | 1933      | Fontaine de Beaumes-de-Venise                  |
| Atelier de Claude et François Stahly           | Crestet           |                     | 44° 11′ 58″ nord, 5° 03′ 52″ est | « PA00082033 » | Inscrit        | 1988      | Image manquante Téléverser                     |
| Église Saint-Sauveur-et-Saint-Sixte de Crestet | Crestet           |                     | 44° 13′ 00″ nord, 5° 05′ 02″ est | « PA00082034 » | Inscrit        | 1988      | Église Saint-Sauveur-et-Saint-Sixte de Crestet |
| Fontaine des Mascarons                         | Séguret           |                     | 44° 12′ 21″ nord, 5° 01′ 25″ est | « PA00082164 » | Classé         | 1984      | Fontaine des Mascarons                         |

### Patrimoine rural
Le patrimoine local est également composé de diverses monuments, liés souvent à l'eau, ou aux activités religieuses : 
- hôtel-Dieu du Barroux ;
- abbaye Sainte Madeleine du Barroux ;
- pré Fantasi - maison des Cardinaux Barberini au Barroux ;
- chapelle des évêques au Crestet ;
- chapelle Saint-Christophe de Lafare, sur les pentes du rocher Saint-Christophe ;
- église de Suzette ;
- château Redortier à Suzette ;
- église de Vacqueyras ;
- oratoires ;
- fontaines.

Patrimoine rural
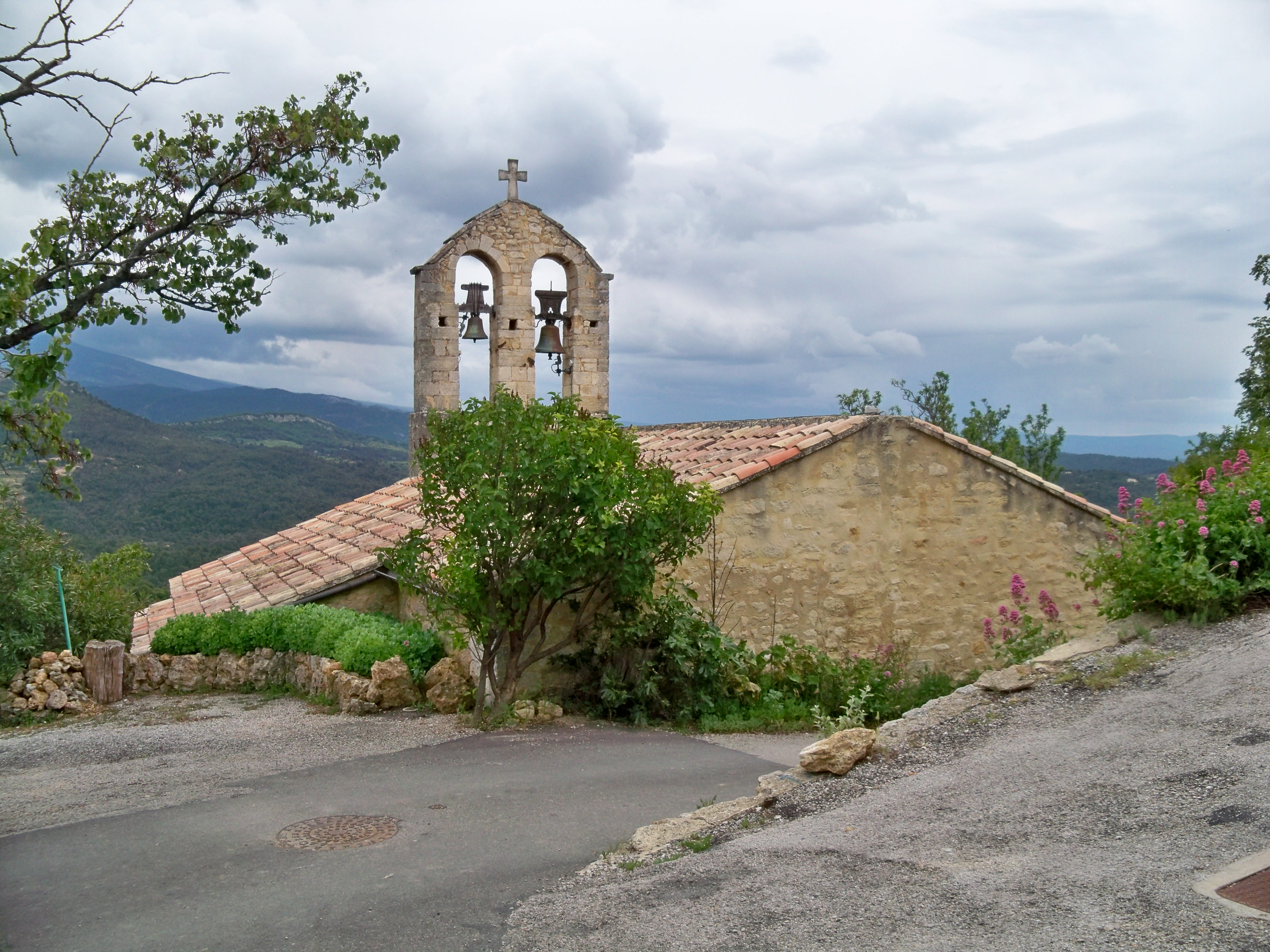
Église de Suzette.
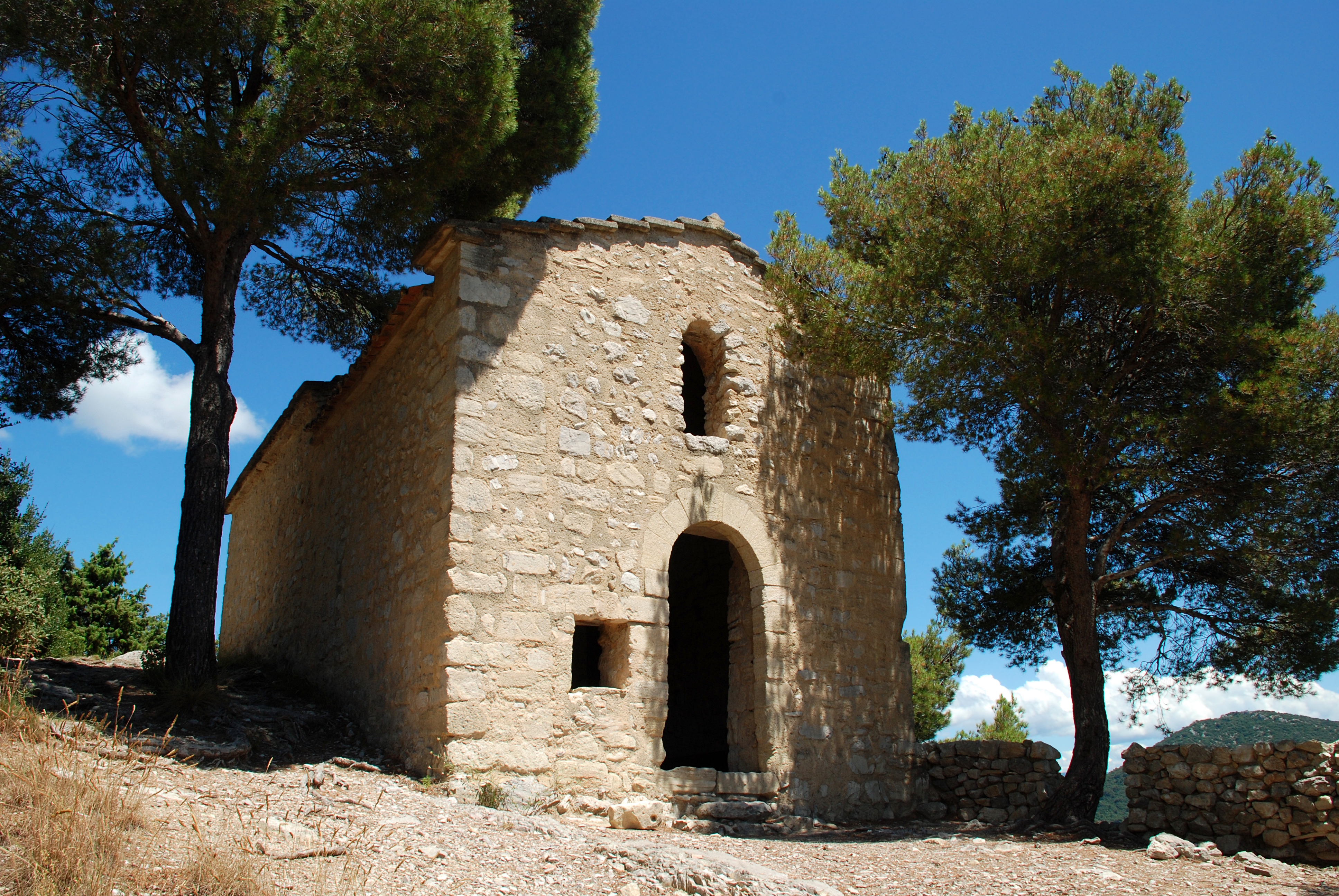
Chapelle Saint-Christophe de Lafare.
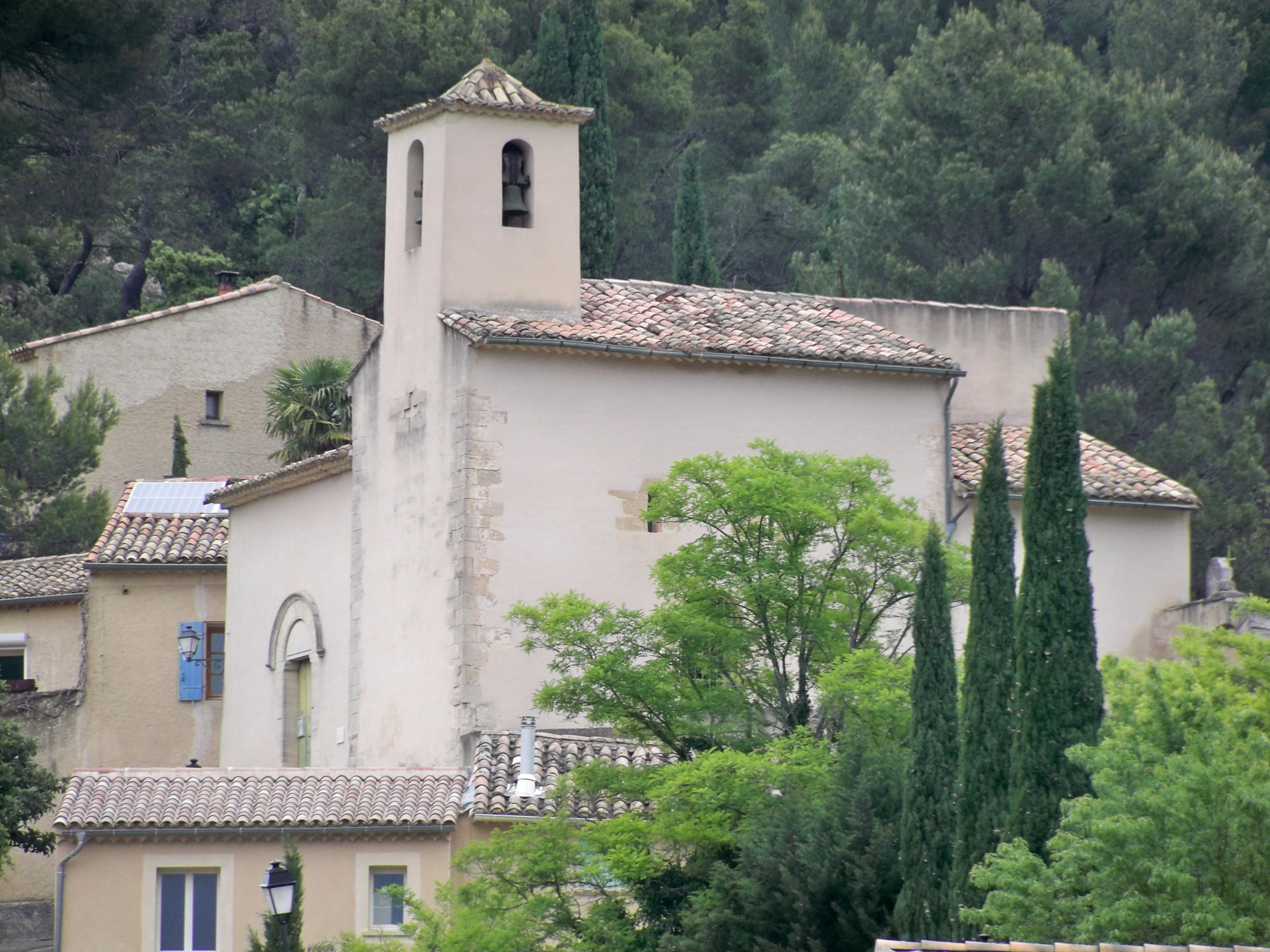
Église de Lafare.
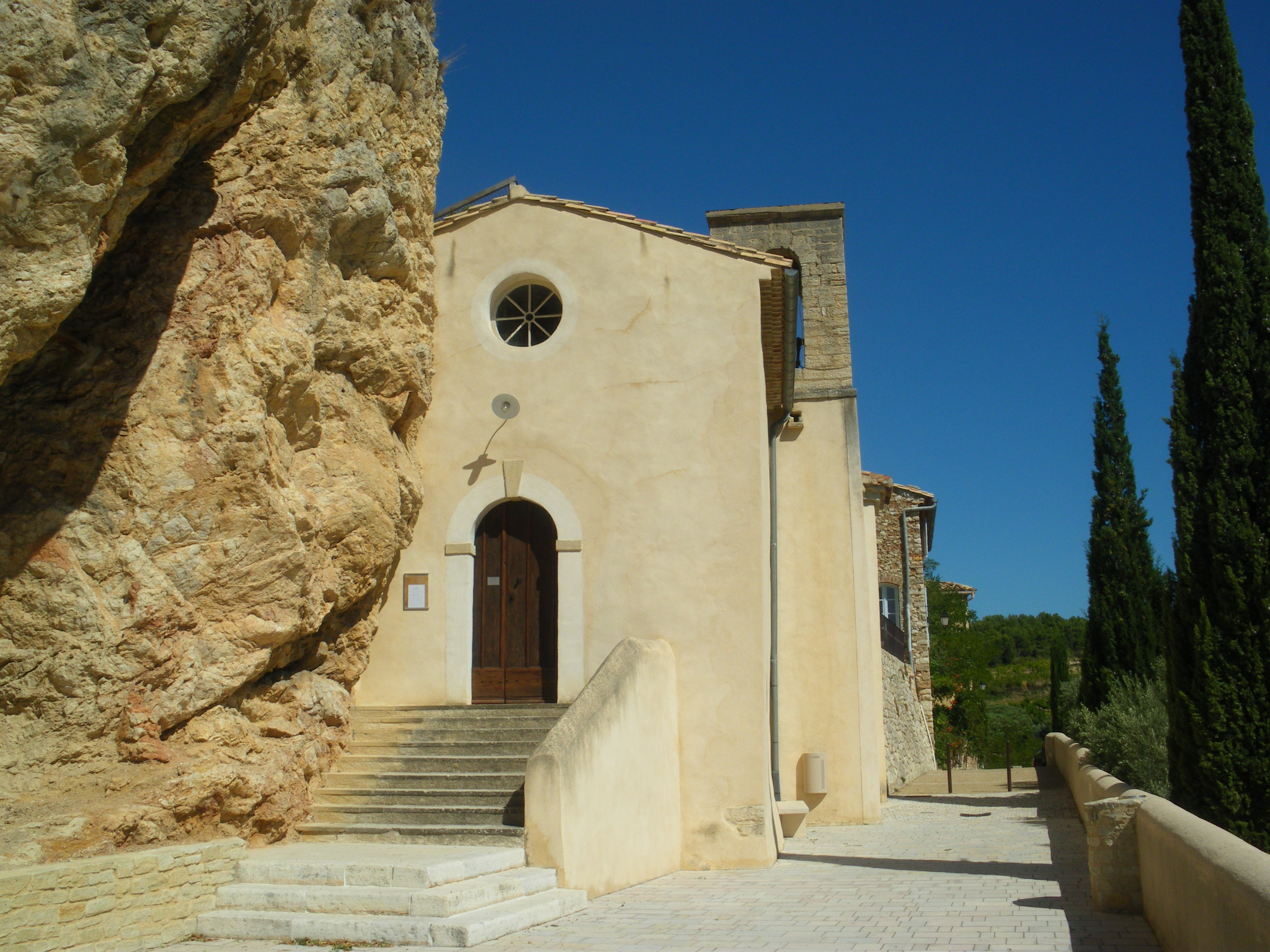
Église de la Roque Alric.
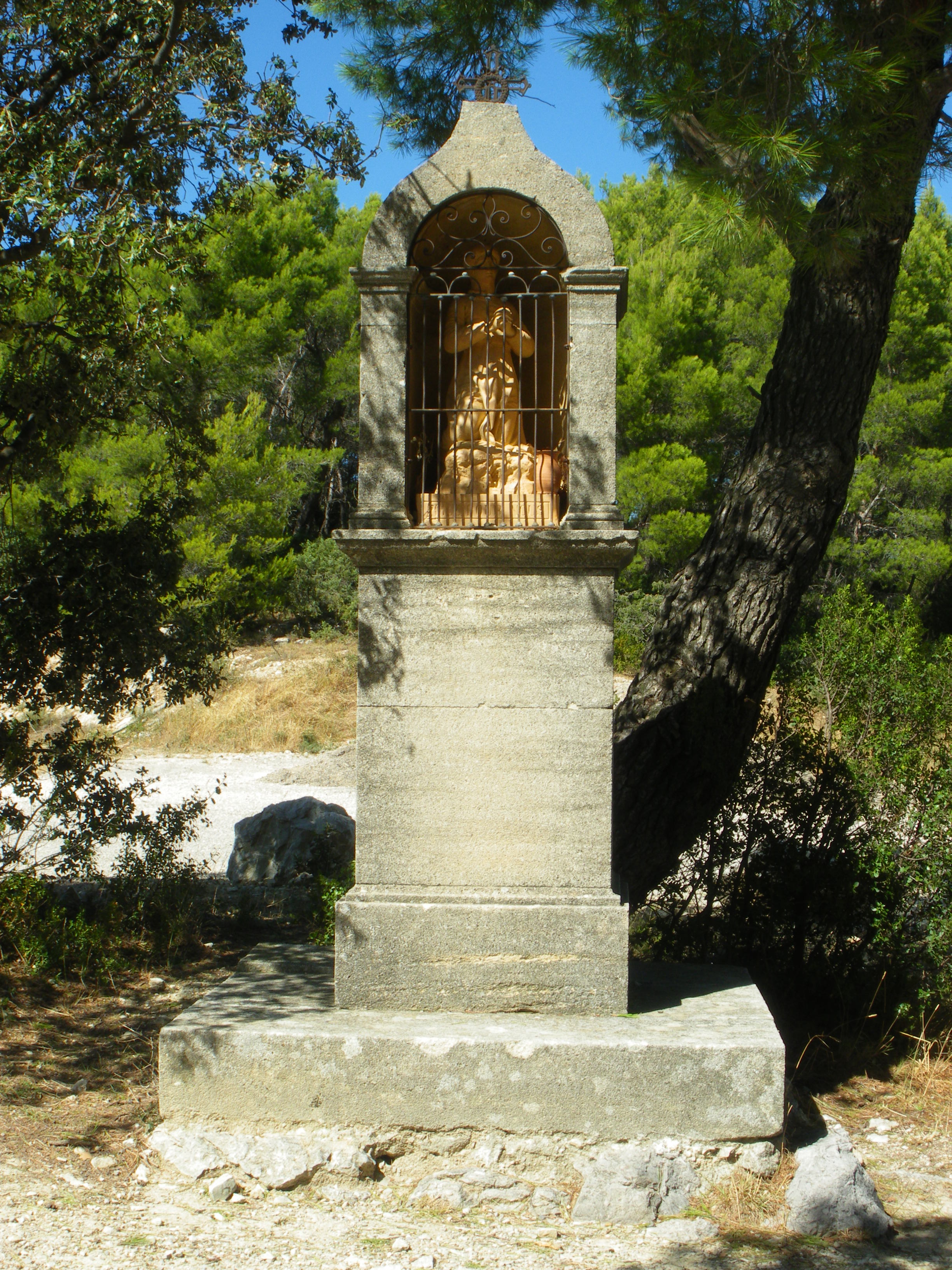
Oratoire à La Roque Alric.
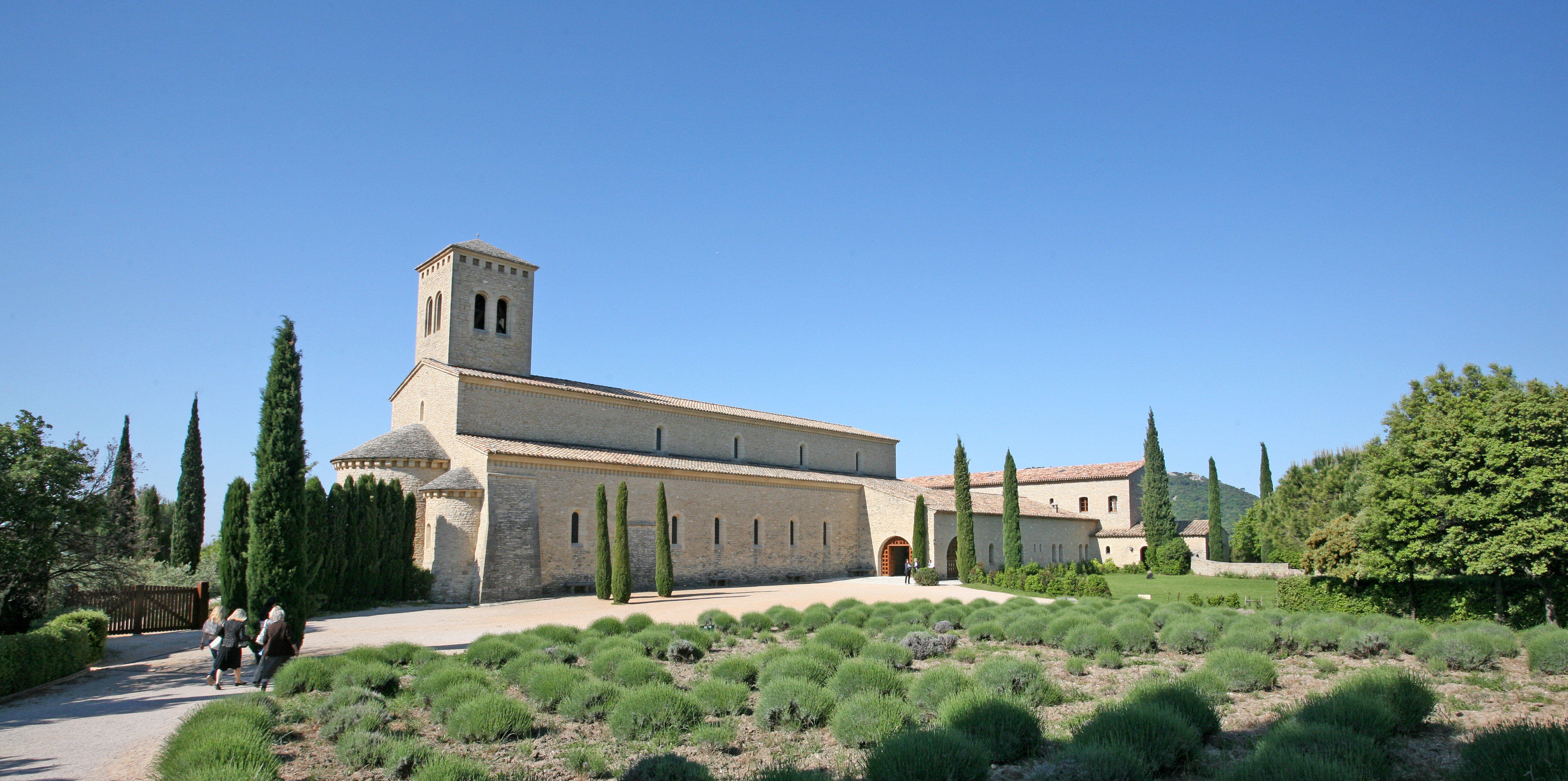
Abbaye Sainte-Madelaine du Barroux.
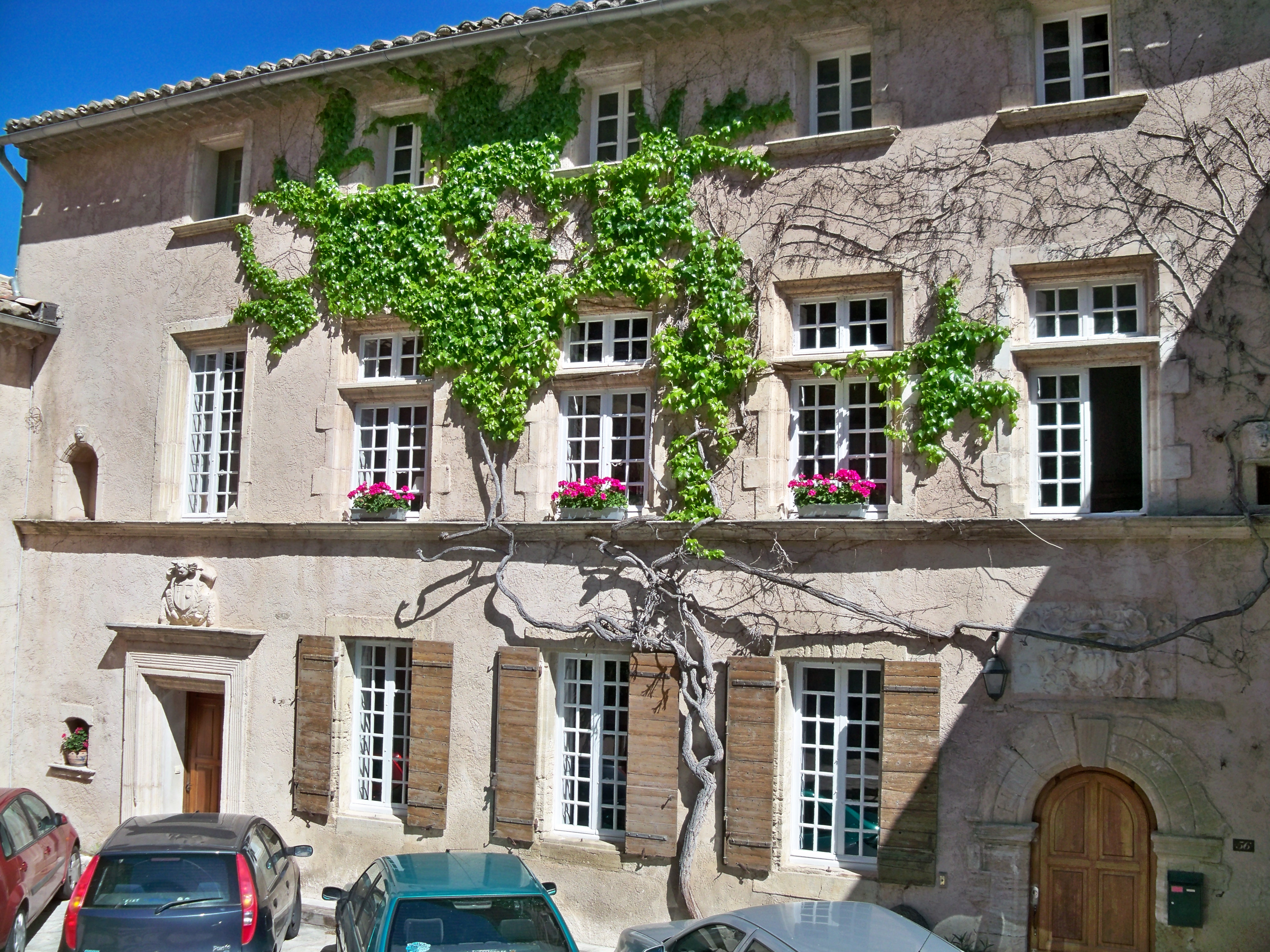
Hôtel-Dieu du Barroux.
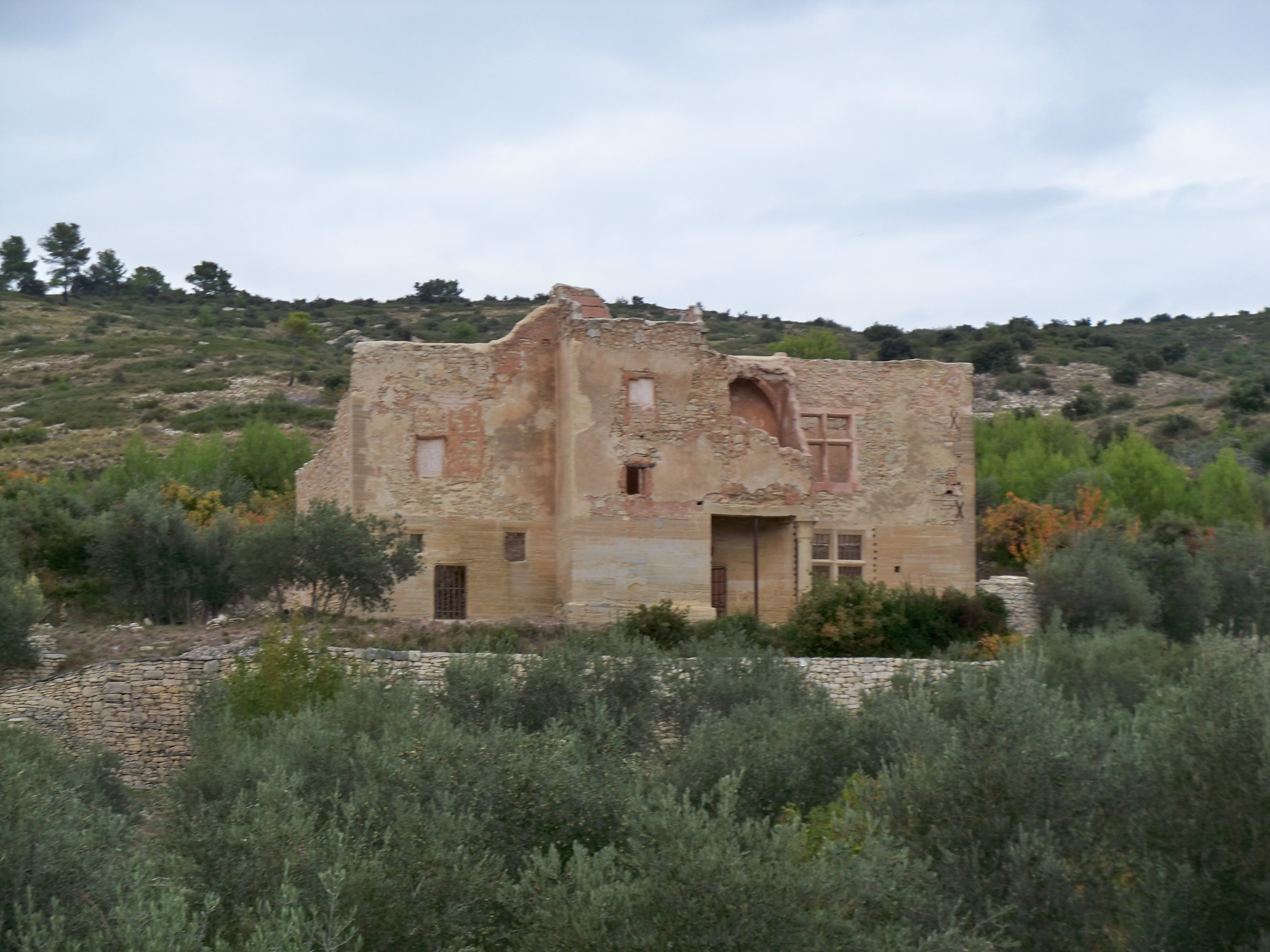
Pré Fantasi - Maison des Cardinaux Barberini au Barroux.
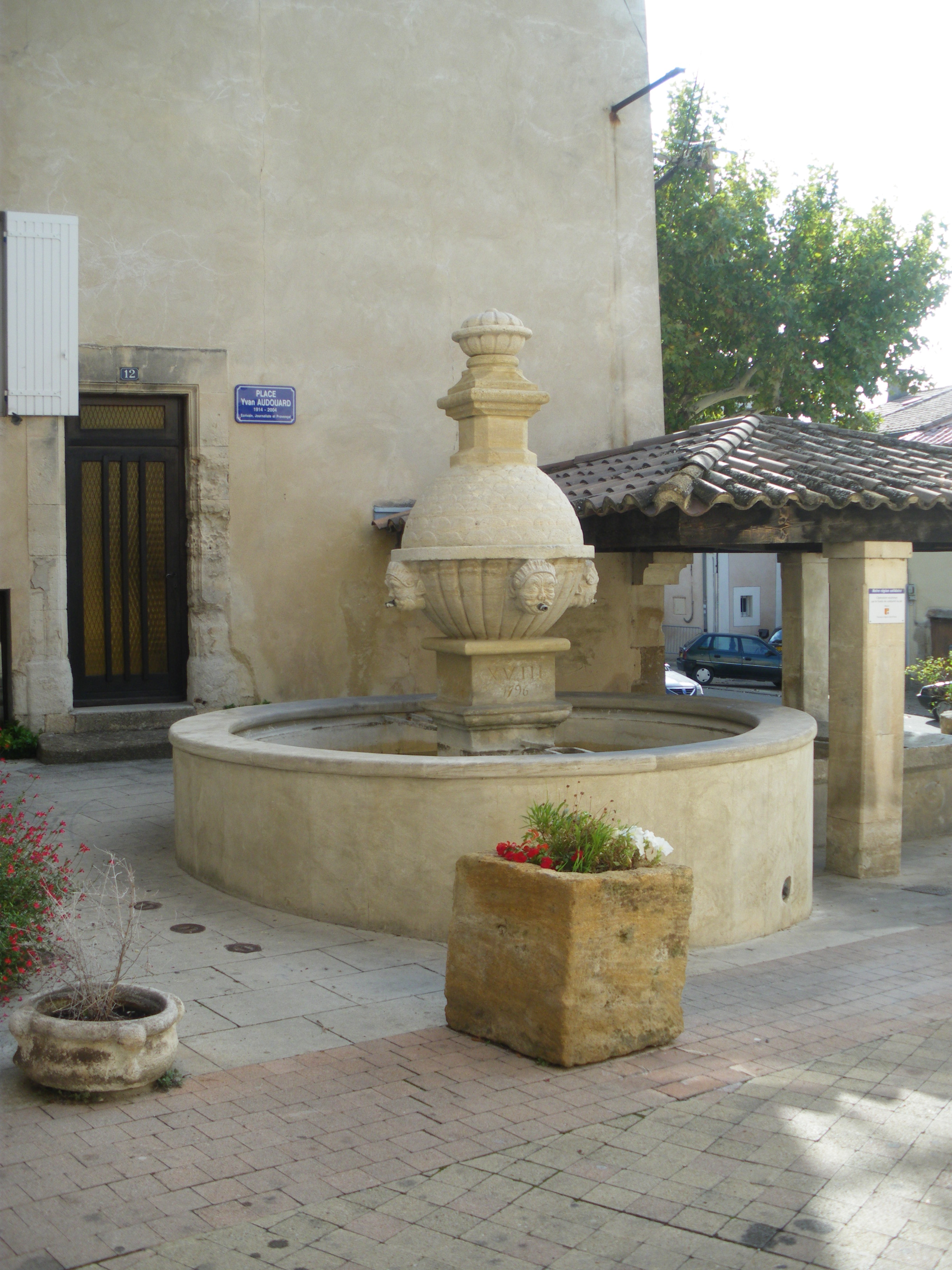
Fontaine à Sablet.
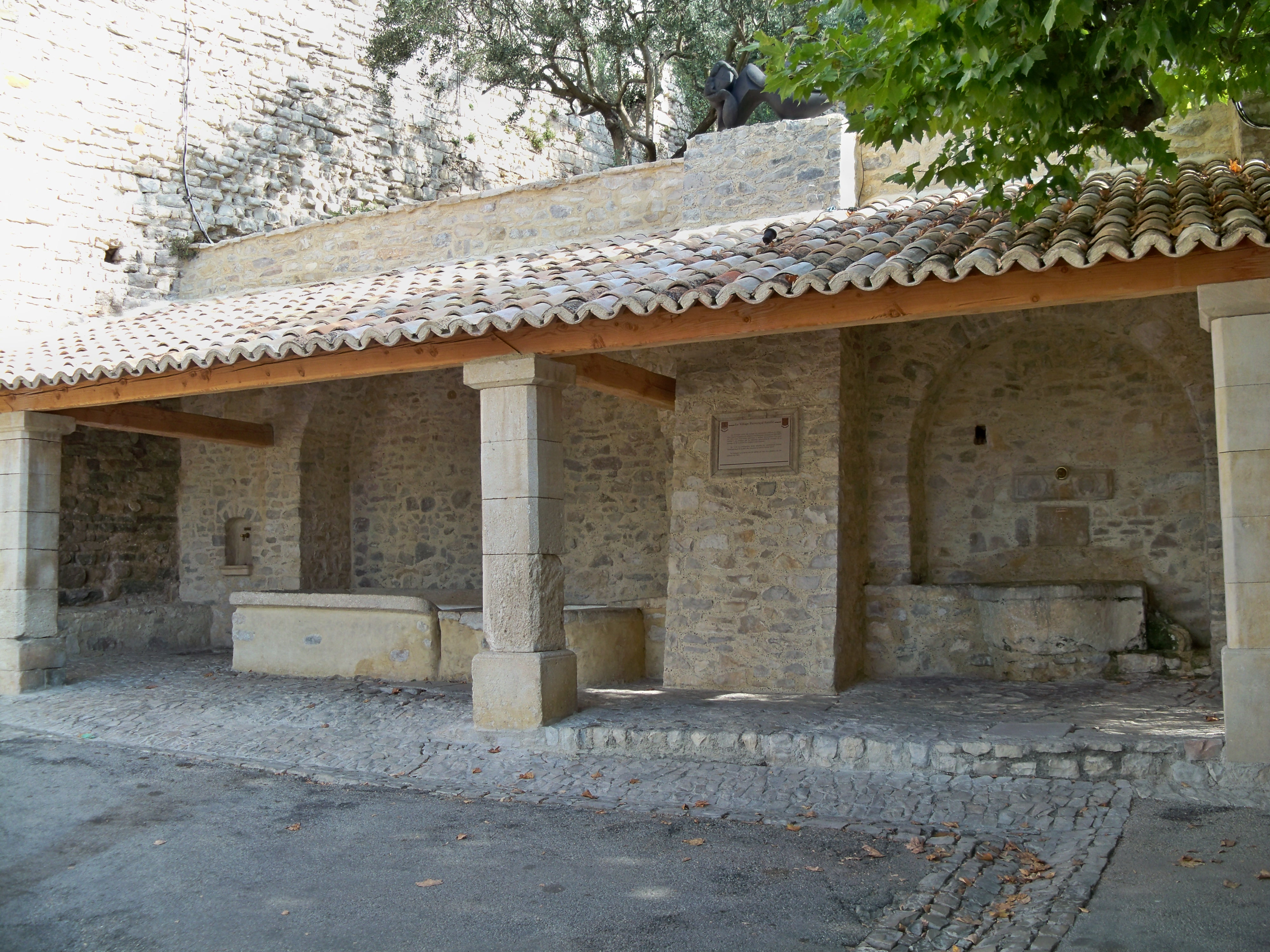
Lavoir de la porte Neuve à Séguret.
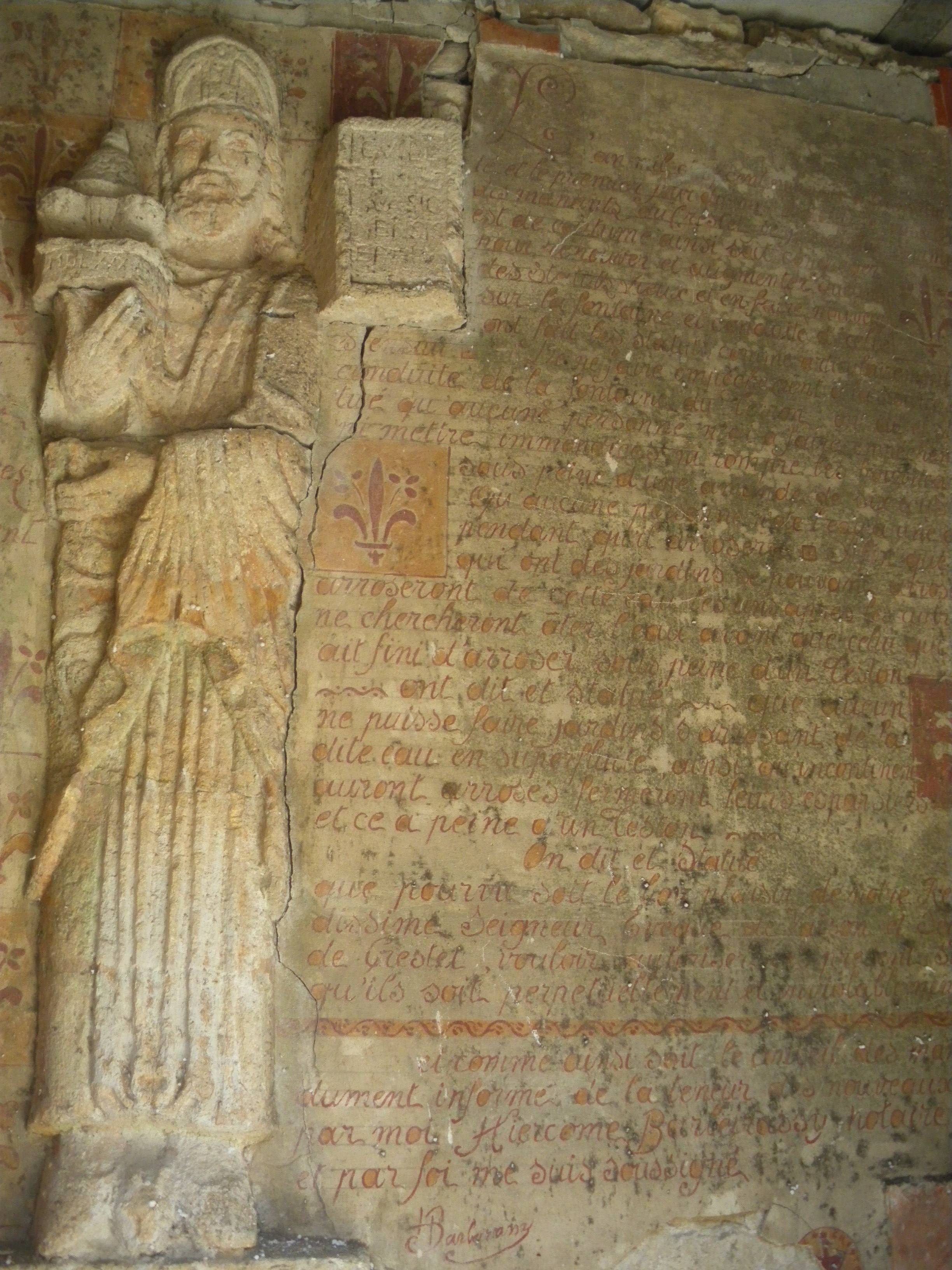
Crestet - Hommage aux évêques.
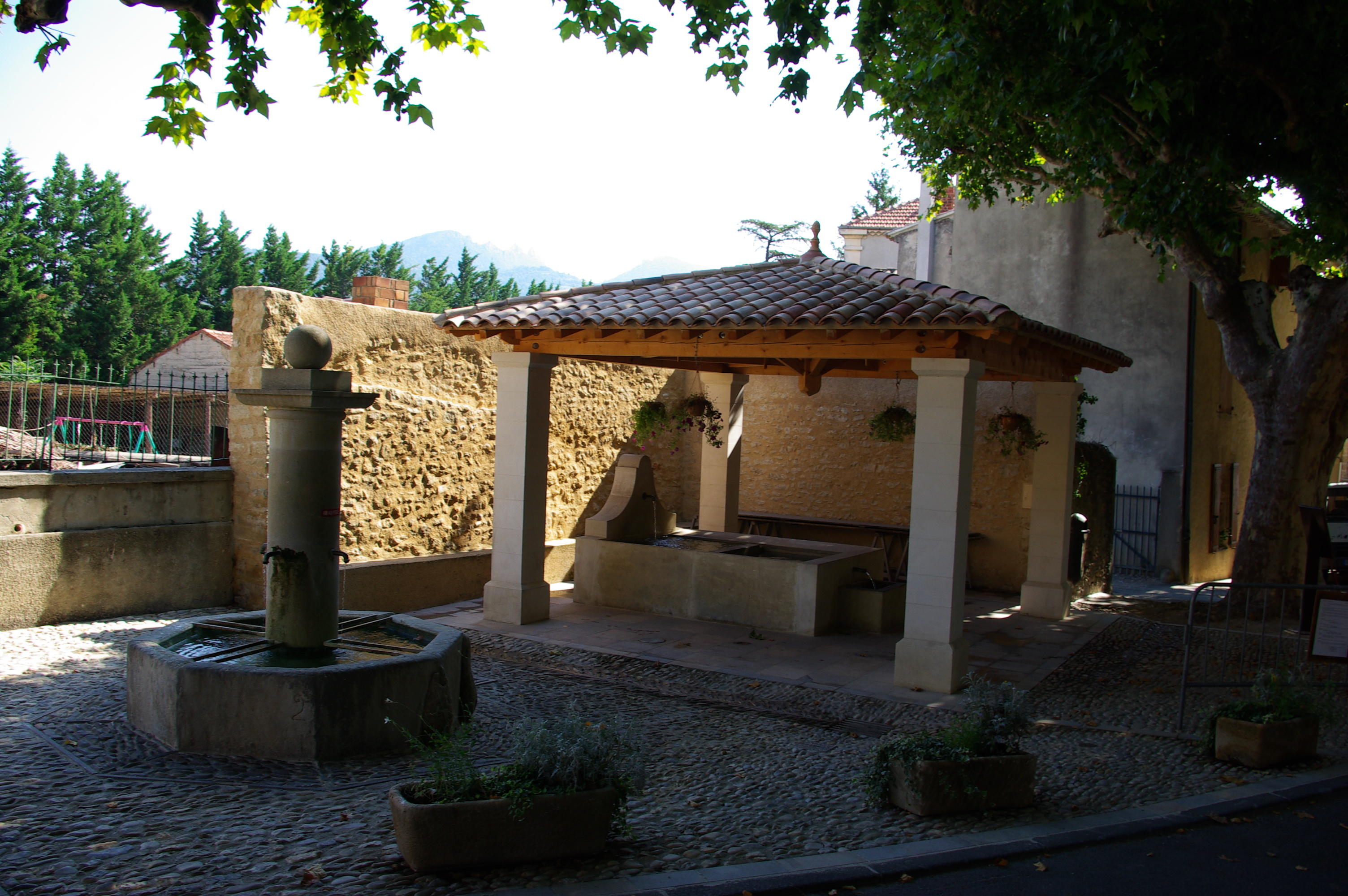
Lavoir et fontaine à Vacqueyras.
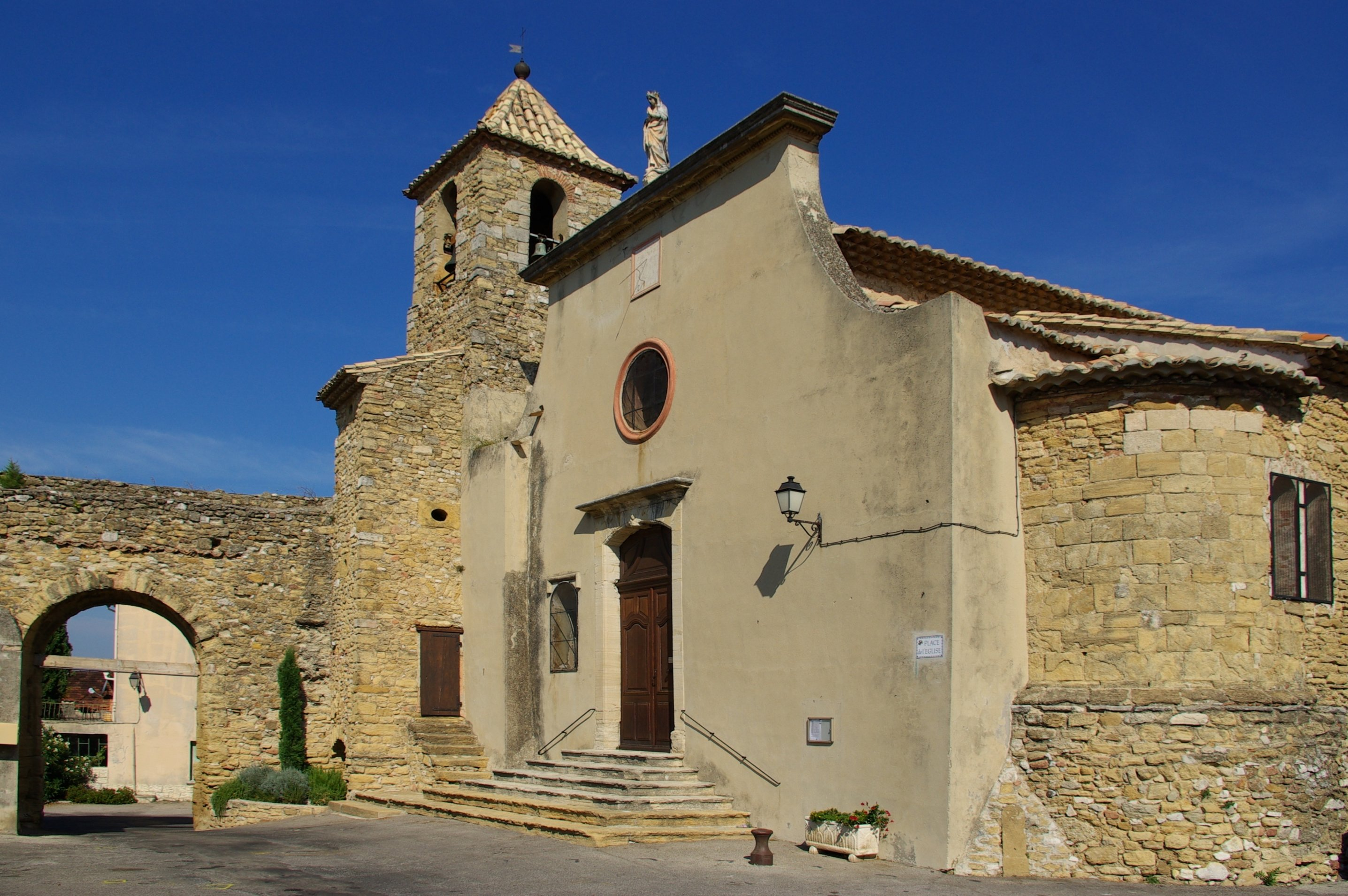
Église Saint-Barthélemy de Vacqueyras.

## Personnalités liées aux Dentelles de Montmirail
- François-Vincent Raspail, né à Carpentras, proclama la République le 22 février 1848.
- Jean-Pierre Darras, enterré à Suzette.
- Frédéric Mistral, prit les eaux à Montmirail et chanta, en 1859, dans « Mireille », Lou bon muscat de Baume que se chourlo à la gargato.
- Eugène Raspail, député et paléontologue.
- Théophile Bourbousson, député maire de Sablet, originaire de Gigondas, il fut médecin et directeur des Thermes de Montmirail.
- François Stahly, dont l'atelier du Crestet est devenu une fondation d'art contemporain.
- Joël-Claude Meffre, poète, né à Séguret.